# Université Laval
Ne doit pas être confondu avec le Centre universitaire de la Mayenne - Laval, situé à Laval en France.

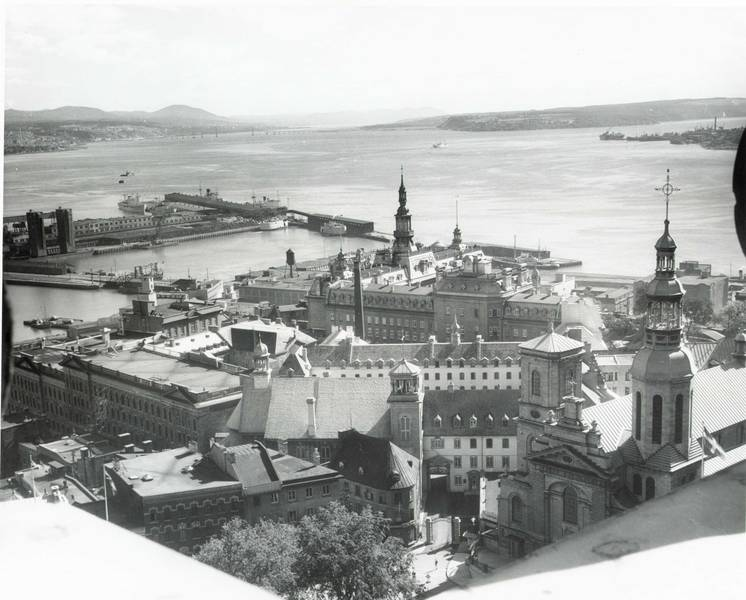
Premier campus de l'Université Laval, dans le Vieux-Québec. On y aperçoit les nombreux édifices du Séminaire de Québec.

L’Université Laval est une université québécoise située à Québec, et est l'une des plus importantes universités du Québec et du Canada. Elle a été fondée en 1852 à l'initiative du Séminaire de Québec, lui-même fondé en 1663, et constitue ainsi le plus ancien établissement d’enseignement supérieur francophone en Amérique, et la sixième plus ancienne université du Canada. Son principal campus est situé au cœur de la ville de Québec, dans la Cité-Universitaire de l’arrondissement de Sainte-Foy–Sillery–Cap-Rouge Québec.
En 2022, l'Université Laval offrait quelque 550 programmes d'études du premier au troisième cycle à 46 586 étudiants et étudiantes. Elle fait partie des dix plus importantes universités canadiennes en matière de recherche avec plus de 500 millions de dollars en fonds de recherche et coopération internationale.
L'université attire également près de 6 600 étudiants étrangers chaque année, et environ 1 000 étudiants du Canada anglais et de l'Acadie. En outre, le programme « Français langue étrangère » offre une formation aux étudiants canadiens anglophones ou étrangers qui désirent apprendre ou parfaire leur connaissance du français.

## Histoire

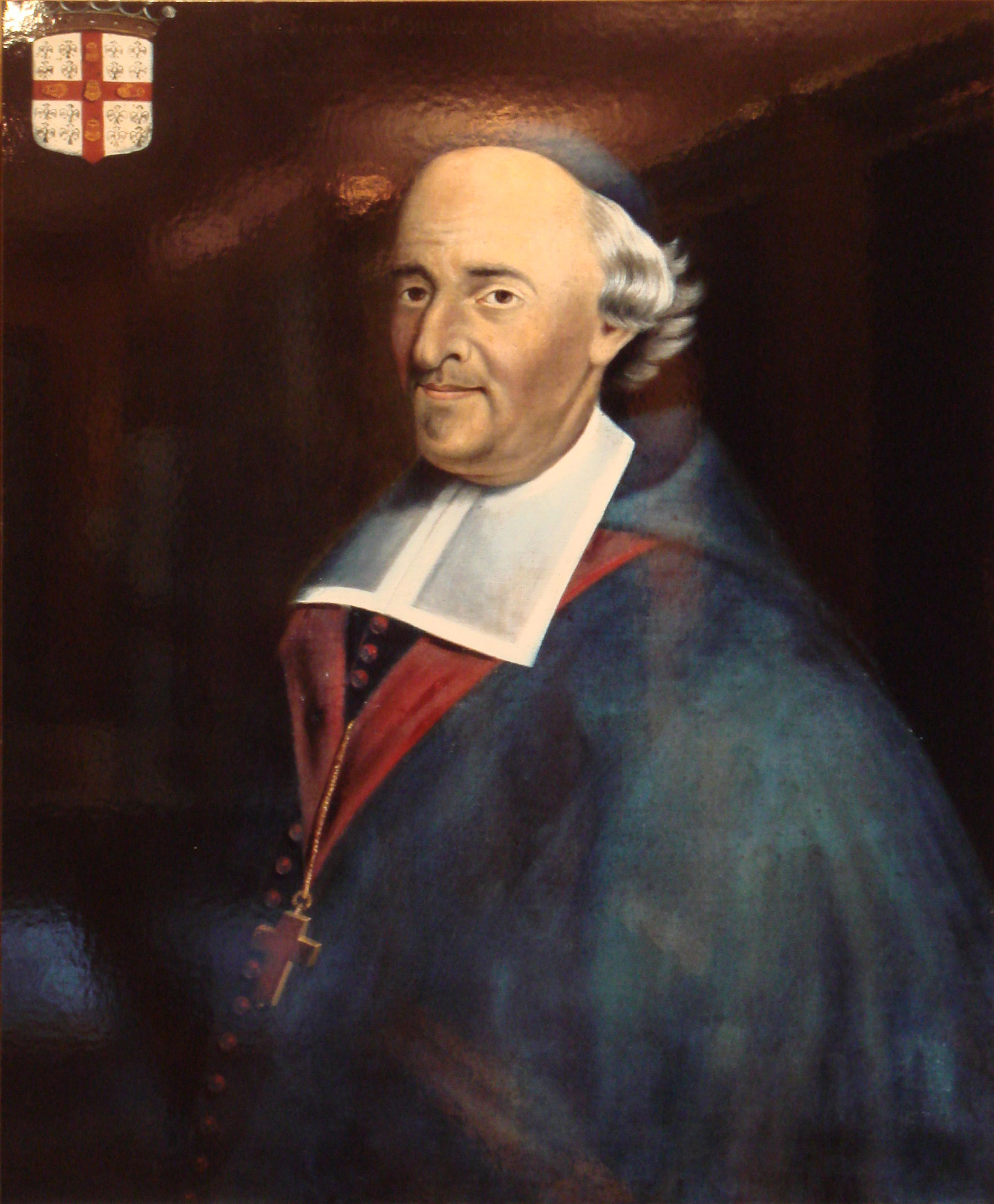
François de Montmorency-Laval (1623-1708), fondateur du Séminaire de Québec. L'Université Laval porte aujourd'hui son nom.

En plus d'être le deuxième établissement d'enseignement supérieur au Québec, l'Université Laval a également été la première université francophone en Amérique.

L'origine de l'université remonte à 1663 avec la fondation du Séminaire de Québec par François de Montmorency-Laval, le premier évêque de la Nouvelle-France, (la création du séminaire est confirmée par le roi Louis XIV). À l'époque du Régime français, l'institution avait pour rôle de former des prêtres pour les villages de la Nouvelle-France. Après la Conquête, en 1759, les Britanniques décident d'élargir les formations offertes aux professions libérales. En 1852, alors que les Canadiens français n'avaient pas encore accès à l'éducation supérieure, l'abbé Louis-Jacques Casault reçoit une charte royale octroyée par la reine Victoria, ce qui vient officiellement constituer l'Université Laval, en l'honneur du fondateur du Séminaire de Québec, en tant qu'université le 8 décembre. Ce sera désormais cette date qui sera la date anniversaire de l'Université. 
Cette charte est un texte juridique qui établit les droits de propriétés, les privilèges, les pouvoirs et l’organisation d’une personne morale, appelée corporation, qui, de ce fait, a la capacité d’une personne physique. Dans ce cas-ci, c’est une corporation déjà existante, le Séminaire de Québec, qui reçoit le droit de « conférer des degrés » et « tous les droits, pouvoirs et privilèges d’universités ». La charte ne crée pas une nouvelle corporation, mais étend les droits et privilèges d’une corporation existante.
Ainsi, dès le début et pour longtemps, la distinction entre le Séminaire de Québec et l’Université Laval demeure floue, particulièrement concernant la Faculté de théologie. Par la charte, « […] le Séminaire de Québec et ses directeurs reçoivent, […], le droit, les pouvoirs et les privilèges d’une université, c’est-à-dire la possibilité de décerner des grades académiques dans les arts et les autres Facultés. »  Pendant longtemps, les mêmes personnes ont géré les deux entités et, ainsi que l'affirme Mgr Ferdinand Vandry  ancien recteur de l'Université :
L’Université Laval doit sa naissance et son existence au Séminaire Québec, et comme le déclare la Sacré Congrégation des Séminaires et Universités, il n’y a pas à s’étonner que ces deux Institutions, bien que complètement distinctes, soient tellement unies entre elles qu’on ne puisse les séparer. Cette union est reconnue en terme exprès dans la Charte royale de Londres, et le Saint-Siège, dans la Bulle canonique d’érection de l’Université, n’a voulu s’y opposer en aucune façon. 
Jusqu’à la création de la Division des archives de l'Université Laval au milieu des années 1960, la gestion des archives du Séminaire et de l’Université était confiée à une entité administrative unique. De fait, le papier à lettre avec en-tête faisait jusqu’alors référence aux deux institutions.
Le 15 mai 1876 l’Université obtient, par la bulle Inter Varias Sollicitudines du pape Pie IX, le statut d’université pontificale. En 1878, le Séminaire ouvre une « succursale » de l'Université Laval à Montréal, qui deviendra l'Université de Montréal en 1920.
Au début du XXe siècle, l'Université compte seulement quatre facultés, à l'image des universités françaises sur le modèle desquelles elle est conçue : Médecine, Droit, Théologie et Arts. Bientôt par la suite seront créées plusieurs facultés et écoles dont celles de Musique, de Philosophie, des Lettres, des Sciences et du Génie, de l'Agriculture puis Sciences sociales. Cependant, à partir de 1925, l'Université manque cruellement d'espace dans son campus initial du Vieux-Québec. Elle ne peut pas construire de nouveaux bâtiments dans cette section de la ville la plus urbanisée de l'époque. Certaines nouvelles écoles doivent loger dans des édifices existants du quartier. Après plus d'un siècle d'existence, l'Université Laval décide de sortir des murs de Québec pour s'installer plus à l'ouest, à Sainte-Foy. Un premier site est temporairement occupé au milieu du XXe siècle sur la terrasse Dandurand. L'École de chimie, construite entre 1923 et 1925, l'École des mines, construite entre 1939 et 1941 ainsi que le pavillon Monseigneur-Vachon, construit en 1949, deviendront plus tard respectivement le pavillon Jacques-Marquette, le pavillon Irma-Levasseur et le pavillon Simonne-Monet-Chartrand du Cégep Garneau. C'est en 1950 qu'on dessine les plans d'un vaste campus qui est devenu de nos jours la cité universitaire (à ne pas confondre avec le quartier du même nom où s'insère le campus).
Jusqu’au début du XXe siècle, les activités se limitent à l’enseignement. La Première Guerre mondiale provoque une prise de conscience de l’importance des techniques et des sciences. À l’Université Laval, ceci a pour conséquence la création en 1920 de l’École supérieure de chimie avec l'intégration de la recherche comme seconde mission pour l'établissement,.
Durant la Révolution tranquille, l'effectif des étudiants croît de façon importante à la suite de la réforme de l’éducation au Québec et à la fin du monopole de l'Église catholique romaine sur la gestion de l'instruction publique. L'université, désormais non confessionnelle depuis qu'elle a adopté une nouvelle charte en 1971, voit augmenter ses rangs de près de 10 000 étudiants entre 1960 et 1970. Les premiers centres de recherche sont fondés. En 1972, son recteur sera désormais élu.
En 1978, l’Université achète l’édifice du Grand Séminaire – le futur pavillon Louis-Jacques-Casault – ainsi que le terrain adjacent (correspondant environ à la zone entre l’avenue du Séminaire et l'avenue Myrand) de la Corporation de l’œuvre du Grand Séminaire. Ceci rend l'Université propriétaire de l'ensemble du campus.
De 1980 à 2000, l'université développe la collaboration internationale en augmentant sa notoriété à l'étranger et en attirant des chercheurs et des étudiants d'ailleurs. À l'aube du XXIe siècle, la population étudiante est maintenant majoritairement composée de femmes.

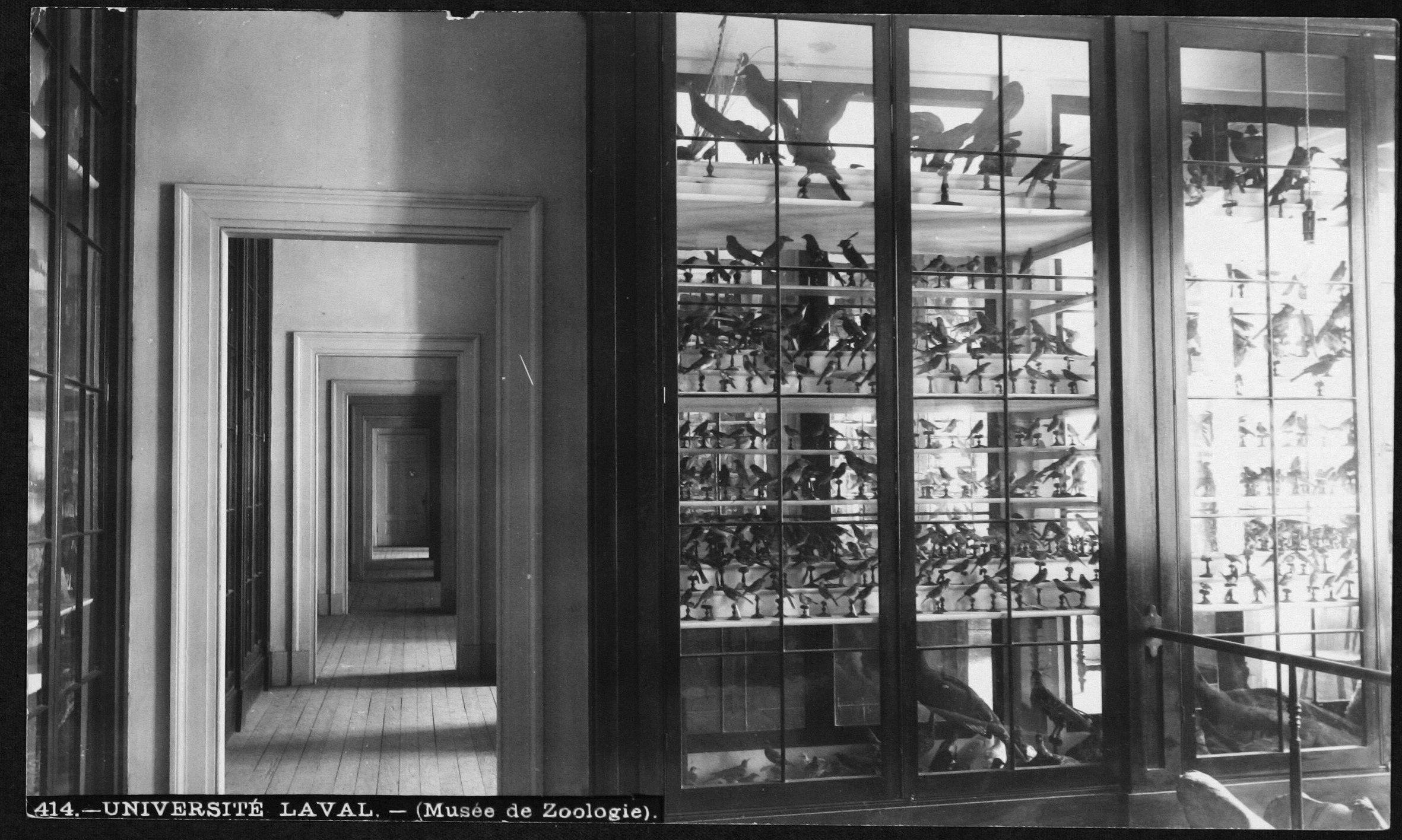
Musée de zoologie, vers 1900.
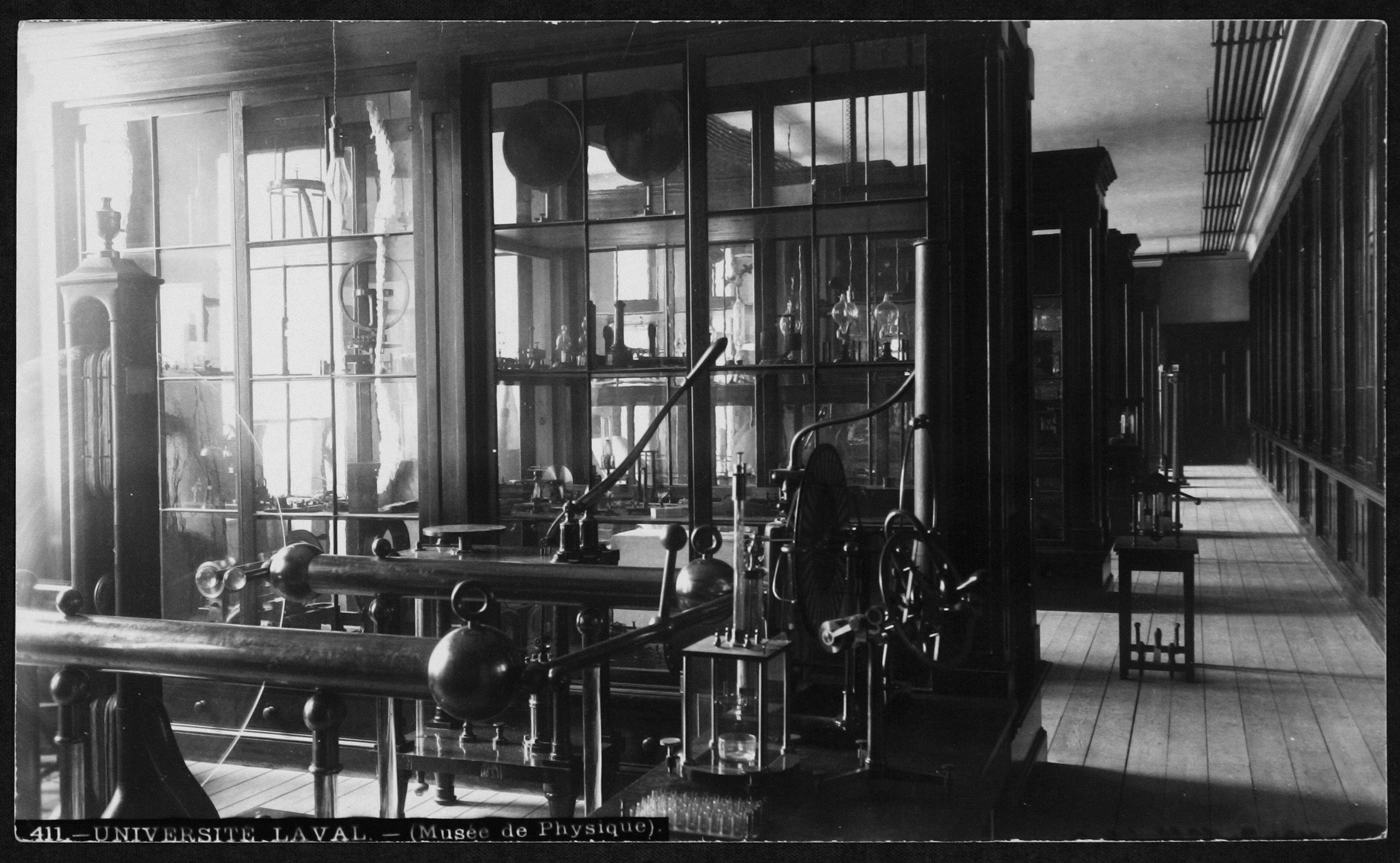
Musée de physique, vers 1900.
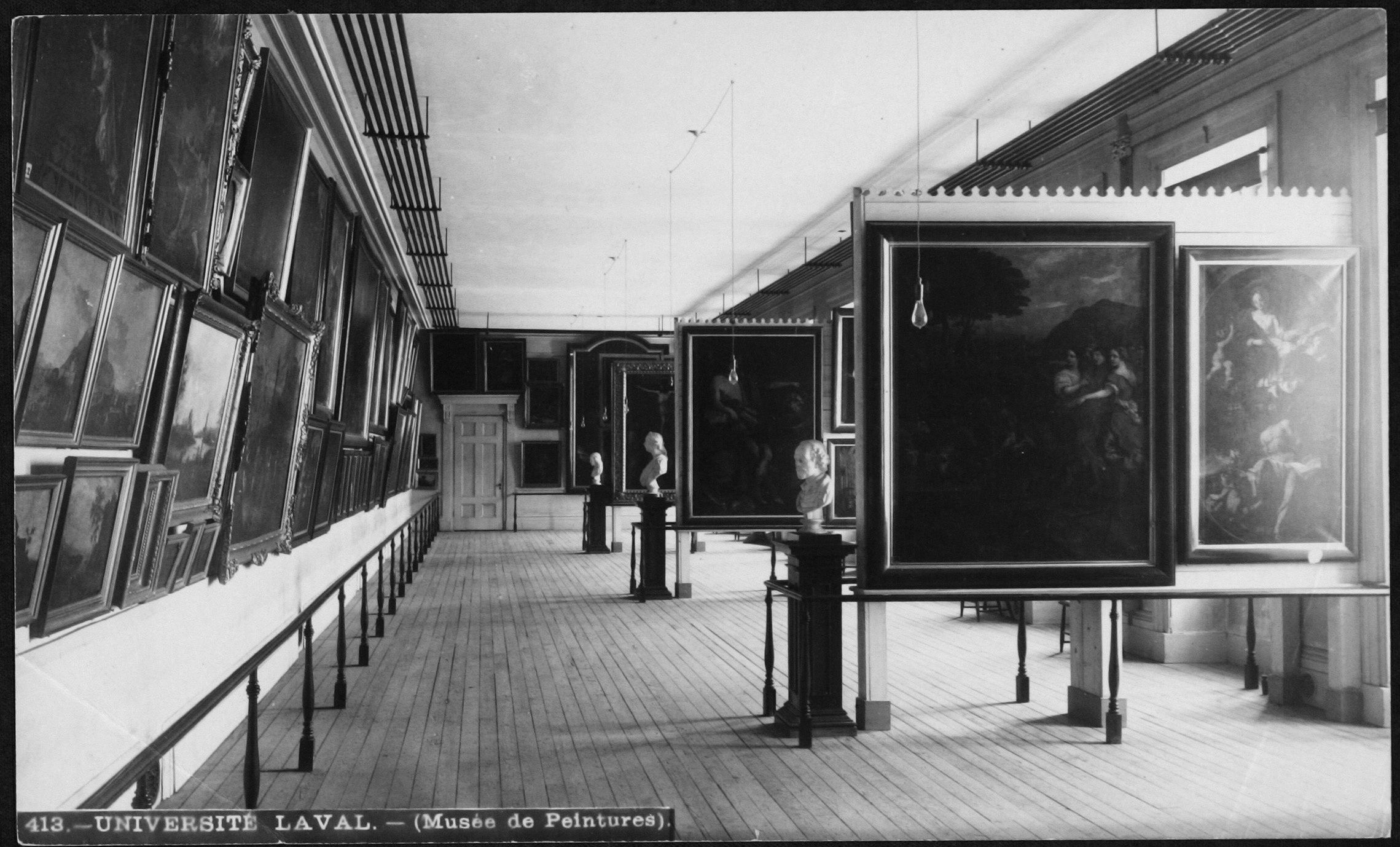
Musée de peintures, vers 1900.
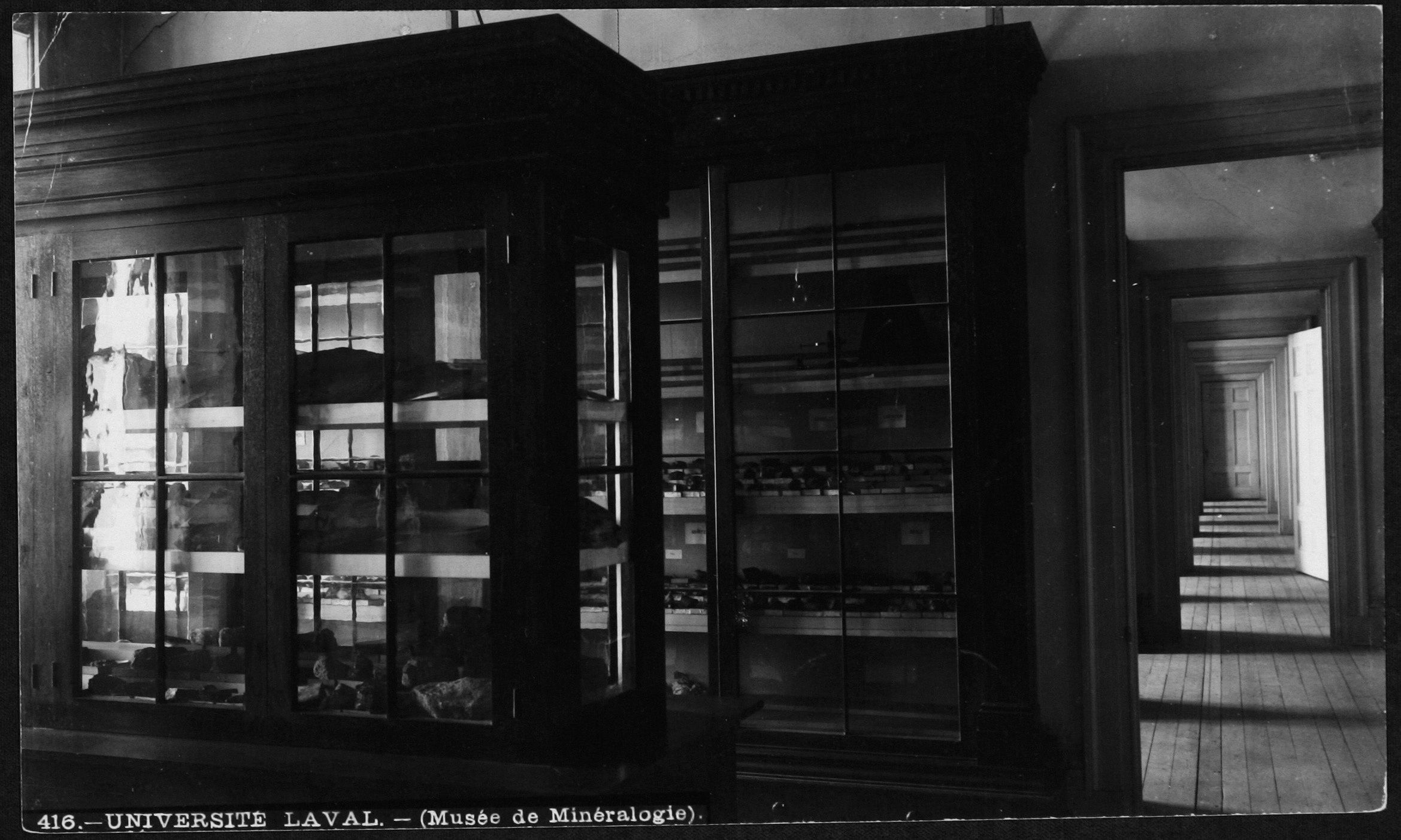
Musée de minéralogie, vers 1900.
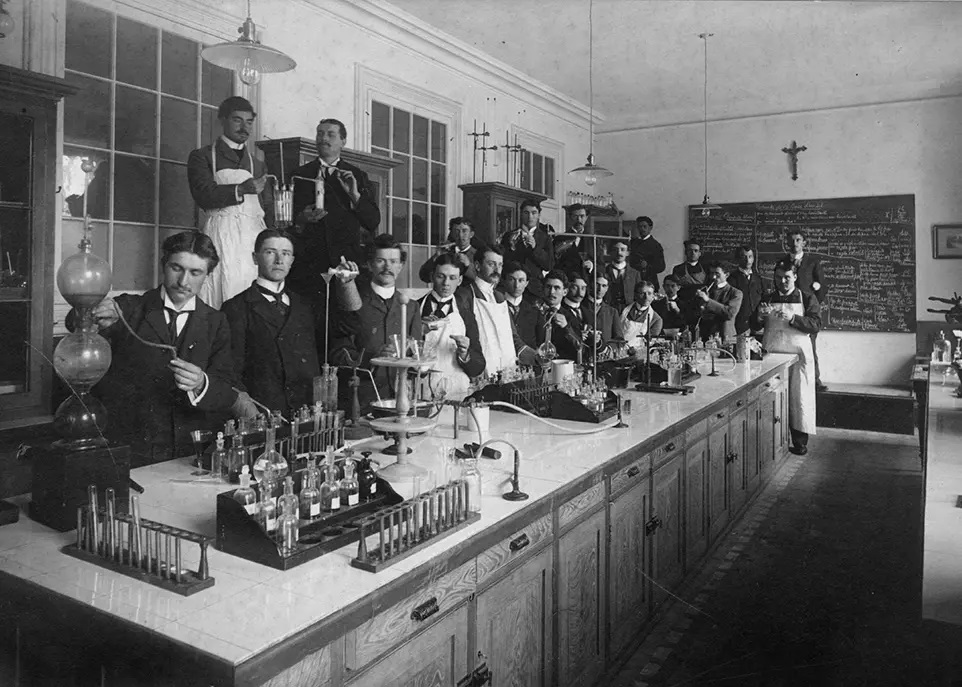
Étudiants en médecine, vers 1900.
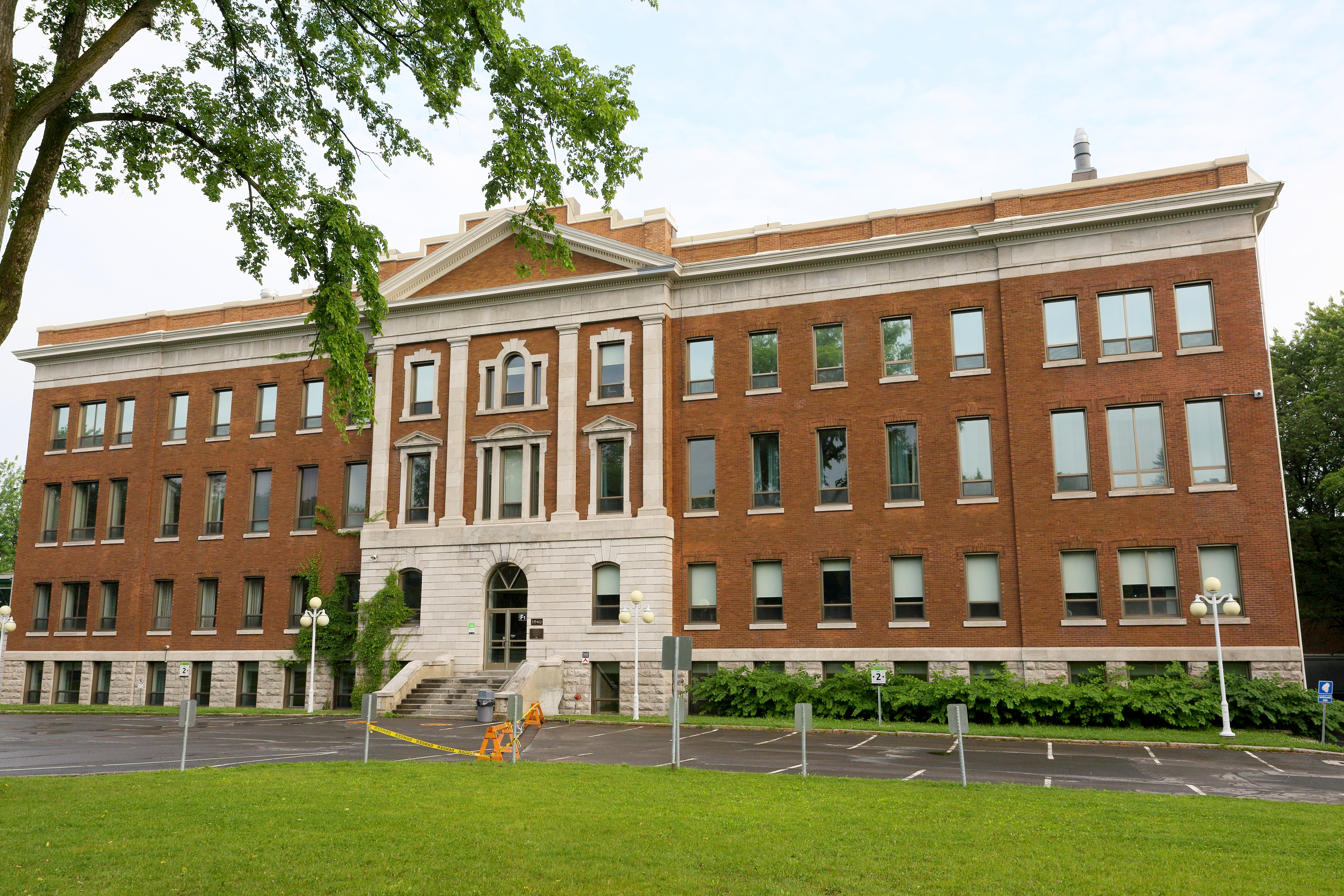
Le pavillon Jacques-Marquette du Cégep Garneau, anciennement l'École de Chimie.
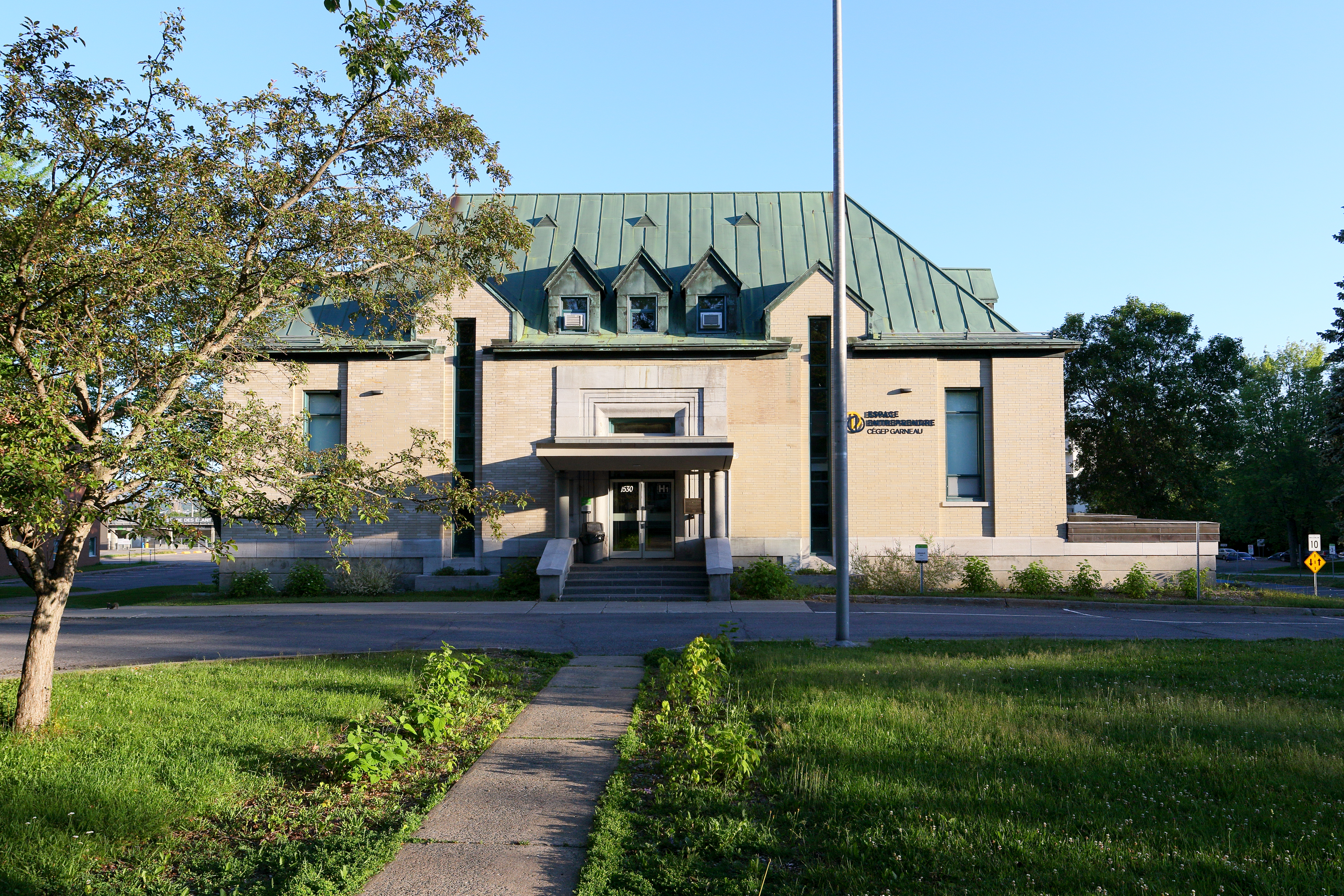
Le pavillon Simonne-Monet-Chartrand du Cégep Garneau, anciennement le pavillon Monseigneur-Vachon.
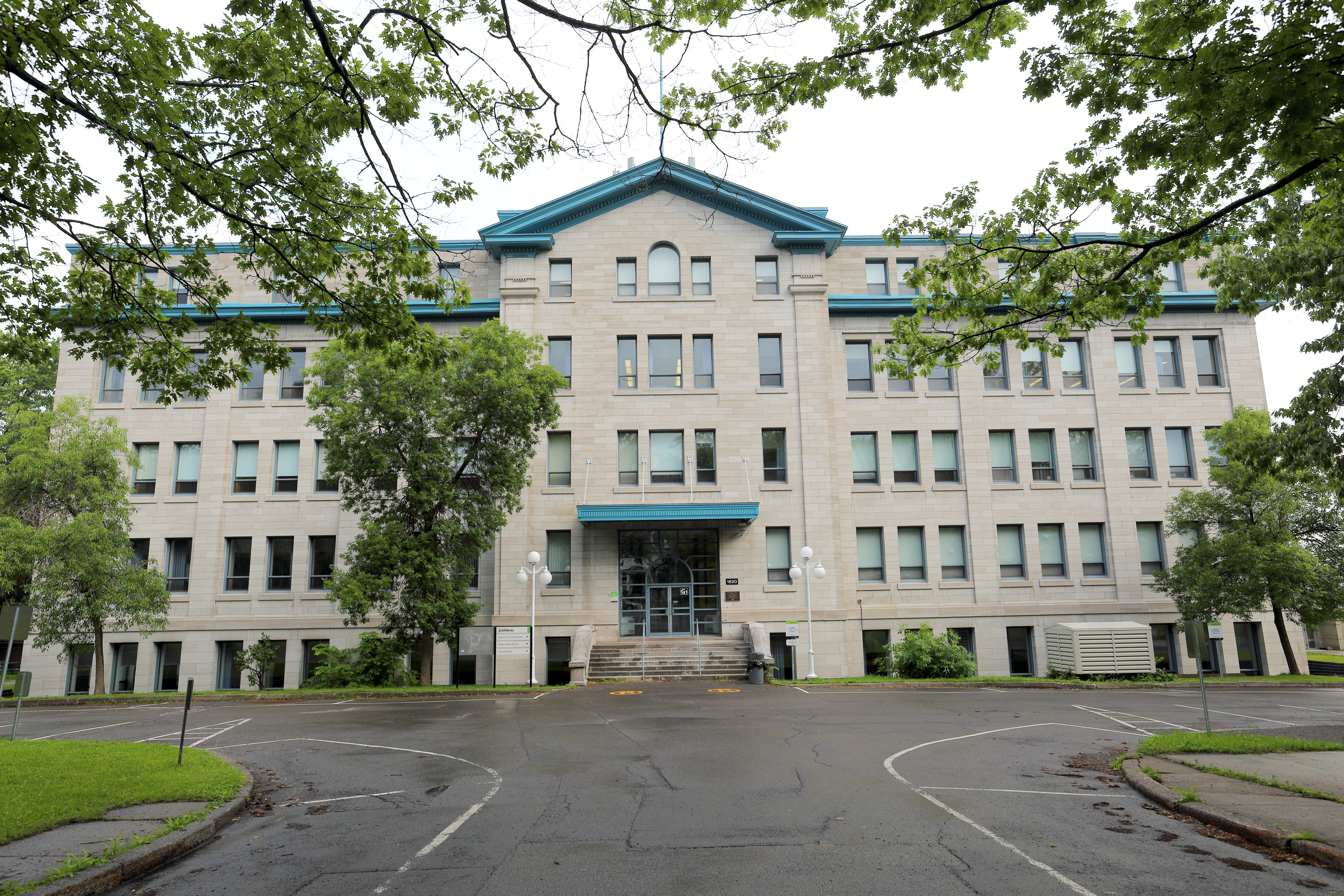
Le pavillon Irma-Levasseur du Cégep Garneau, anciennement l'École des Mines.
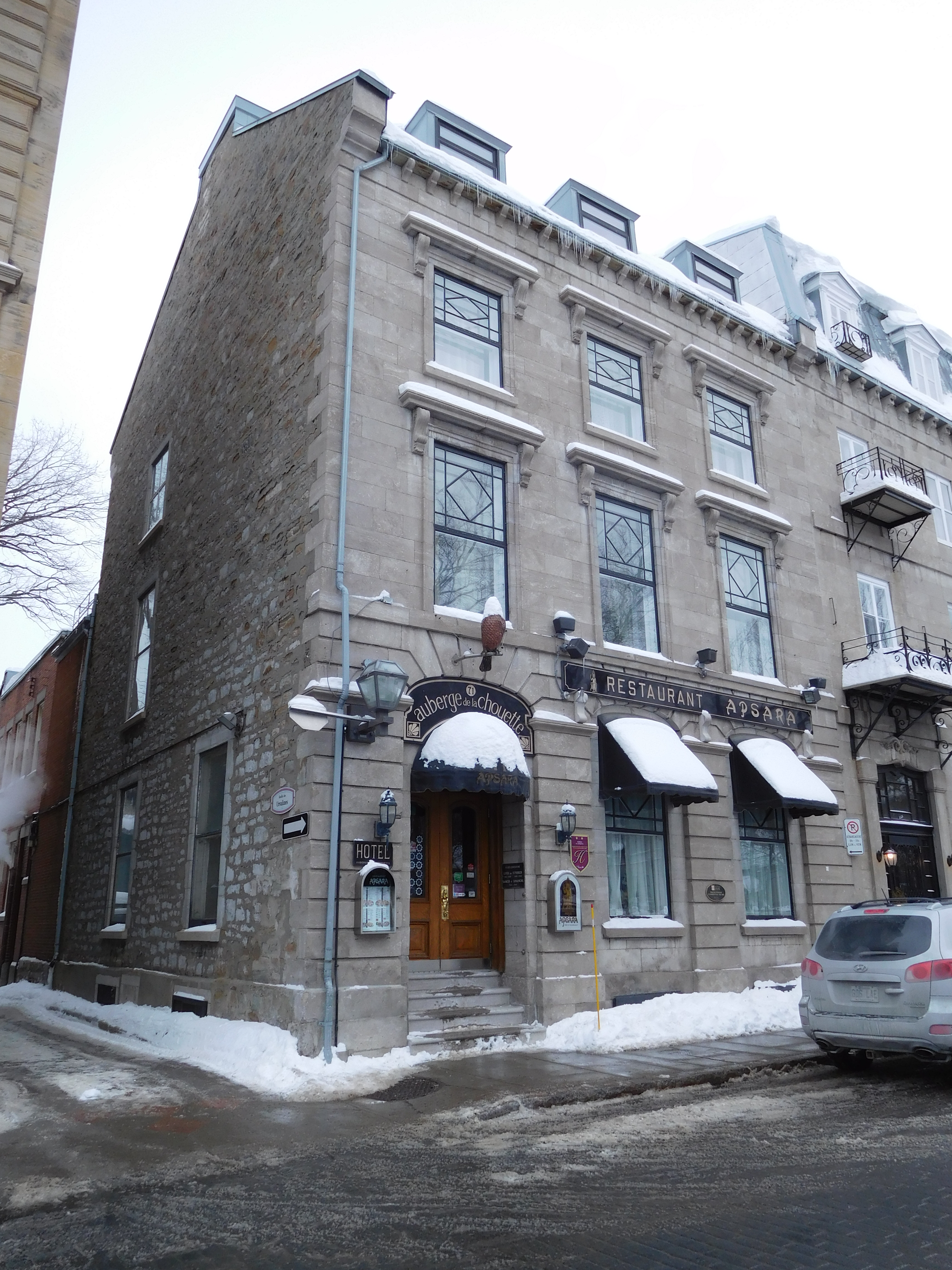
Le 71 rue d'Auteuil accueillit l'École de pédagogie et d'orientation de 1945 à 1961.
Le 5 rue Hébert accueillit la faculté des sciences sociales de 1938 à 1961.

## L'admission des femmes à l'Université Laval
En 2020, la proportion de femmes aux études tous cycles confondus se situait autour de 60% et le niveau de diplomation frôlait 60%, ce qui situe l'Université Laval environ dans la moyenne provinciale. À Laval, le point de bascule se situe en 1984 où la proportion de femmes aux études atteint celle des hommes.
L'admission des femmes à l’université, en augmentation constante depuis la fin du XIXe siècle, affiche un retard du côté des établissements francophones au Québec. À l’origine de cette particularité se trouve l’importance historique de l’Église catholique dans la société québécoise, notamment dans le cas de l’Université Laval pour laquelle la direction, jusqu’en 1971, n’est nul autre que le Séminaire de Québec. Aussi, au cours de la première moitié du XXe siècle, « l'Université Laval, fidèle aux préceptes de l'Église catholique, s’opposera à l’accession des femmes aux hautes sphères du savoir et maintiendra une différence délibérée entre éducation féminine et instruction ».

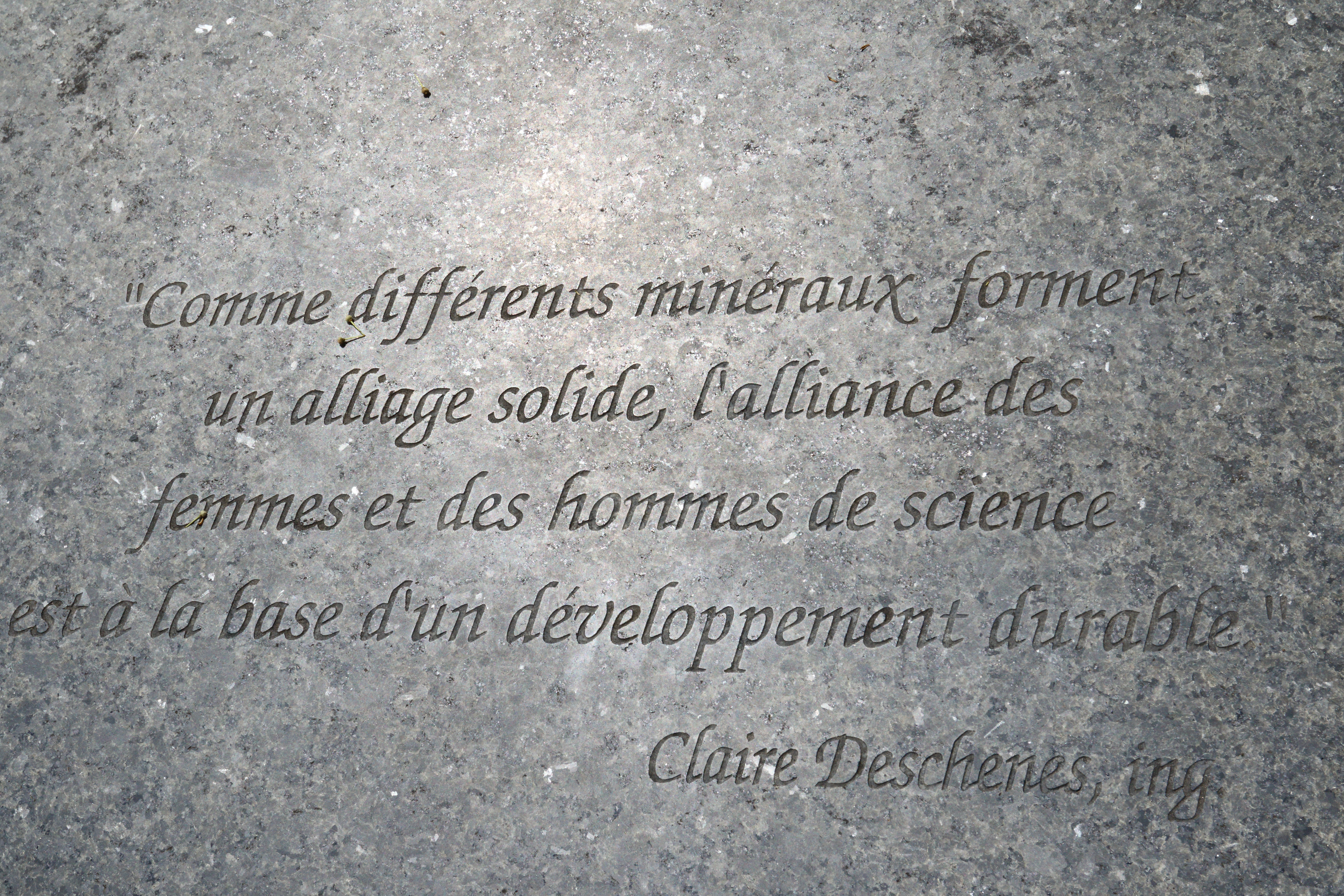
« Comme différents minéraux forment un alliage solide, l'alliance des femmes et des hommes de science est à la base d'un développement durable ». Claire Deschênes, ing. Détail de la Table commémorative de la tragédie de l'École Polytechnique située dans le jardin géologique

« L'admission des femmes à l'Université Laval se démarque du processus occidental général à cause du maintien des obstacles idéologiques et structurels posés aux ambitions scolaires féminines. […] les dirigeants de Laval vont réussir à maintenir le statu quo sur le non-accès des femmes à l'étude de la médecine jusqu'en 1936. L'admission des femmes à l'Université Laval est marquée par l'obstruction. »
Sous la gouvernance du Séminaire de Québec, les avancées observées sur la condition féminine à l'Université Laval ne sont pas l’expression d’un changement de paradigme dans la conception de la vie sociale des dirigeants. Elles sont issues de l’impossibilité de freiner complètement l’influence de pressions sociales externes et la détermination des étudiantes. Cette conception est illustrée dans ce passage publié en 1944 par Gonzalve Poulin, alors directeur de l’École de service social :
« L'intégration désirable de la femme moderne exige non seulement qu'on tienne compte de ses accomplissements nouveaux, mais encore et surtout de sa nature, de l'idéal féminin et des valeurs féminines qui ont prévalu après vingt siècles de christianisme. » 
« [L]es pédagogues de l'Université Laval se vanteront longtemps d'avoir éliminé des programmes féminins tout ce qui pourrait détourner les jeunes filles de leur mission première », mission qui se limite aux rôles d’épouse, de mère et d’être l’âme de la famille,. L’obédience à la hiérarchie catholique des dirigeants de l’Université ne montre pas beaucoup de faiblesse. Ceux-ci imposeront aux professeurs et aux étudiants la profession de foi et le serment antimoderniste jusqu’au début des années 1960.

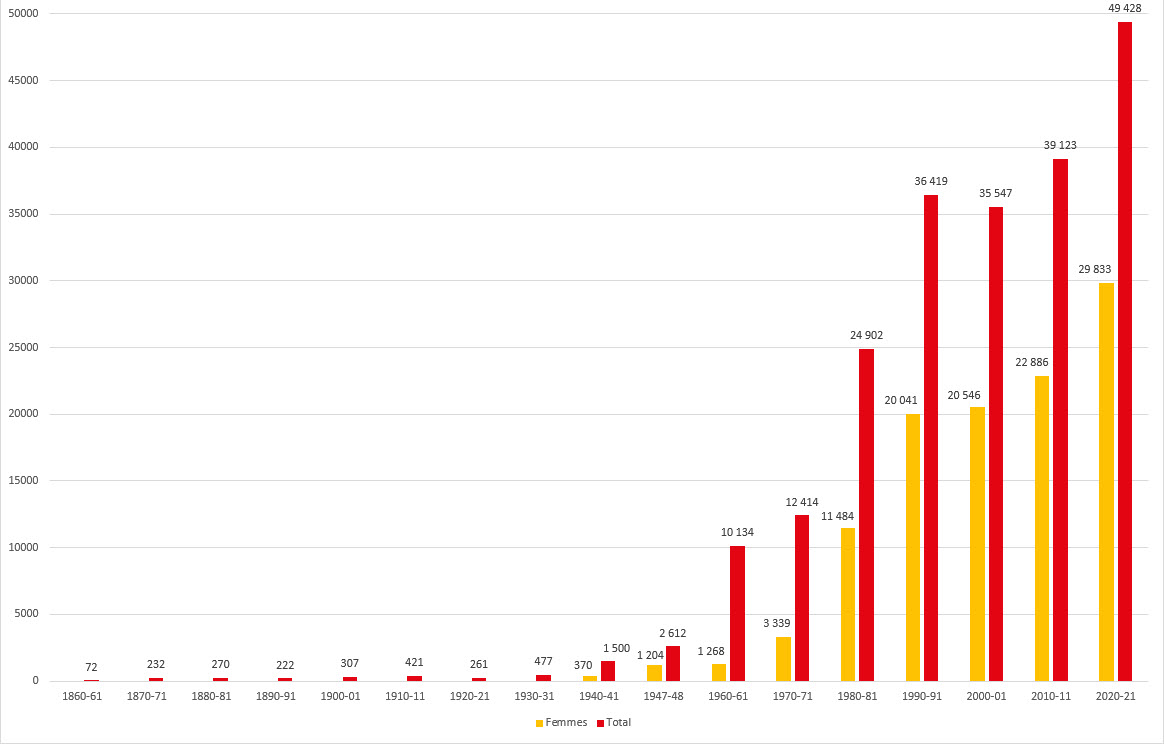
Évolution de la à l'Université Laval avec la de 1860 à 2020, à la décennie.

## Symboles

### Devise
La devise en latin de l'Université Laval est « Deo favente haud pluribus impar », ce qui signifie « Avec la grâce de Dieu, à nul autre comparable. » Elle est inspirée par celle de Louis XIV, « Nec pluribus impar ».

### Armoiries

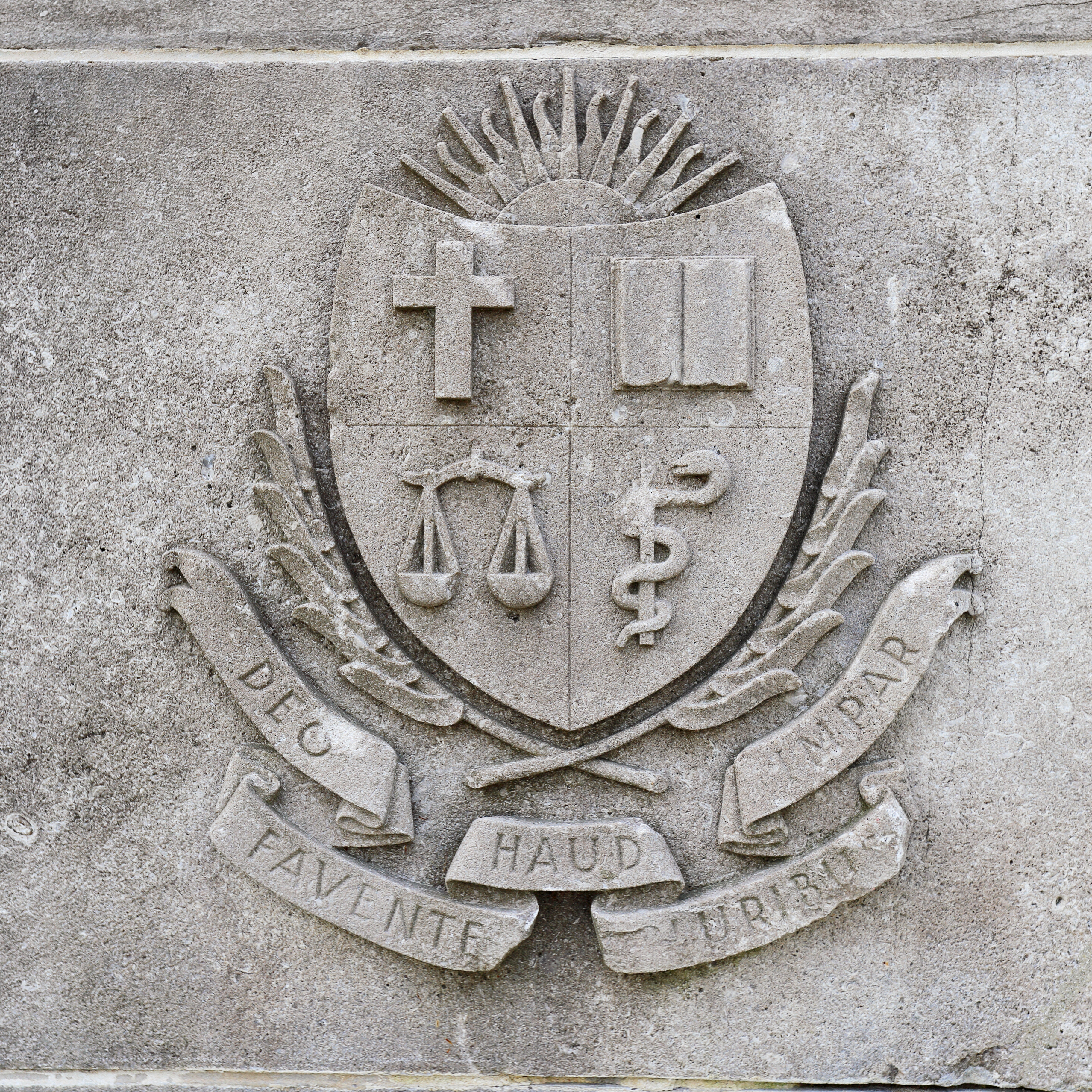
Les premières armoiries sont gravées sur le pavillon Abitibi-Price.

Blason de 1852 à 1951

Blason depuis 1951

Les armes actuelles, adoptées en 1951, reproduisent les traits du blason de Montmorency-Laval, fondateur du Séminaire de Québec : un écu rouge orné d'une croix d'or chargée de cinq coquilles et cantonnée de seize alérions (aiglons sans bec ni pattes), symbolisant les ennemis vaincus lors de pèlerinages auxquels avaient pris part les ancêtres de Laval. Toutefois, les couleurs du blason de l'Université sont inversées par rapport à celles du blason de Montmorency-Laval, qui sont utilisées par le Séminaire de Québec ainsi que le Collège François-de-Laval.

Adopté après la fondation de l'université, le premier blason est blasonné ainsi : écartelé au 1, d'azur à la croix latine d'or (Théologie), au 2, de gueules au livre ouvert d'argent (Lettres), au 3, de gueules à la balance d'argent (Droit), au 4, d'azur au bâton d'Esculape d'or (Médecine). L’origine de ce blason remonte aux Montmorency, une ancienne famille française dont la lignée date de l’époque médiévale.
Il est heureux que l'université francophone la plus ancienne du Canada ait accepté de se faire concéder des armoiries officielles. Elles sont, à plus d'un titre, l'un des plus beaux spécimens de notre armorial national et un exemple pour d'autres institutions d'enseignement au Québec. Elles continuent de nous rappeler une figure marquante de notre histoire, tout en maintenant vivant un art né avec les cathédrales.

### Autres symboles

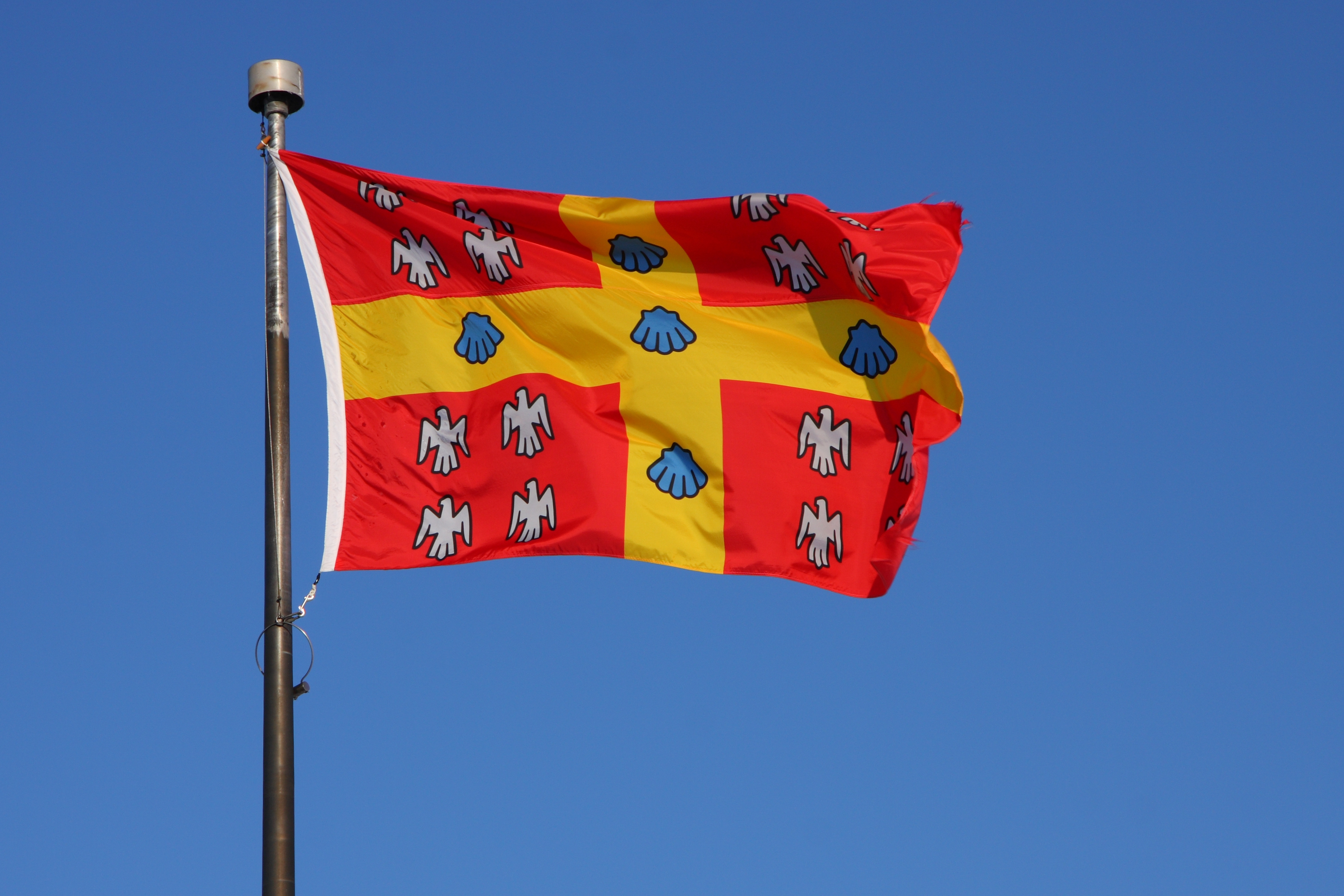
Drapeau de l'Université Laval.

- Le drapeau de l'Université est une bannière aux armes de l'écu.
- L'hymne de l'Université s'intitule « Savoir et beauté », une œuvre de Jeanne Landry, professeure émérite de la Faculté de musique[50].
- Les couleurs primaires sont le rouge (#e30513) et l'or (#ffc103). Les couleurs secondaires comprennent le noir et diverses teintes de gris (#d9d9d9, #7f7f7f et #515151)[51].

## Le campus
Le campus de l'Université Laval est composé d'une trentaine de pavillons sur une surface totale de 1,8 km2 au cœur de l'agglomération québécoise, véritable ville dans la ville.
La cité universitaire est un quadrilatère délimité grosso modo au nord par le Chemin des Quatre-Bourgeois et le Chemin Sainte-Foy, au sud par le Boulevard Laurier, à l'est par l'avenue Myrand et, à l'ouest, par l'autoroute Robert-Bourassa (le Pavillon des Services, l'Envirotron et le Pavillon de l'Est font toutefois exception, les deux premiers étant situés à l'ouest de l'autoroute et le troisième au nord du Chemin Sainte-Foy). De nombreux espaces de stationnement sont disponibles à proximité de la plupart des pavillons. Une piste cyclable passe par le campus, lequel est également desservi par des  parcours d'autobus.
Le campus possède un service permanent de sécurité et quatre résidences étudiantes (2 400 chambres au total). Trois des résidences sont mixtes et une autre réservée aux femmes. Les cégeps de Sainte-Foy, François-Xavier-Garneau et St. Lawrence, étant également localisés dans le quartier de la Cité-Universitaire, se trouvent à distance de marche de l’Université.

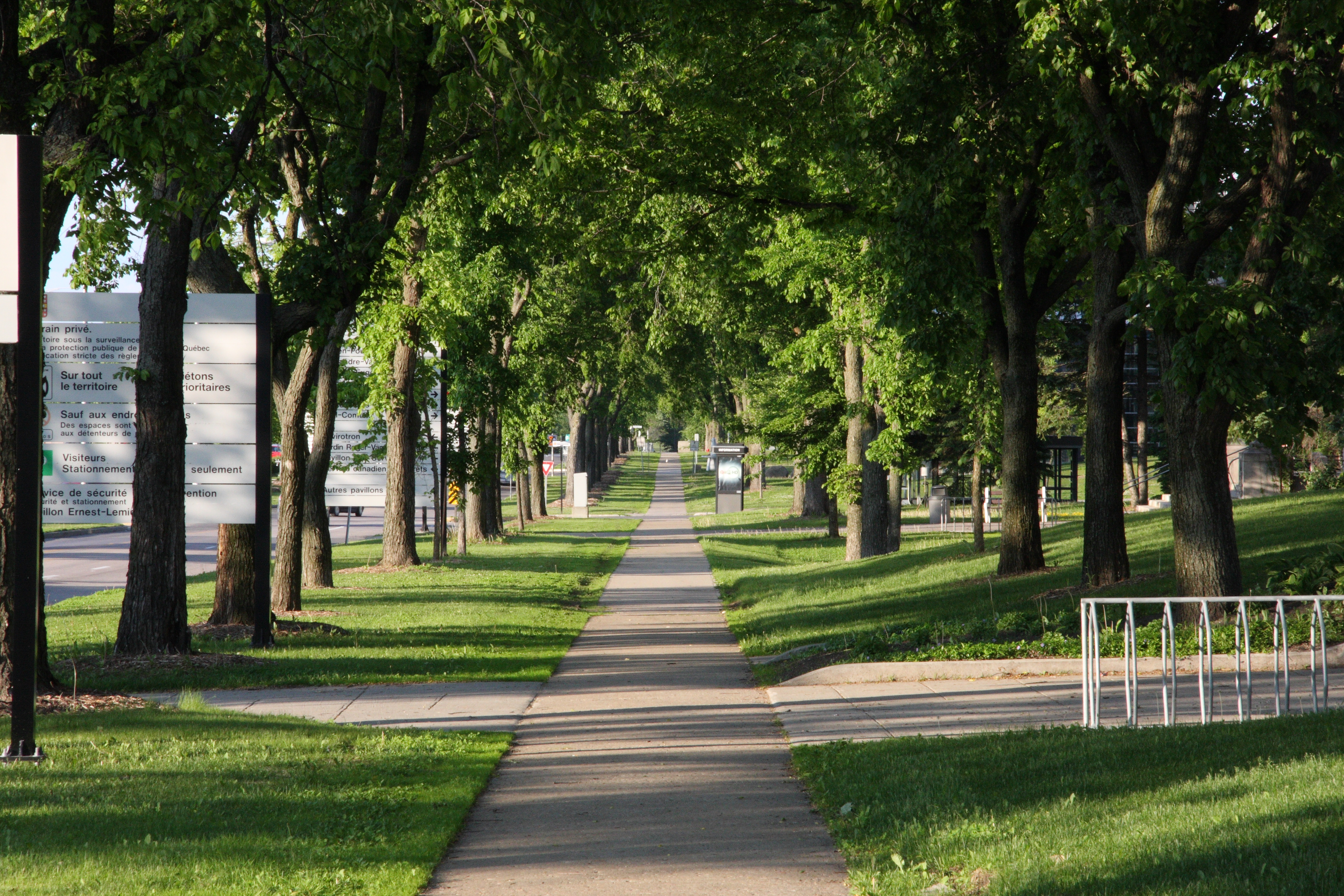
Les allées ombragées sont nombreuses sur le campus.
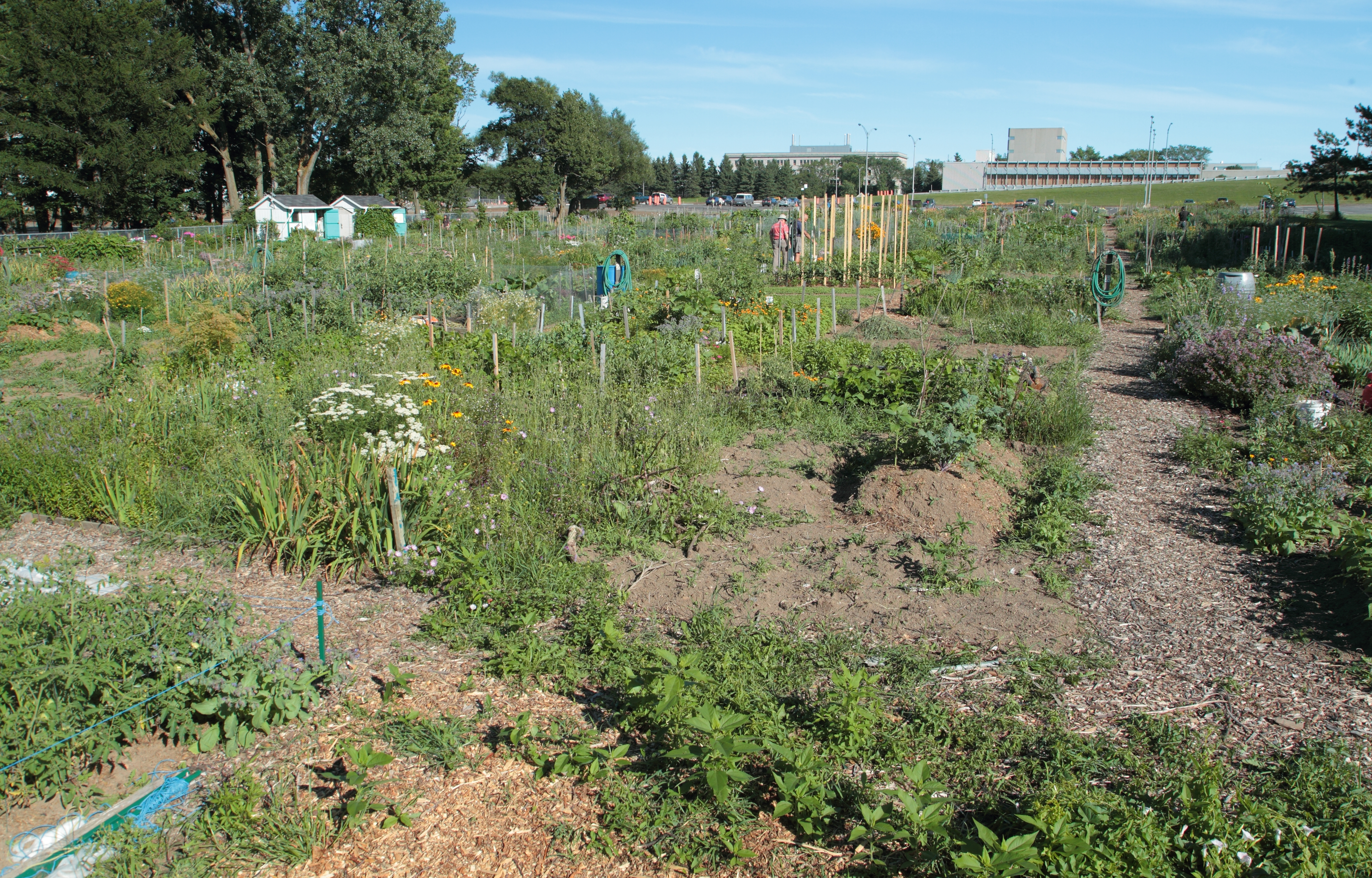
Le jardin communautaire.
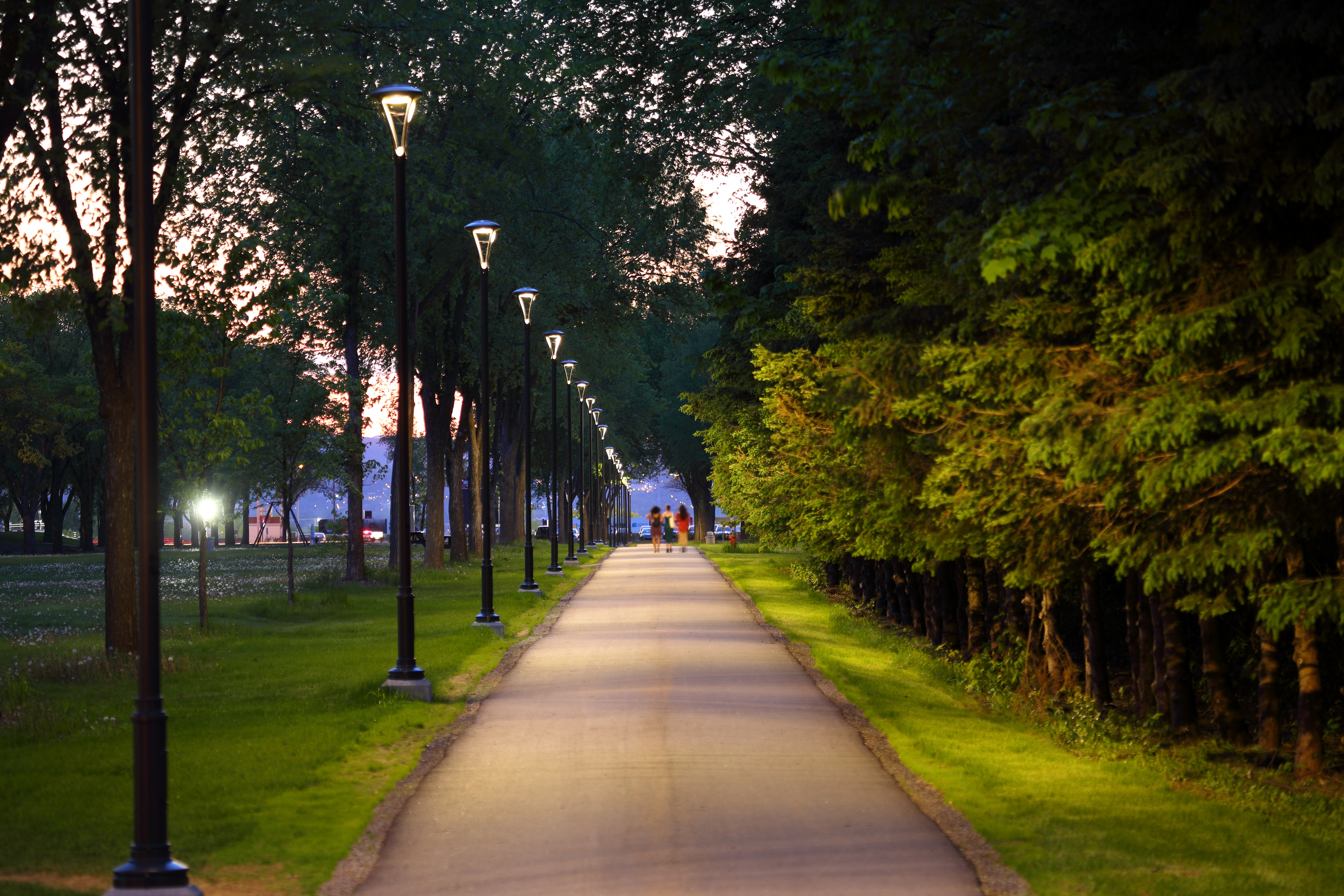
Allée le long du Grand Axe.
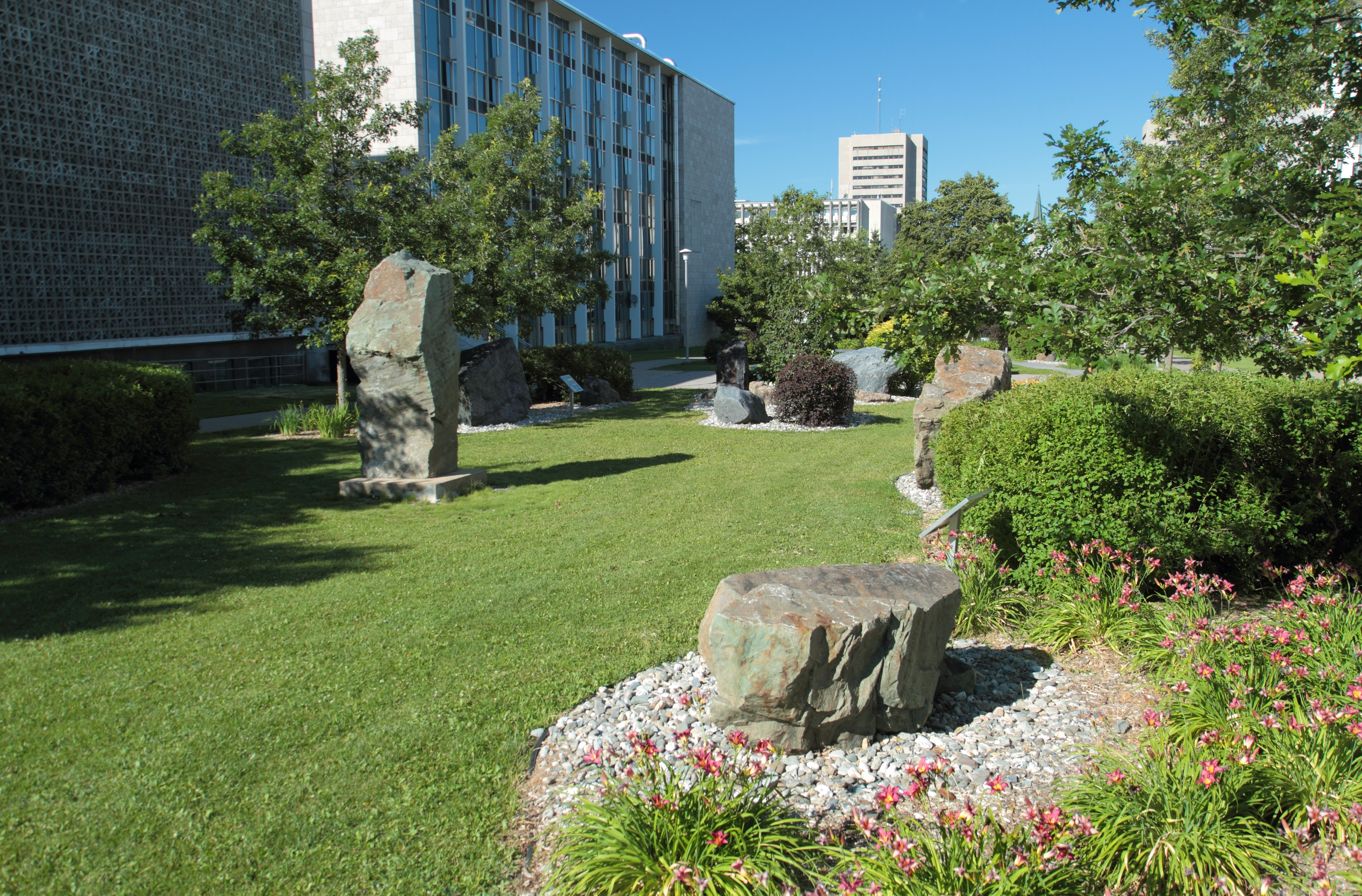
Le Jardin géologique situé entre les pavillons Adrien-Pouliot et Alexandre-Vachon.
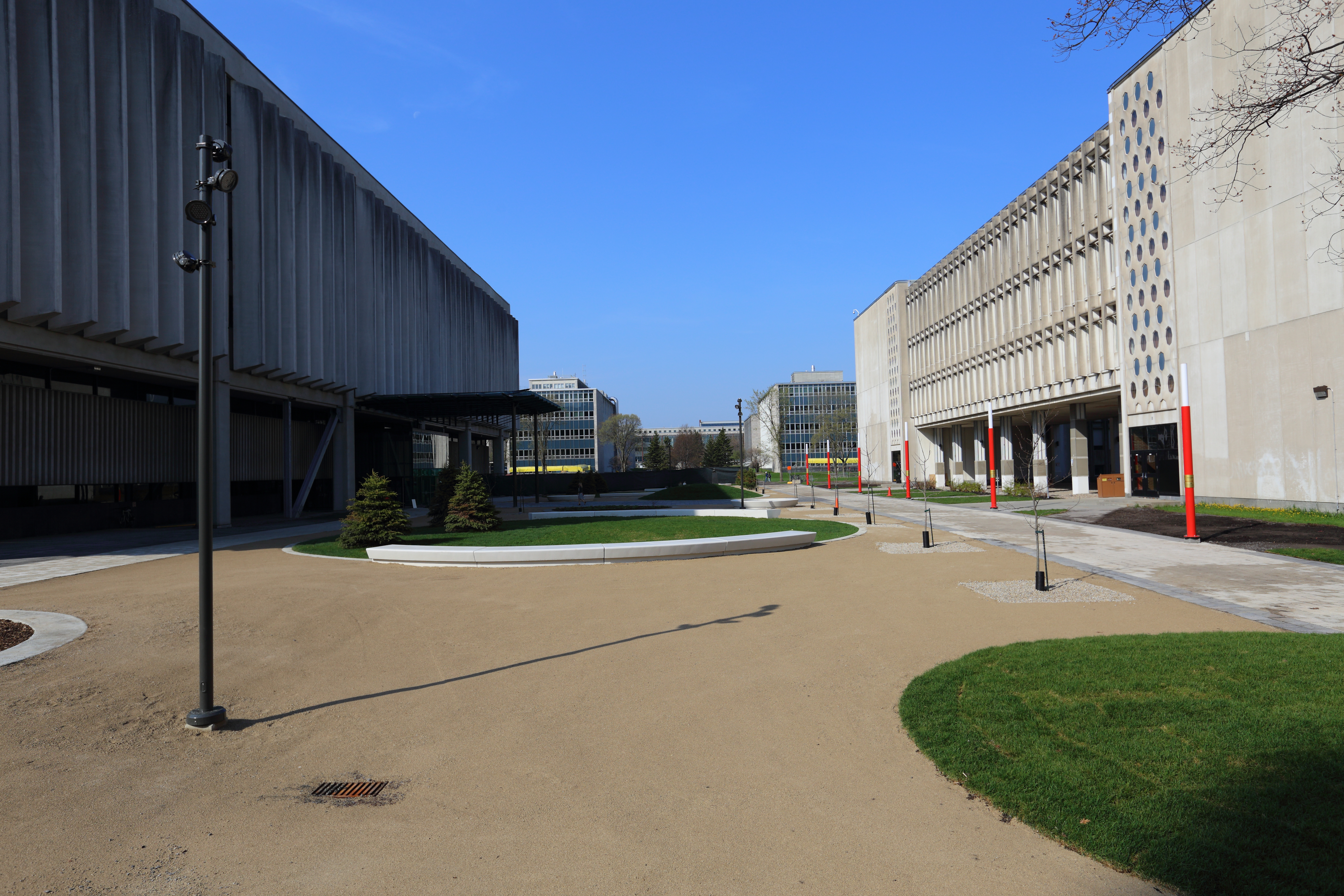
Promenade Les Cent-Associés entre les pavillons Jean-Charles-Bonenfant et Charles-De Koninck.

### La cité universitaire
C’est au cours des années 1940 que germe l’idée du déménagement de l’Université du Vieux-Québec à son emplacement actuel. Au départ, il ne s’agissait pas de l’édification d’une cité universitaire, mais bien d’une cité épiscopale comprenant à terme un grand séminaire, une cathédrale, un évêché, une maison de religieuses et une autre pour les séminaristes. L’espace étant jugé insuffisant à la terrasse Dandurand pour ce projet, où se trouvaient déjà trois pavillons de l’Université, on décida d’acquérir des terrains plus vastes à proximité sur les hauteurs de Sainte-Foy. Ce n’est que par la suite que la décision fut prise de rassembler la cité universitaire avec la cité épiscopale dans un ensemble qui se voulait majestueux,.
À l’origine, la cité épiscopale devait occuper la portion est du territoire, à l’est de l’avenue du Séminaire. Le déclin rapide des vocations sacerdotales dans la deuxième moitié du XXe siècle interdit la réalisation de ce projet. Seul le Grand Séminaire fut construit, mais il ne servit à sa vocation de départ que pour une brève période, étant beaucoup trop grand. Il fut finalement acquis par l’Université Laval pour devenir le pavillon Louis-Jacques-Casault.
Ce qui était prévu dans les plans d’origine, et qui fut effectivement réalisé, est la construction des pavillons de sciences sociales et humaines au centre du campus, entre l’avenue du Séminaire et le Grand Axe et, à l’ouest de ce dernier, la construction des pavillons des sciences, des sciences de la santé et d’ingénierie.
Le Grand Axe est coupé perpendiculairement par un axe secondaire pour former une croix, représentée également dans le blason de l’Université. À l’ouest de l’axe se trouve le pavillon des sciences de la santé – la représentation du corps dans la conception d’origine[réf. souhaitée] – et à l’est se trouve ce qui était le Grand Séminaire – la représentation de l’esprit dans la conception d’origine[réf. souhaitée].
Conçus par des clercs, les plans du campus intègrent les idéaux chrétiens, mais s’inspirent également des jardins français – notamment de Versailles et des Champs Élysées qui ont servi de modèle pour le Grand Axe. Les concepteurs avaient aussi à cœur la transmission de la culture française. Le site du campus sur les hauteurs de Sainte-Foy fut choisi notamment par son relief relativement plat, mais nécessita néanmoins des travaux de terrassement substantiels avec le déplacement de 69 000 verges cubes de terre et de 210 000 verges cubes de tuf et de roc sautés.
Au milieu du XXe siècle, les prévisions de croissance pour la région de Québec anticipaient une population d’environ 1 million au tournant des années 2000, bien au-delà de la réalité. La superficie du campus, prévue en fonction d'une croissance correspondante de la population étudiante et des infrastructures, a plutôt servi au maintien de nombreux boisés et d’espaces verts qui donnent des allures de parc urbain au campus. Elle a aussi permis, entre autres choses, l’installation d’espaces sportifs importants – incluant une aire de pratique de golf –, d’un dépôt à neige, d’un jardin communautaire, d’un jardin botanique et, à proximité du côté ouest, une petite ferme de 12 hectares.
L'Université Laval est carboneutre depuis 2015, grâce notamment au puits de carbone que constitue la Forêt Montmorency.

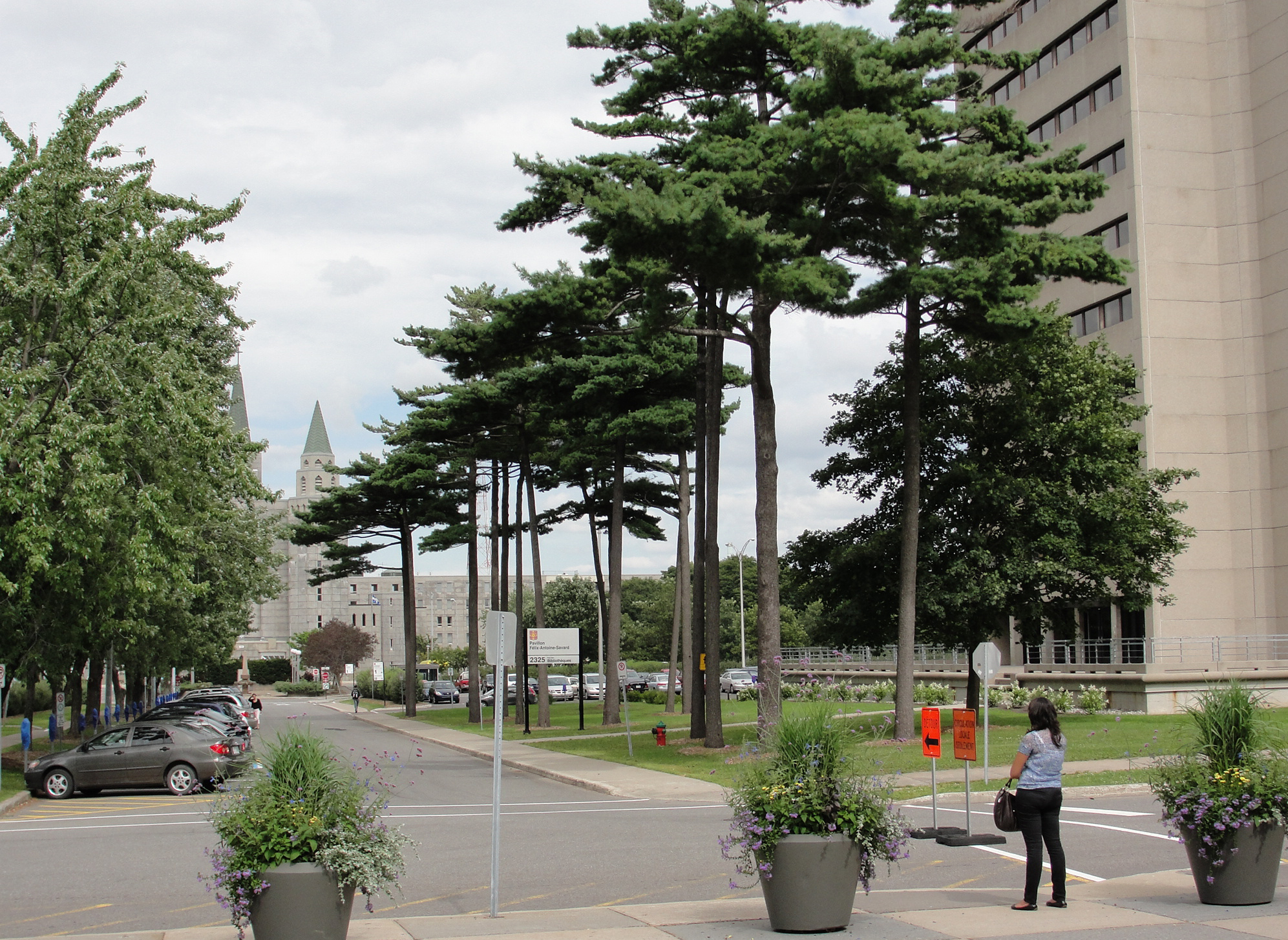
L'Allée des Bibliothèques
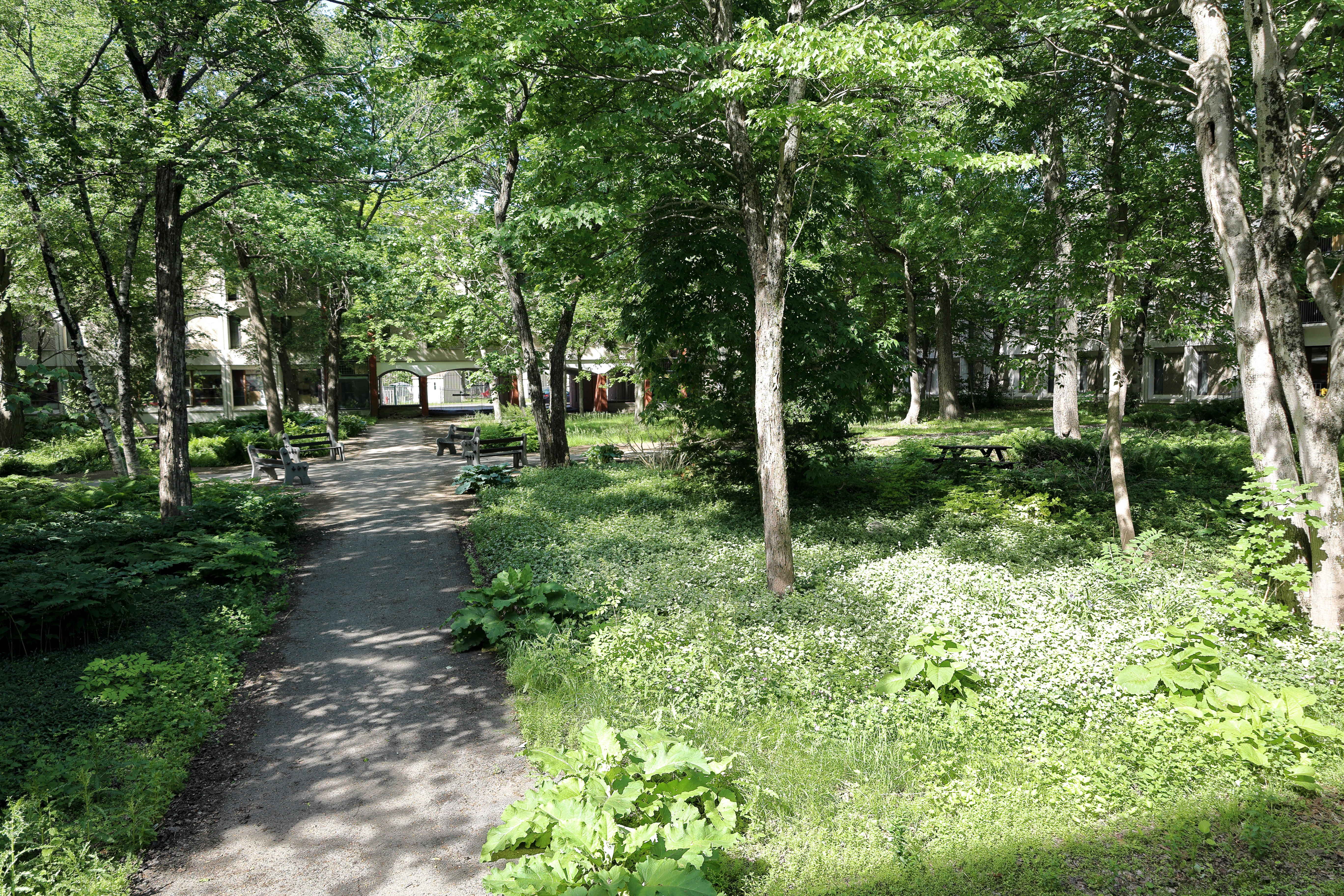
Cour intérieure du pavillon Agathe-Lacerte
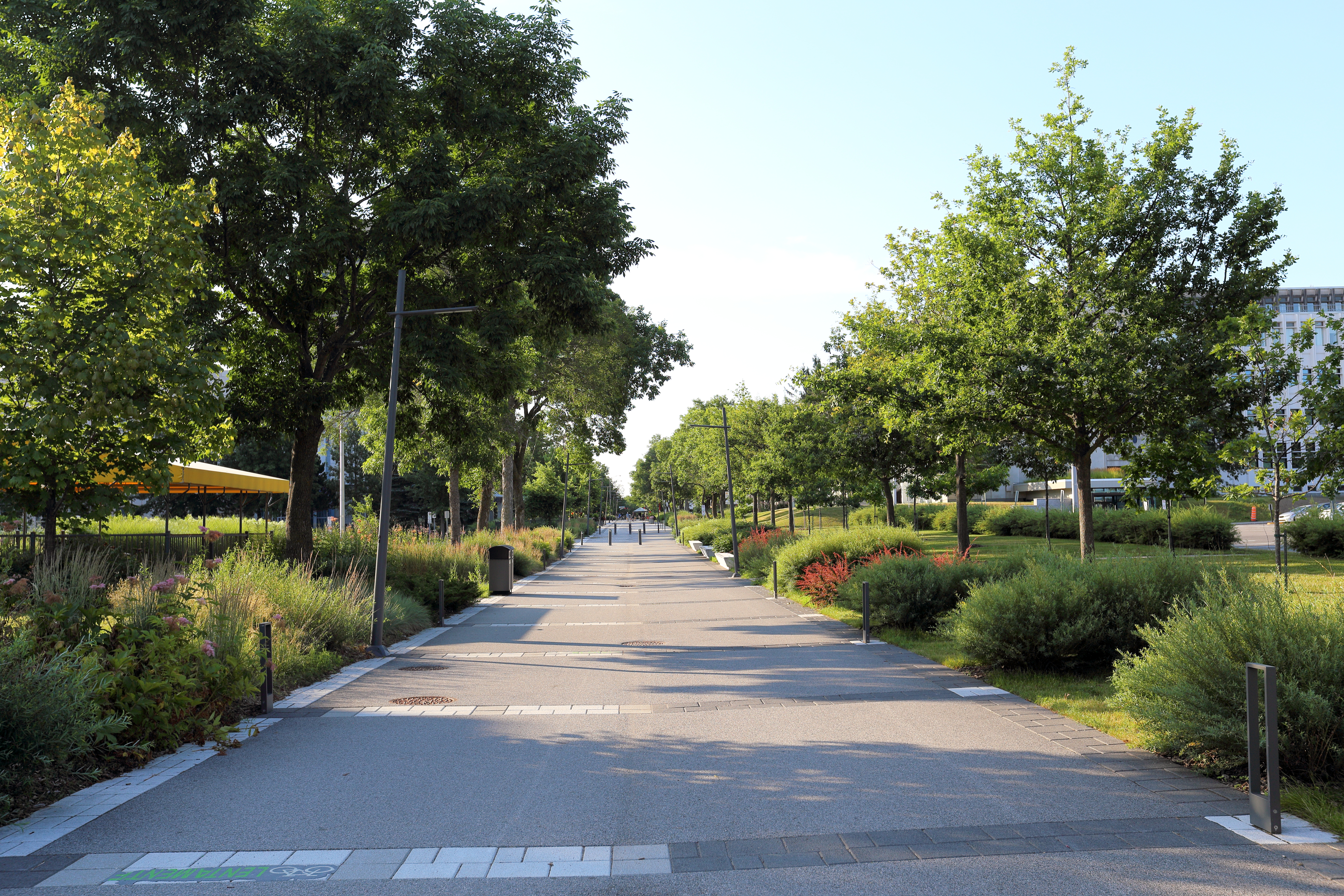
Allée piétonnière
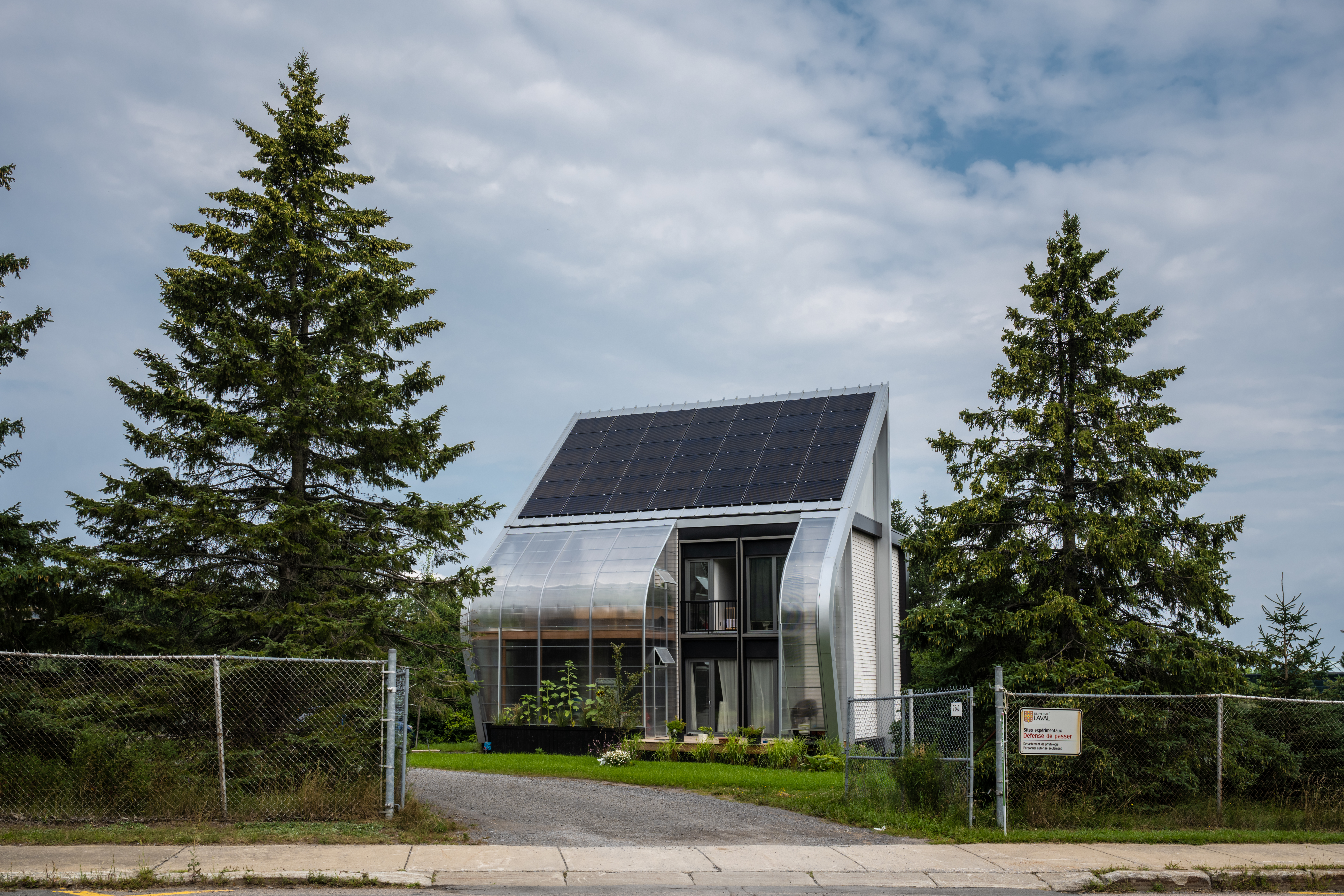
Jardin VIA Agro Écologie
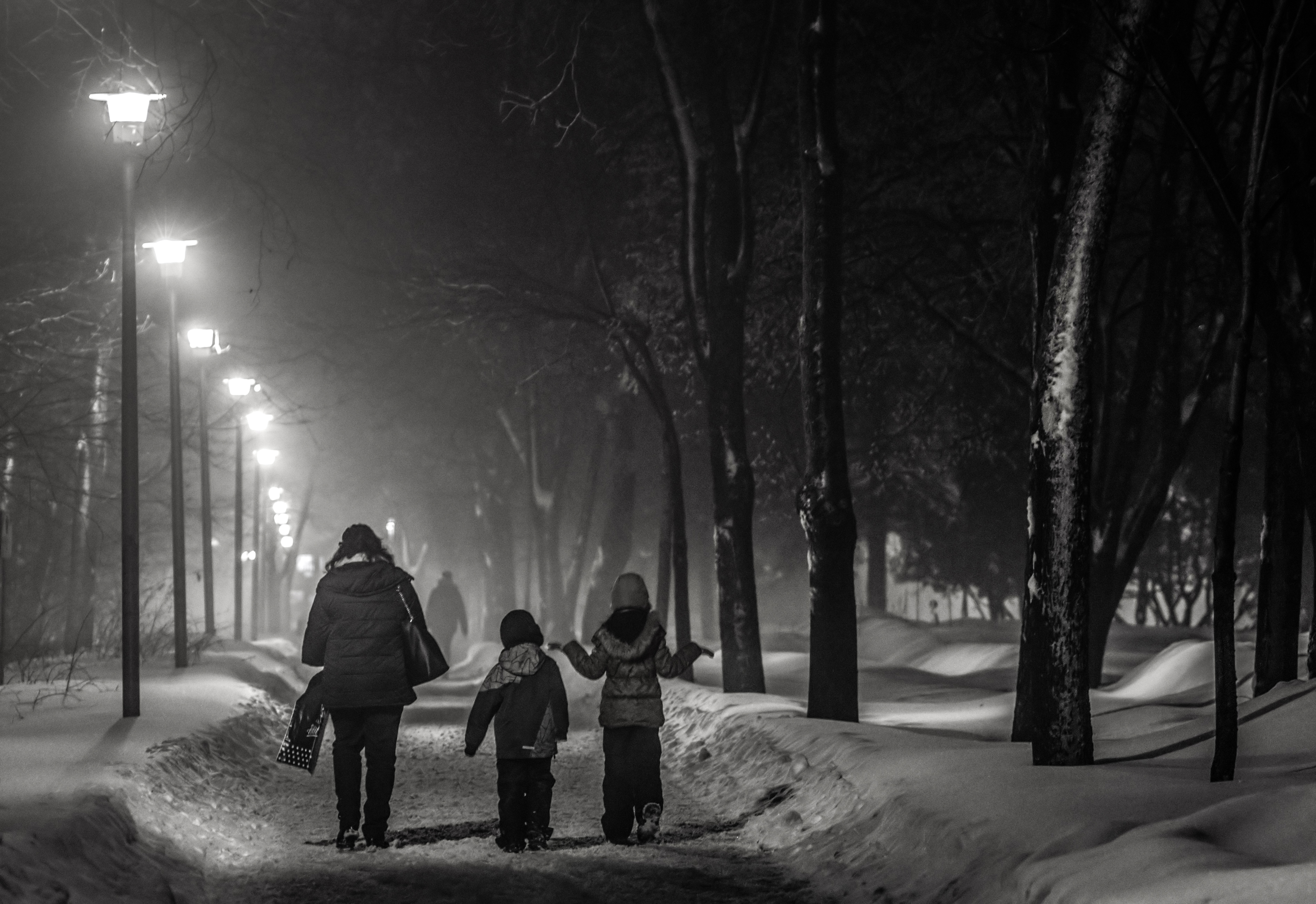
Nuit brumeuse sur le campus

### Gouvernance
Étant donné le chevauchement du territoire de la cité sur ceux de Sainte-Foy et Sillery et afin de donner aux dirigeants de l’Université suffisamment d’autonomie pour son développement, on conféra à l’établissement des pouvoirs analogues à ceux d’une municipalité. Le concept est calqué sur le fonctionnement des municipalités religieuses créées au cours du siècle précédent au Québec et où il existe peu d’équivalents,. L’Université Laval peut, notamment :
édicter des règlements de construction, de zonage, de cheminées et de clôtures, applicables aux seuls immeubles de la corporation sans que les municipalités de Sillery, de Sainte-Foy, ou de Québec puissent étendre ou appliquer auxdits immeubles les règlements par elles adoptés aux mêmes fins si ce n'est sur une lisière de cent pieds en bordure des immeubles de la corporation.
Par ailleurs, l’Université est exemptée « de toutes taxes, permis, licences ou cotisations, contributions ou impôts quelconques pour fins municipales et scolaires […] comme s'ils n'étaient pas compris dans les limites des municipalités où ils sont situés. »
L’Université Laval est l’un des seuls établissements universitaires en Amérique du Nord (avec l’Université de Sherbrooke) à élire le recteur au terme d’une véritable campagne électorale engageant un collège électoral,.

### Géographie
Un tiers de la surface occupée par le campus a été pris sur le territoire de l’ancienne ville de Sillery et les deux autres tiers proviennent de l’ancienne ville de Sainte-Foy. L’ancien chemin Gomin servait de ligne de démarcation entre les deux municipalités. Au moment de l’acquisition des terrains par le Séminaire de Québec, le territoire était utilisé pour l’agriculture, surtout du côté nord. Le côté sud était occupé par une partie de l’ancien boisé Gomin. Ce sont les vestiges de ce dernier qu’on retrouve encore aujourd’hui, séparé en deux principaux boisés : le long du boulevard Laurier et entre le pavillon Casault et l'avenue Myrand. Les surfaces et alignements boisés occupent près de 30% de la superficie totale du campus.
L’épaisseur du sol meuble sur le campus varie entre 1 et 2 mètres, exception faite d’affleurements rocheux de schiste à quelques endroits. Environ les deux tiers du sous-sol, des côtés nord et est, est composé de schistes argileux gris et vert. Environ un quart, du côté sud-ouest, est composé de schistes argileux gris, verts et rouges. Entre ces deux zones, du côté ouest, se trouve une bande étroite de schistes argileux rouges. Les boisés du campus appartiennent à l’érablière laurentienne, principalement l’érablière à érable rouge. L’érablière à érable à sucre occupe quelques endroits restreints dans les zones plus sèches. Le territoire du campus affiche une légère pente en direction nord-ouest qui l’expose au vent. Ceci n’est pas sans affecter certaines espèces végétales qui croissent comparativement mieux dans les zones plus abritées ailleurs sur le promontoire de Québec.

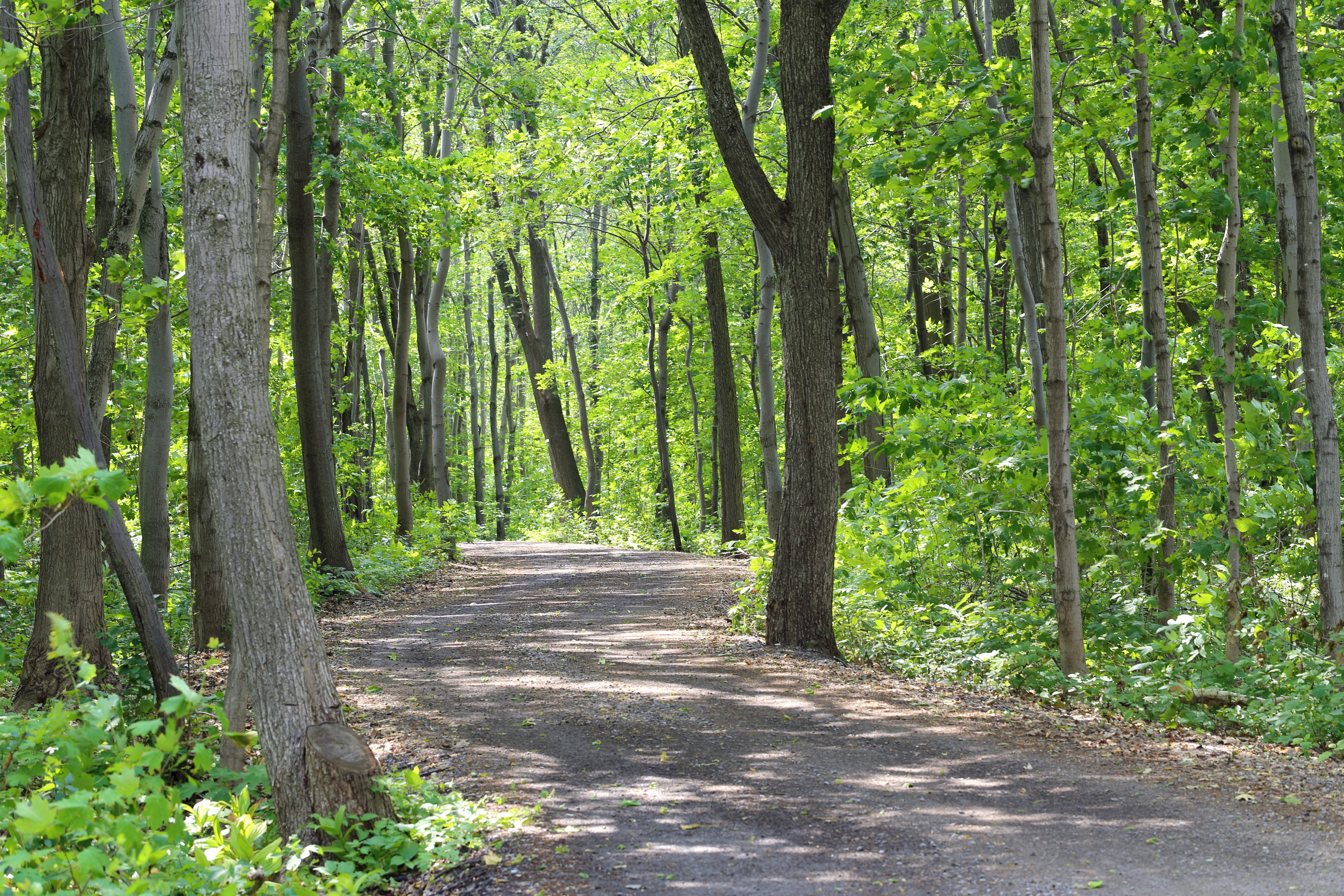
Chemin forestier près du pavillon Gérard-Bisaillon
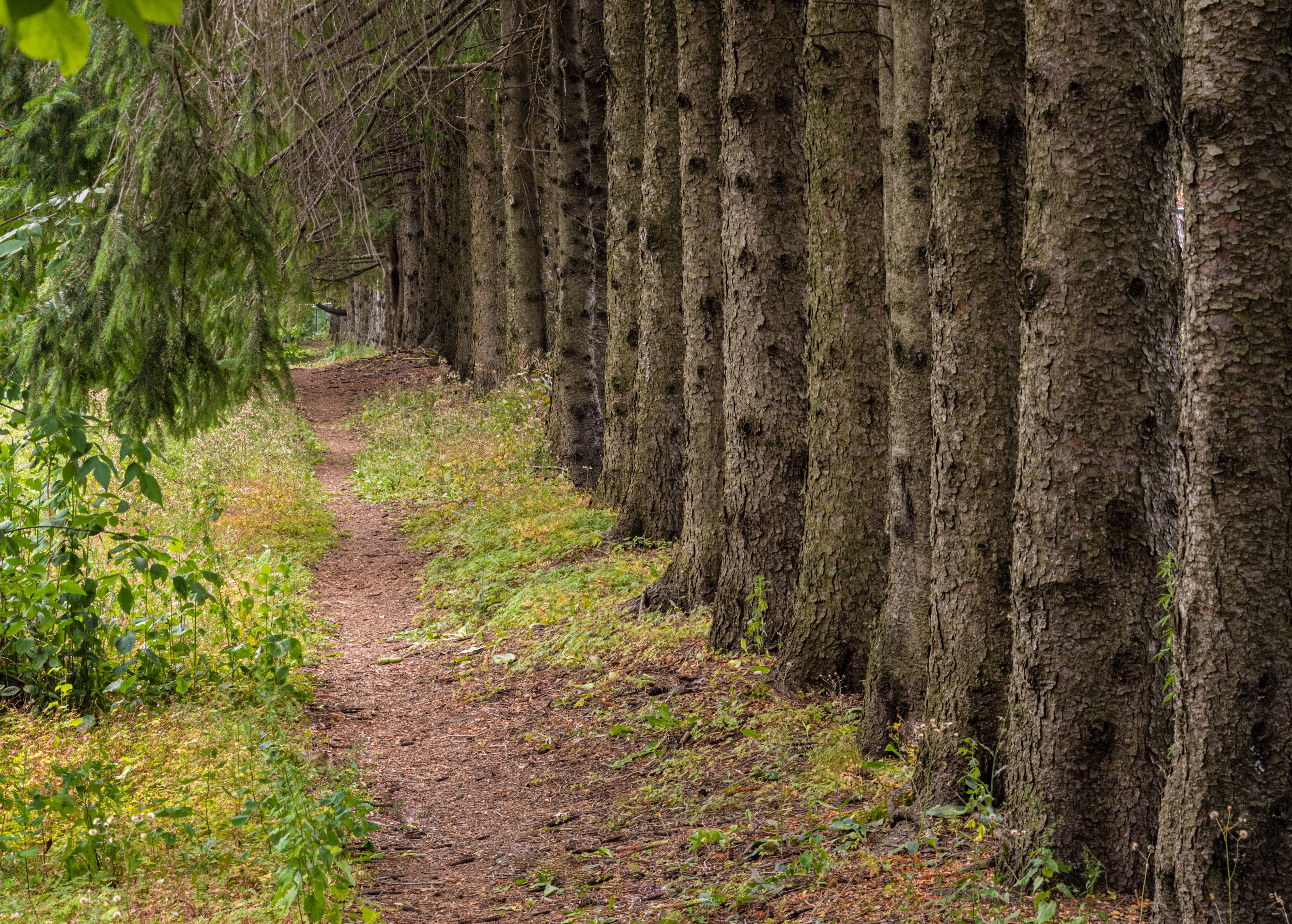
Un sentier au Jardin universitaire Roger-Van den Hende
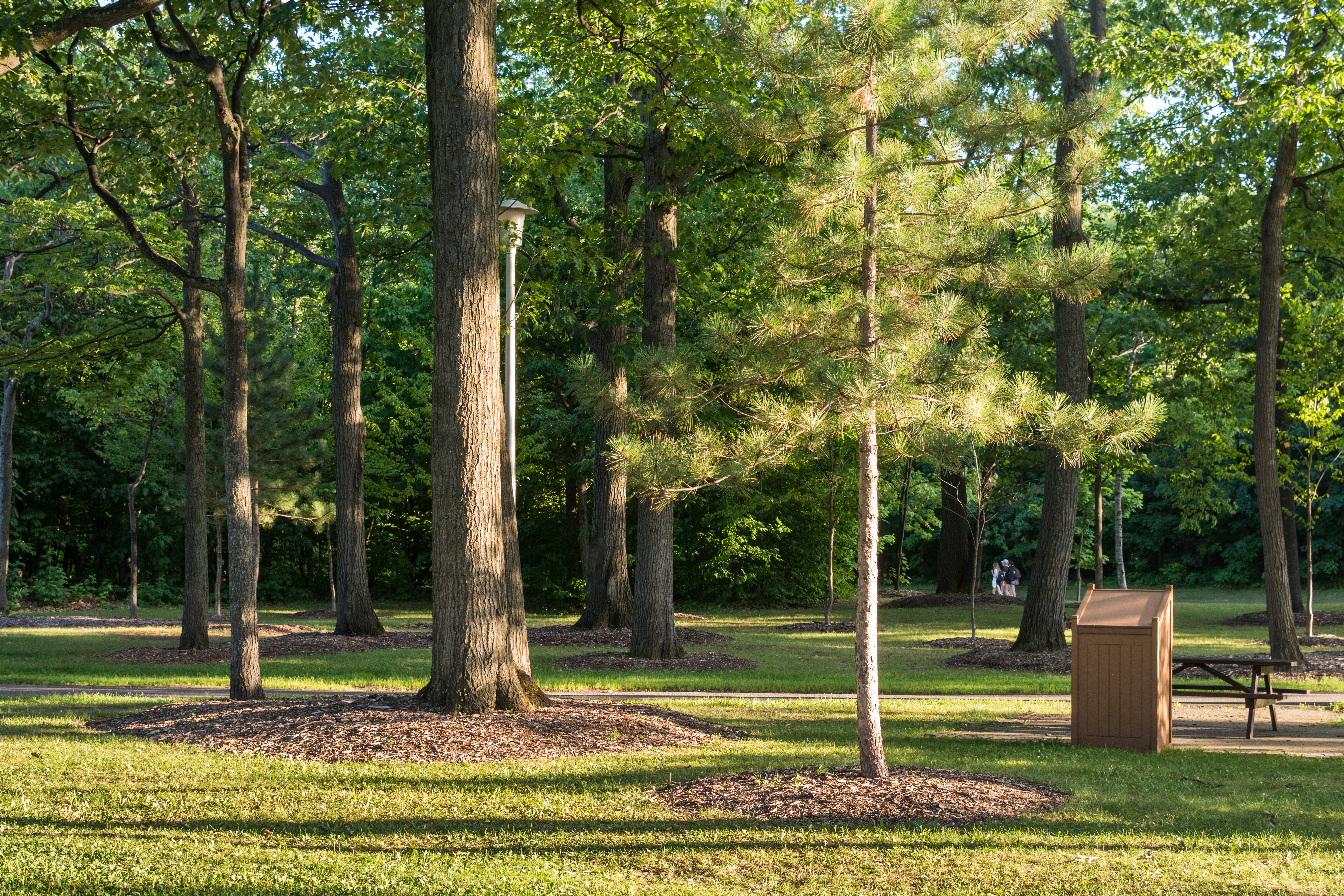
Espace vert à proximité du pavillon Félix-Antoine-Savard
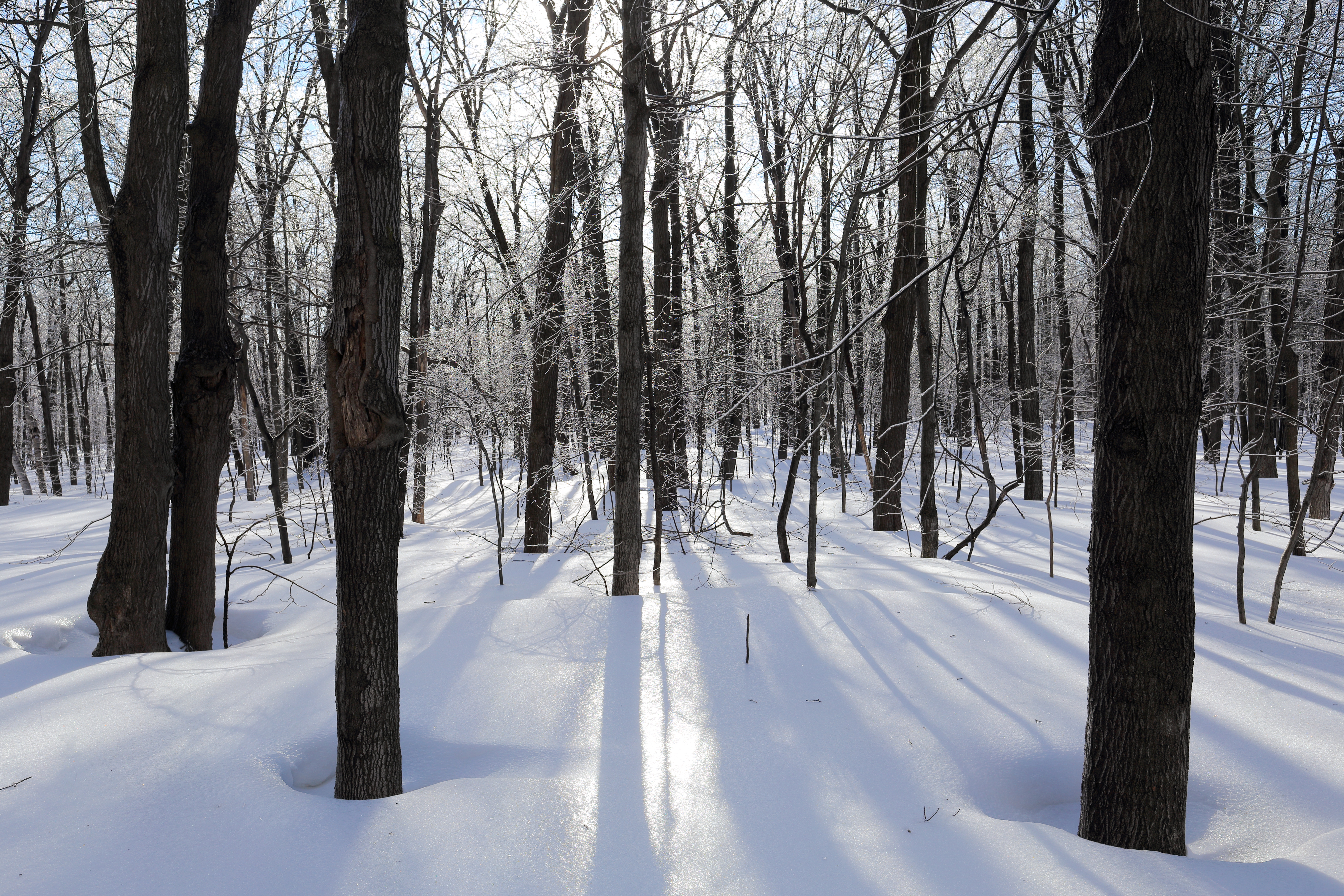
Boisé au sud du pavillon Jean-Charles-Bonenfant
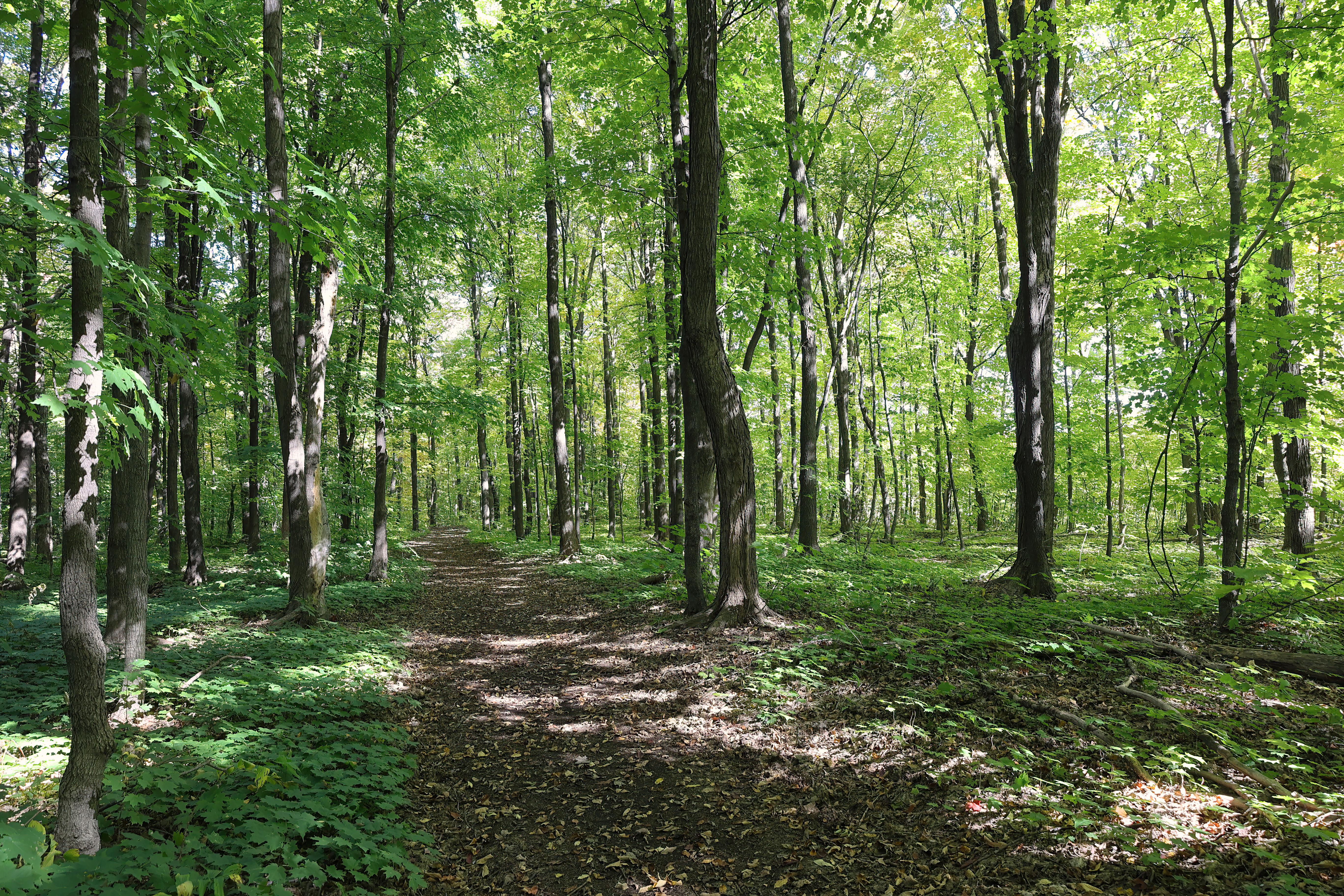
Érablière dans le coin sud-ouest du campus

#### Nature
Plus de 1300 taxons furent recensés lors d’un inventaire floristique du campus. On dénombre notamment près de 70 espèces de feuillus et de conifères. Il s’agit toutefois d’un portrait toujours sujet à changement en fonction de l’évolution naturelle ainsi que des impacts directs et indirects des activités humaines,.
Près d’une dizaine d’espèces de mammifères ont déjà été observées sur le campus. Les observations les plus communes concernent la marmotte commune, l’écureuil gris, l’écureuil roux et le tamia rayé. La salamandre cendrée a été observée en 2013 dans les boisés environnant le sud du Grand Axe et plus d’une centaine d’espèces d’oiseaux ont été observées sur le campus. Une des espèces les plus manifestes est la corneille d’Amérique qui forme parfois des attroupements de plusieurs centaines d’individus.

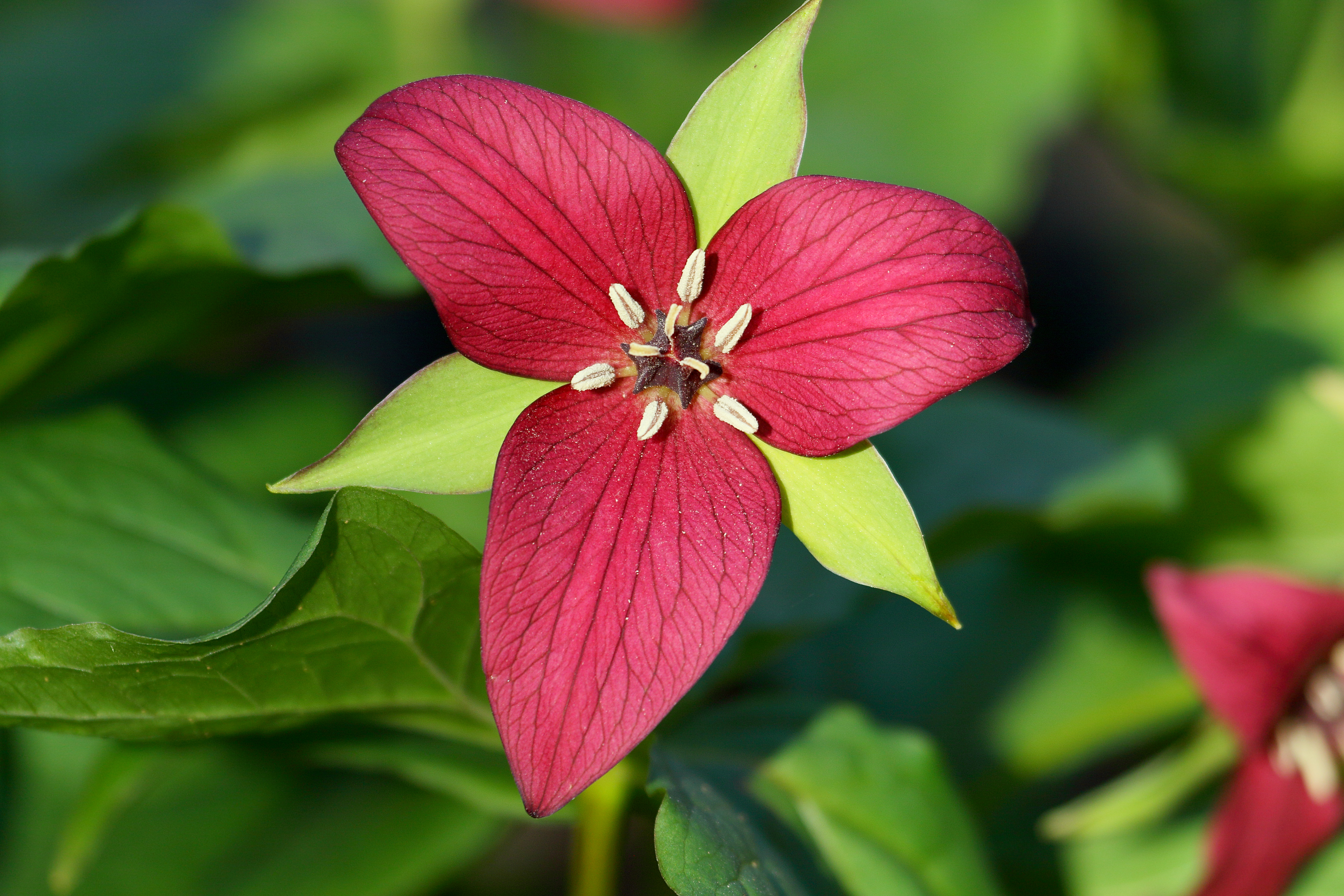
Trille rouge dans le boisé en face du pavillon Agathe-Lacerte
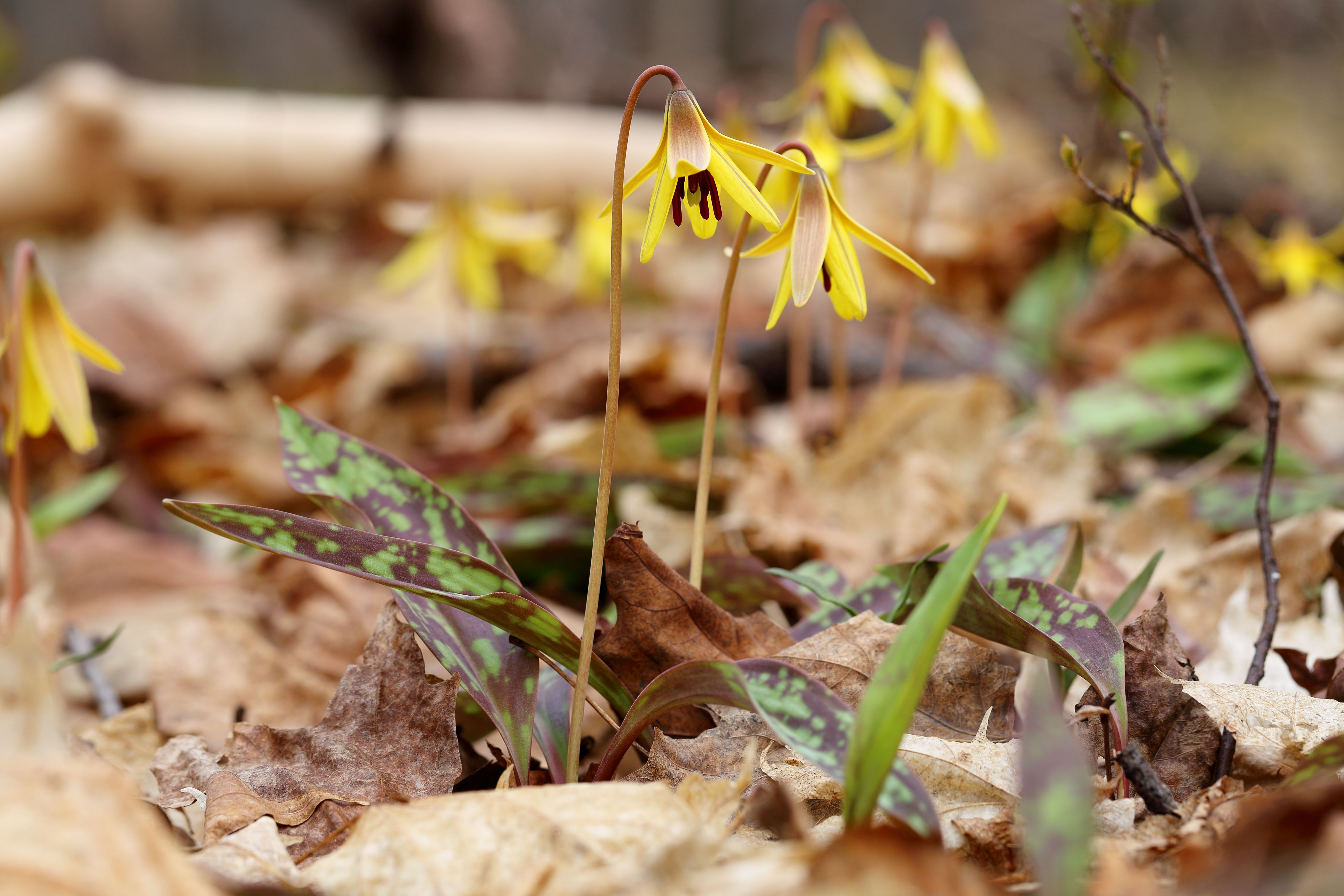
Érythrone d'Amérique dans le boisé au nord du pavillon Louis-Jacques-Casault
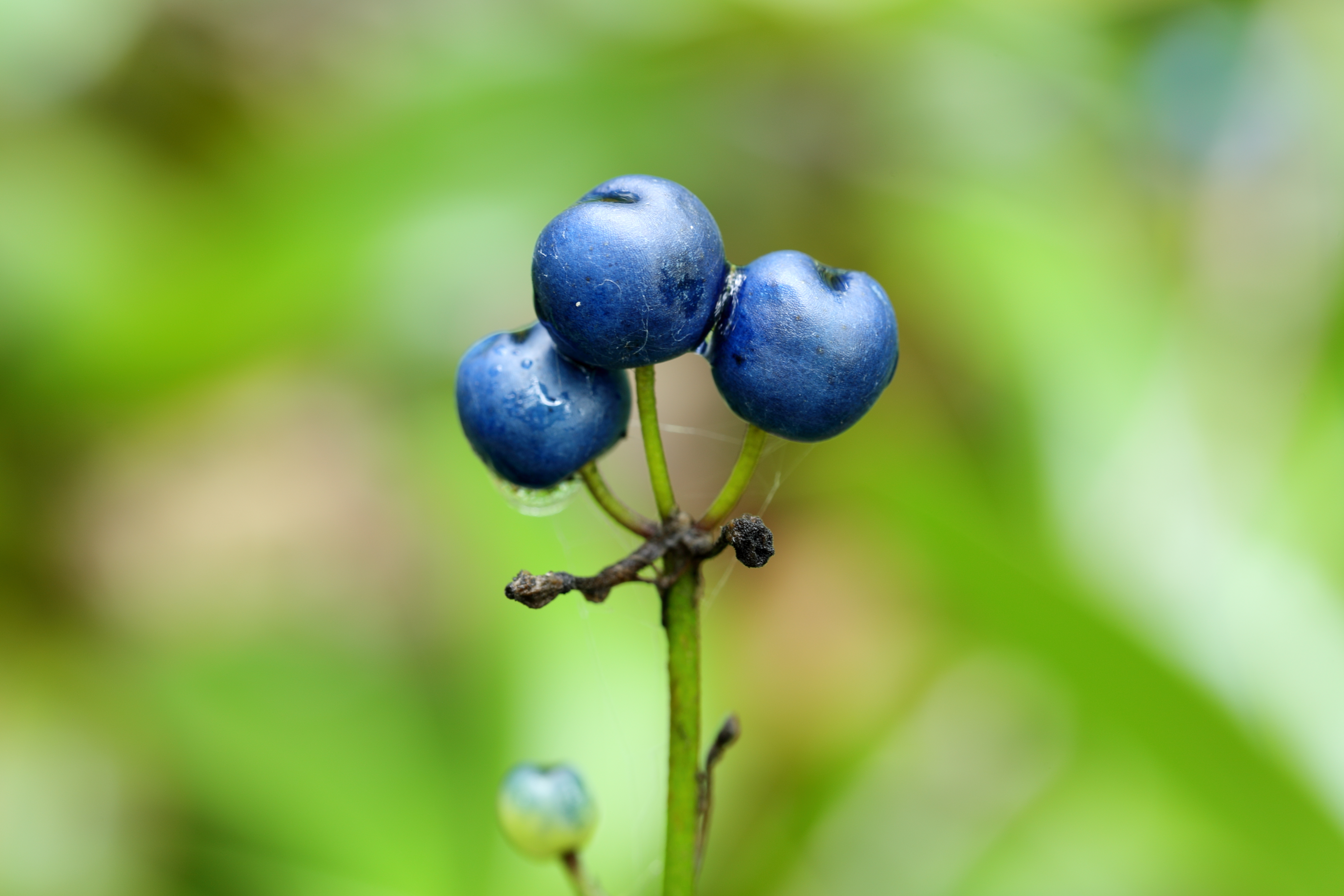
Fruits de la clintonie boréale dans le boisé derrière le pavillon Louis-Jacques-Casault
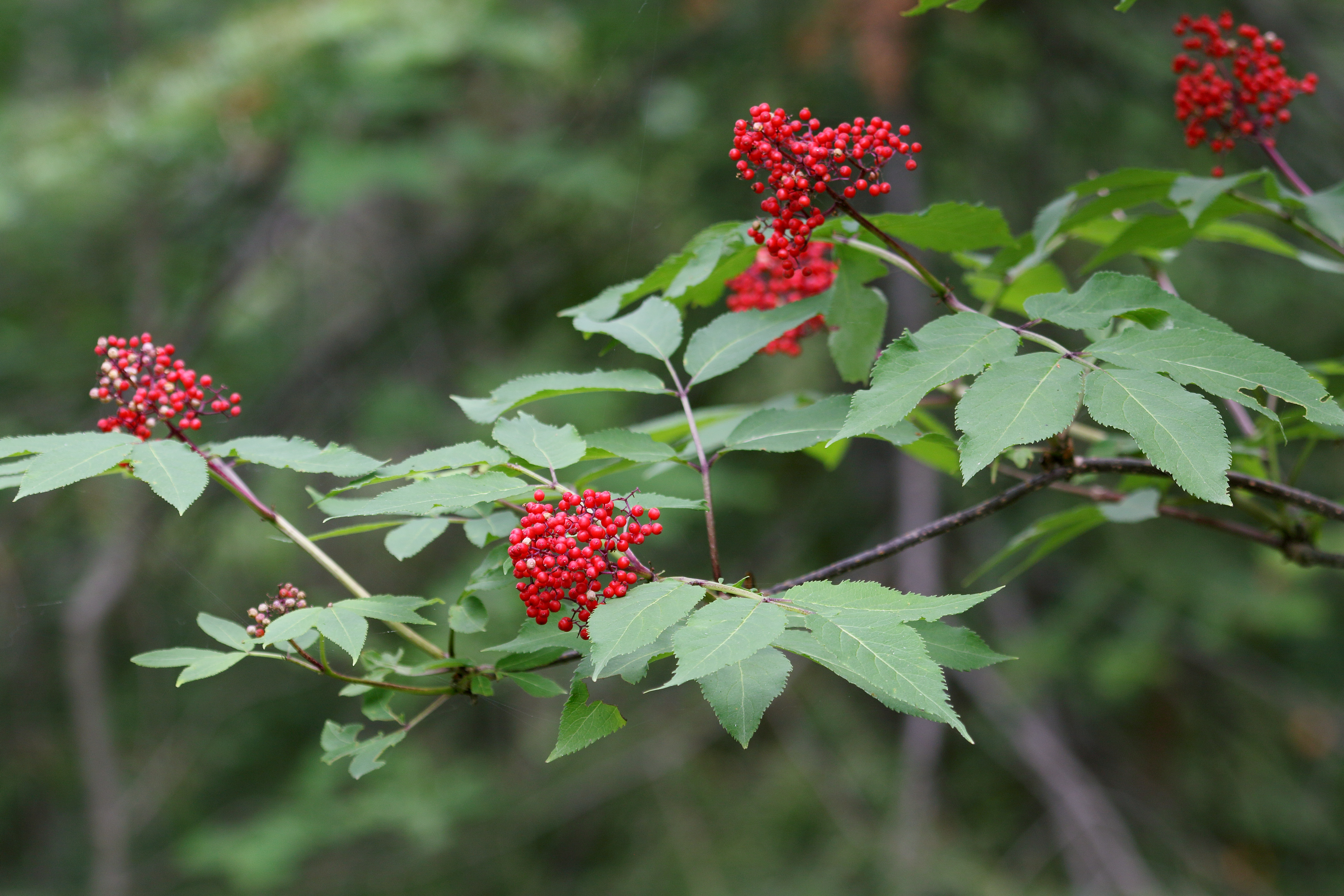
Branche de sureau rouge dans le boisé derrière le pavillon Louis-Jacques-Casault
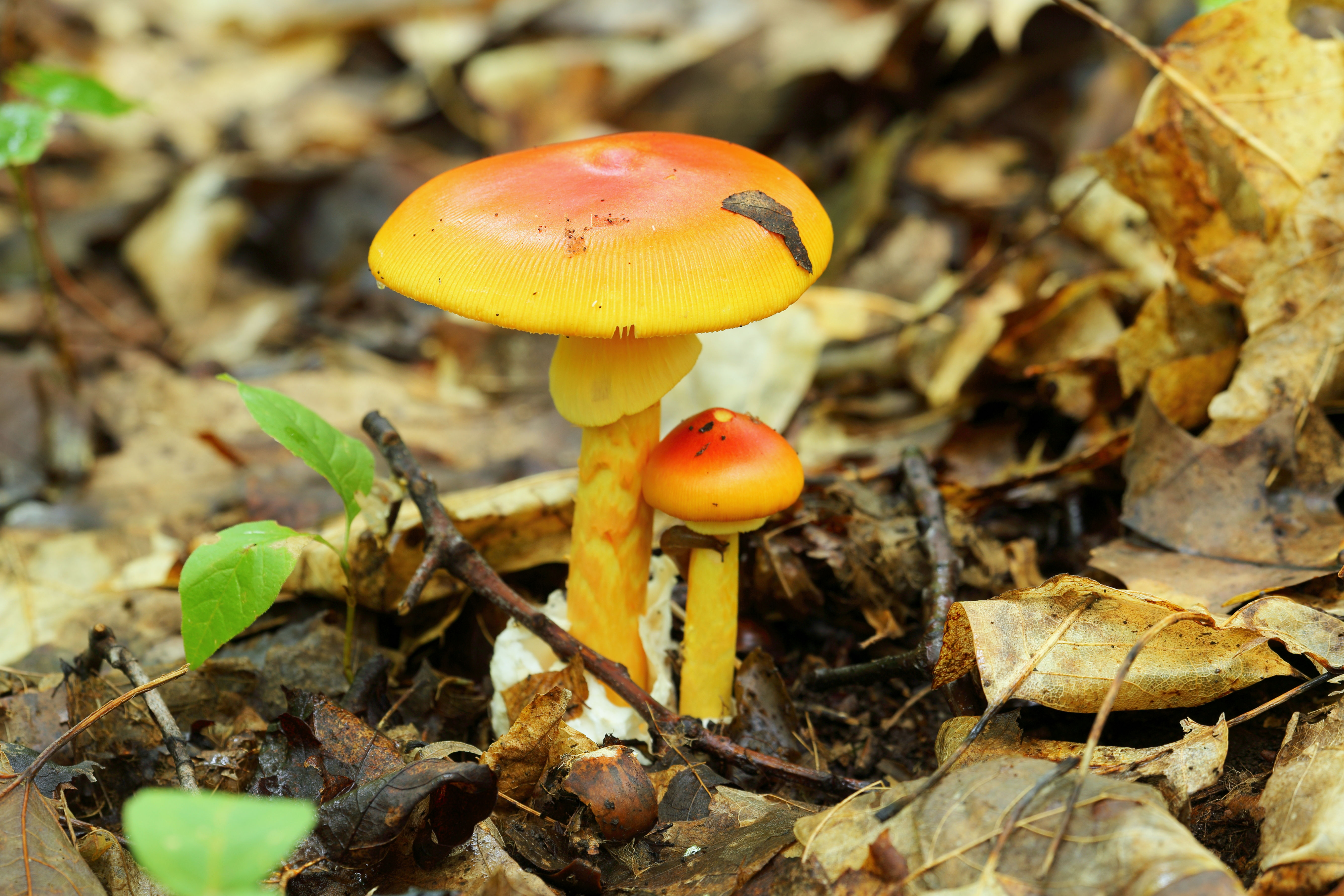
Amanite de Jackson dans le boisé derrière le pavillon Jean-Charles-Bonenfant
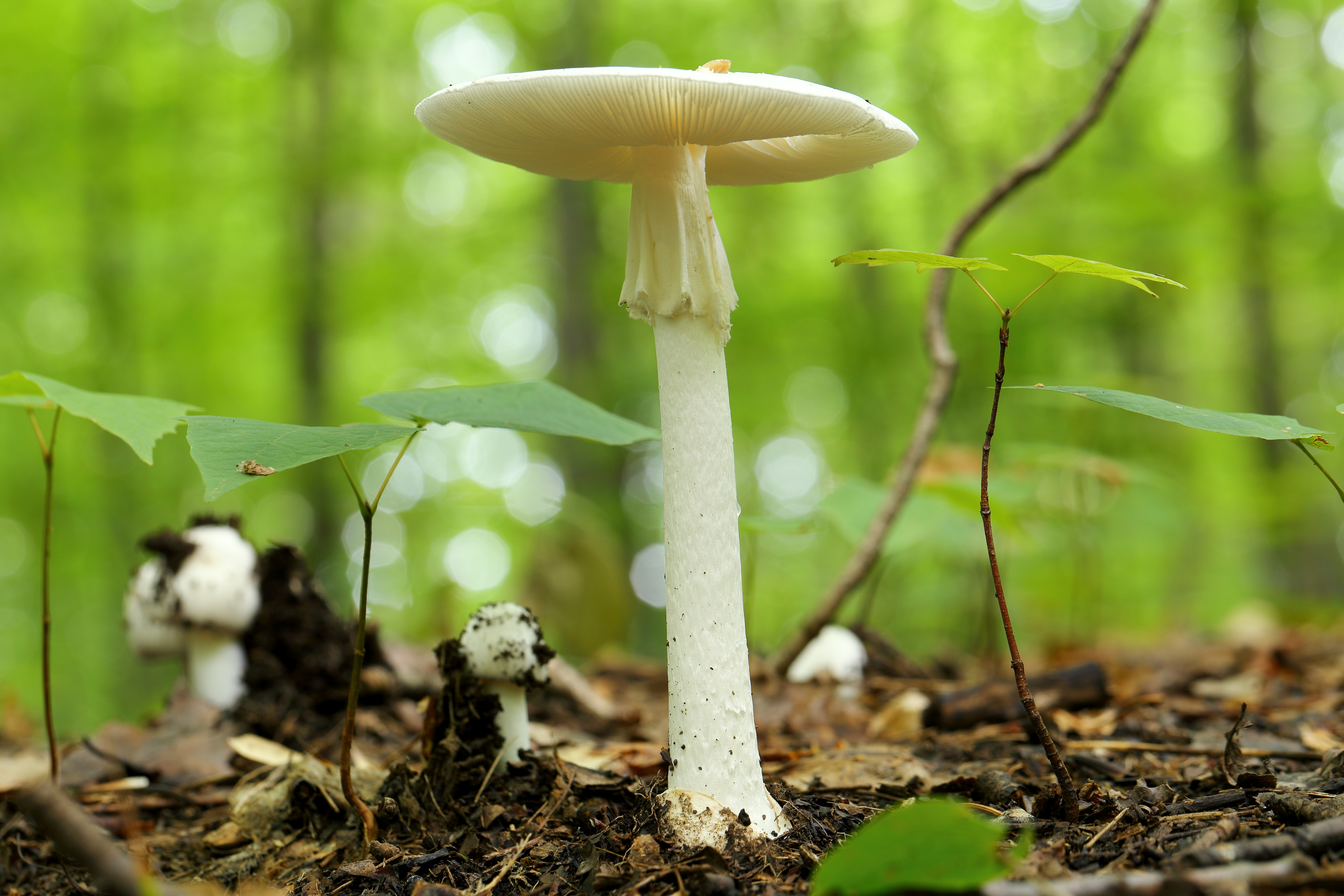
Amanite vireuse dans le boisé derrière le pavillon Jean-Charles-Bonenfant
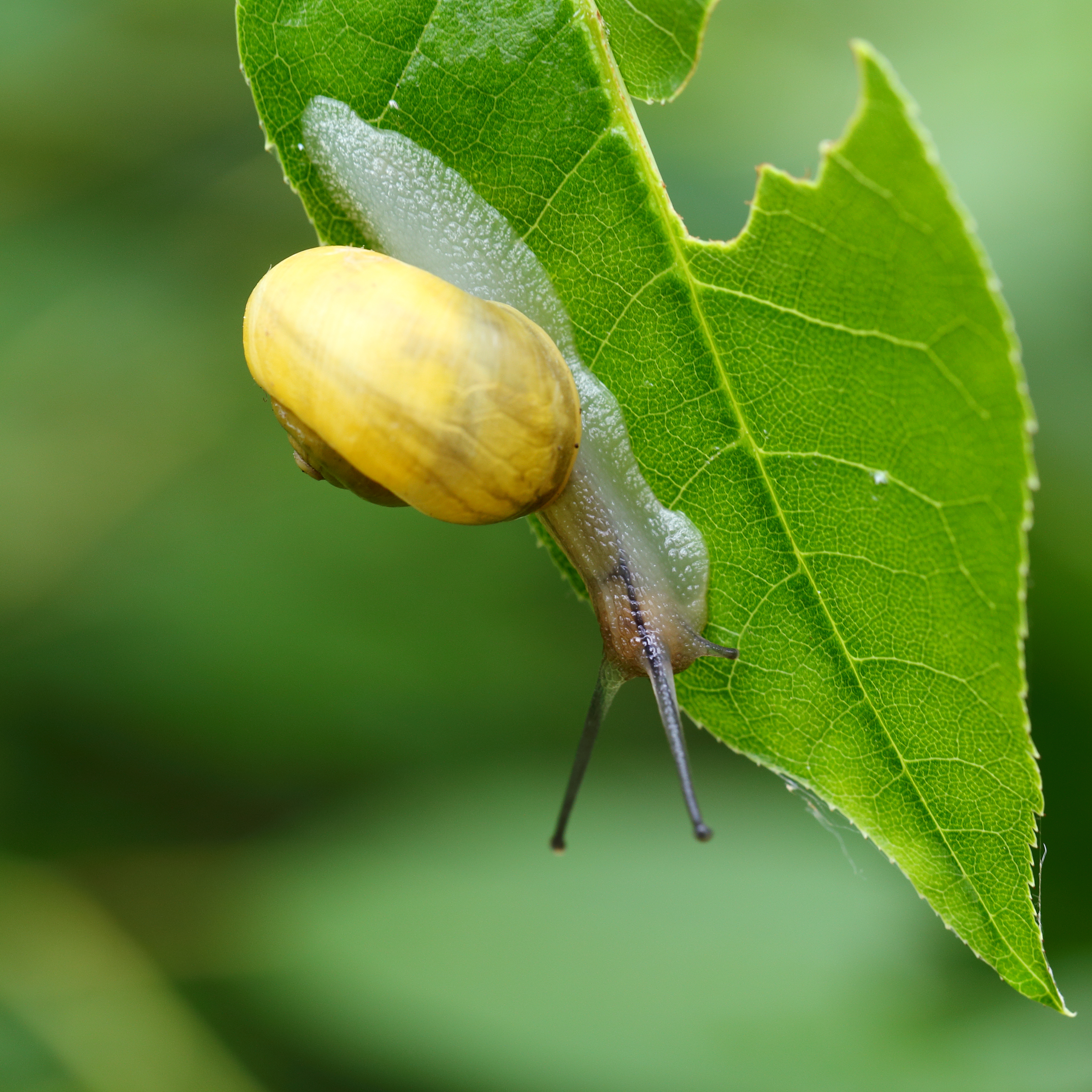
Escargot des jardins dans le boisé derrière le pavillon Louis-Jacques-Casault
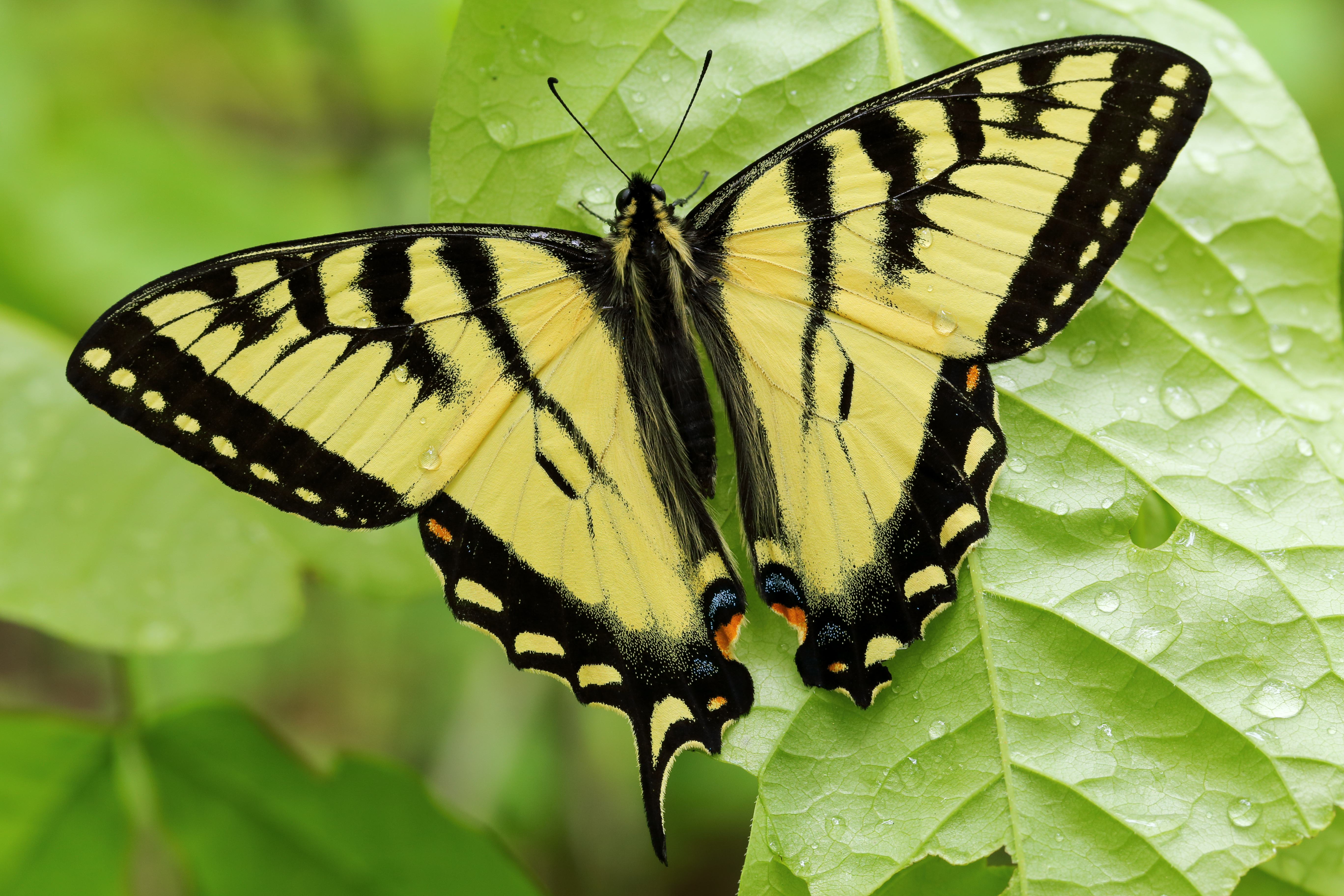
Papillon tigré du Canada dans le boisé derrière le pavillon Louis-Jacques-Casault
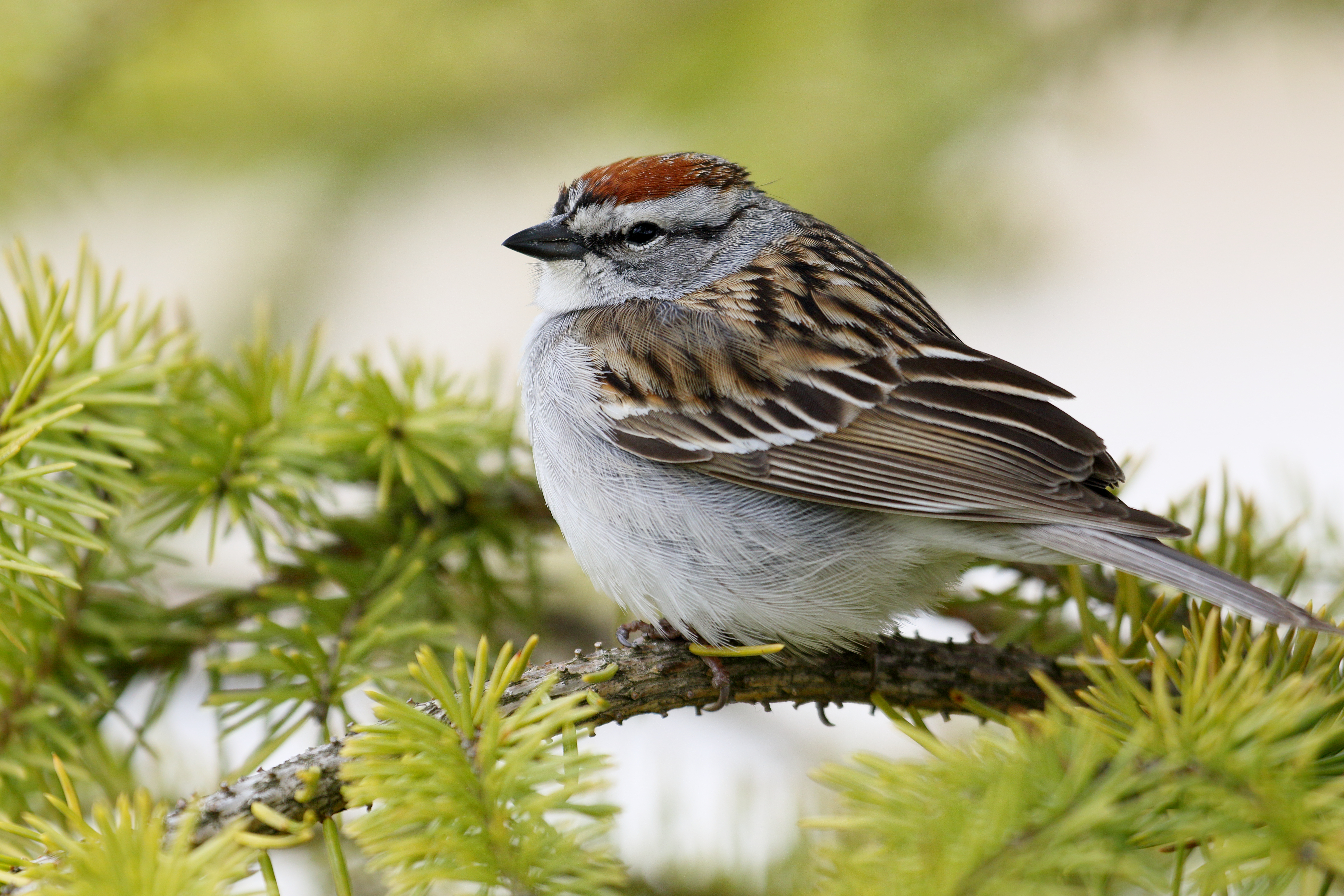
Bruant familier dans un conifère à proximité du pavillon Jean-Charles-Bonenfant
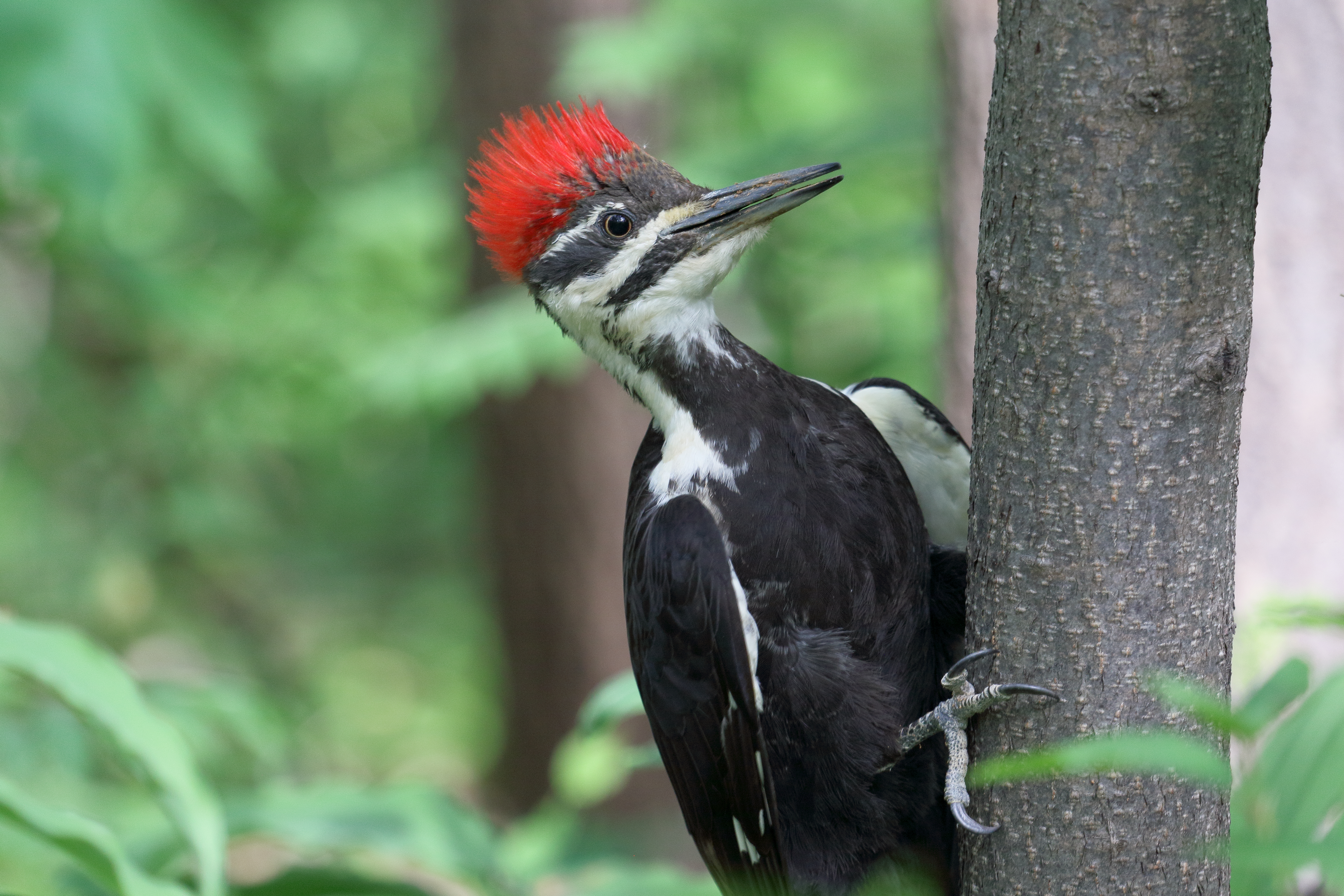
Grand Pic dans le boisé derrière derrière le pavillon Louis-Jacques-Casault
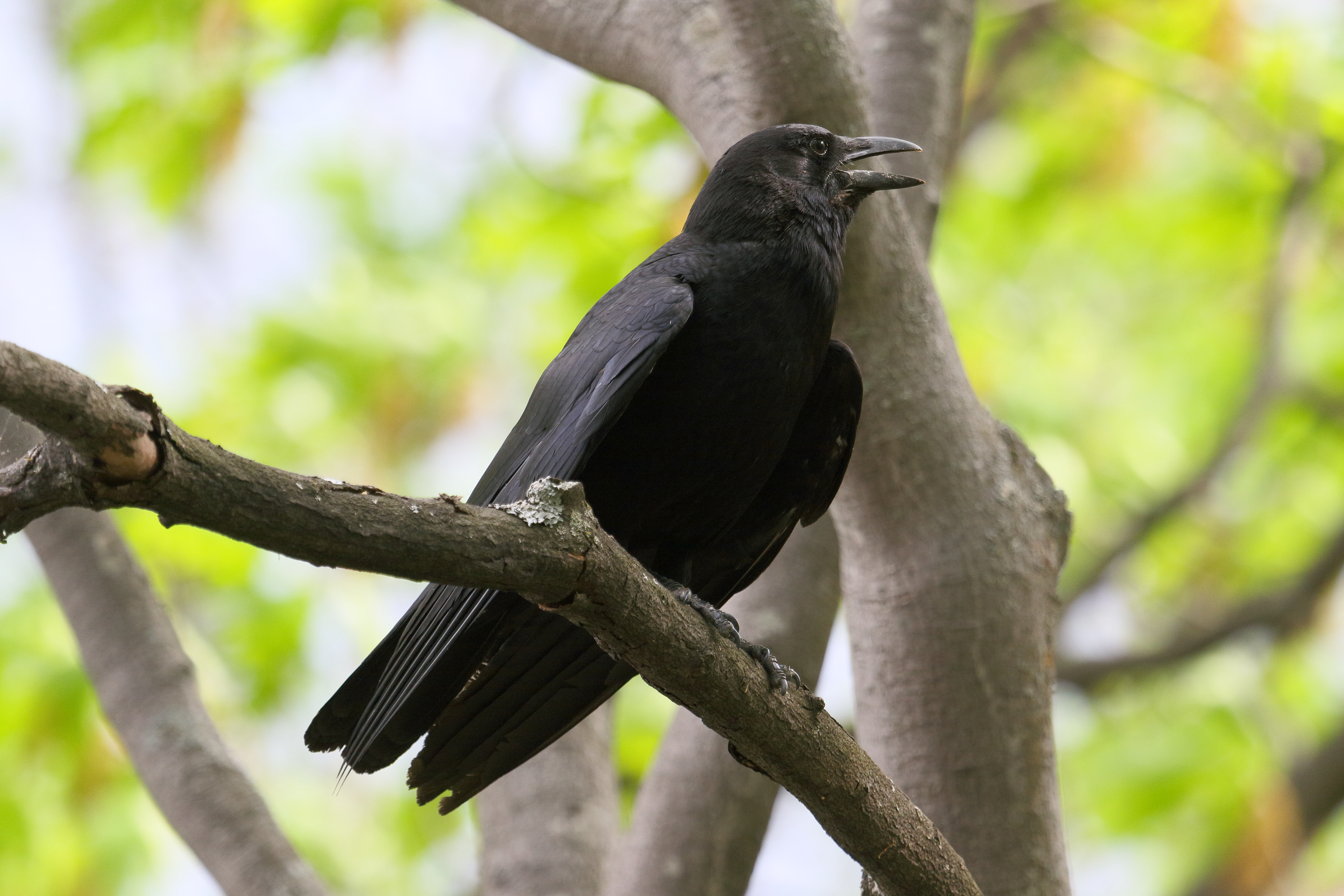
Corneille d'Amérique à proximité de la Maison Eugène-Roberge
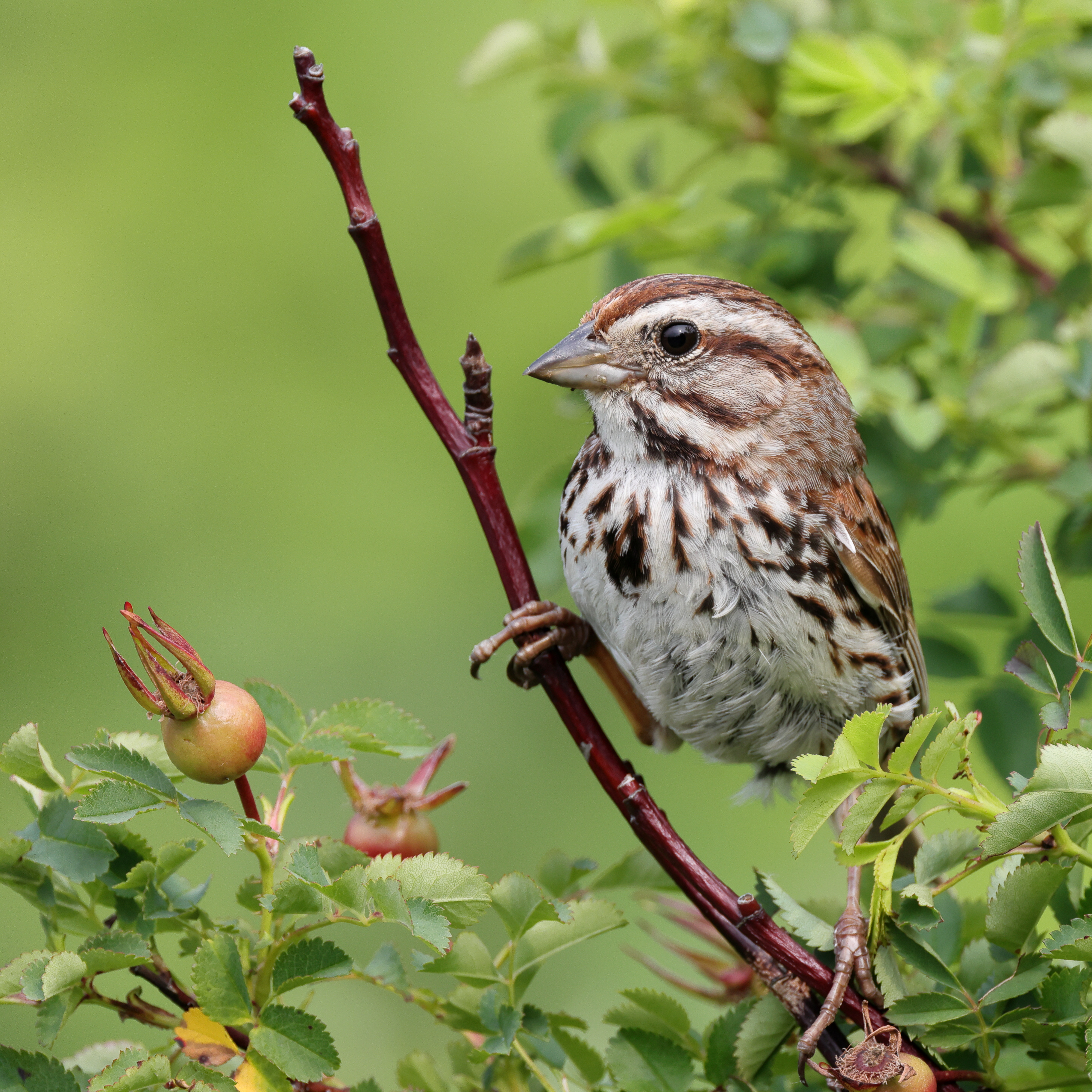
Bruant chanteur au Jardin botanique Roger-Van den Hende
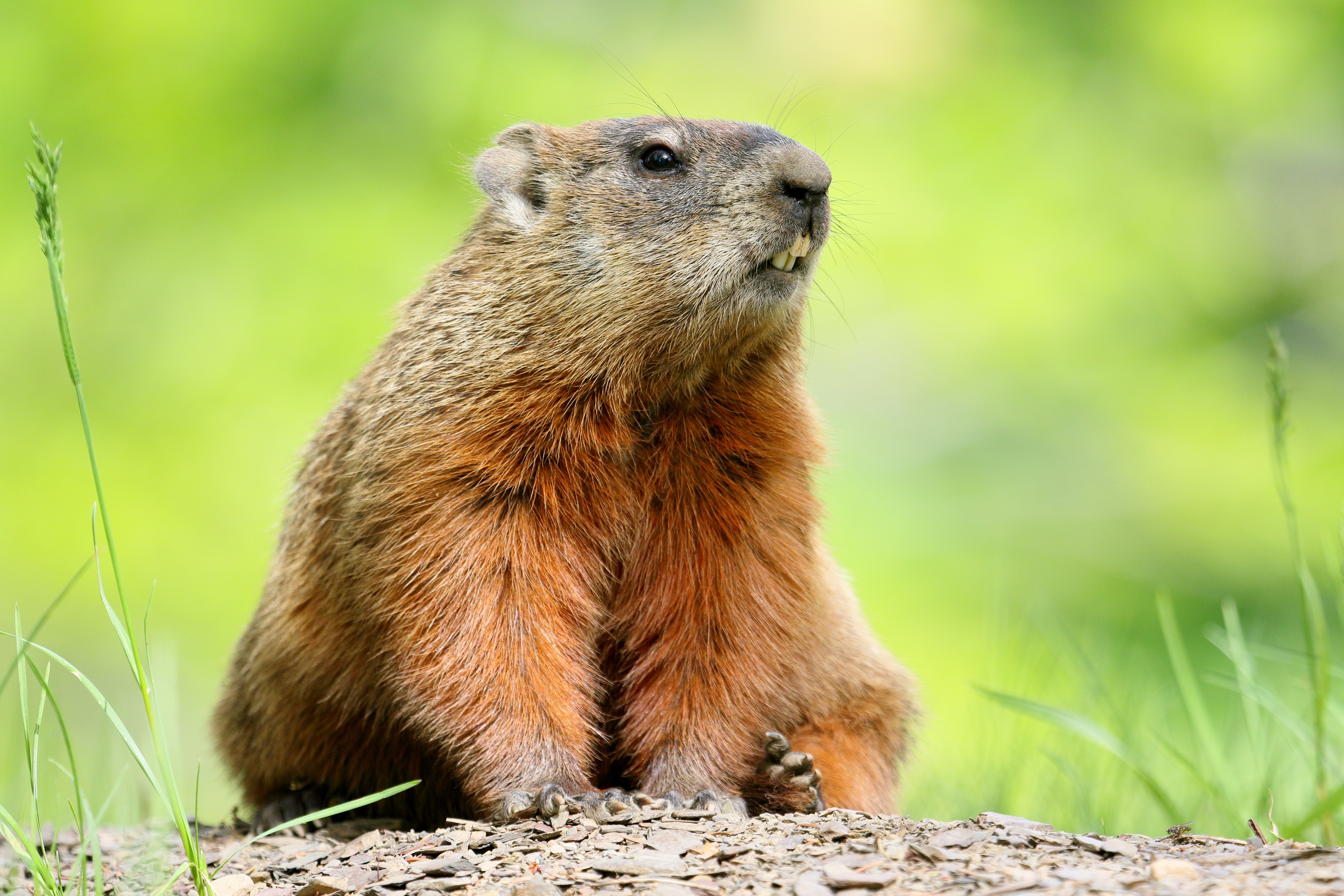
Marmotte commune sur un talus au sud du pavillon Adrien-Pouliot
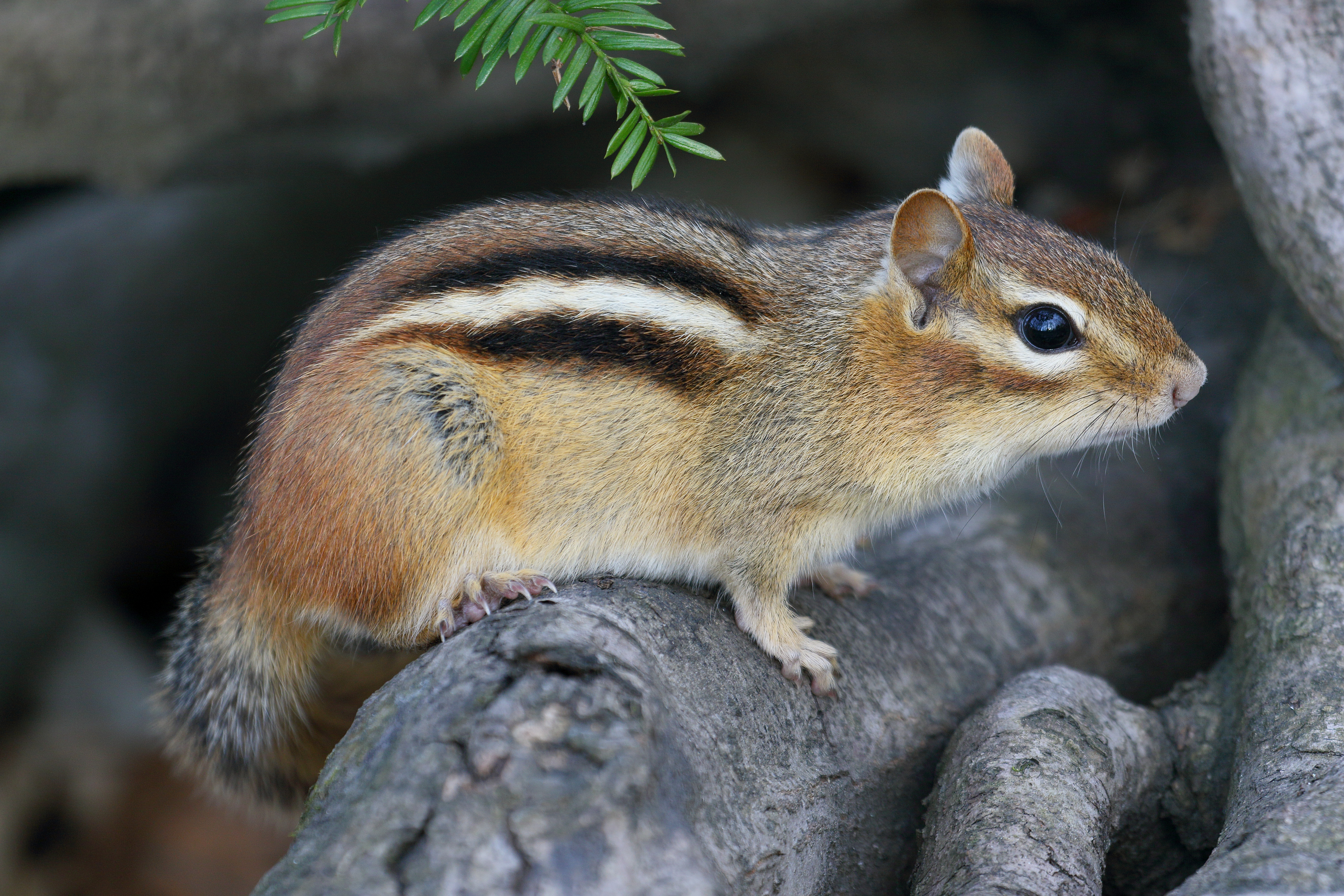
Tamia rayé dans le boisé au sud du pavillon Adrien-Pouliot
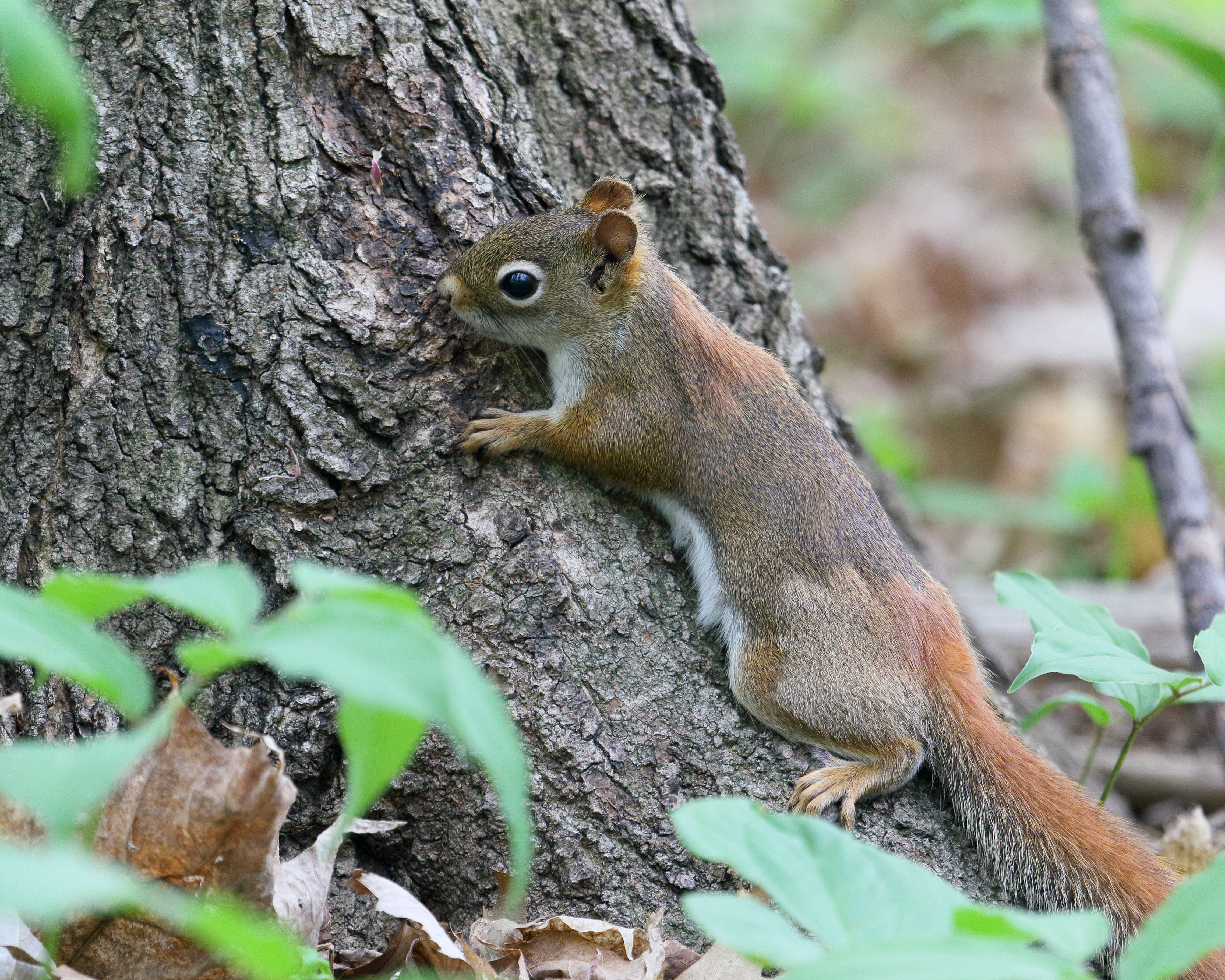
Écureuil roux dans le boisé derrière le pavillon Louis-Jacques-Casault

##### Le Jardin botanique Roger-Van den Hende

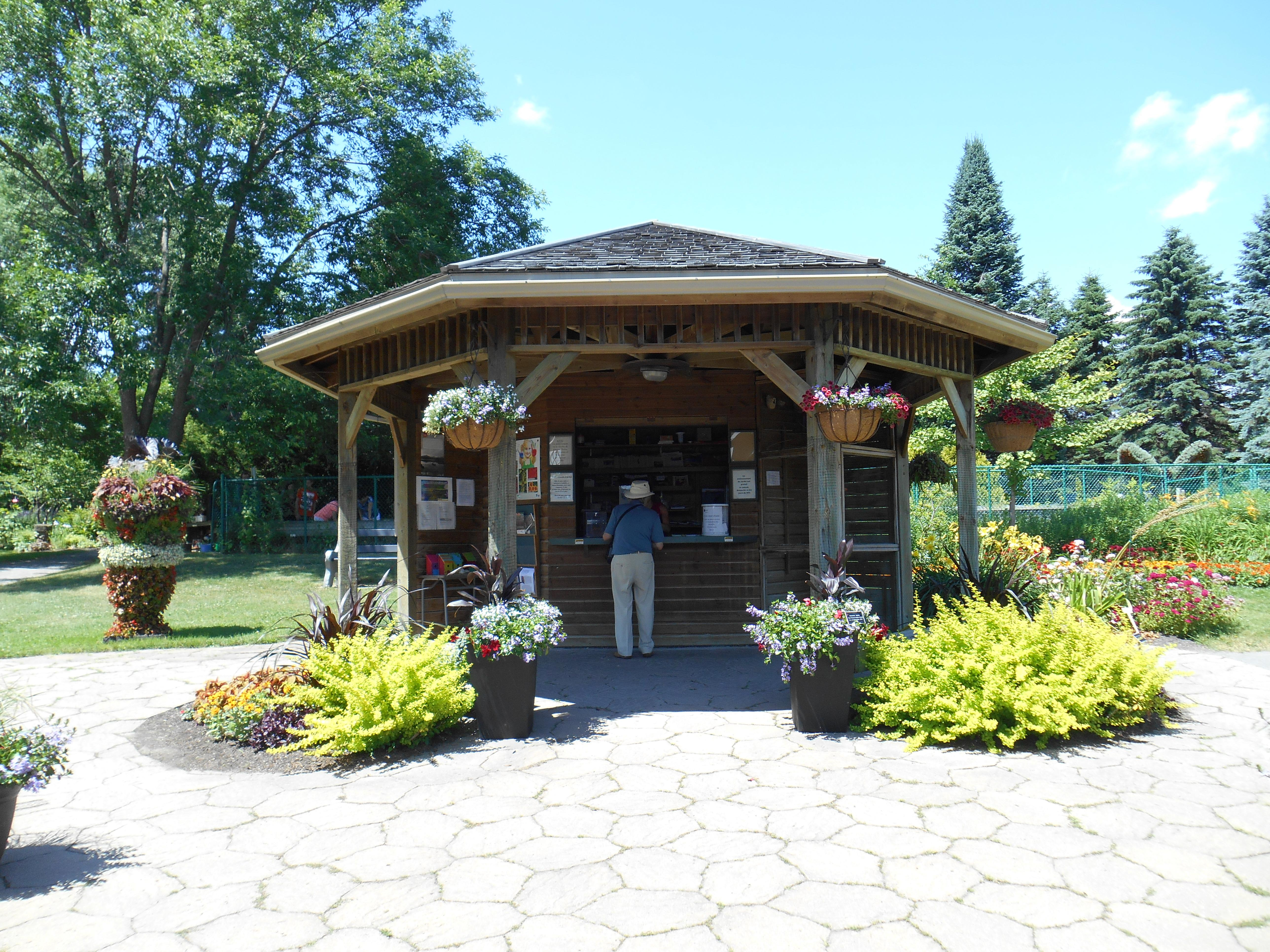
Kiosque d'accueil du jardin

Le Jardin botanique Roger-Van den Hende situé à l’ouest du campus regroupe à la fois des plantes indigènes au Québec et des plantes originaires d'Europe, d'Amérique et d'Asie, compte au total près de 4 000 espèces et cultivars.

### Architecture
On compte de nos jours une trentaine de pavillons. Le plan de l'actuel campus et ses tout premiers bâtiments a été dessiné à partir de 1946 par l'architecte-urbaniste Édouard Fiset. Celui-ci propose de séparer les pavillons de sciences humaines de ceux de sciences dites exactes par une allée, qui porte le nom de « grand axe ». La première construction est le pavillon d’Arpentage et de génie forestier, devenu l'Abitibi-Price (faculté de foresterie, de géographie et de géomatique), qui est d'architecture classique. Puis, le pavillon Palasis-Prince (sciences administratives) illustre en 1950 la transition avec l'architecture moderne (Art déco, volume symétrique et de grandes colonnes). Le pavillon H.-Biermans-L.-Moraud (1957), de nos jours une résidence, marque le début du modernisme avec le dépouillement du décor et l'ajout de grandes parois en verre à l'intérieur.
En 1964, le pavillon Charles-De-Koninck (sciences sociales et droit) se distingue par l'utilisation du béton, mais par la suite d'autres matériaux seront utilisés sur le campus, comme le bois, le verre et l'acier. Par exemple, le pavillon J.-A.-DeSève/La Laurentienne (1990) ou Ferdinand-Vandry (complètement rénové et agrandi en 2008). Dans les années 1980, un atrium baigné de lumière et végétalisé est annexé à l'Abitibi-Price. À partir des années 2000, l'architecture sur le campus incorpore une dimension plus verte : utilisation de matériaux recyclés et renouvelables dont le bois, mais aussi éclairage naturel, réduction des coûts énergétiques, etc., tel qu'illustré par le pavillon Gene-H.-Kruger (2000) ou par l'agrandissement du PEPS en 2010.

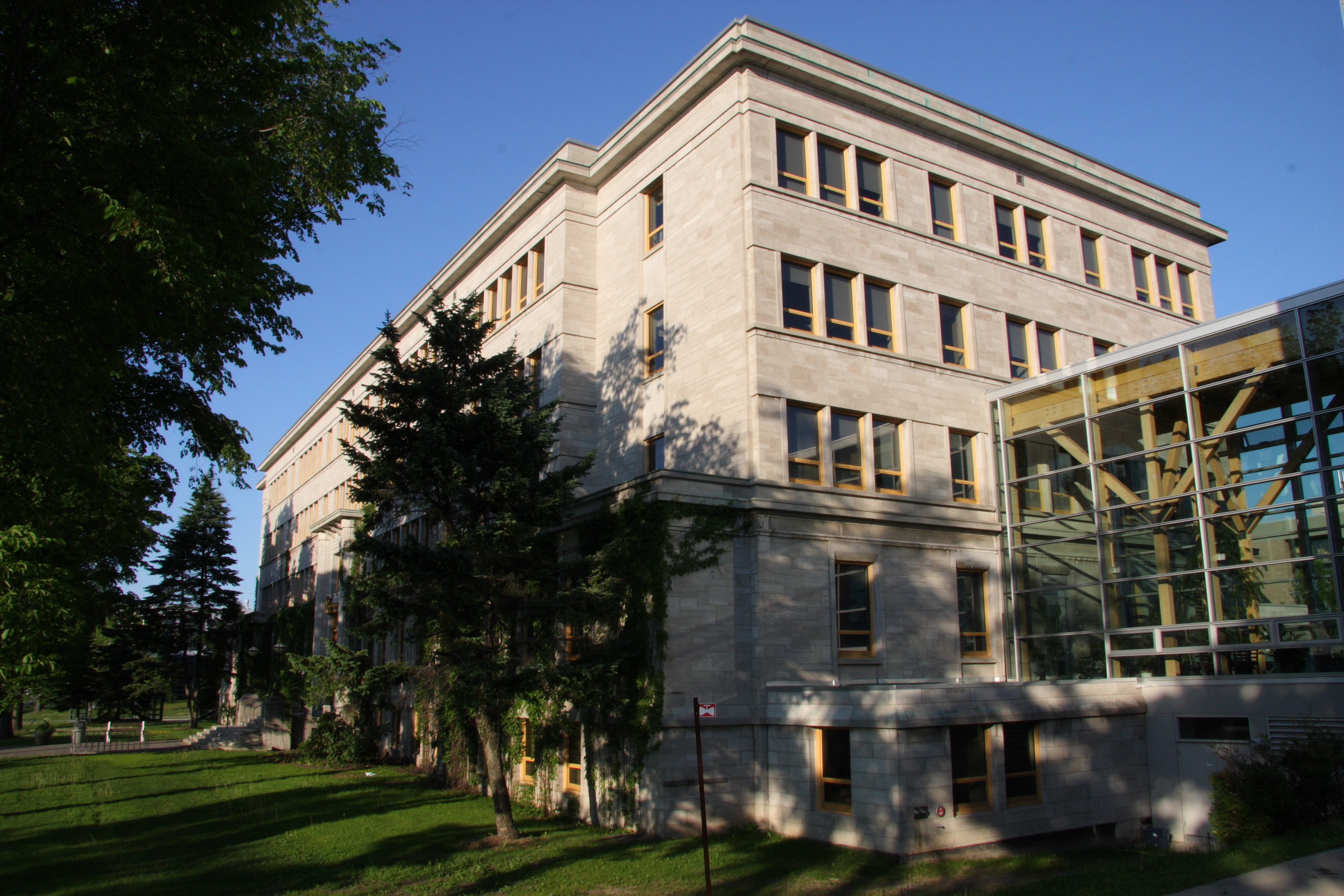
Pavillon Abitibi-Price.
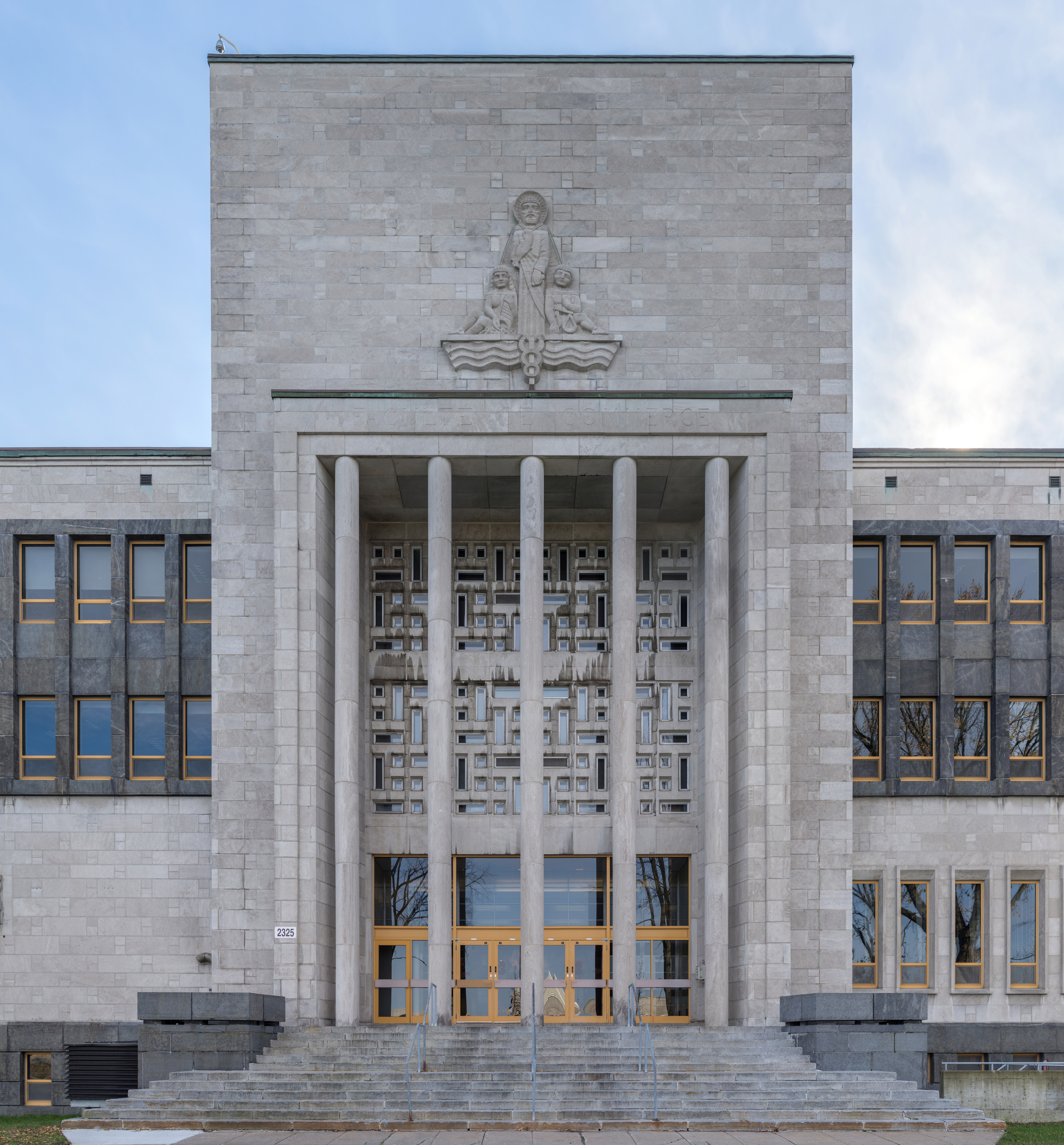
Entrée principale du pavillon Palasis-Prince.
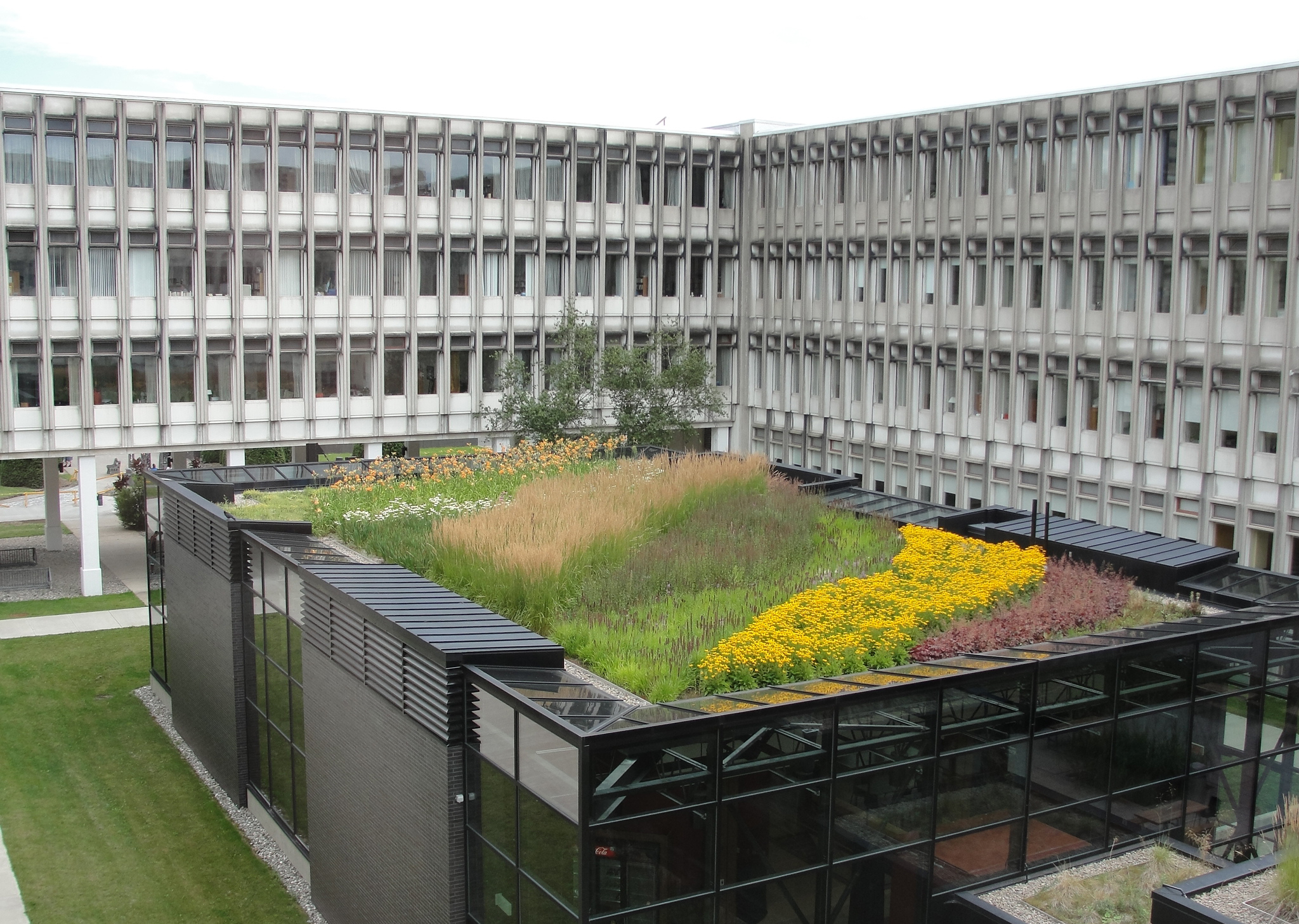
Cour intérieure du pavillon Charles-De Koninck.
Pavillon J.-A.-DeSève.
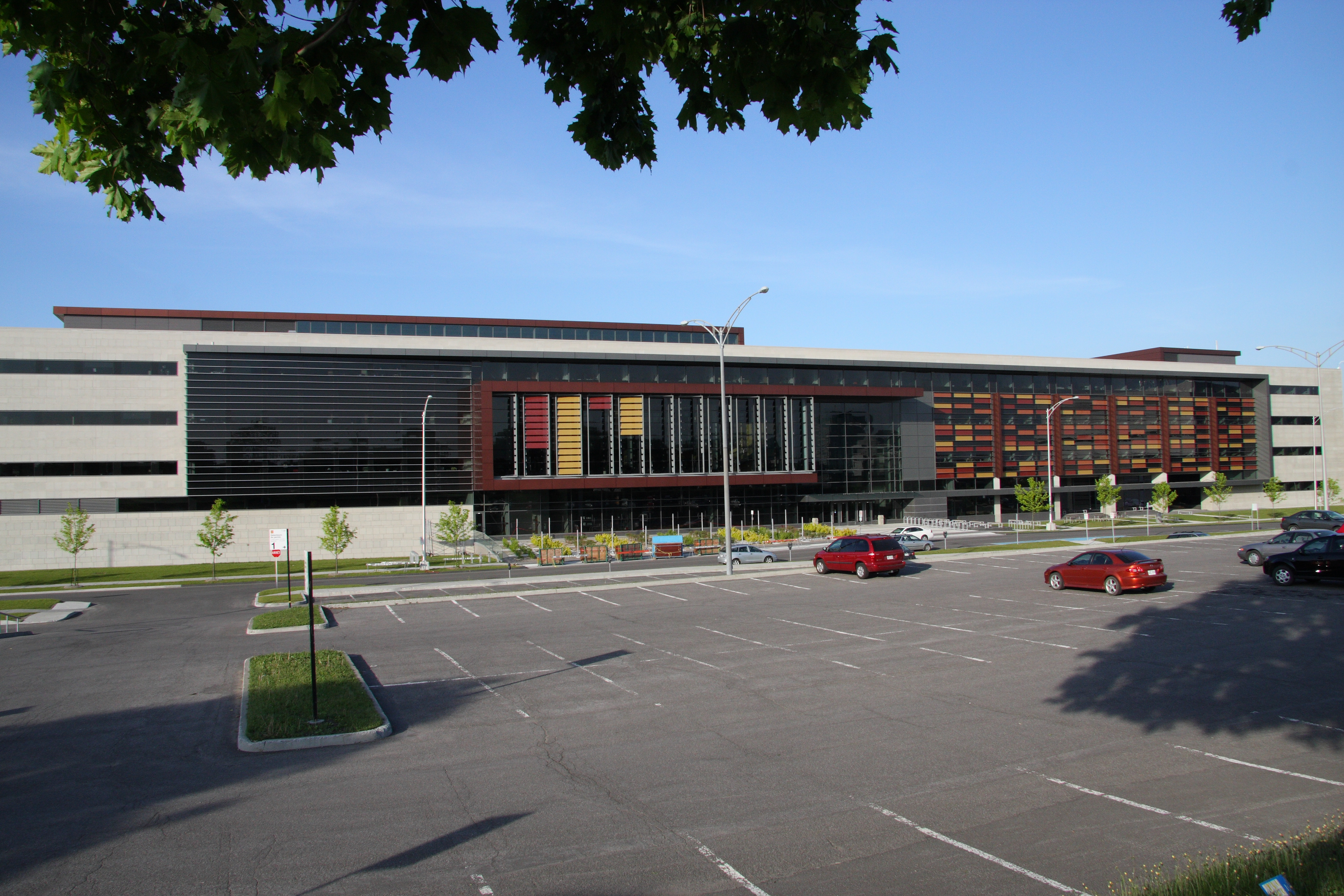
Pavillon Ferdinand-Vandry (sciences de la santé).
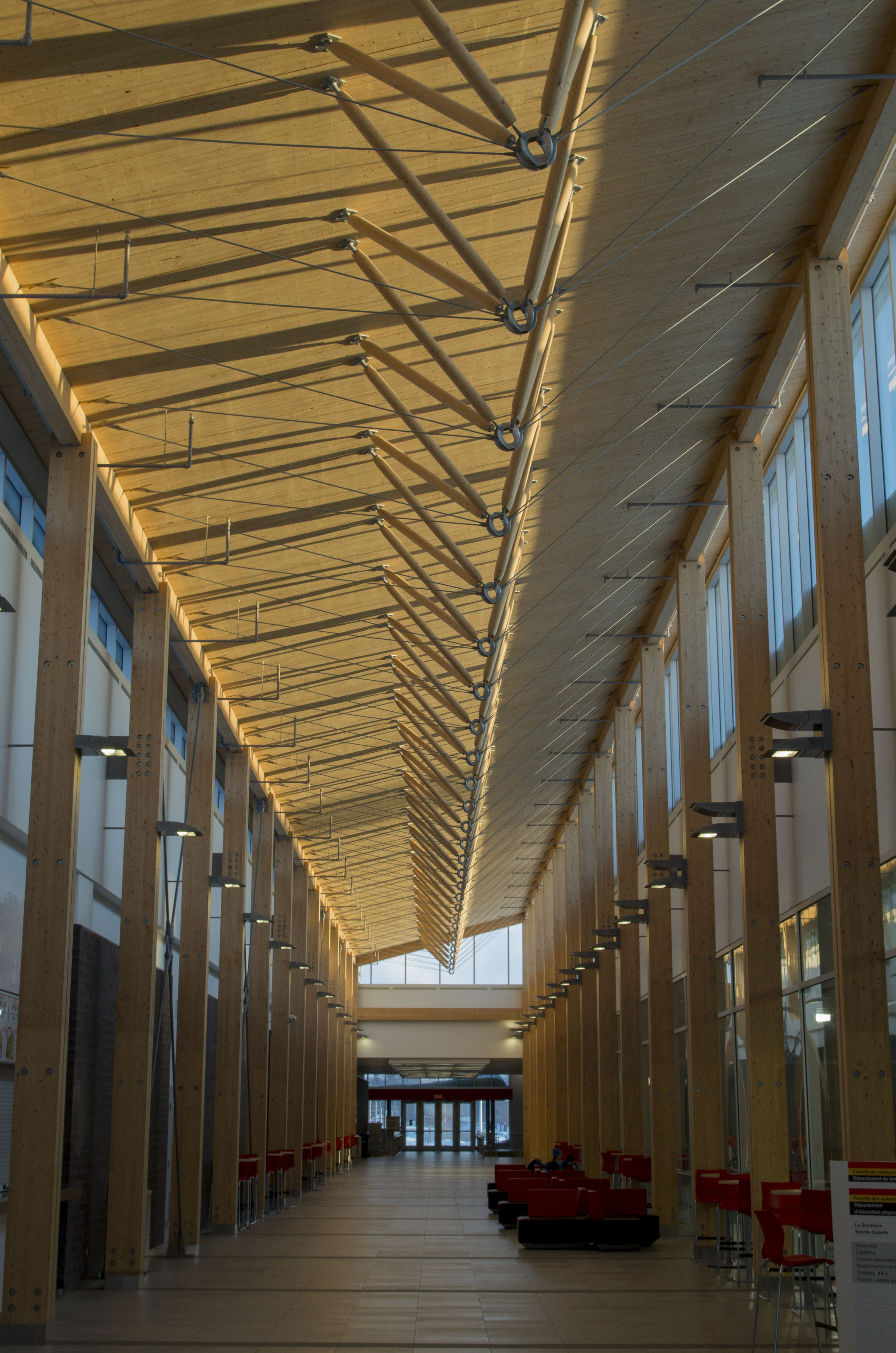
Annexe en bois du pavillon de l'éducation physique et des sports
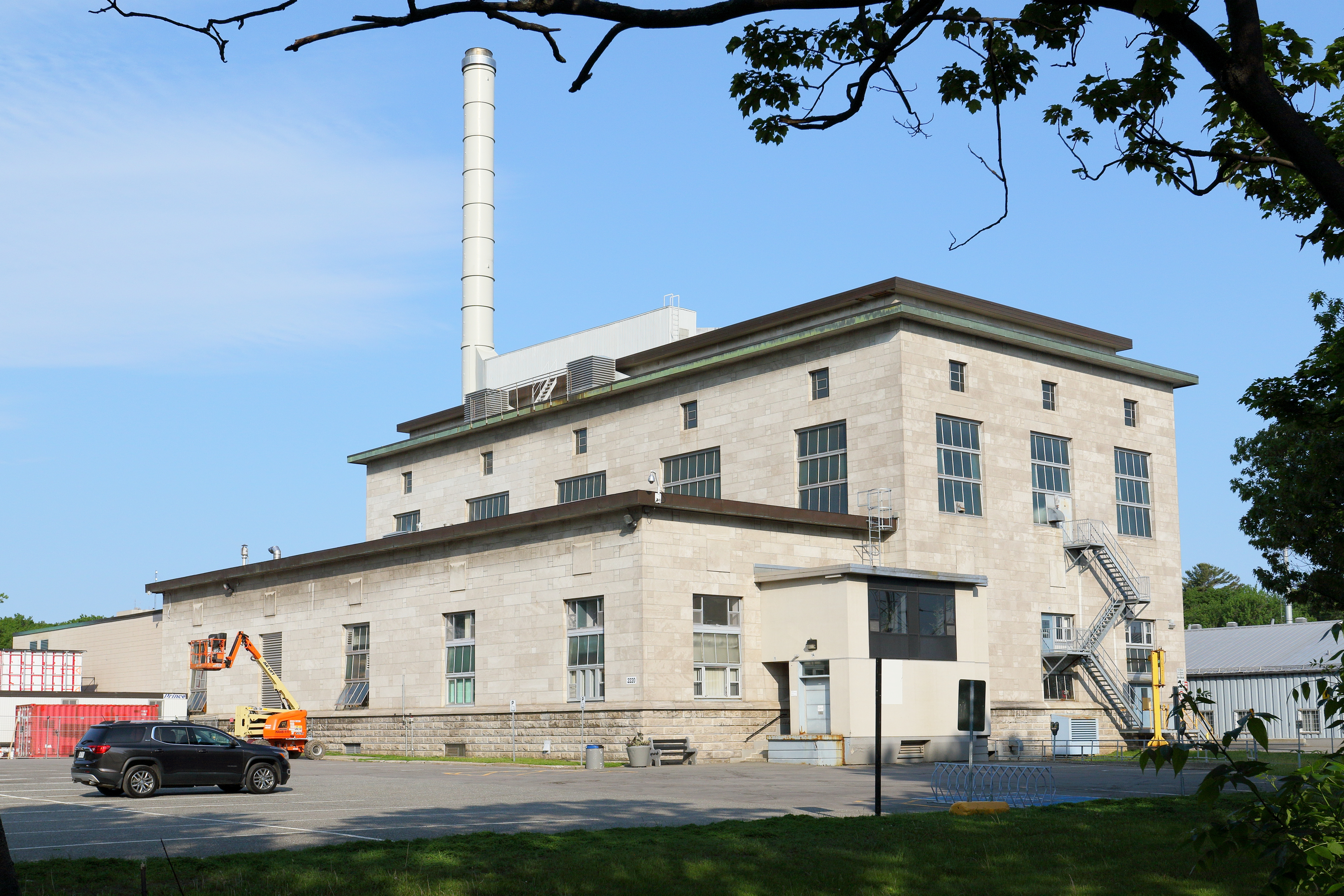
Pavillon Gérard-Bisaillon
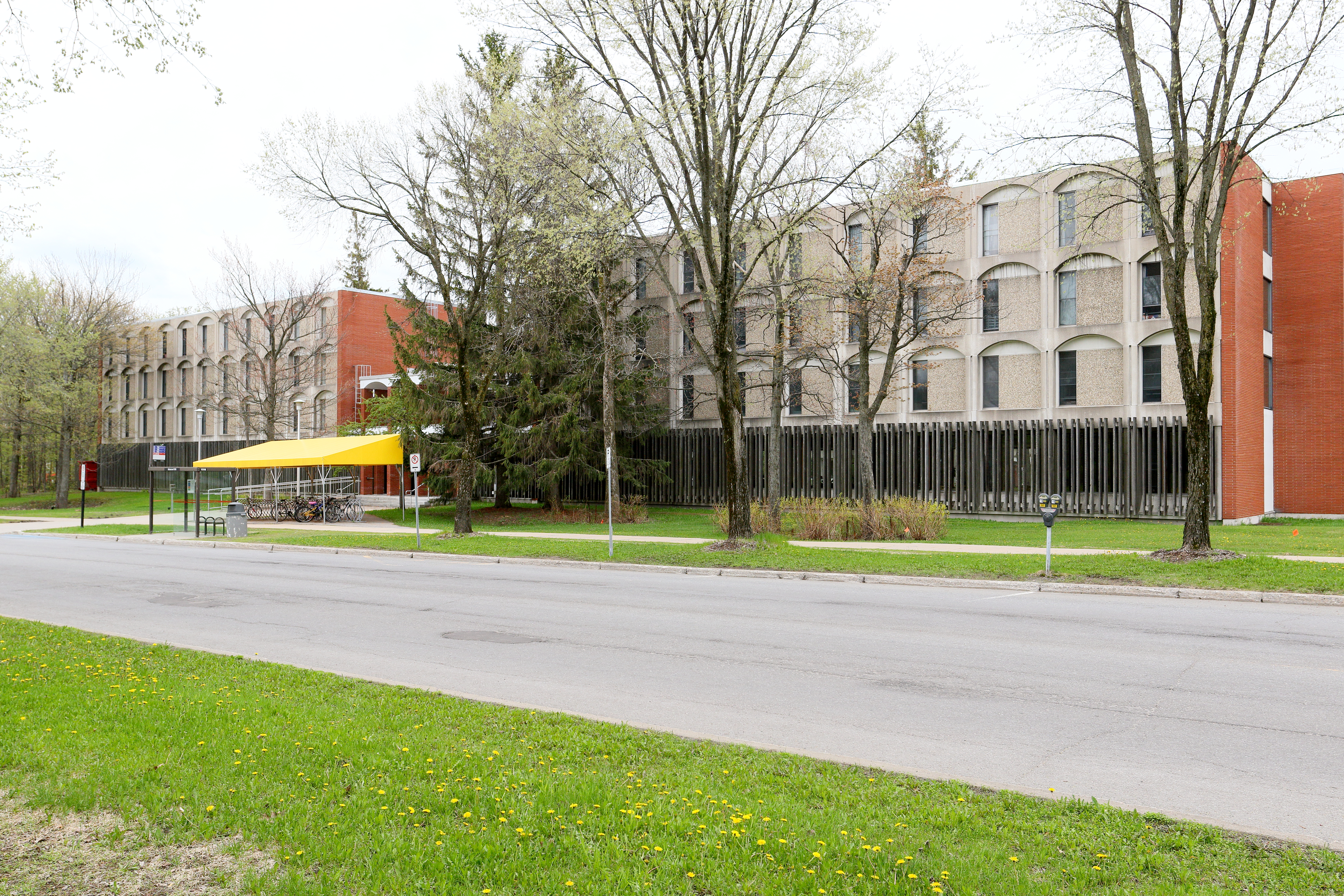
Pavillon Agathe-Lacerte
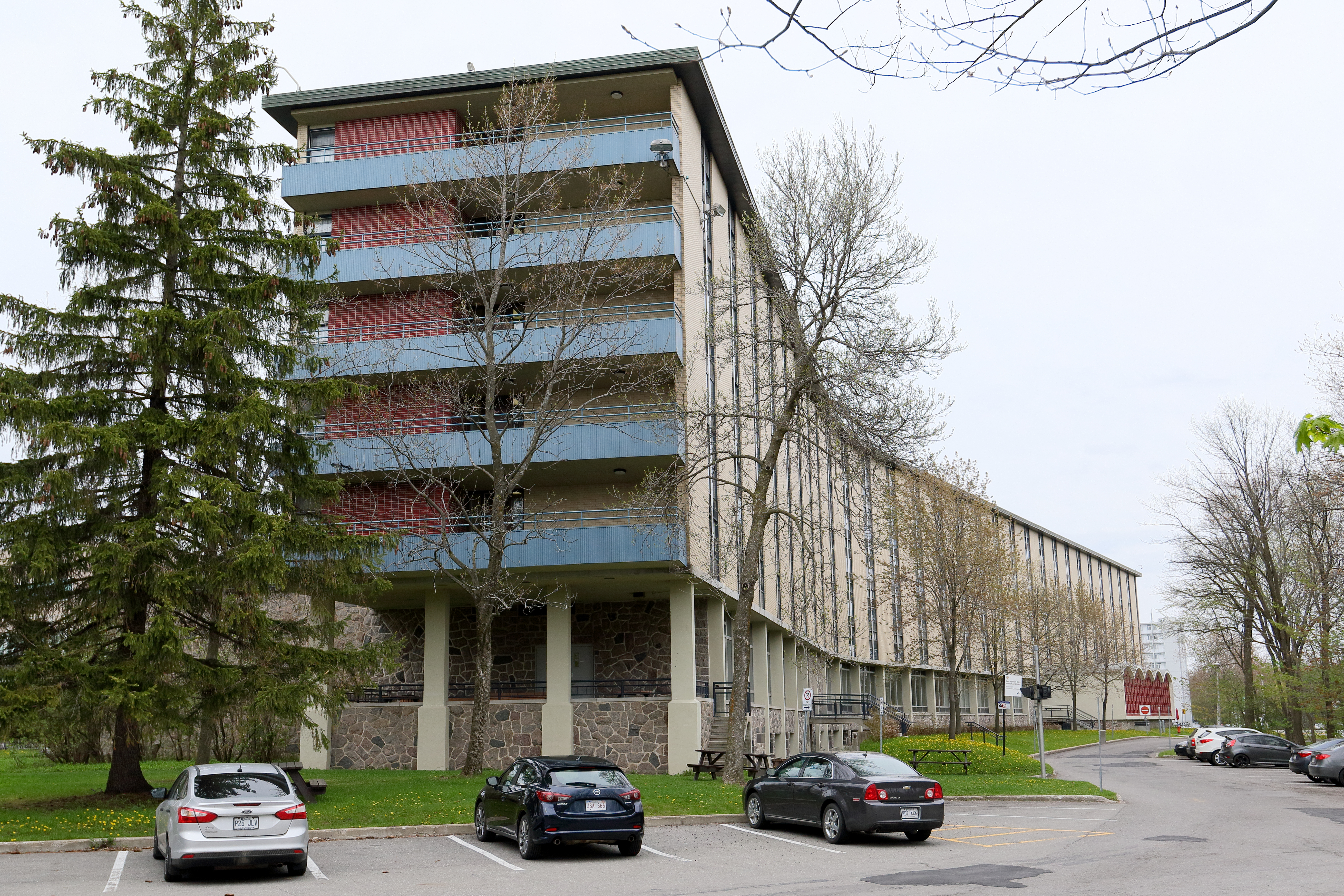
Pavillon Ernest-Lemieux
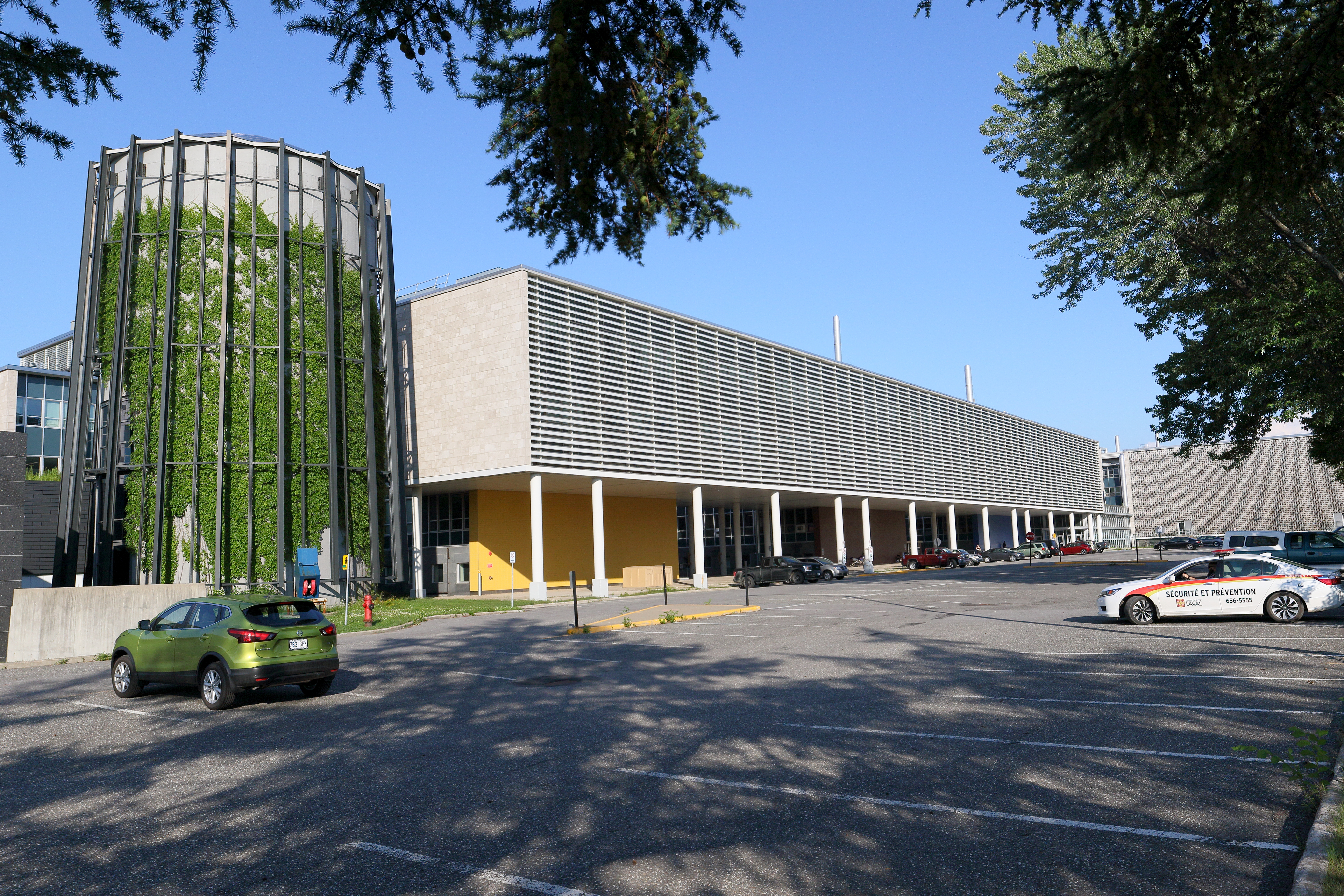
Pavillon Alexandre-Vachon

### L'art public
L'art public est « l’art localisé à l’extérieur des espaces et des conventions des galeries et des musées ». En 2008, selon cette définition, la collection d’art public de l’Université Laval comptait 96 œuvres, réparties sur son campus principal situé à Sainte-Foy et sur le site de la Forêt Montmorency. Cette collection s’est depuis enrichie de plusieurs œuvres, par exemple lors de l’application de la Politique d’intégration des arts à l’architecture et à l’environnement des bâtiments et des sites gouvernementaux et publics dans le cadre de l’agrandissement du pavillon Ferdinand-Vandry en 2009.
Plusieurs efforts de catalogage et de mise en valeur de cette collection ont été accomplis au fil des ans. Les plus récentes initiatives ont concerné la publication, en 2008, du répertoire « L’art public sur le campus de l’Université Laval » par le Comité d’aménagement et de mise en œuvre. On note également la création d’un parcours de découverte de l’art public, animé par le Bureau de la vie étudiante de l’Université Laval. Ce parcours peut être réalisé en tout temps, mais fait l’objet d’un concours annuel dans le cadre des Journées de la culture qui ont lieu chaque année au mois de septembre.
Les premières œuvres d’art public du campus datent de 1949, soit à l’occasion de la construction du pavillon d’Arpentage et de génie forestier (maintenant Abitibi-Price), le premier à avoir été construit sur le campus de Sainte-Foy. La collection comprend des contributions d’artistes de renom, tels Jordi Bonet, Omer Parent ou Armand Vaillancourt. La presque totalité de la collection est accessible en tout temps aux visiteurs.

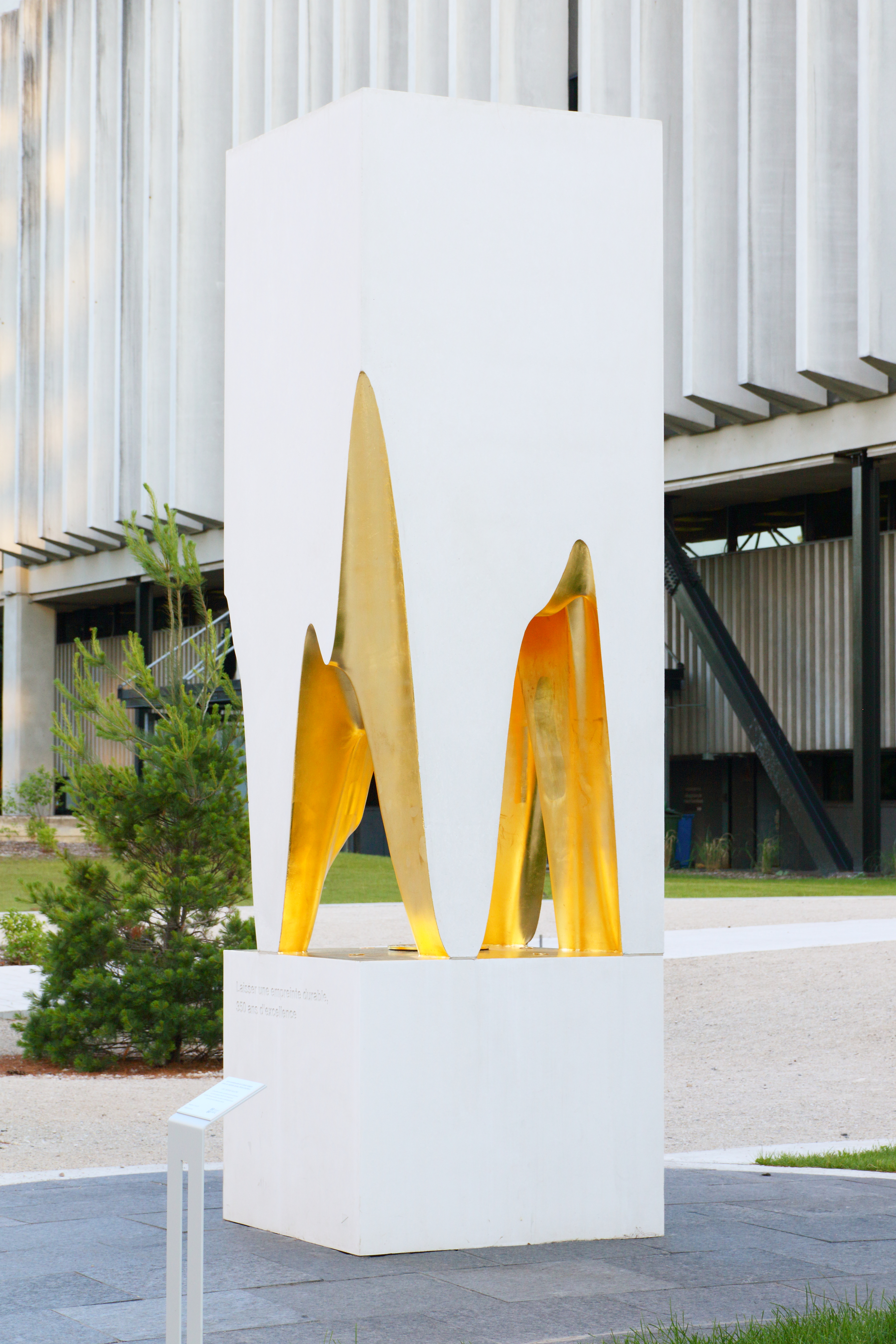
2367, l'odyssée collective, sculpture du collectif PLUX.5
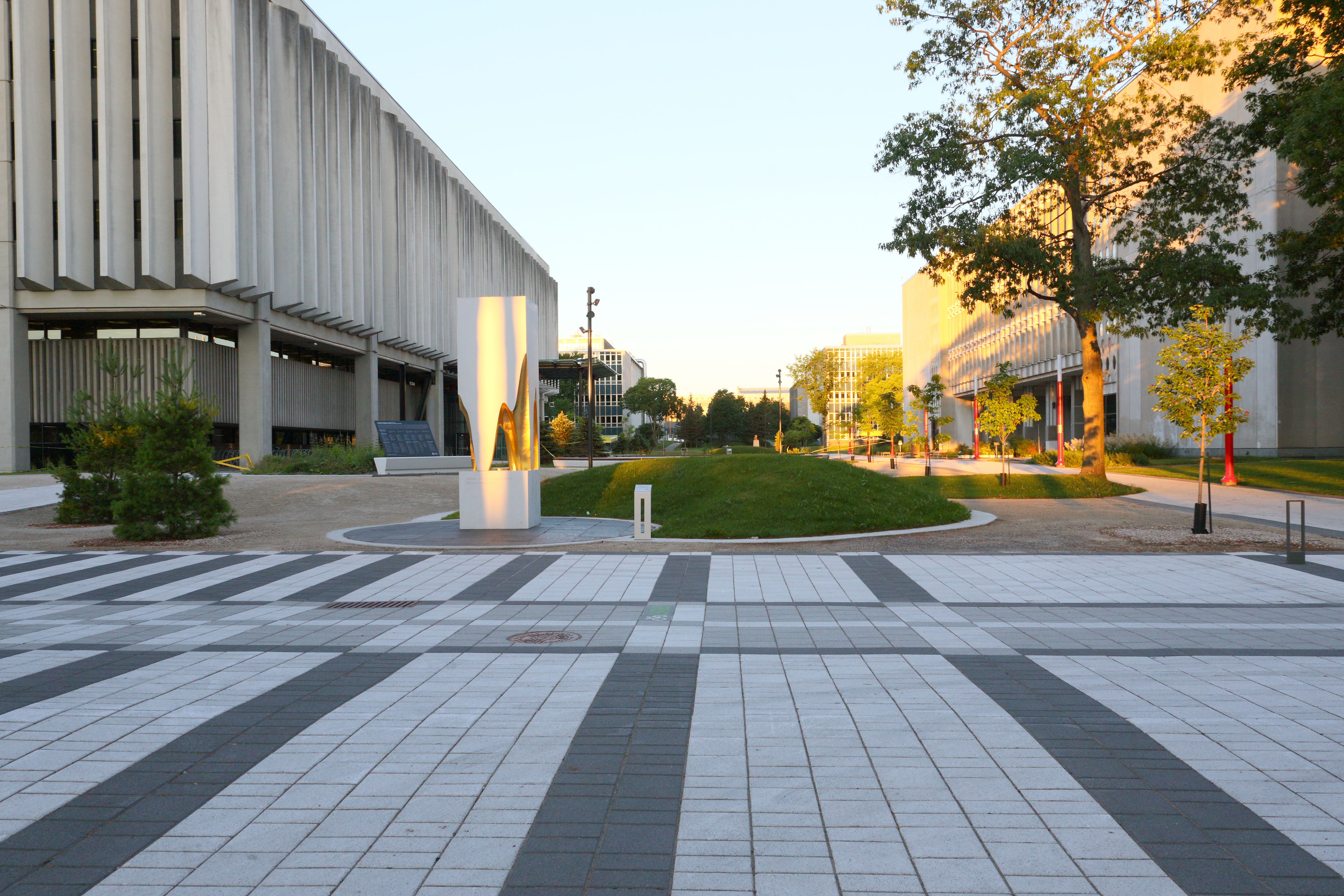
2367, l'odyssée collective est localisée à proximité de la promenade Les Cent-Associés
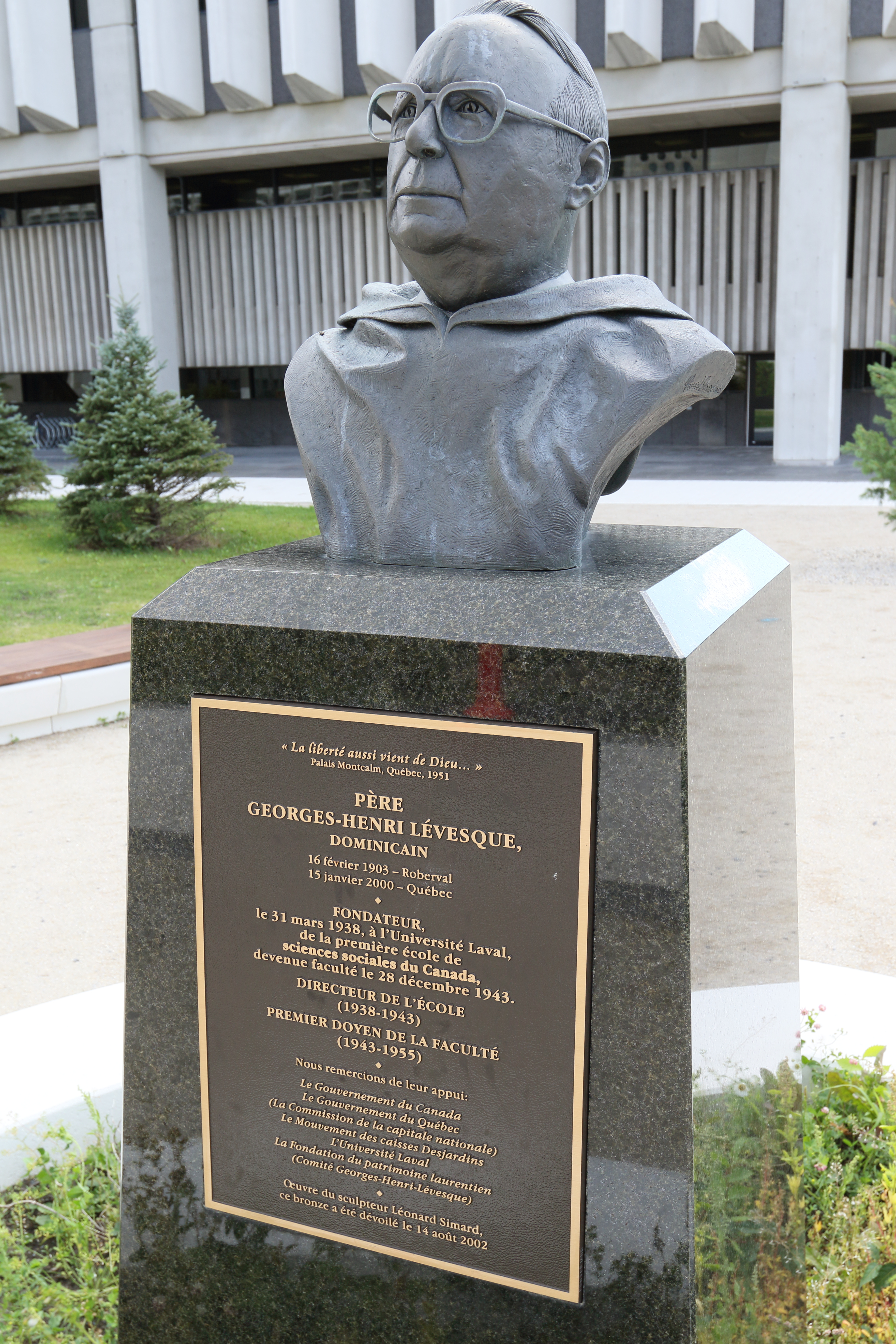
Buste commémoratif du Père Georges-Henri Lévesque, sculpture de Léonard Simard
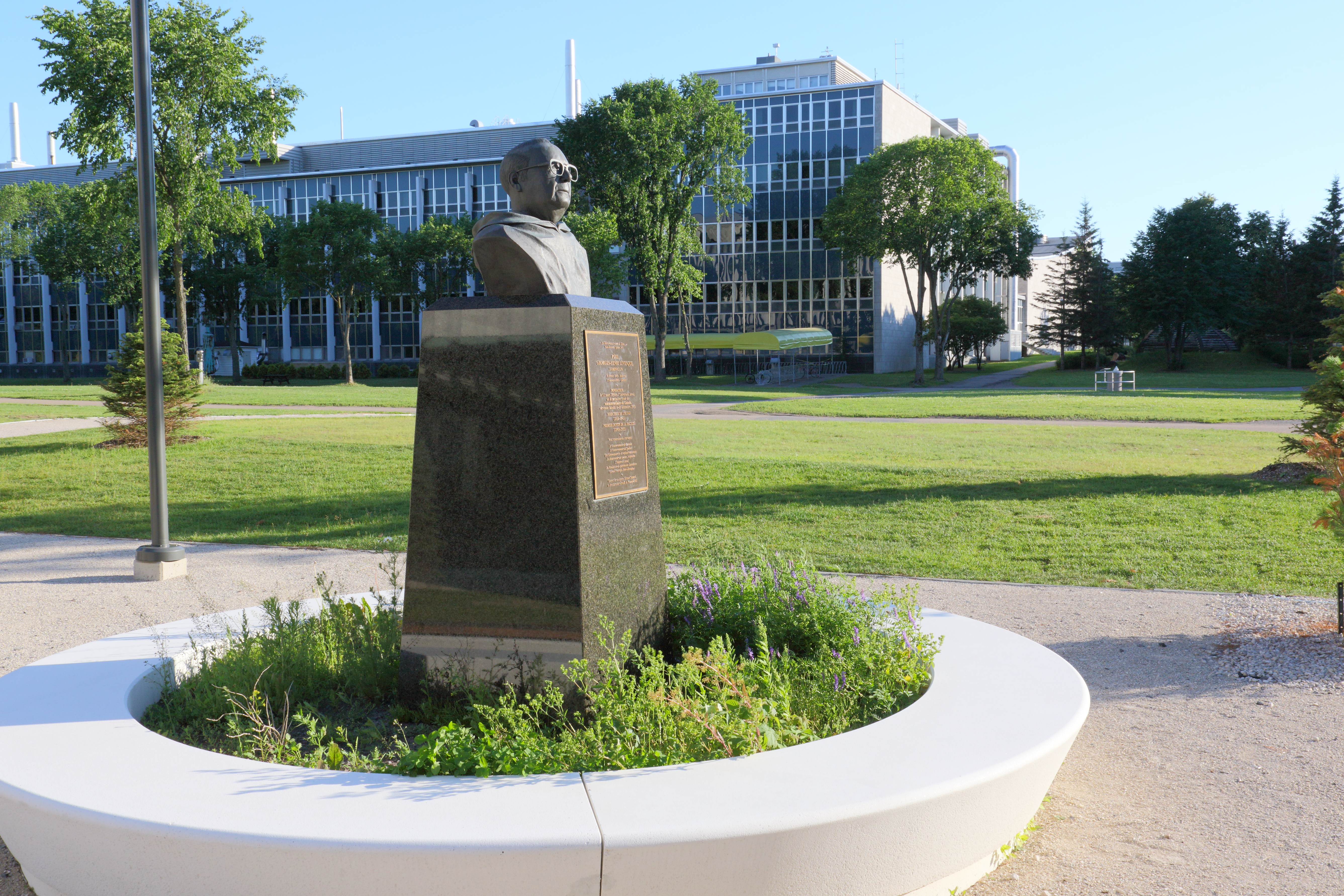
Le Buste commémoratif du Père Georges-Henri Lévesque est localisée à proximité de la promenade Les Cent-Associés
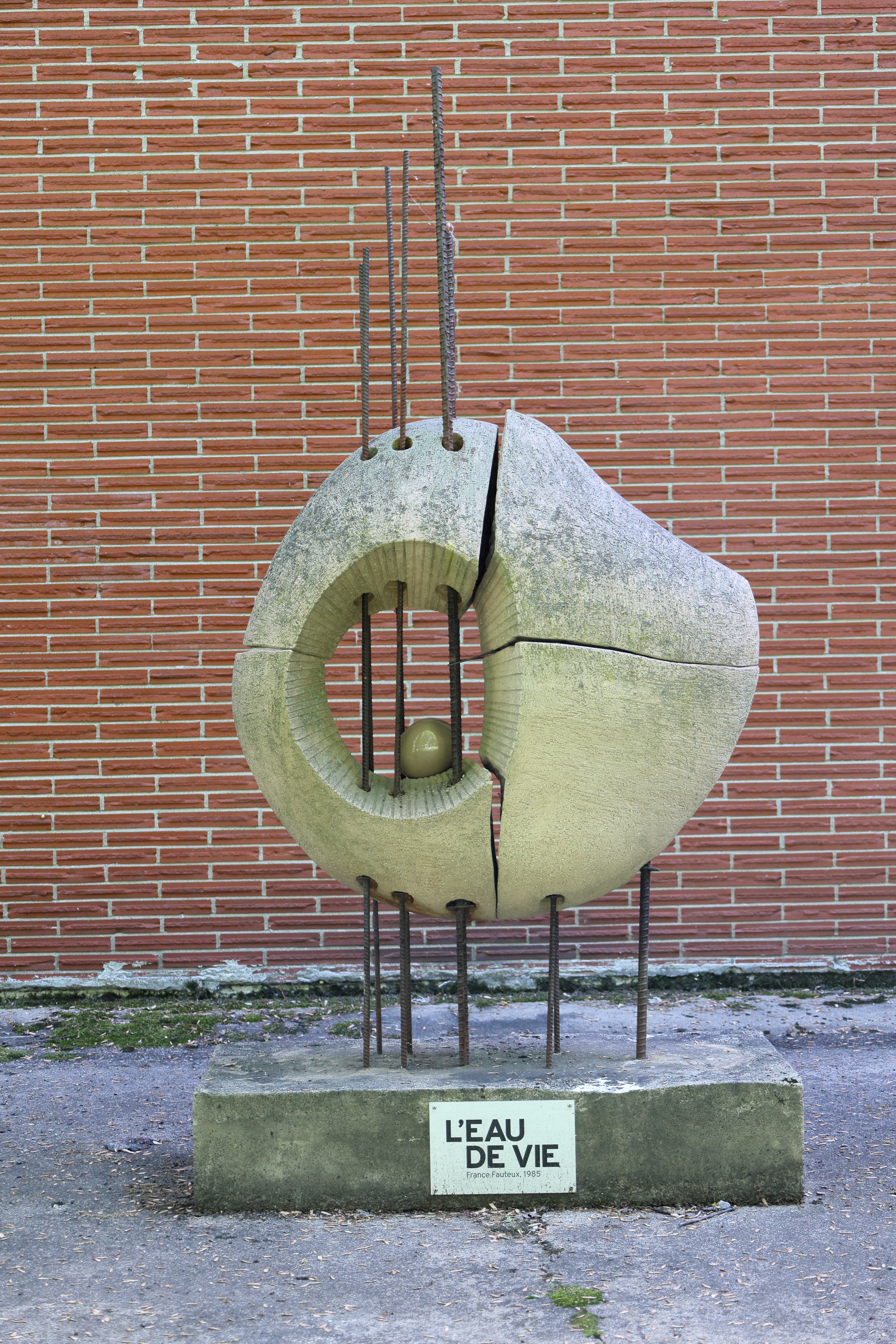
L'eau de vie, France Fauteux, dans la cour intérieure du pavillon Agathe-Lacerte
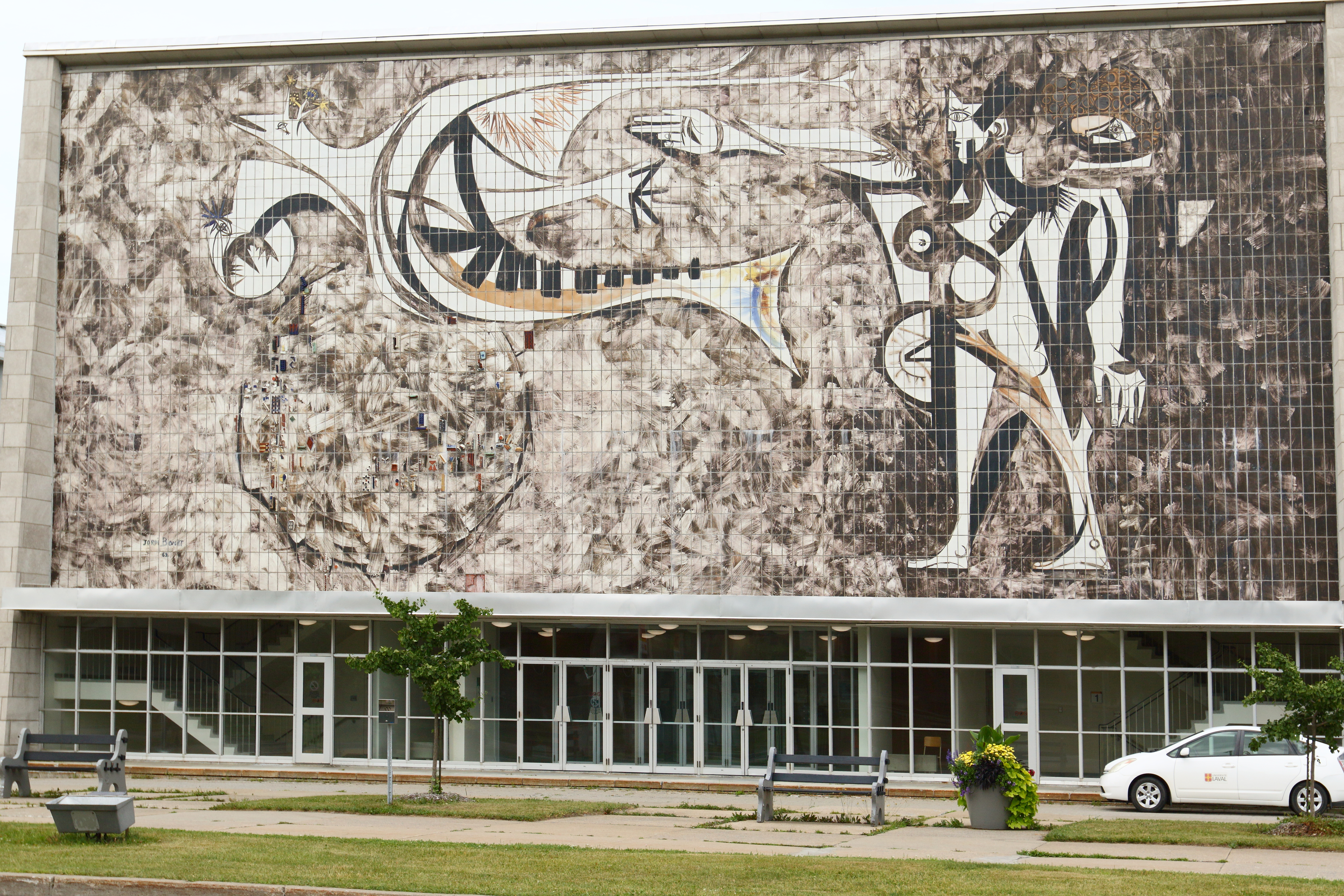
L'Homme devant la science, mosaïque de Jordi Bonet, l'une des œuvres les plus remarquables du campus
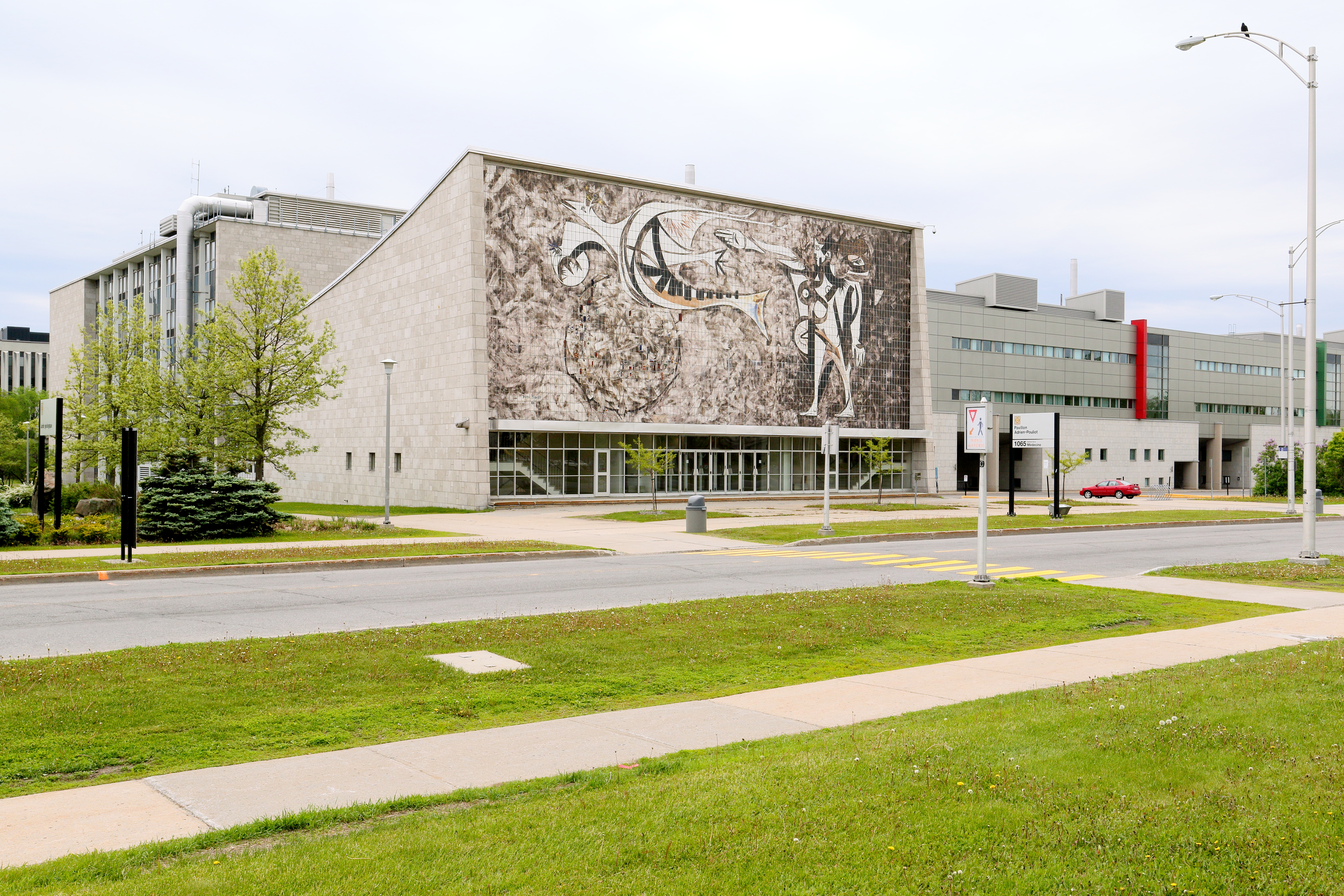
L'Homme devant la science occupe la façade ouest du pavillon Adrien-Pouliot
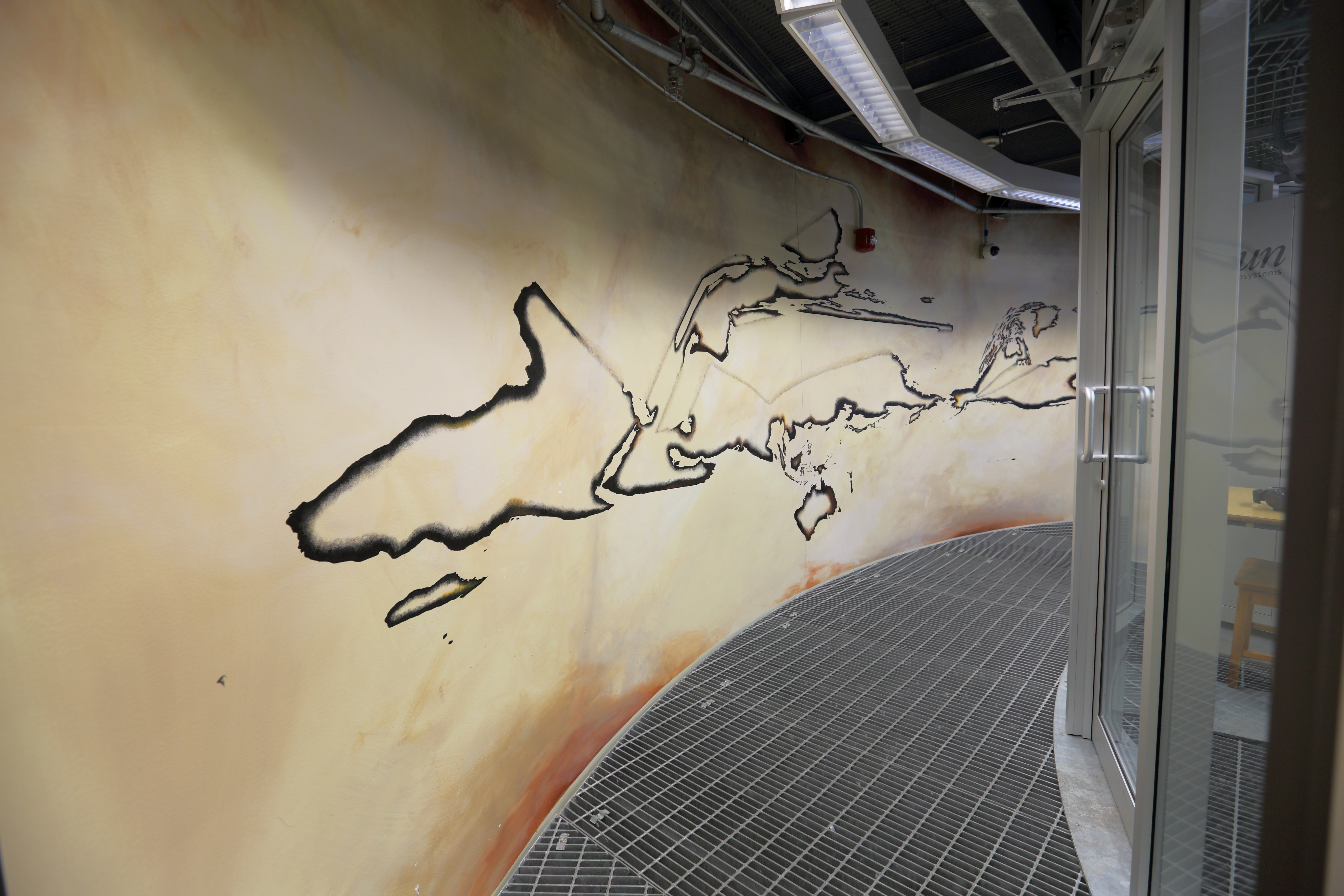
Allée froide, Étienne Cliquet, à l'intérieur du Colosse de Québec
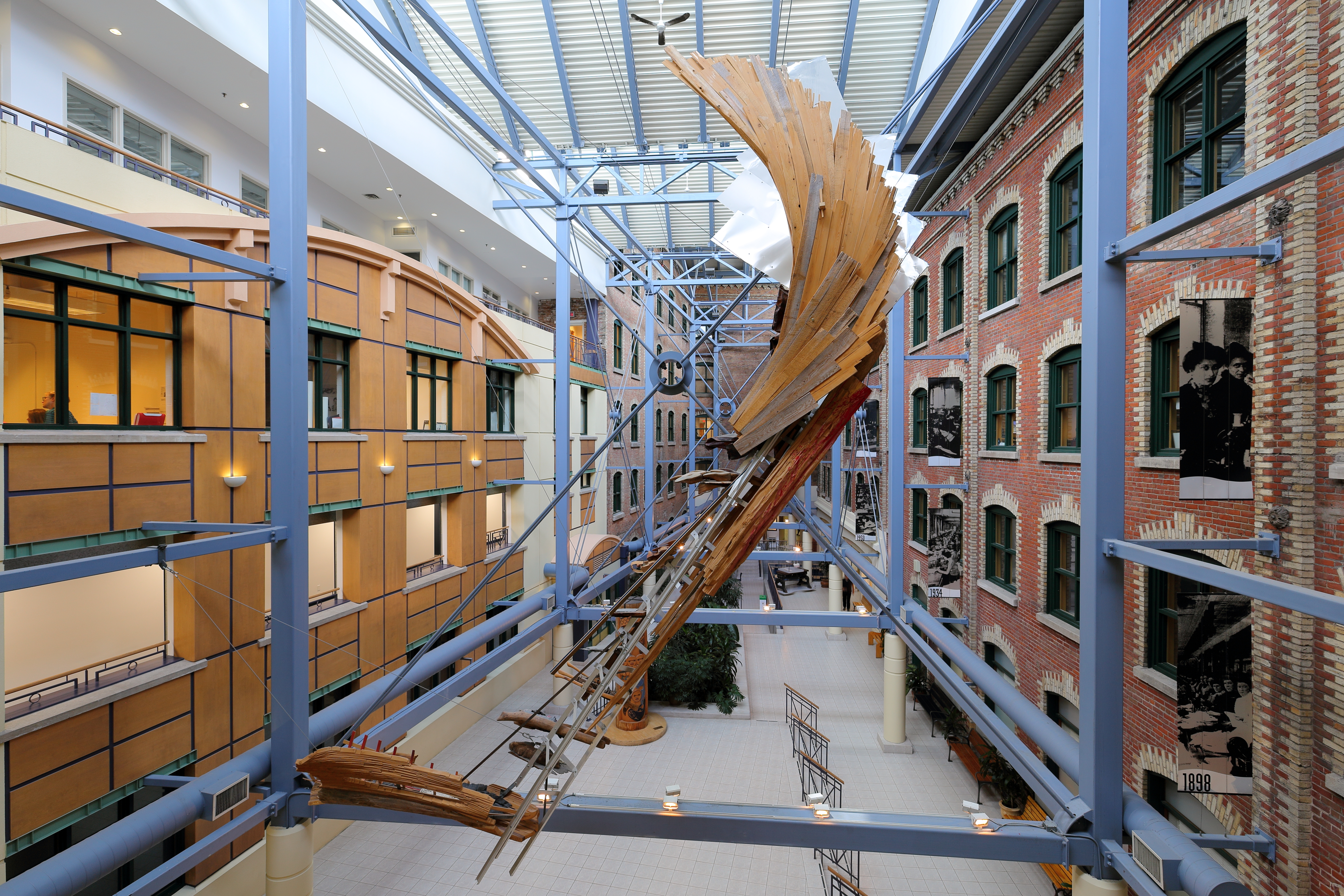
La chair des rêves, André Du Bois, dans l'atrium de l'Édifice La Fabrique
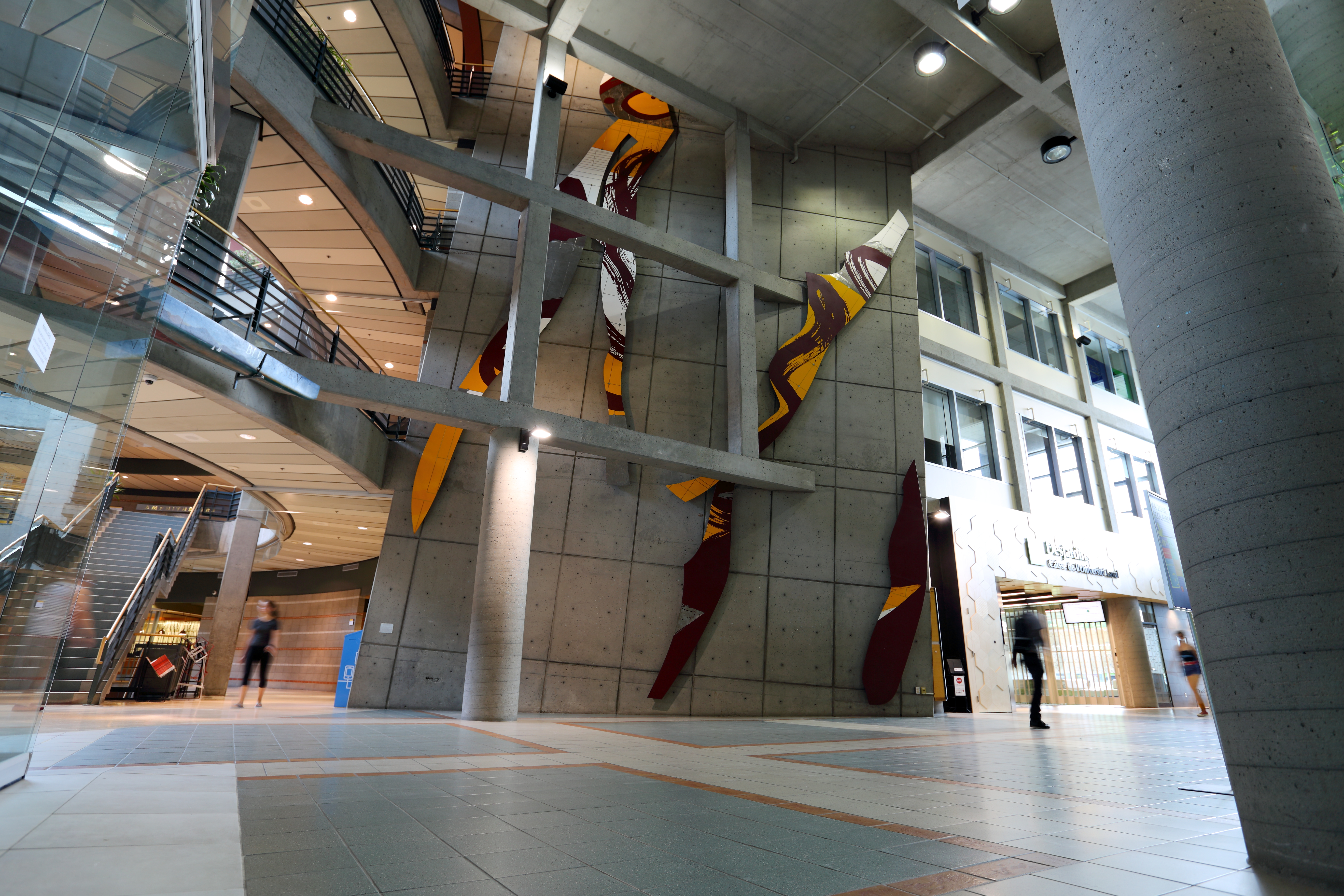
Le bateau ivre, Francine Simonin, hall de l'entrée du pavillon Alphonse-Desjardins

### Les souterrains

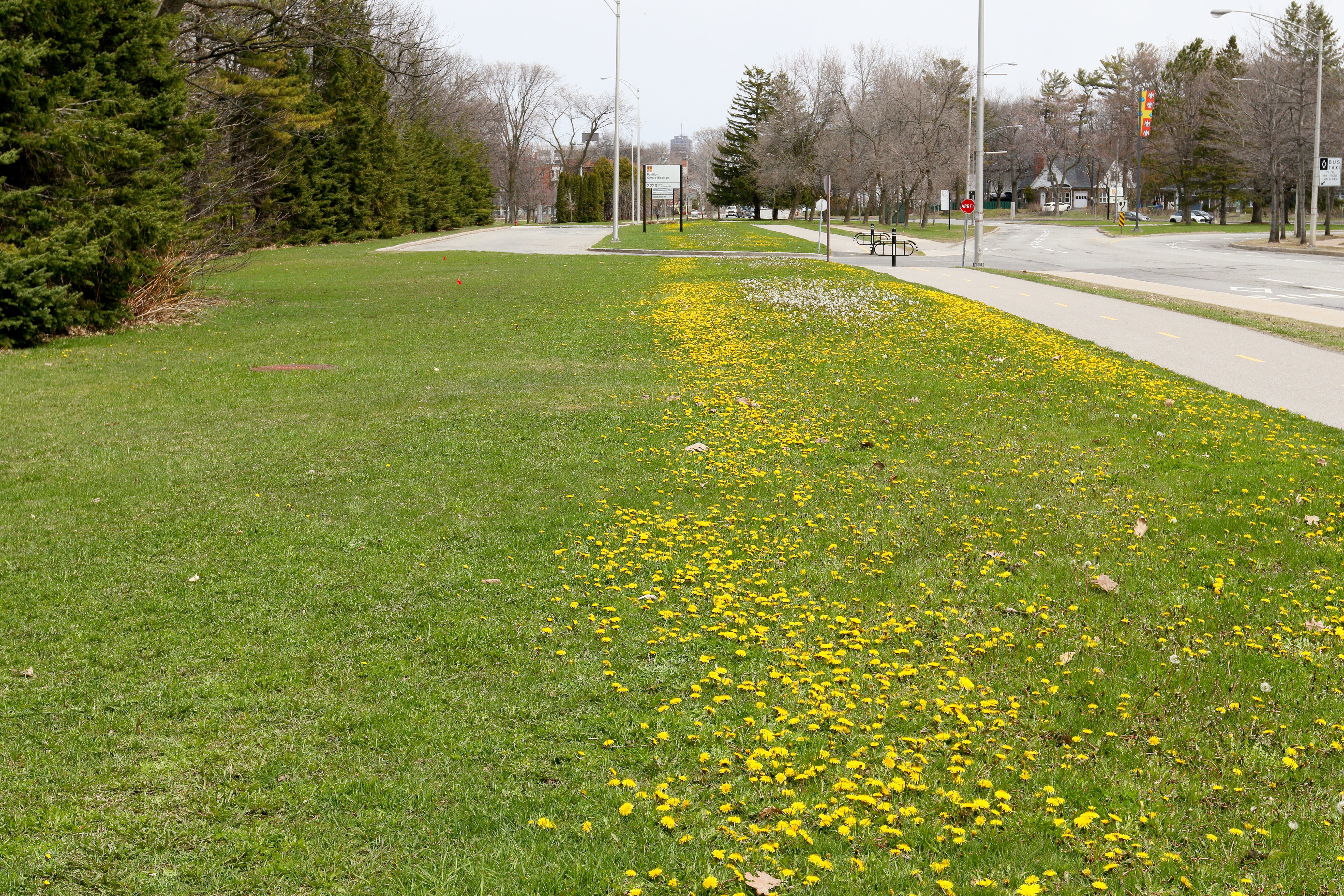
Floraison hâtive de pissenlits favorisée par le dégagement de chaleur d’un tunnel sous-jacent servant aux conduits de chauffage.

Pratiquement tous les édifices sont reliés par un réseau de tunnels longs d'un peu plus de 10 km. Près de 4 km de ce réseau sont accessibles au public et sont très fréquentés, surtout en hiver ou lors d'intempéries. Les résidences de l'Université Laval sont reliées à ce réseau ce qui permet aux locataires de se rendre à leurs cours sans devoir aller à l'extérieur. L’ensemble des pavillons du campus bénéficie d’un système de chauffage et de refroidissement central. C’est la raison d’être du reste du réseau de tunnels, soit 7 km, qui sert au passage des conduits, du réseau électrique et des employés d’entretien,.
Les murs de ces tunnels sont souvent couverts de fresques représentant des comités ou des associations de l'université voulant laisser leur trace. On en retrouve aussi d'autres réalisées par des particuliers visant à faire rire ou faire passer un message aux utilisateurs des souterrains.
En 2008, un sondage effectué auprès de 2 700 répondants a montré que 30 % d'entre eux, et 42 % des femmes, ne s'y sentait pas en sécurité après 18 h. Un réseau de caméras et quarante téléphones d'urgence y étant installés et des agents de sécurité les patrouillant, les crimes qui s'y produisent sont en réalité principalement du vandalisme.

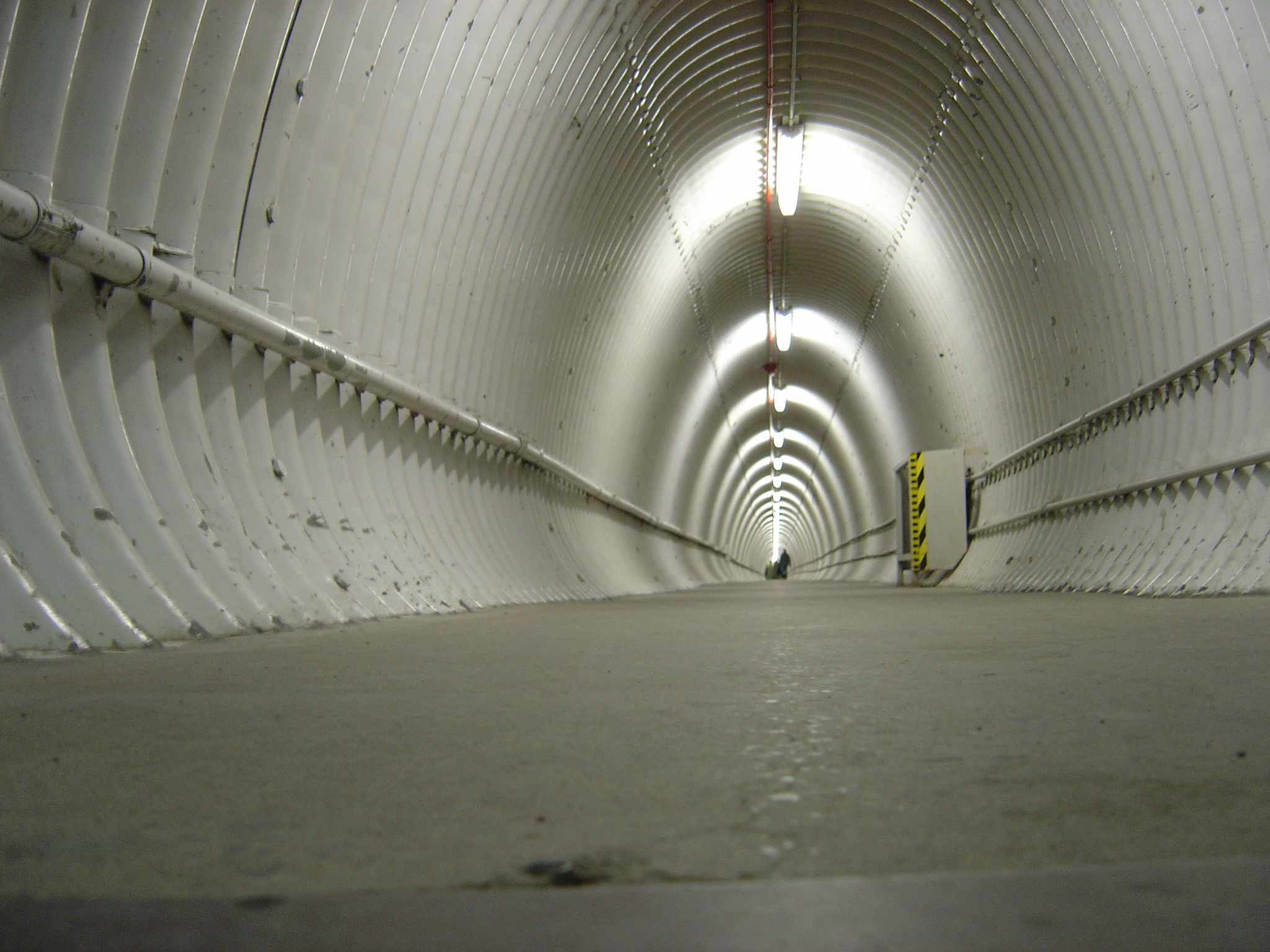
Le tunnel passant sous le Grand Axe du campus, erronément surnommé « l'œsophage ». Il évoque plutôt la trachée.
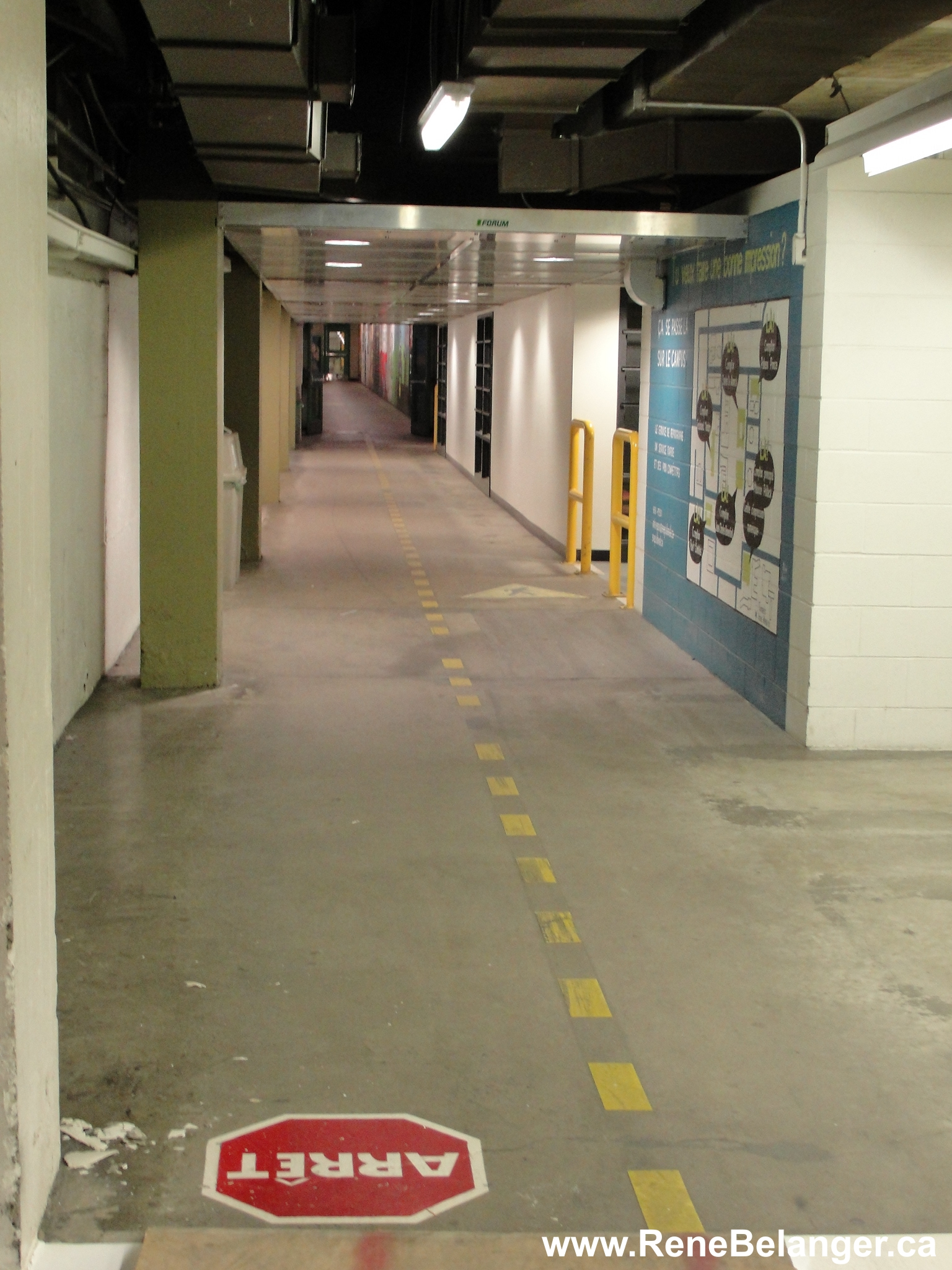
Une signalisation est peinte au sol pour les véhicules d'entretien.
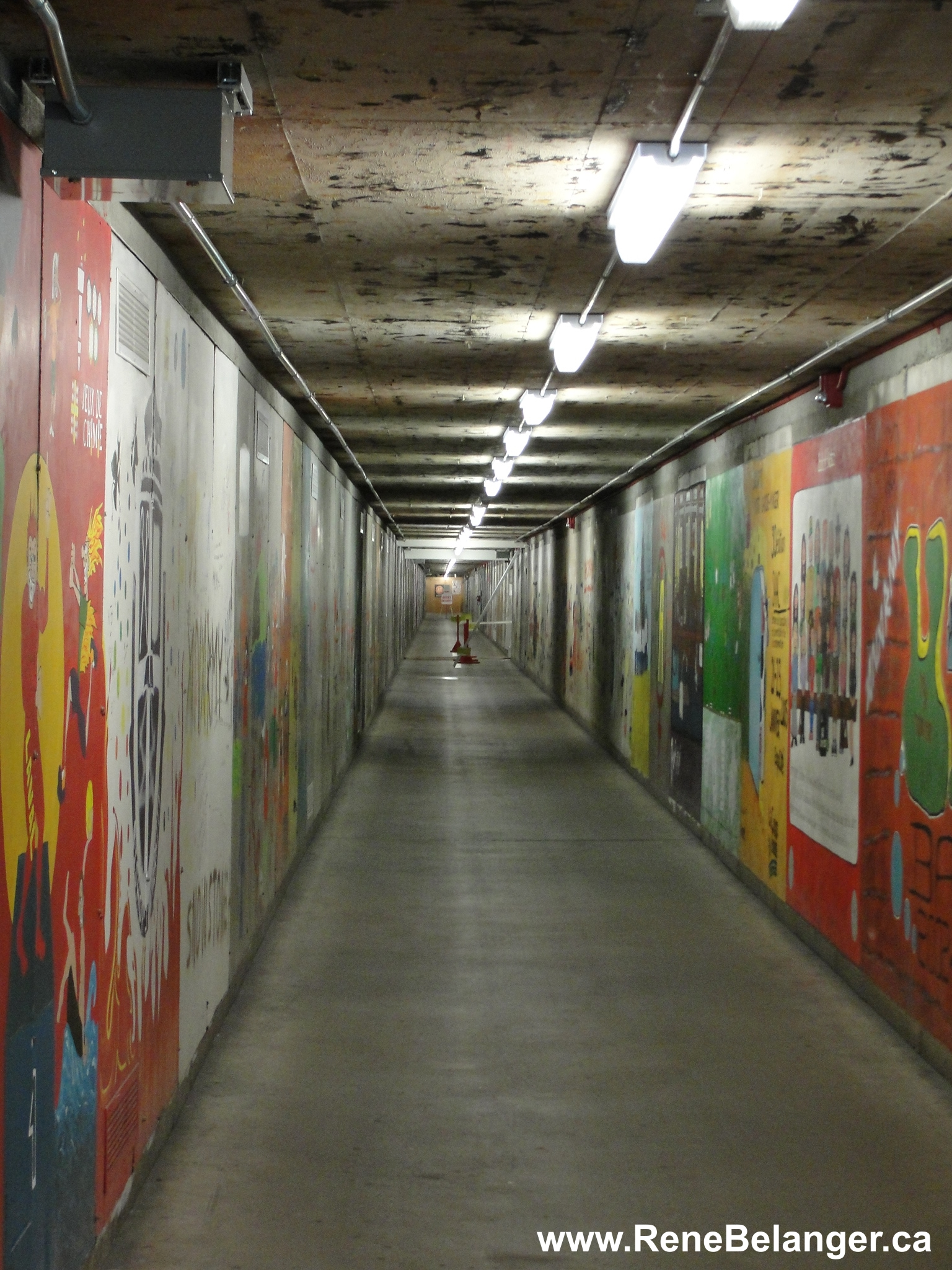
Des centaines de fresques ornent les murs du réseau tunnelier.
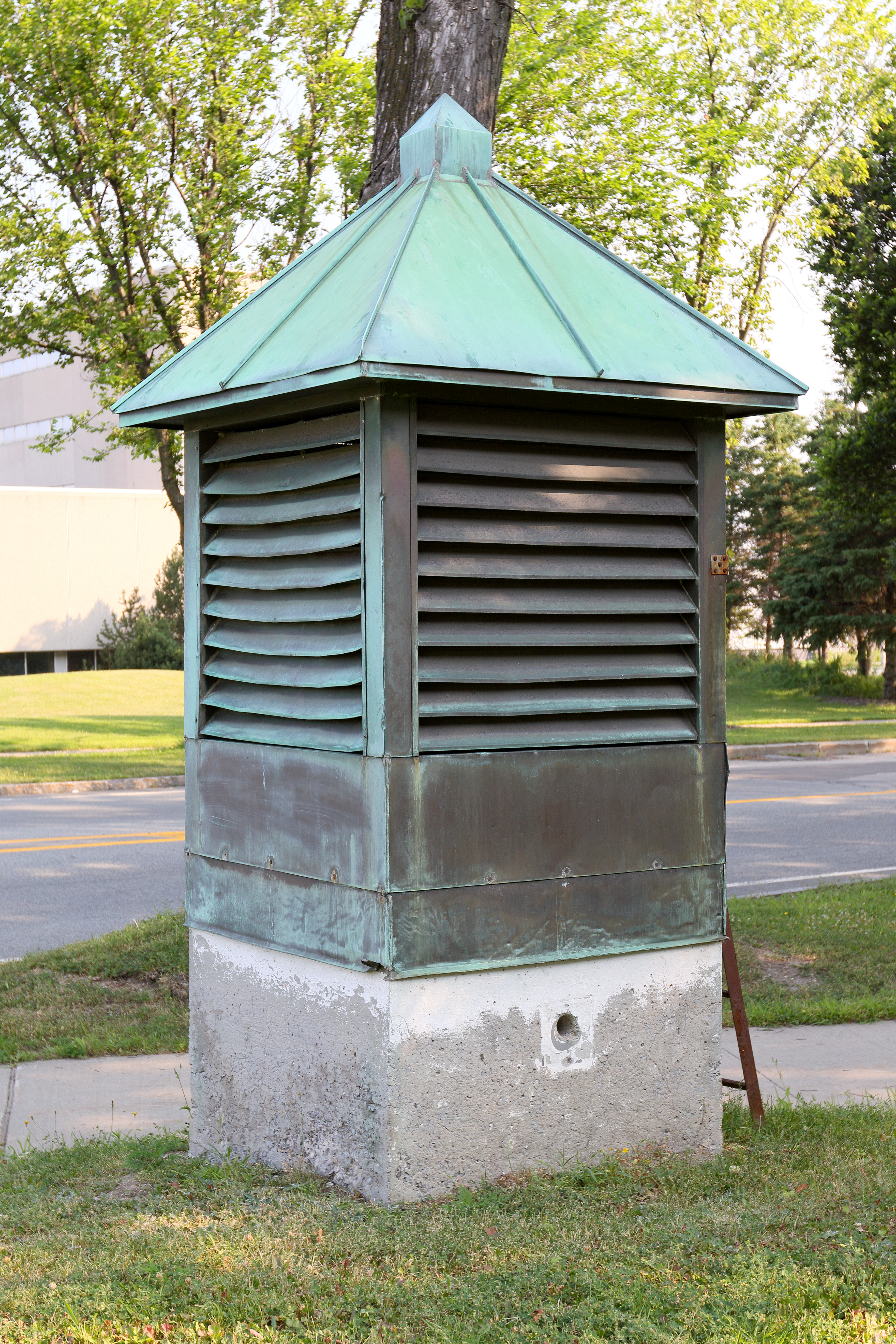
Bouche d'aération des tunnels
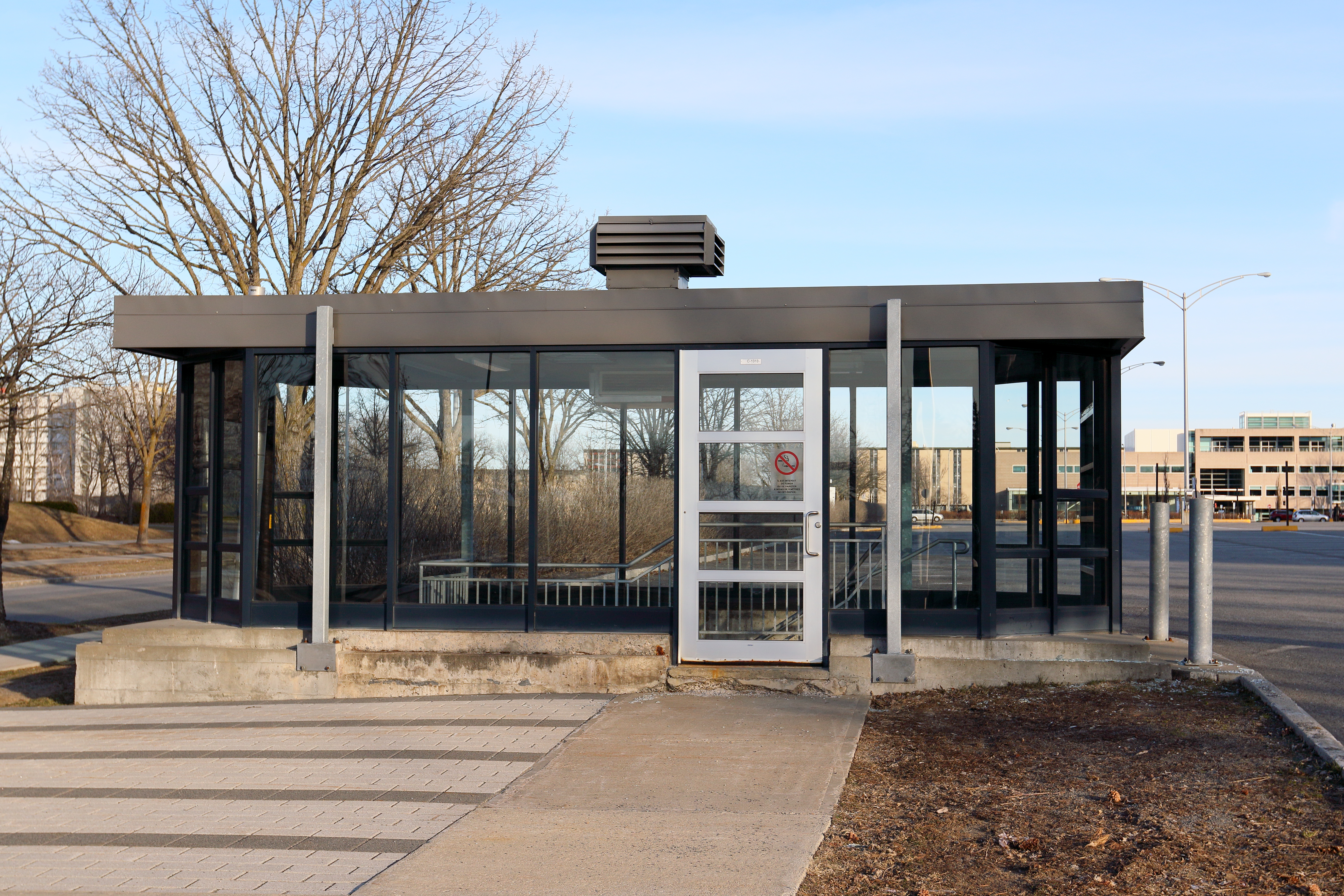
Un accès aux tunnels

### Les pavillons
| |
| 1. Centre de foresterie des Laurentides 2. Maison Omer-Gingras 3. Maison Couillard 4. Serres hautes performances 5. Pavillon Envirotron 6. Pavillon des services 7. Pavillon de médecine dentaire 8. Centrale d'eau refroidie 9. Pavillon Gene-H.-Kruger 10. Pavillon Abitibi-Price 11. Pavillon Charles-Eugène-Marchand 12. Pavillon Ferdinand-Vandry 13. Héma-Québec 14. Pavillon Paul-Comtois 15. CPE La Petite Cité 16. Pavillon Agathe-Lacerte 17. Stade TELUS-Université Laval 18. Pavillon d'optique photonique laser 19. Pavillon Alexandre-Vachon 20. Pavillon Adrien-Pouliot 21. Pavillon Charles-De Koninck 22. Pavillon Jean-Charles-Bonenfant 23. PEPS 24. Pavillon Palasis-Prince 25. Pavillon J.-A.-DeSève 26. Pavillon La Laurentienne 27. Pavillon Jeanne-Lapointe 28. Pavillon Félix-Antoine-Savard 29. Maison Eugène-Roberge 30. Maison Marie-Sirois 31. Pavillon Alphonse-Desjardins 32. Pavillon Maurice-Pollack 33. Pavillon Ernest-Lemieux 34. Pavillon H.-Biermans-L.-Moraud 35. Pavillon Alphonse-Marie-Parent 36. Pavillon Louis-Jacques-Casault 37. Centre de gestion des matières dangereuses 38. Pavillon Gérard-Bisaillon 39. Centre de données massives 40. Pavillon de l'Est 41. Institut nordique du Québec |

### Hors campus
Le drapeau de l'Université Laval flotte également à divers endroits en dehors de la cité universitaire. L'École d'architecture est installée depuis 1988 dans le Vieux-Séminaire de Québec, plus précisément dans l'Aile de la Congrégation, l'Aile de la Procure et l'Aile des Parloirs. L'École d'art (anciennement l'École des arts visuels) est établie dans l'édifice La Fabrique sur le boulevard Charest dans le quartier Saint-Roch.
L’Université Laval a maintenu une école d’été, l’École internationale d’été de Percé, pendant près de 20 ans de 2002 à 2021. Pour répondre aux besoins de l’école, l’Université fut propriétaire de la maison Biard de 2003 à 2022 et de la villa Frederick-James de 2007 à 2021,,,,.

#### Station agronomique de Saint-Augustin
En dehors de la ville de Québec, la Station agronomique de l'Université Laval à Saint-Augustin-de-Desmaures (en collaboration avec Agriculture et Agroalimentaire Canada) avec une superficie de 280 ha est consacrée à la recherche en agronomie, notamment la gestion des sols, l'agroenvironnement et les grandes cultures.

#### Centre hospitalier universitaire de Québec
Le Centre hospitalier universitaire de Québec composé de cinq établissements est affilié à l'Université Laval. En plus de dispenser des soins généraux et spécialisés, il comporte une mission d'enseignement et de recherche.

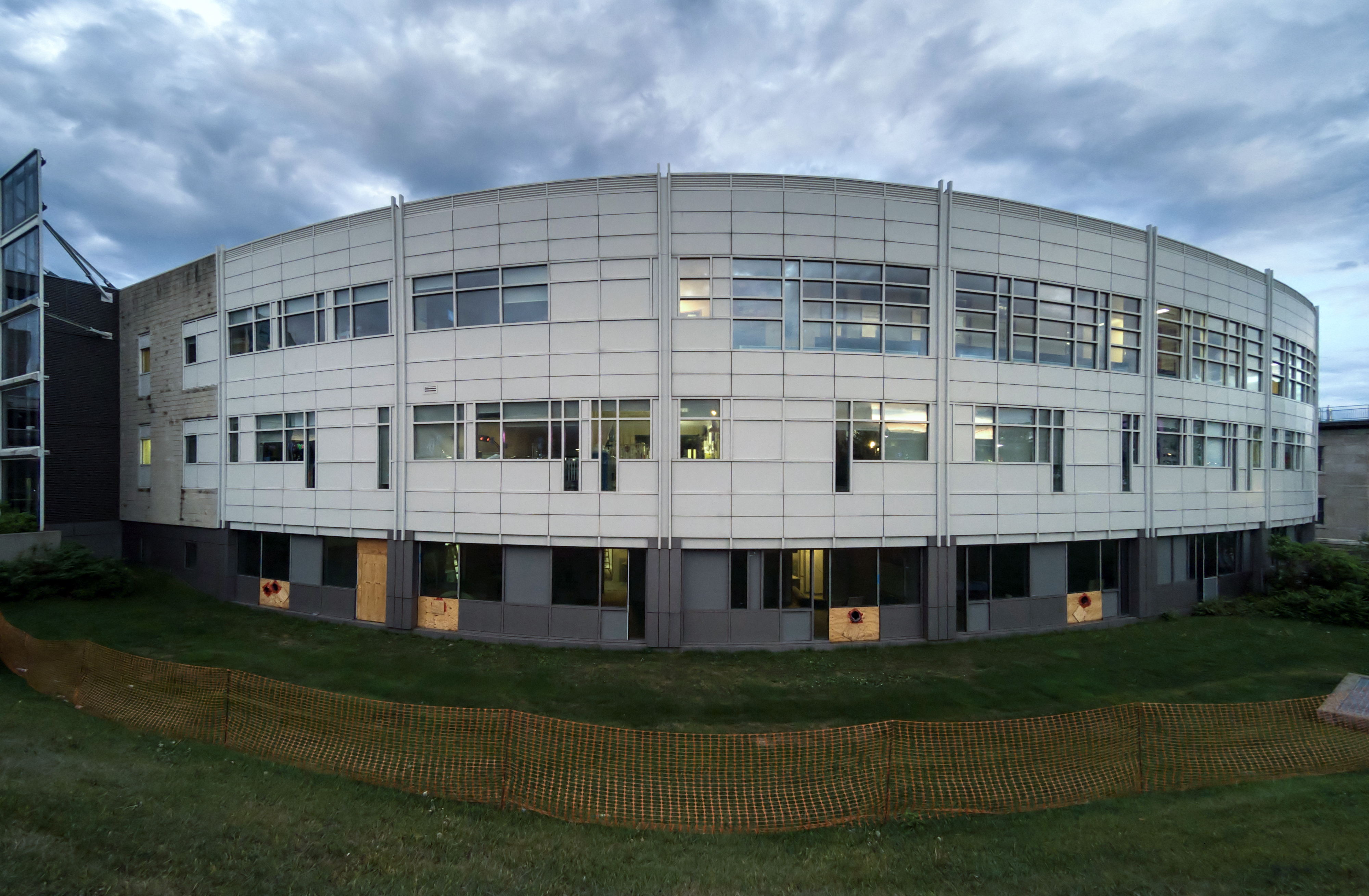
Le Centre hospitalier de l'Université Laval.
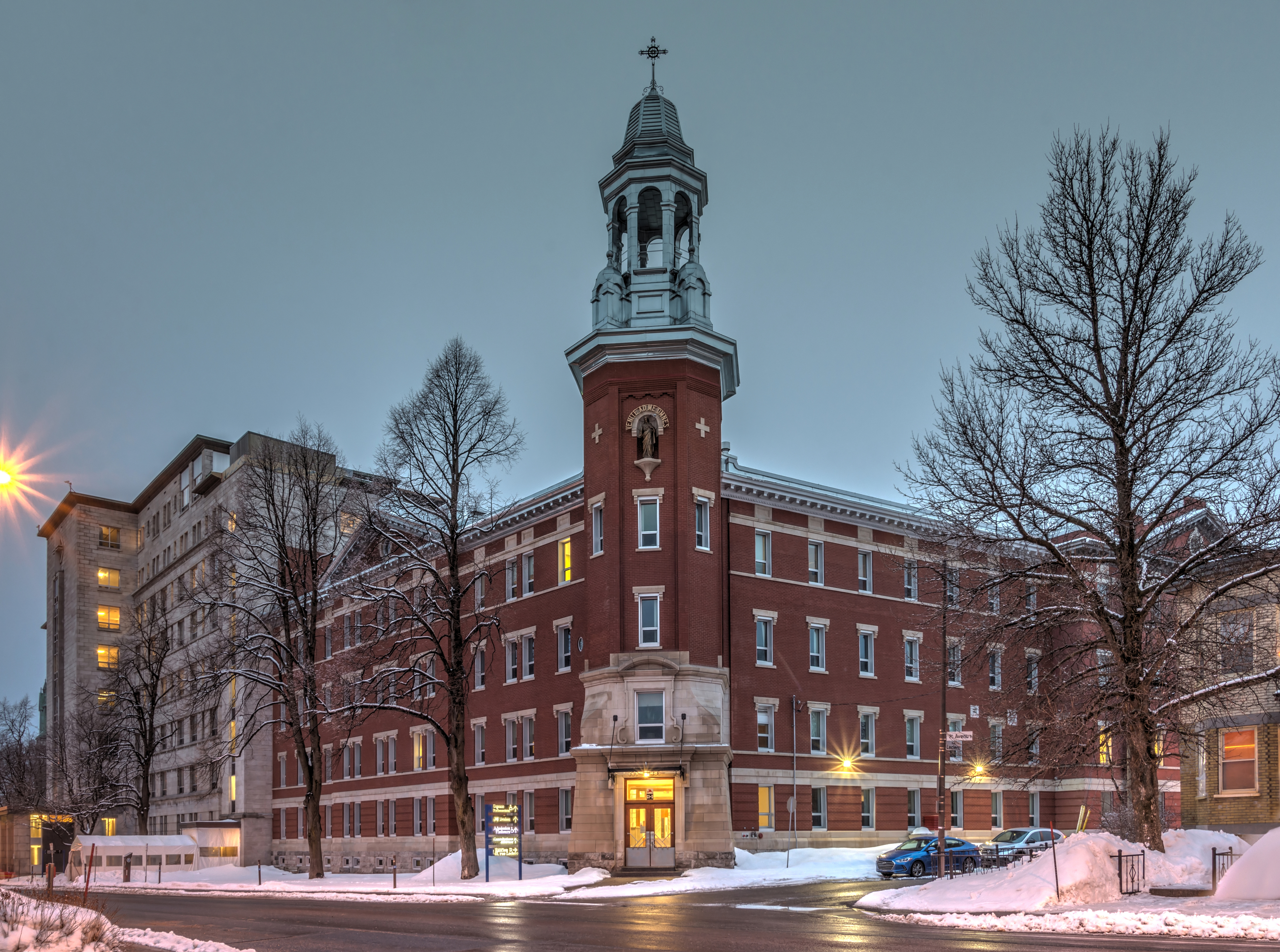
Hôpital Saint-François d'Assise
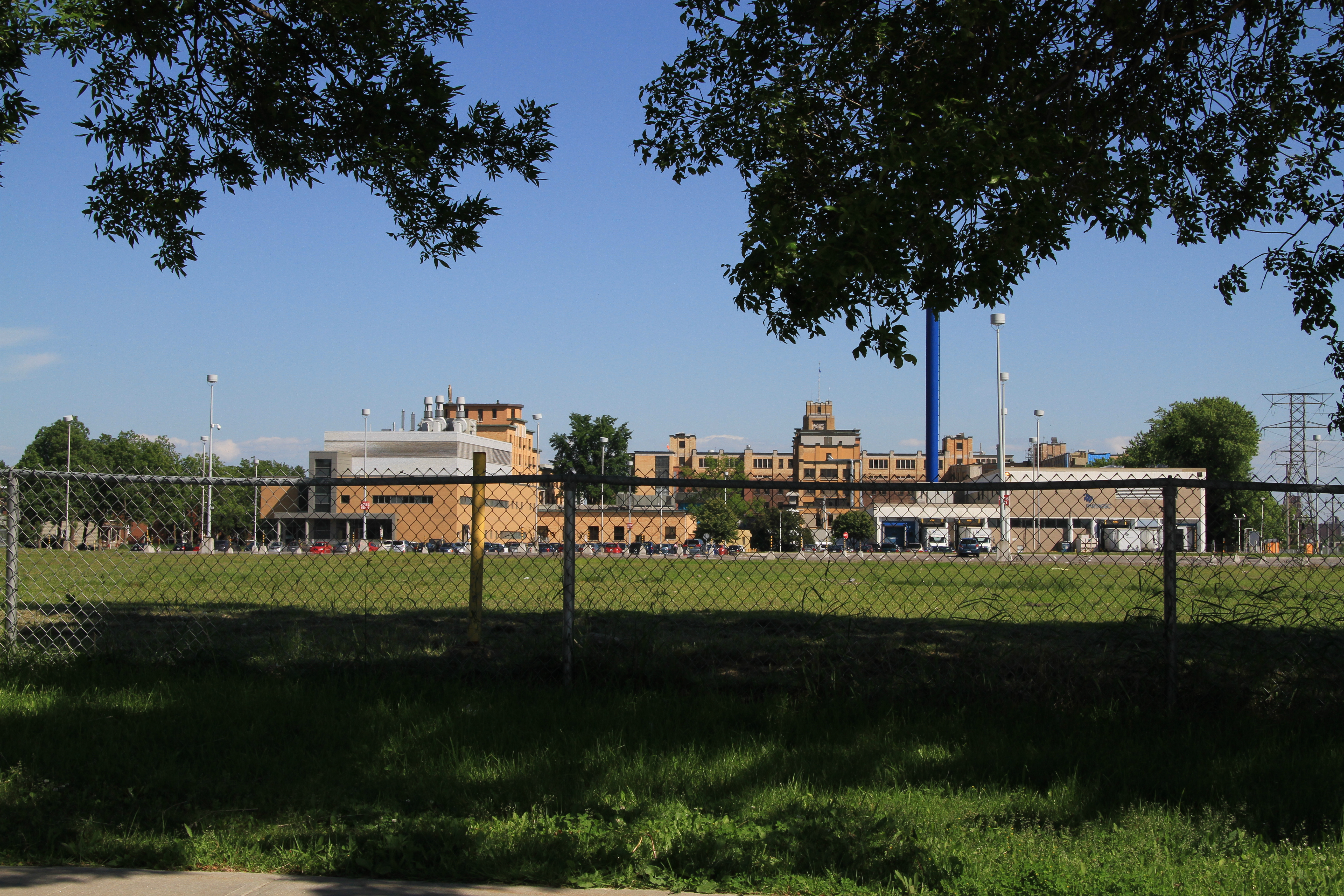
L'Hôpital de l'Enfant-Jésus
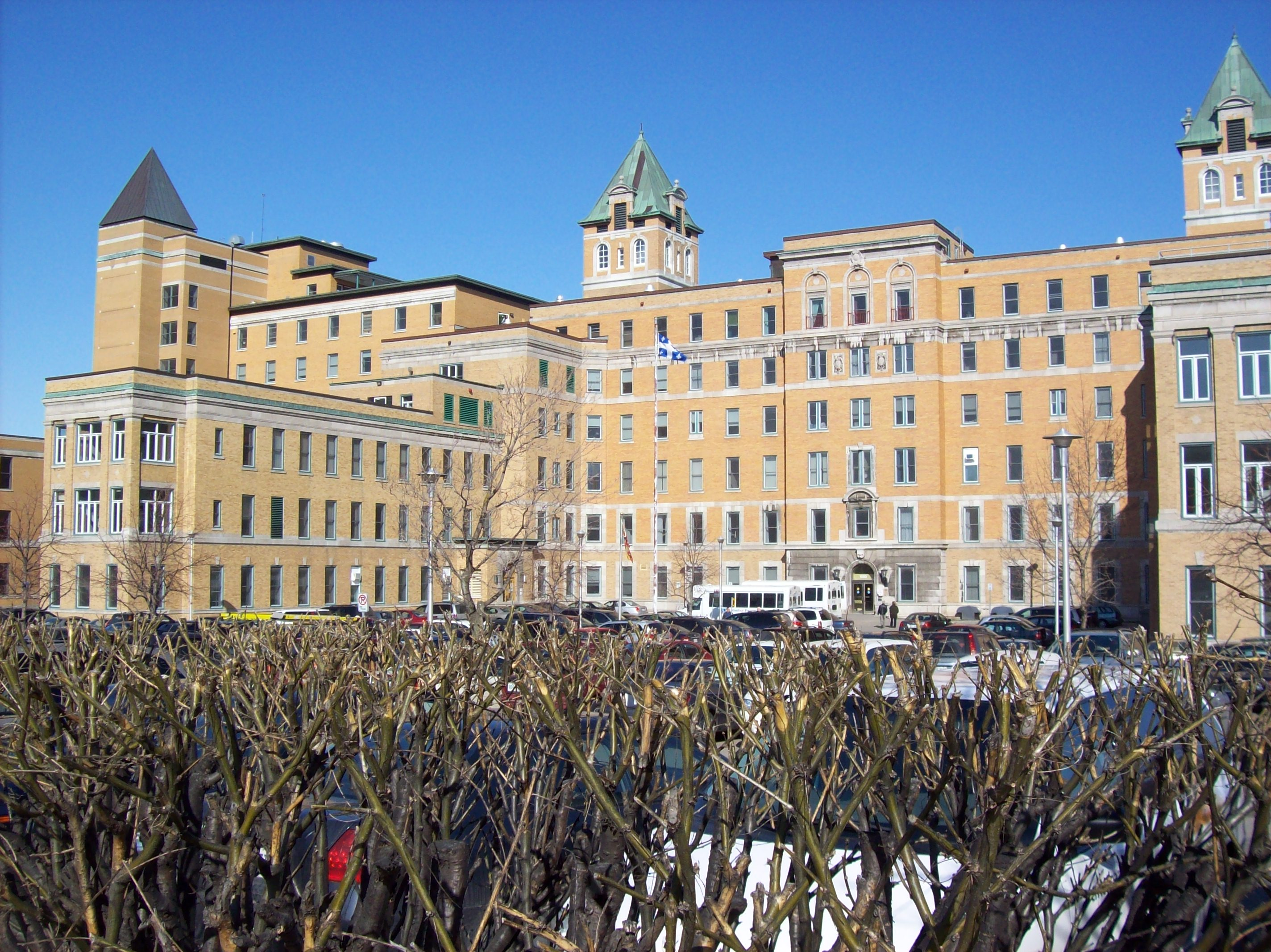
L'Hôpital du Saint-Sacrement
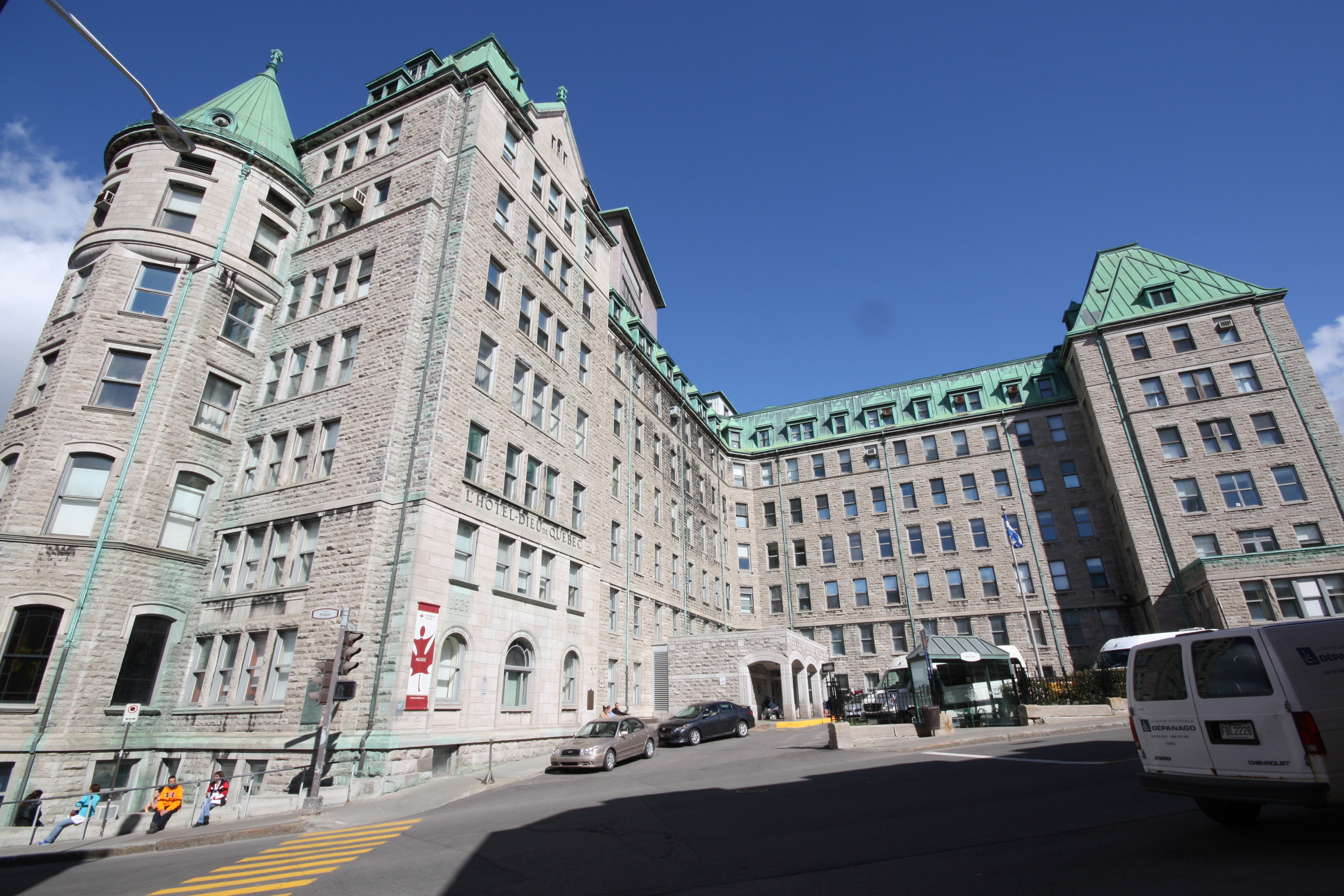
L'Hôtel-Dieu de Québec

#### Forêt Montmorency

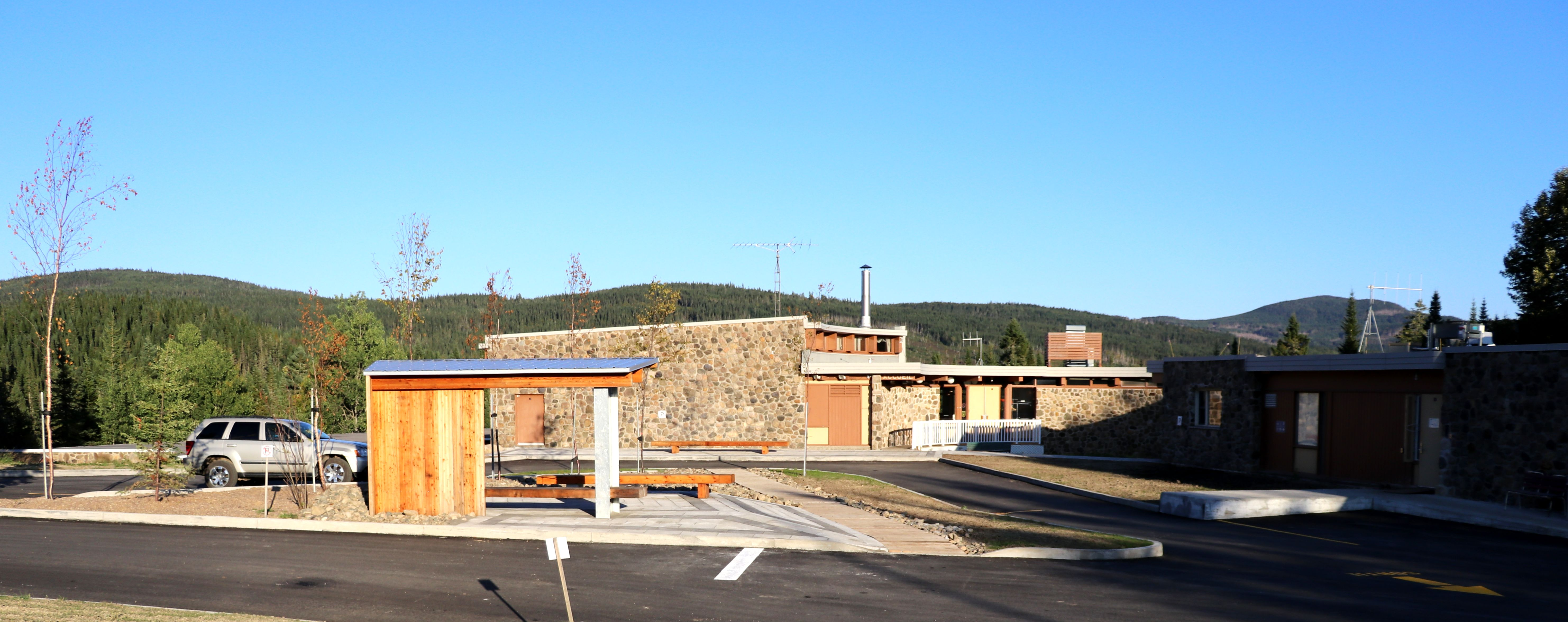
Pavillon d'accueil à la Forêt Montmorency

Située à environ 75 km au nord de la ville de Québec, la Forêt Montmorency, d'une superficie de 397 km2, est destinée à l’enseignement et à la recherche en sciences forestières.

#### Complexe de recherche Whapmagoostui-Kuujjuarapik
Le Complexe de recherche Whapmagoostui-Kuujjuarapik fait partie du réseau Qaujisarvik du Centre d’études nordiques. Il s’agit de bâtiments de recherche appartenant à l’origine au Ministère des Ressources naturelles qui ont été transférés à la fin des années 1960 à l’Université Laval. Le centre est localisé à proximité des villages Whapmagoostui et Kuujjuarapik.

### La Bibliothèque
Les collections de la Bibliothèque sont situées principalement au  pavillon Jean-Charles-Bonenfant. Les collections scientifiques sont regroupées à la Bibliothèque au pavillon Alexandre-Vachon.

## Études
En 2022, 13 045 diplômes ont été remis, dans une proportion de 61,3 % à des femmes. À l'automne 2023, la moyenne d'âge des étudiants inscrits, tout cycles confondus, était de 28 ans. Environ 84 % possédaient la citoyenneté canadienne et 58,3 % étudiaient à temps plein (c'est-à-dire au moins douze crédits en cours).
L'Université propose des cours à distance depuis 1984 et a entamé un virage en ce sens à la fin des années 1990, de telle sorte qu'elle est aujourd'hui considérée comme une université bimodale. En 2018, environ mille cours et 101 programmes (dont 87 % sont des certificats ou des microprogrammes) sont offerts à distance, en plus de trois formations en ligne ouvertes à tous (MOOC). D'ailleurs, à l'automne 2018, près de la moitié de tous les étudiants étaient inscrit à au moins un cours à distance.

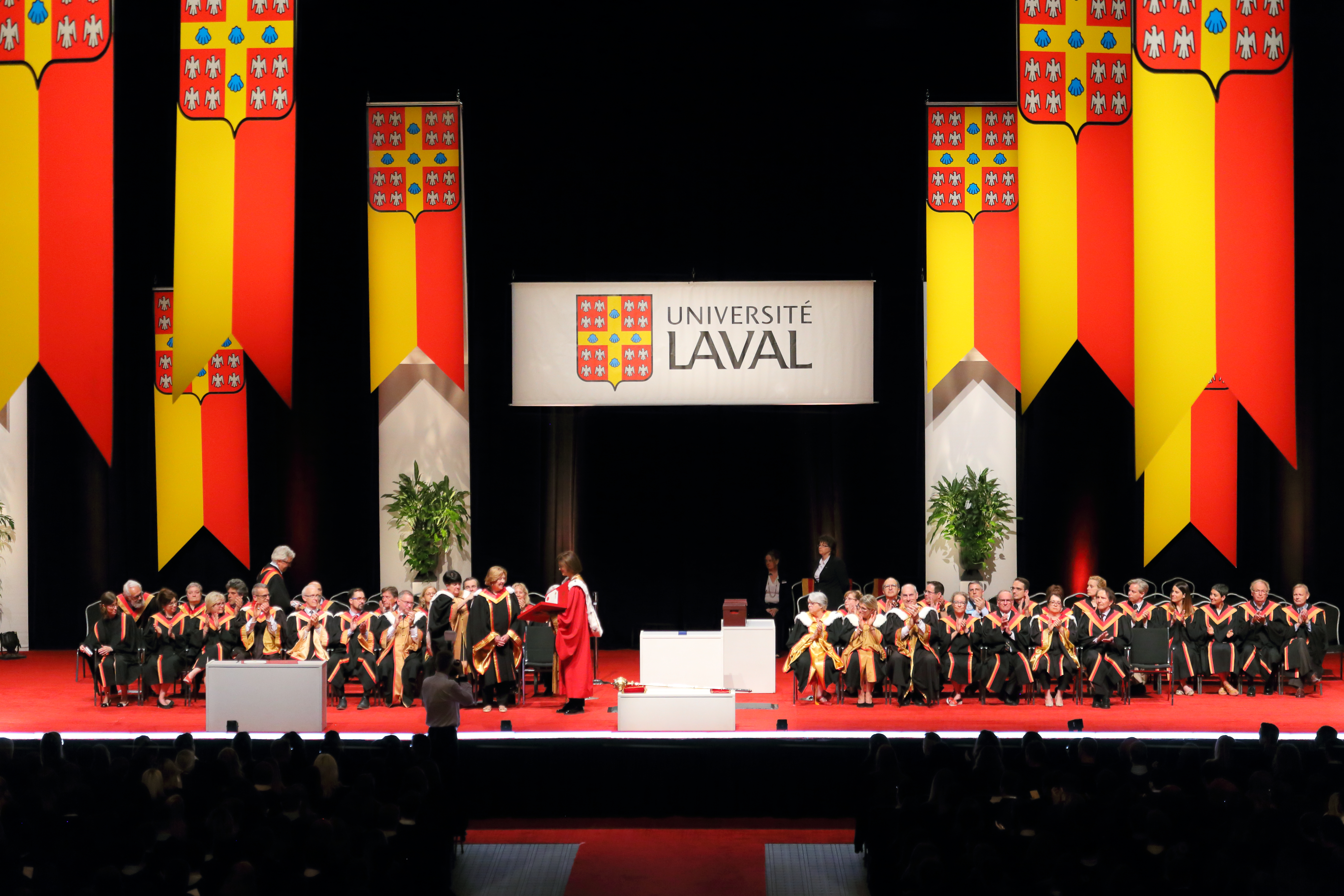
Collation des grades dans l'amphithéâtre du PEPS.
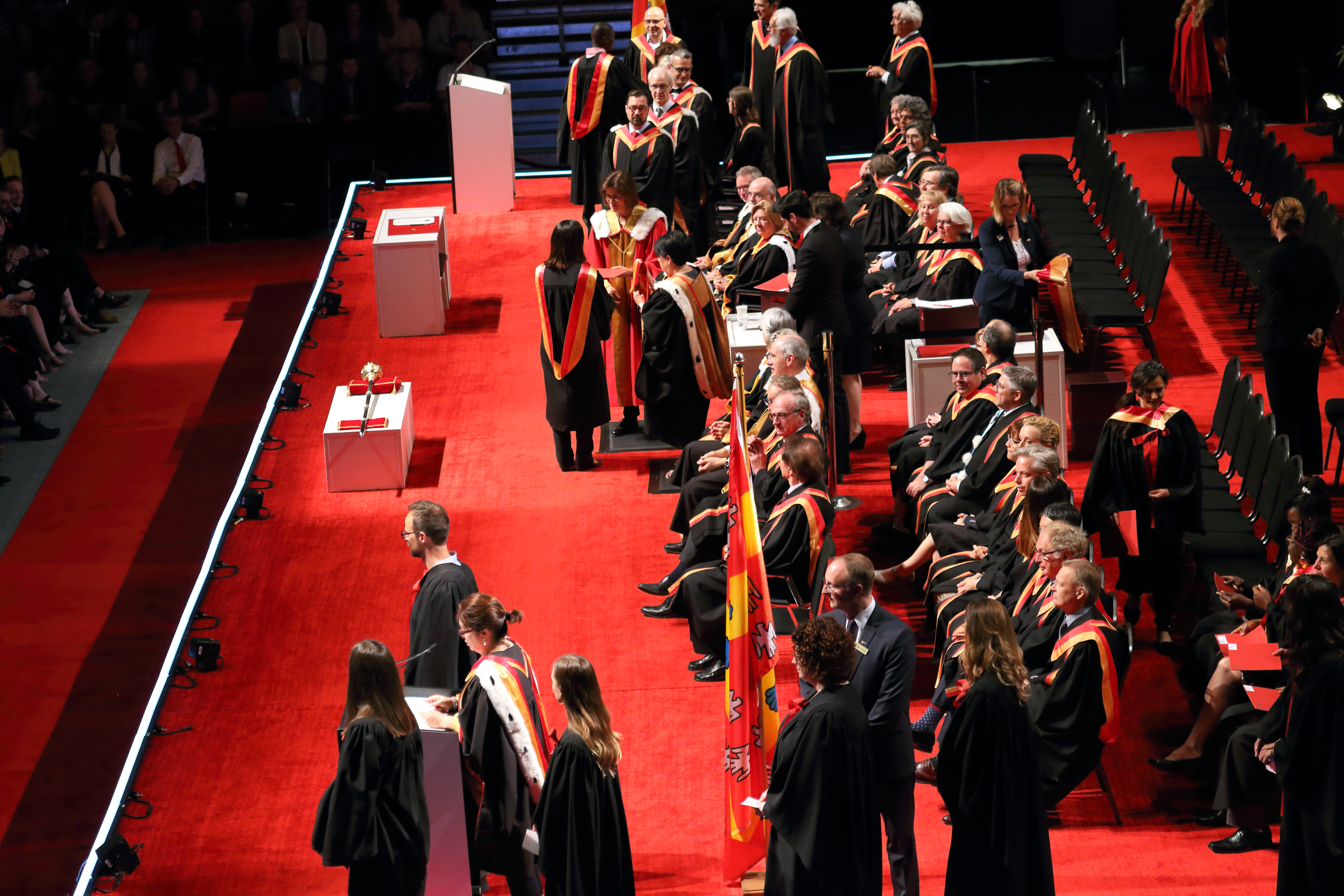
Collation des grades dans l'amphithéâtre du PEPS.
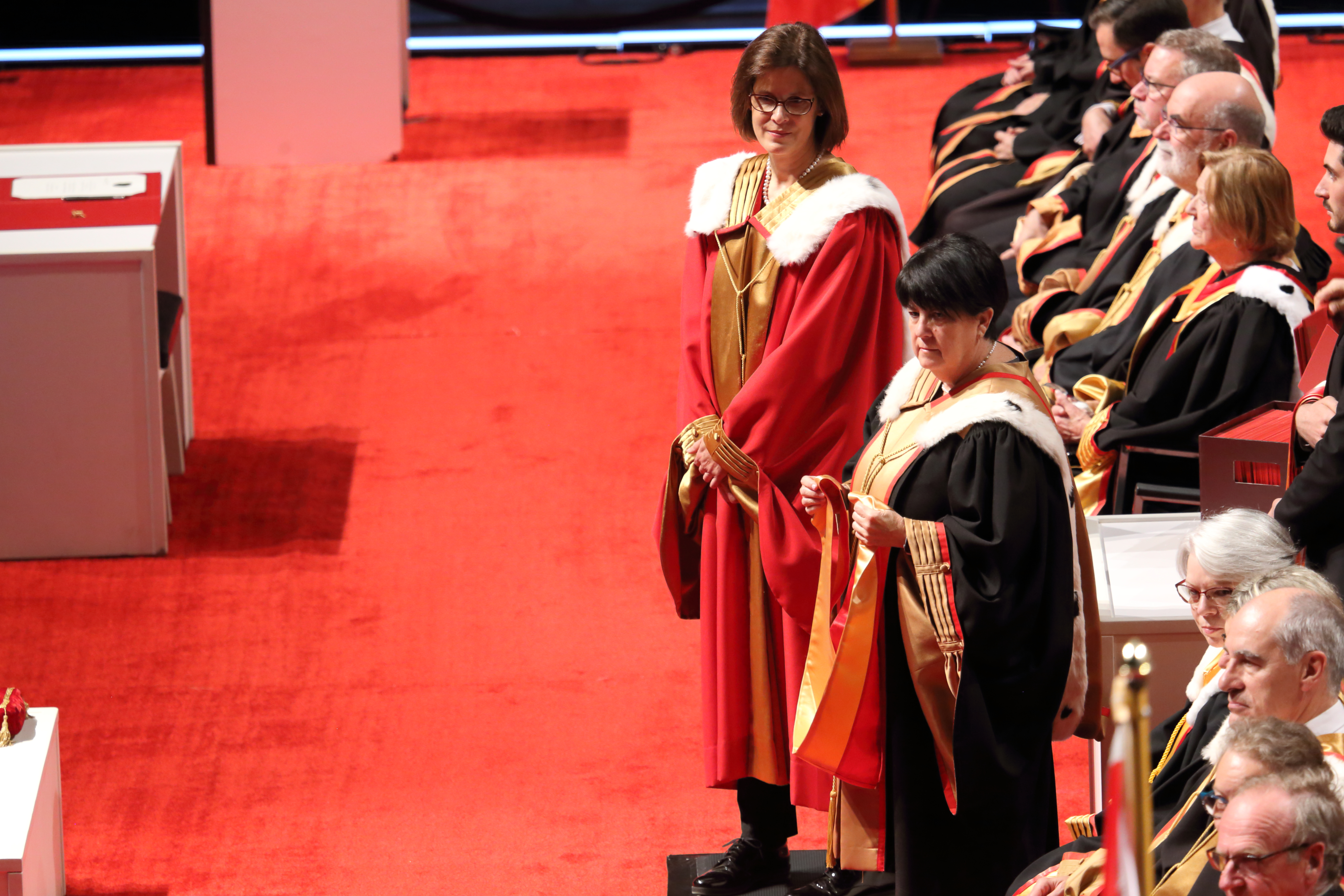
La rectrice Sophie D'Amours à la collation des grades.

### Facultés

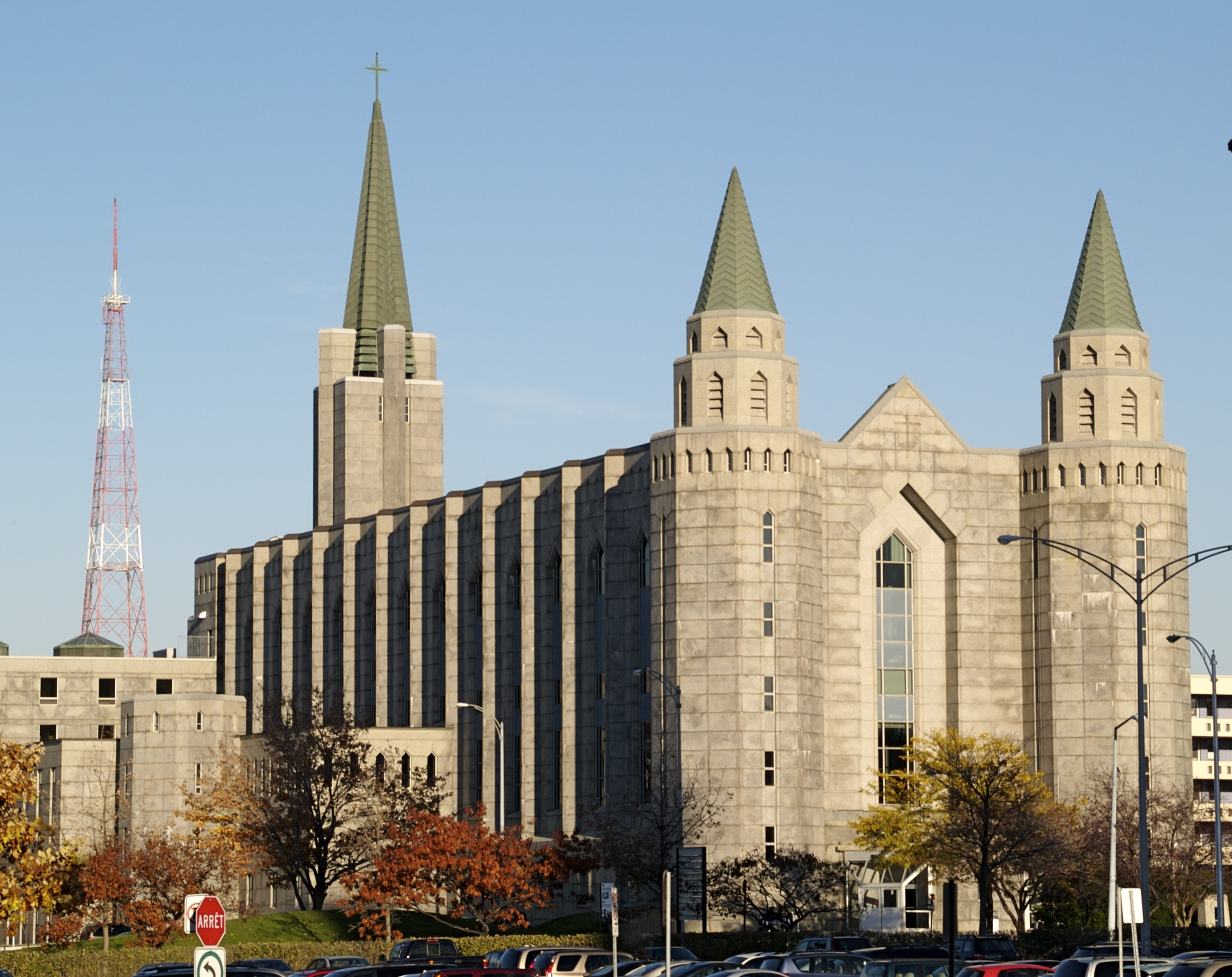
Pavillon Louis-Jacques-Casault (départements de musique, de géomatique et certaines unités administratives).

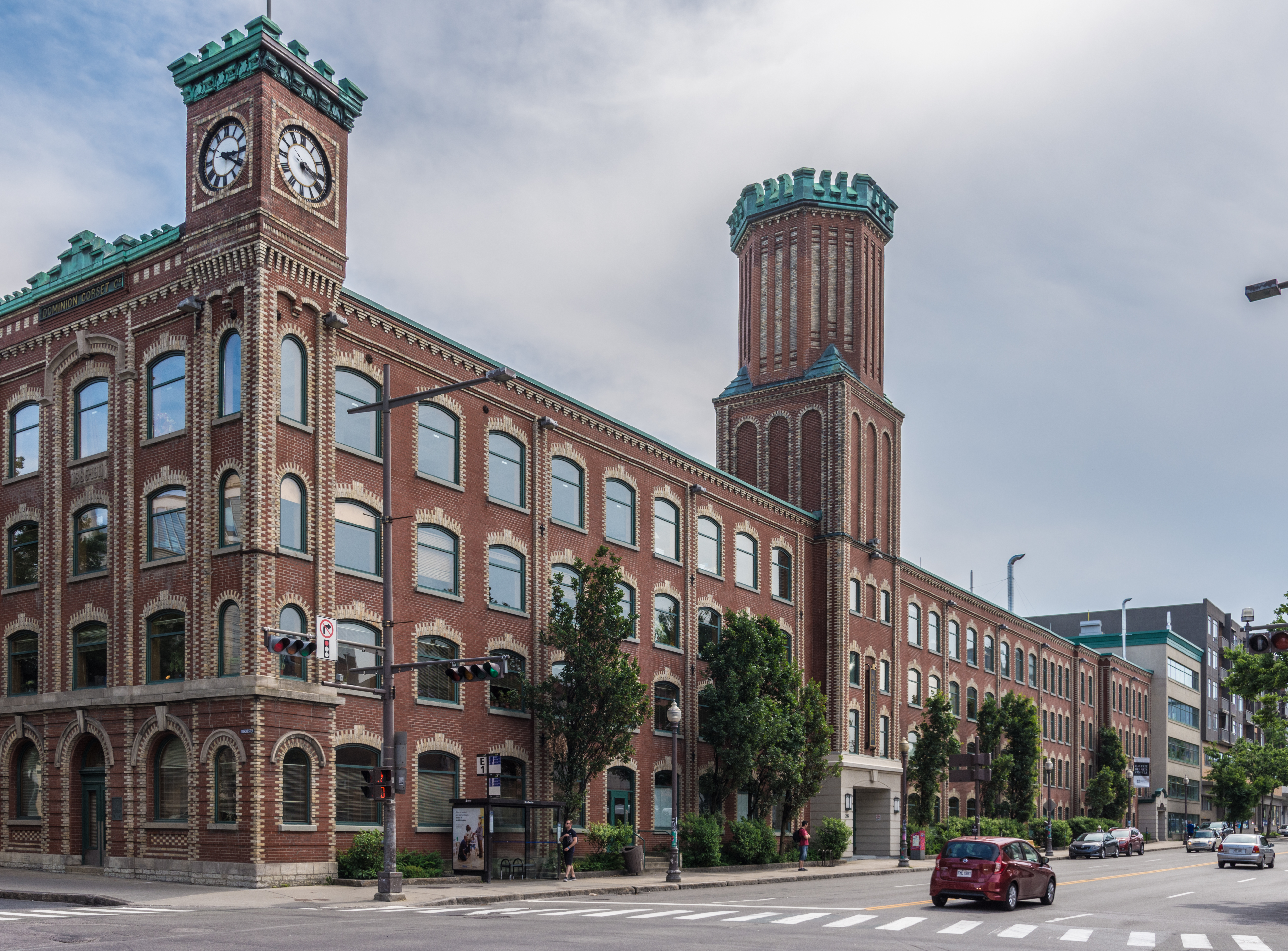
École d'art (Édifice La Fabrique dans le quartier Saint-Roch).

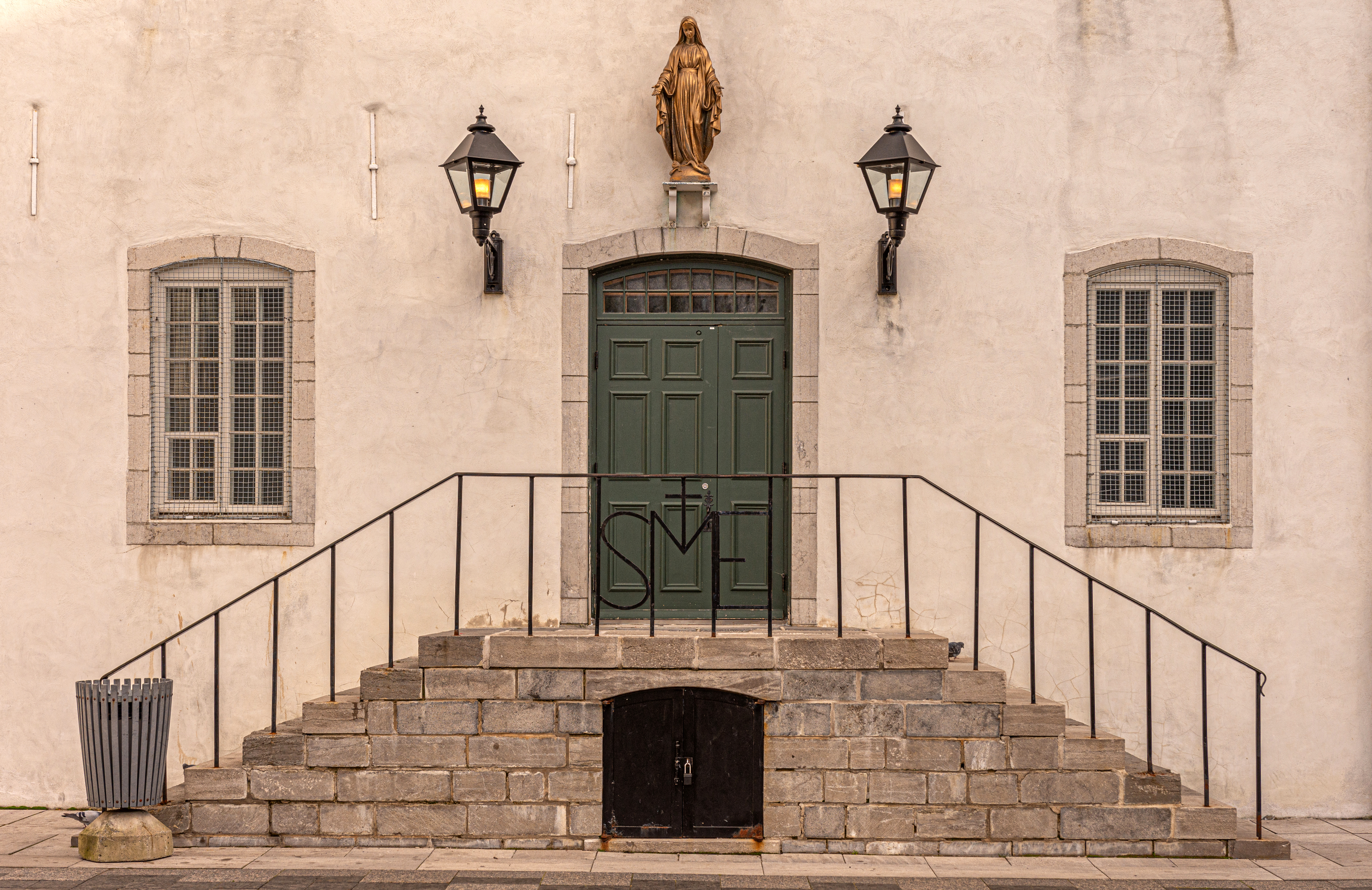
Détails d'une façade de l'École d'architecture

L'Université compte dix-sept facultés et une école :
- Faculté d'aménagement, d'architecture et des arts visuels
- Faculté de droit
- Faculté des études supérieures et postdoctorales
- Faculté de foresterie, de géographie et de géomatique
- Faculté des lettres et des sciences humaines
- Faculté de médecine
- Faculté de médecine dentaire
- Faculté de musique
- Faculté de pharmacie
- Faculté de philosophie
- Faculté des sciences de l'administration
- Faculté des sciences de l'agriculture et de l'alimentation
- Faculté des sciences de l'éducation
- Faculté des sciences et de génie
- Faculté des sciences infirmières
- Faculté des sciences sociales
- Faculté de théologie et de sciences religieuses
- École supérieure d'études internationales

### Départements, écoles et instituts
L'université compte 67 départements, écoles et instituts, représentant diverses disciplines comme l'actuariat, l'anthropologie, l'architecture, les arts visuels, les sciences exactes, l'économique, l'éducation physique, la géographie, l'ingénierie, etc.

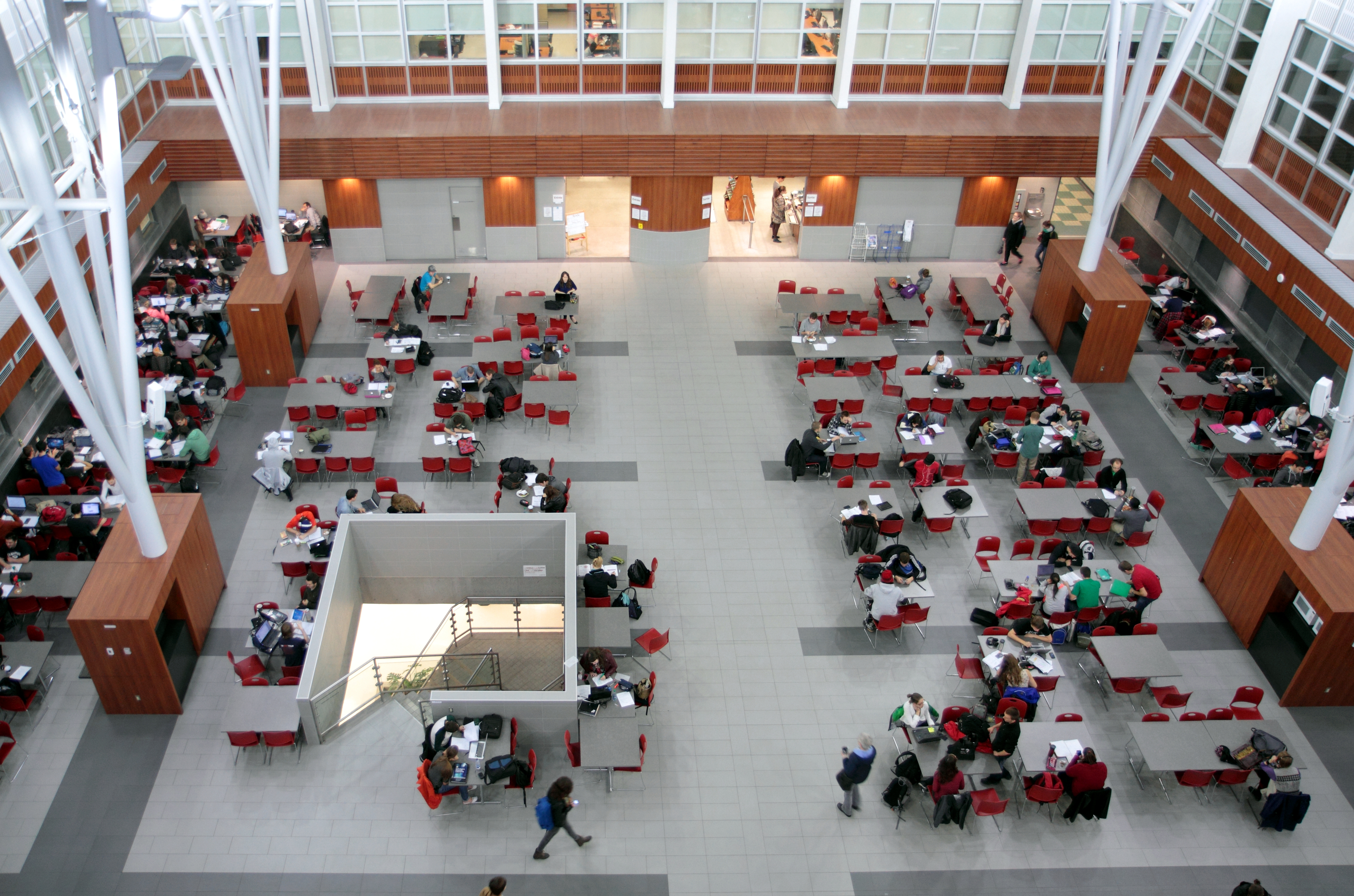
L'atrium du pavillon Alexandre-Vachon
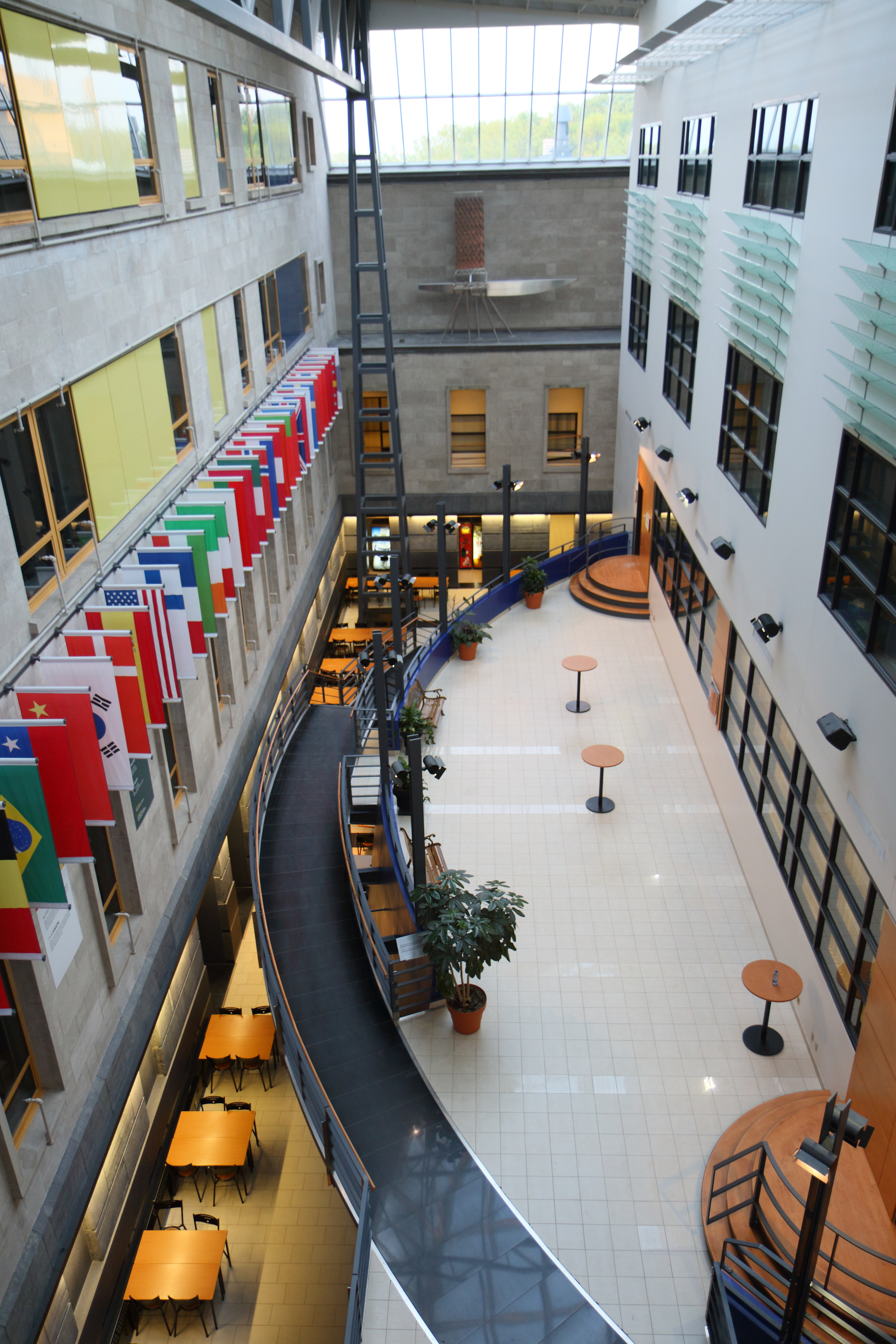
Atrium Pierre-H. Lessard du pavillon Palasis-Prince
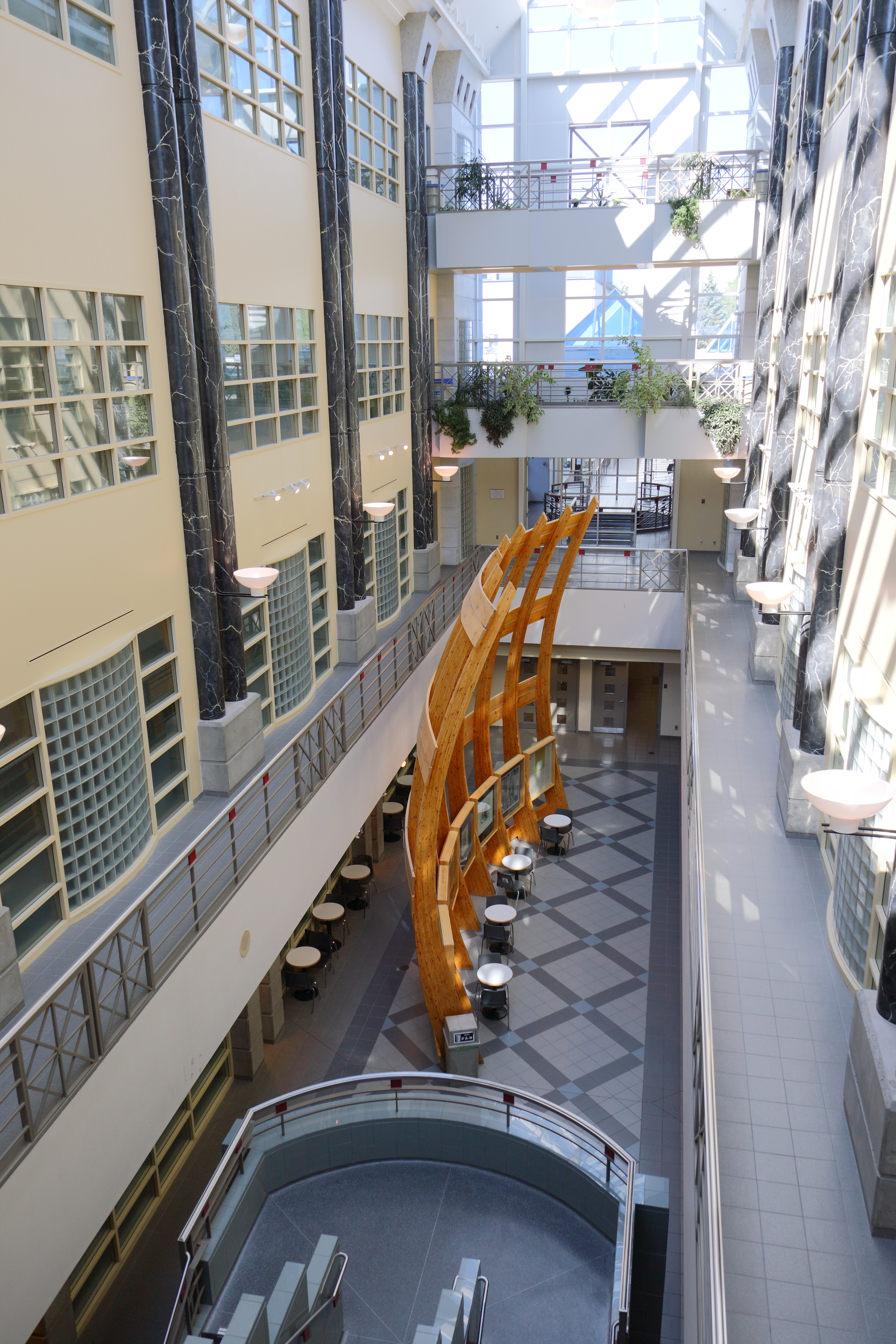
Hall Banque Royale du Canada du pavillon J.-A.-DeSève
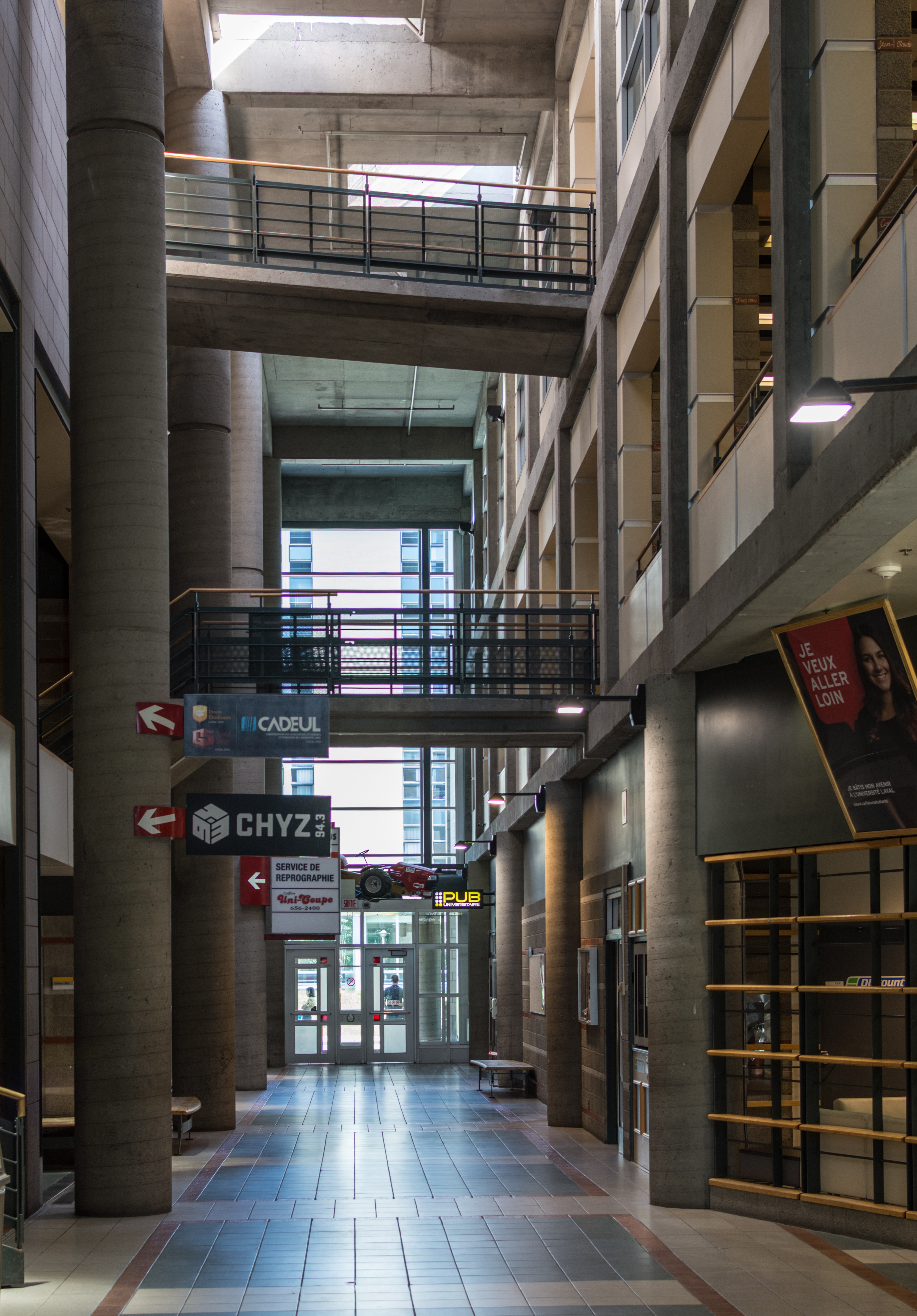
Hall d'entrée des pavillons Maurice-Pollack (côté gauche) et Alphonse-Desjardins (côté droit)

## Recherche

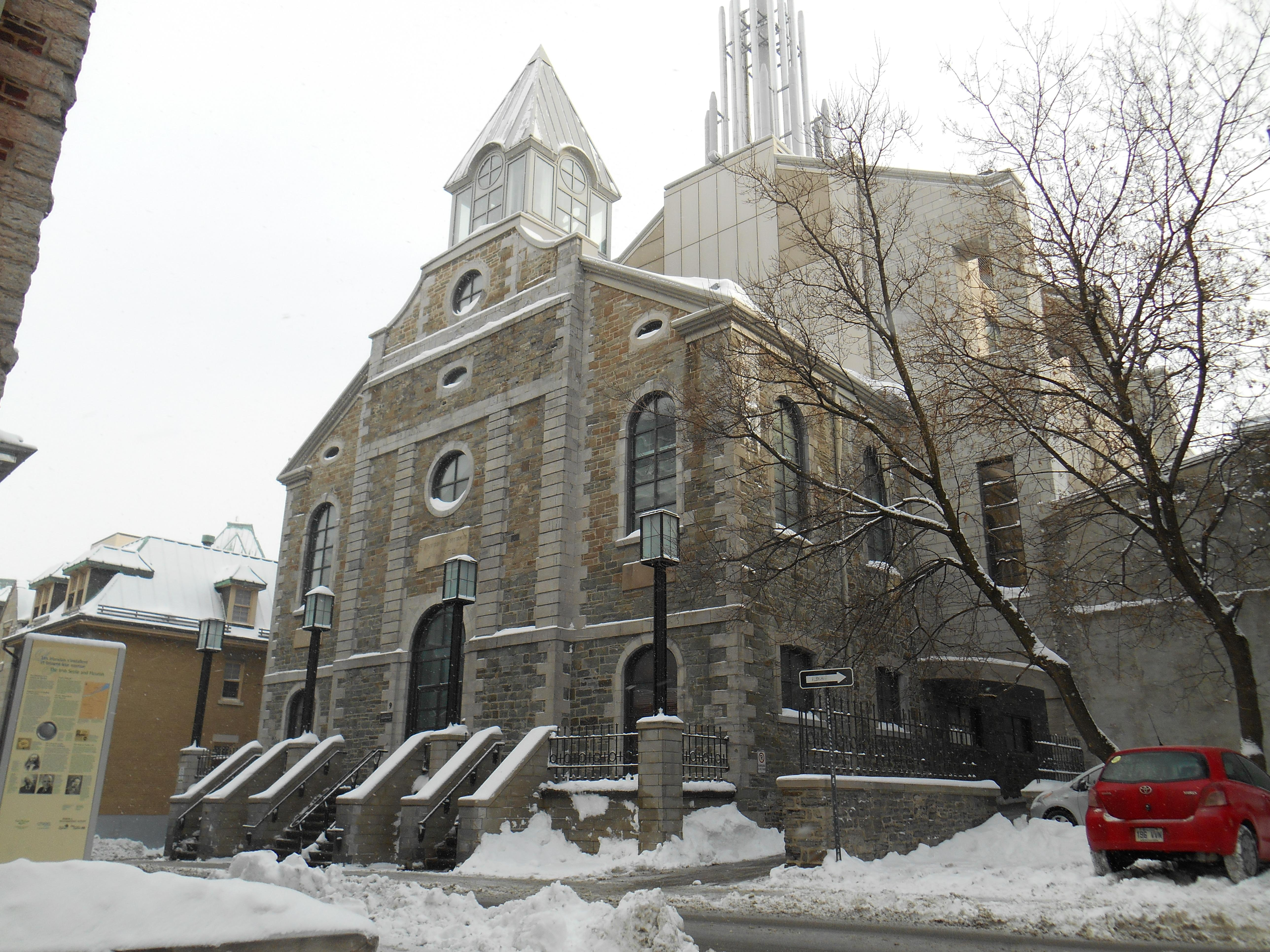
Centre de recherche sur le cancer, rue McMahon.

L'Université Laval dispose de quatre chaires d'excellence en recherche du Canada (le plus grand nombre au pays) :
- Chaire d’excellence en recherche du Canada en télédétection de la nouvelle frontière Arctique[95]
- Chaire d’excellence en recherche du Canada sur la neurophotonique[96]
- Chaire d’excellence en recherche du Canada sur l’axe microbiome-endocannabinoïdome dans la santé métabolique[97]
- Chaire d’excellence en recherche du Canada sur l’innovation en photonique[98]

On y trouve également quatre-vingts chaires de recherche du Canada et une quarantaine de centres de recherche.

### Centre de recherche en cancérologie
À l'issue du Centre de recherche de l'Hôtel-Dieu de Québec à partir des années 1970, officiellement inauguré en 1983 et soutenu par le Fonds de recherche en cancérologie (FRC), le Centre de recherche en cancérologie se spécialise dans le domaine de l'oncologie. Il se situe dans deux édifices, celui où se trouvait anciennement l'école McMahon et le St-Patrick,, construit dans les vestiges de l'ancienne église du même nom du Vieux-Québec. Le CRC constitue un regroupement interfacultaire et multidisciplinaire.

### Centre de recherche et d'innovation sur les végétaux

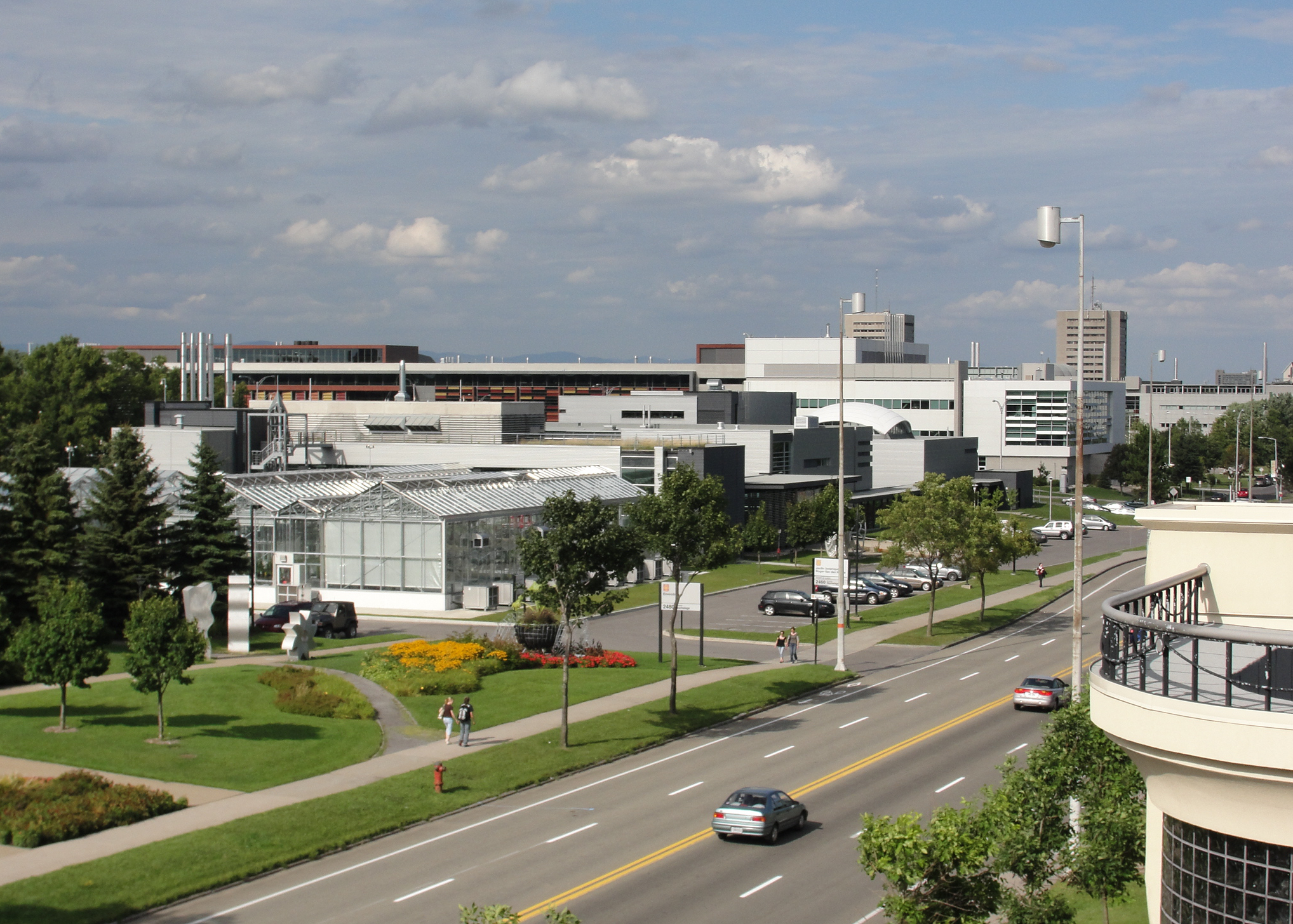
Installations horticoles sur le boulevard Hochelaga.

Le Centre de recherche et d'innovation sur les végétaux (CRIV, anciennement le Centre de recherche en horticulture (CRH)) œuvre dans les secteurs de la productivité et de la protection des plantes horticoles depuis 1990. Localisé au Pavillon Envirotron, le centre collabore en partenariat avec plusieurs entreprises, dont, entre autres, l'Agence canadienne d'inspection des aliments et le Fonds Québécois de la recherche sur la nature et les technologies. Les recherches du CRIV portent sur la résolution de problèmes agronomiques et horticoles.

### INAF

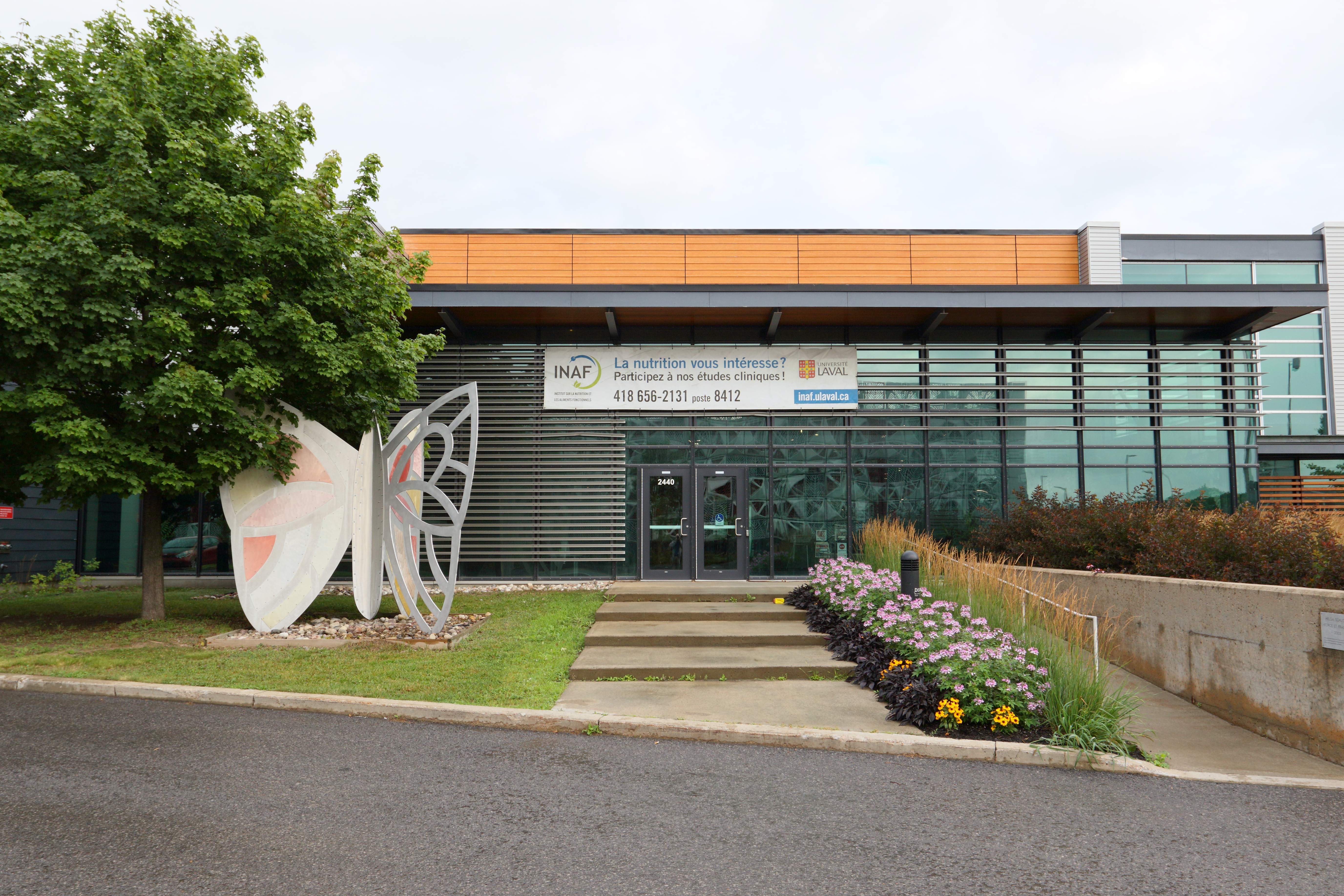
Entrée principale du pavillon des services ou loge l'INAF

L’INAF, ou l’Institut sur la Nutrition et les Aliments Fonctionnels, est un centre de recherche consacré à l’étude des aliments et de leurs composantes en lien avec la nutrition, la santé la prévention des maladies chroniques. En plus des chercheurs de l’Université Laval, le centre regroupe des scientifiques de l’Université de Sherbrooke, de l’Université de Montréal, de l’UQAR, de l’INRS Institut Armand-Frappier, de l’Université McGill, de l’UQAM, d’Agriculture et Agroalimentaire Canada et de TransBioTech.

#### Centre de recherche en sciences et technologie du lait

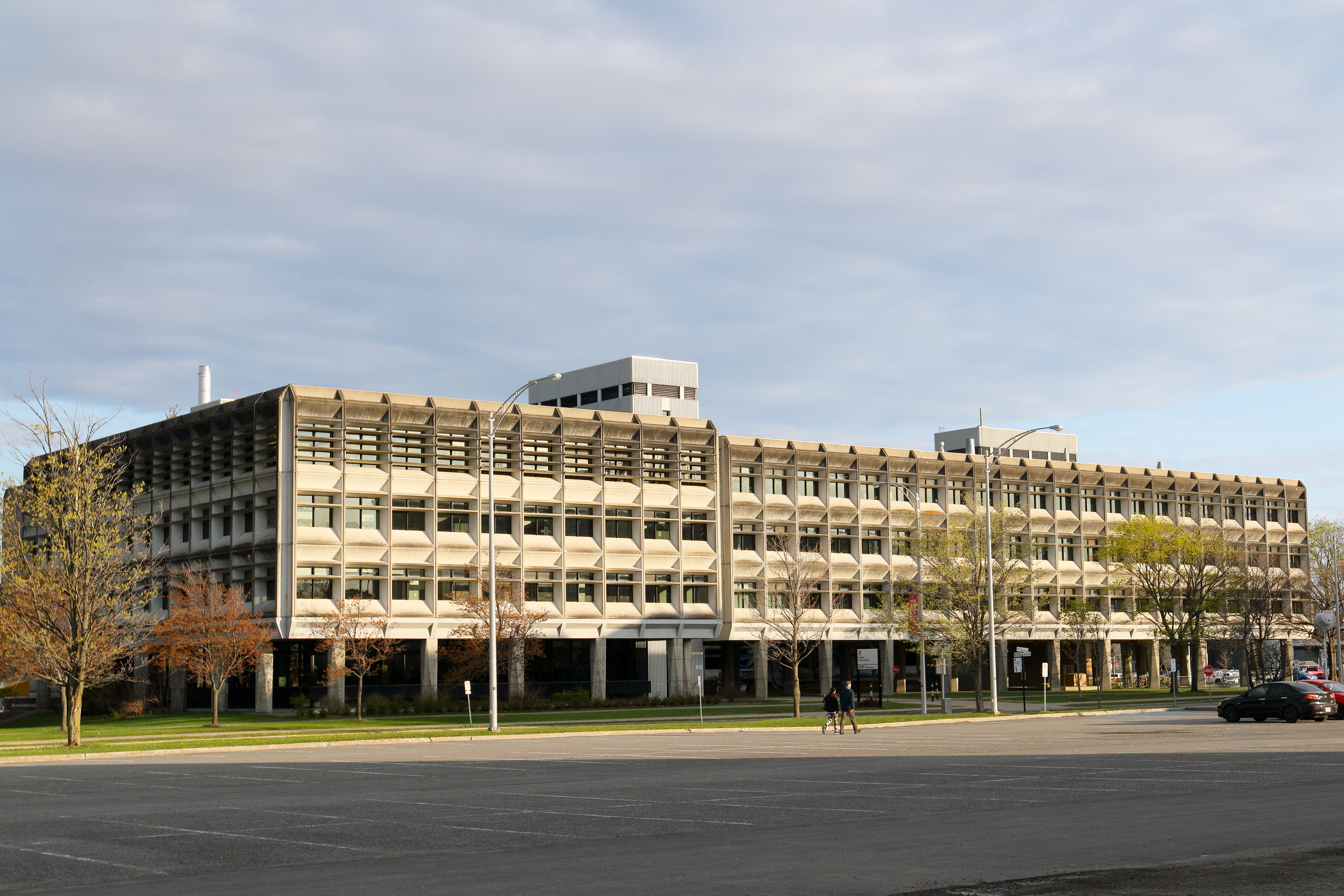
Pavillon Paul-Comtois (Faculté des sciences de l'agriculture et de l'alimentation).

Le Centre de recherche en sciences et technologie du lait (STELA) est un centre de recherche de la faculté des sciences de l’agriculture et de l’alimentation, situé dans le Pavillon Paul-Comtois. Sa mission est de contribuer à l'avancement des connaissances fondamentales et appliquées en sciences et technologie du lait, former des chercheurs hautement qualifiés et de participer au transfert technologique vers les utilisateurs.
Fondé en 1985, il est depuis 2004 sous la direction de l’Institut des nutraceutiques et des aliments fonctionnels (INAF) de l’université et intègre un volet santé dans sa démarche de recherche fondamentale et appliquée sur le lait. L'équipe multidisciplinaire du STELA se compose de chercheurs réguliers et associés, en collaboration avec des étudiants du doctorat et de la maîtrise,.
Le centre présente son curriculum en trois axes de recherche sur le lait, soit sa composition, ses procédés de transformation, ainsi que son impact nutritif (ou sur la santé des individus) et socio-économique.
En partenariat avec le gouvernement du Québec et l'industrie laitière, le STELA contribue au progrès des techniques de transformation des produits laitiers (comme la microfiltration) et le développement de produits à valeur ajoutée (comme le lait à longue durée de conservation). On a entre autres réalisé des études sur les procédés de transformation et sur la caractérisation des produits industriels comme les yogourts et les fromages,.

### Centre d'optique, photonique et laser (COPL)

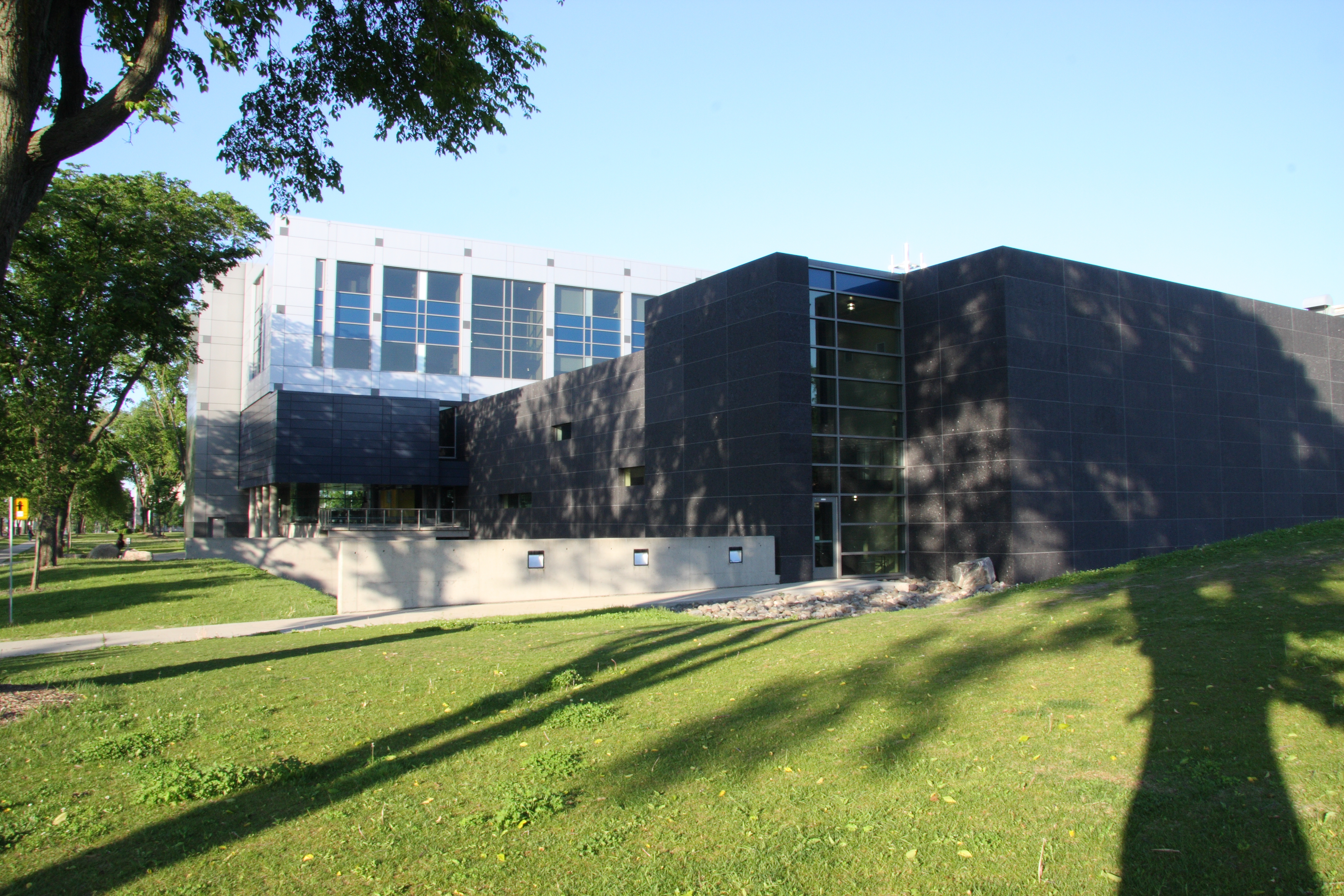
Le pavillon d'optique photonique laser, annexé au pavillon Alexandre-Vachon.

Le Centre d’optique, photonique et laser (COPL), fondé en 1989, est un centre de recherche multidisciplinaire voué au développement de l’optique-photonique et à ses applications. Il est situé dans le pavillon d'optique photonique laser. Il regroupe des scientifiques de sept universités québécoises. À l'Université Laval, 21 équipes de recherche en font partie. Les travaux du centre portent sur les matériaux photoniques, les communications optiques, les laser et impulsions brèves, l'optique guidée et les fibres optiques, la biophotonique et l'ingénierie optique. L'Université Laval reçoit notamment des contributions de la part du géant chinois des télécommunications Huawei, dont les ententes sont confidentielles,,. De plus, en 2022, l'Université aurait pour 13M$ de projets actifs en partenariat avec Huawei.

### Recherche nordique

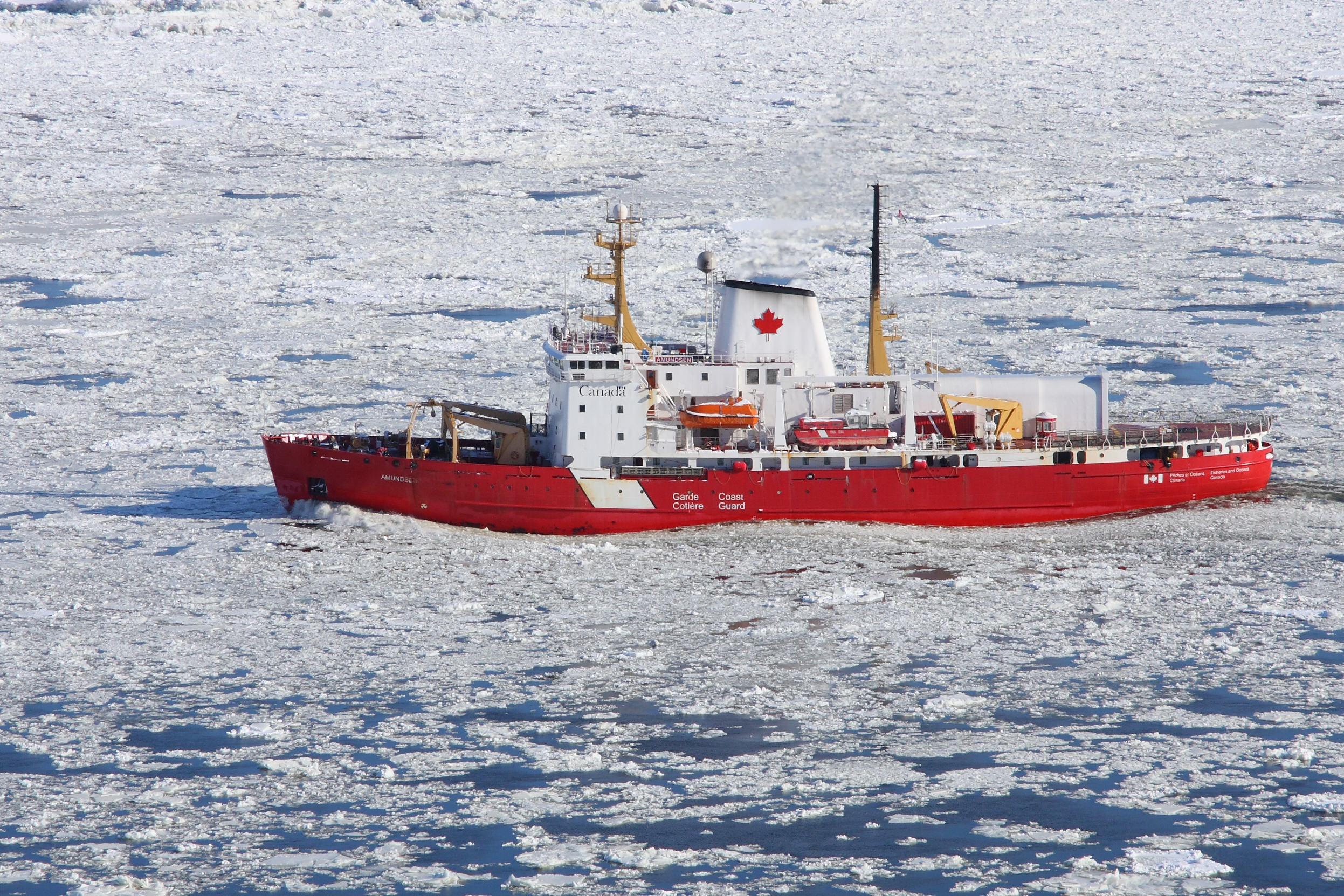
Le NGCC Amundsen sur le Fleuve Saint-Laurent entre Québec et Lévis

Différents programmes de recherche en lien avec la nordicité existent à l'université.

#### Centre d'études nordiques (CEN)
Le Centre d'études nordiques (CEN), fondé en 1961 par Louis-Edmond Hamelin, est un centre de recherche multidisciplinaire et interuniversitaire situé à l'Université Laval, mais dont les membres proviennent également de l'Université du Québec à Rimouski et de l'INRS-Eau, Terre et Environnement, ainsi que d'autres institutions du Québec.

#### ArcticNet
ArcticNet est un réseau de centres d’excellence du Canada dont l'objectif est d'étudier les impacts des changements climatiques et de la modernisation dans l'Arctique Canadien côtier.

#### Institut nordique du Québec
L’Institut nordique du Québec (INQ) est un regroupement pour la promotion de la recherche nordique et arctique au Québec et au Canada avec un objectif de développement durable. L’INQ rassemble des chercheurs de divers horizons (environnement, culture, santé, économie) s’intéressant à la recherche nordique et la nordicité.

#### Takuvik
Takuvik est une Unité mixte de recherche internationale reliant le CNRS (plus spécifiquement l'INSU et l'INEE) et l'Université Laval. Le premier mandat, d'une durée de quatre ans, a commencé en 2011 et le second, d'une durée de cinq ans, se terminera en 2019. Cette unité de recherche s'intéresse aux impacts des changements climatiques et des activités de développement dans l'environnement Arctique.

#### Sentinelle Nord
Sentinelle Nord est une stratégie mise en place en 2017 par l’Université afin de favoriser l’interdisciplinarité de la recherche sur le nord dans le but de faire progresser les connaissances du milieu et de son impact sur l’être humain et sa santé. Sentinelle Nord rassemble en réseaux des centaines d’étudiants et de chercheurs provenant de divers horizons publics et privés. Bien que le noyau soit de l’Université Laval, des partenariats existent au niveau provincial, national et international. Sentinelle Nord adopte une politique de libre accès et encourage la publication dans CorpusUL.

#### UArctic
L'université est membre de l’Université de l'Arctique. UArctic est un réseau international d’universités, d’instituts de recherche et d’organisations ayant pour but de promouvoir, coordonner et soutenir la recherche ainsi que l’éducation en régions arctiques.
L'université participe également au programme north2north. Il s’agit d’un programme d’échange académique permettant aux étudiants de partir dans différentes institutions du grand nord.

### Herbier Louis-Marie
L’Herbier Louis-Marie est situé dans les locaux du pavillon Charles-Eugène-Marchand et contient plus de 790 000 spécimens provenant principalement du Québec.

### Trésor de la langue française au Québec
Le Trésor de la langue française au Québec est un centre de recherche sur le français québécois.

### Centre de recherche Cultures Arts Sociétés
Le Centre de recherche Cultures Arts Sociétés (CELAT) est un regroupement stratégique fondé en 1975 et subventionné par le Fonds de Recherche du Québec Société et Culture. Il fut le premier à être reconnu par l’Université Laval dans le domaine des sciences humaines et sociales.

## Personnalités liées

### Corps professoral ancien ou actuel

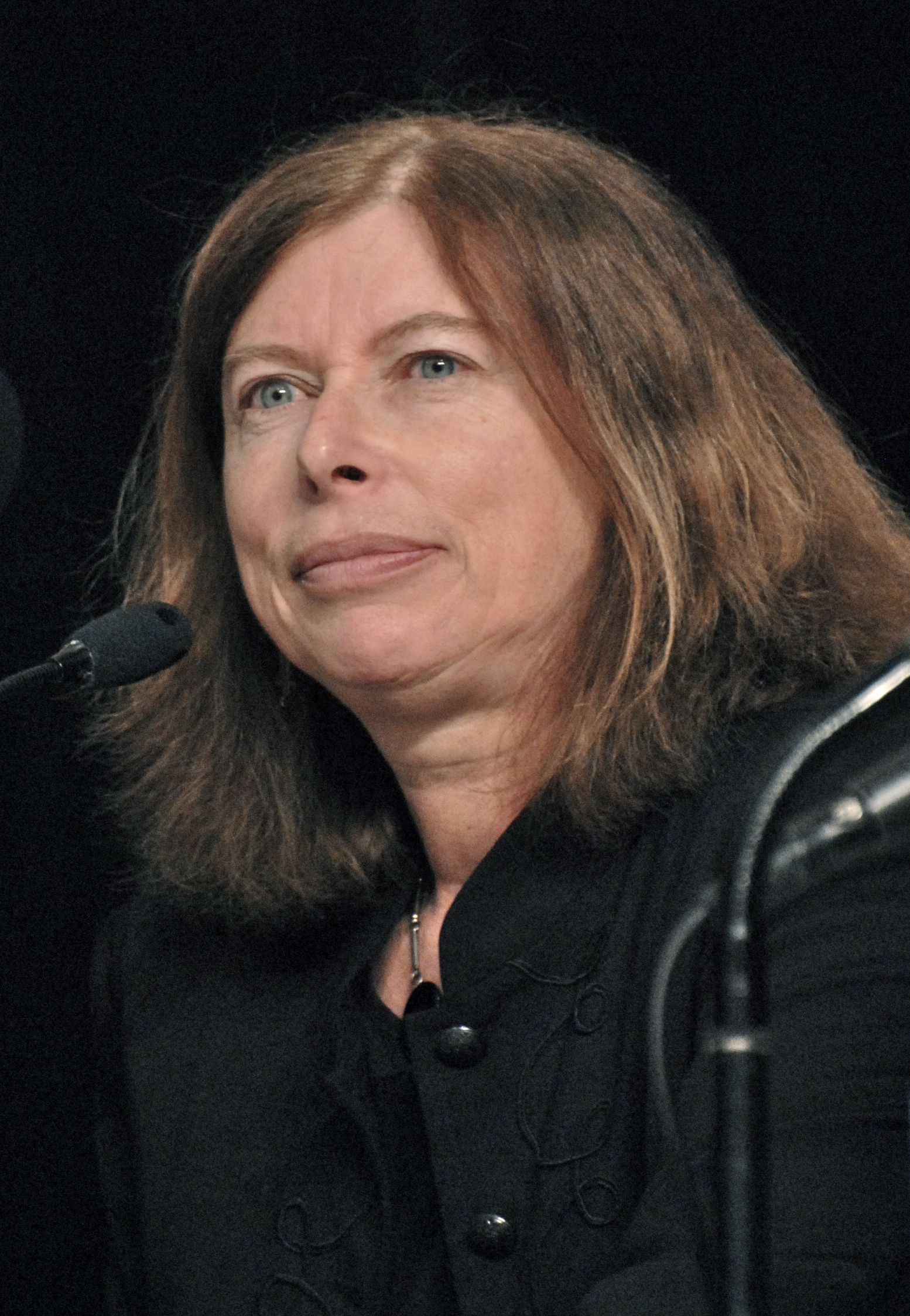
Diane Lamoureux, sociologue
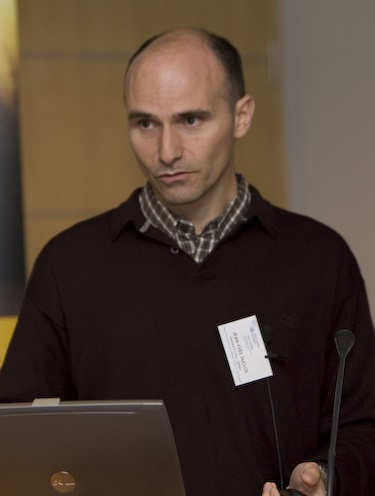
Jean-Yves Duclos, économiste et homme politique
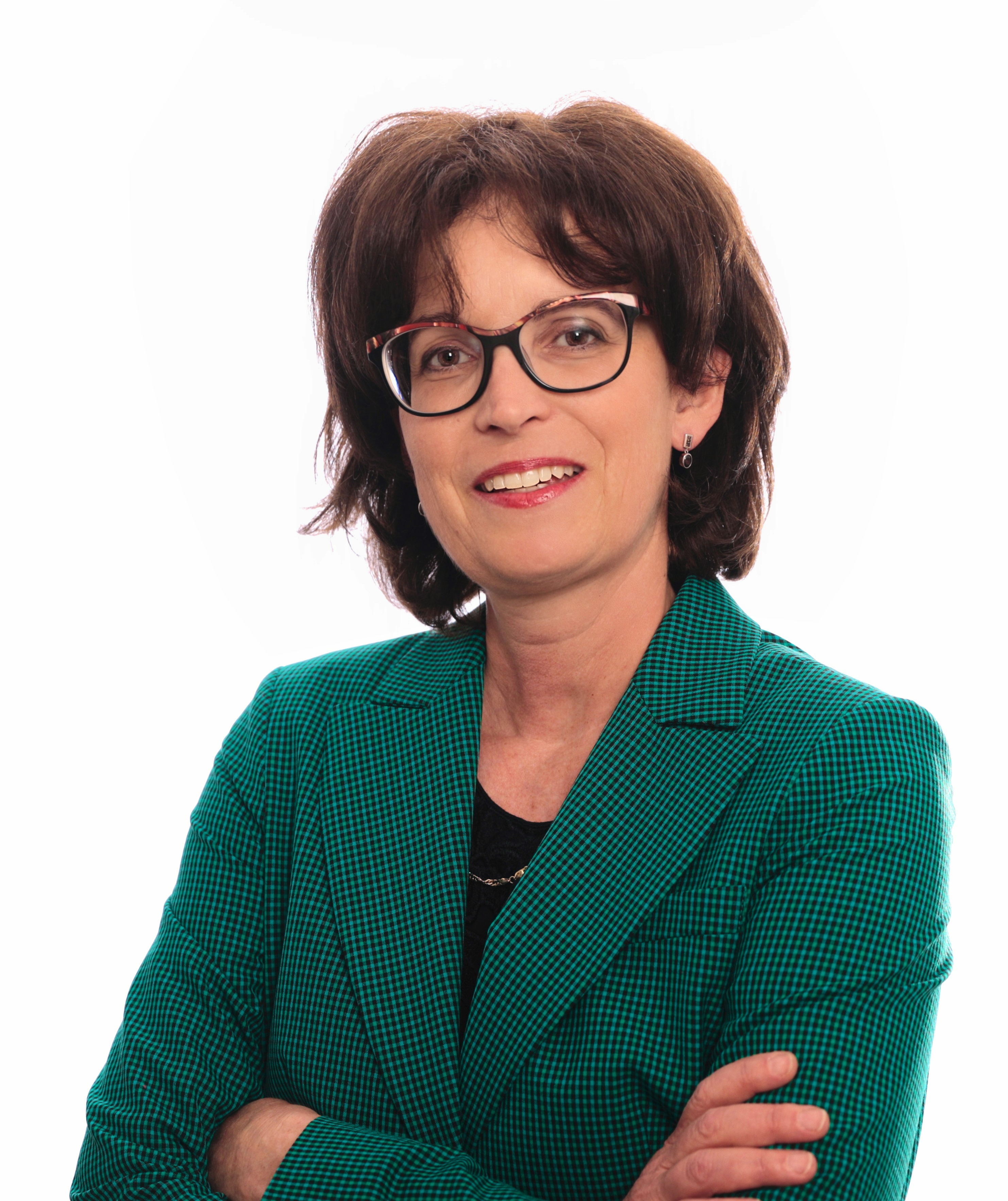
Sophie LaRochelle, physicienne et ingénieure

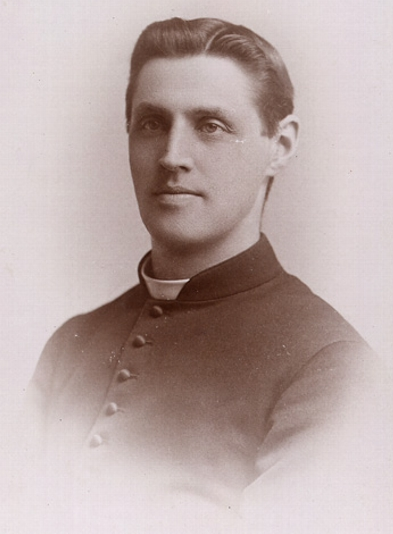
Amédée Gosselin (1863-1941), historien et prêtre
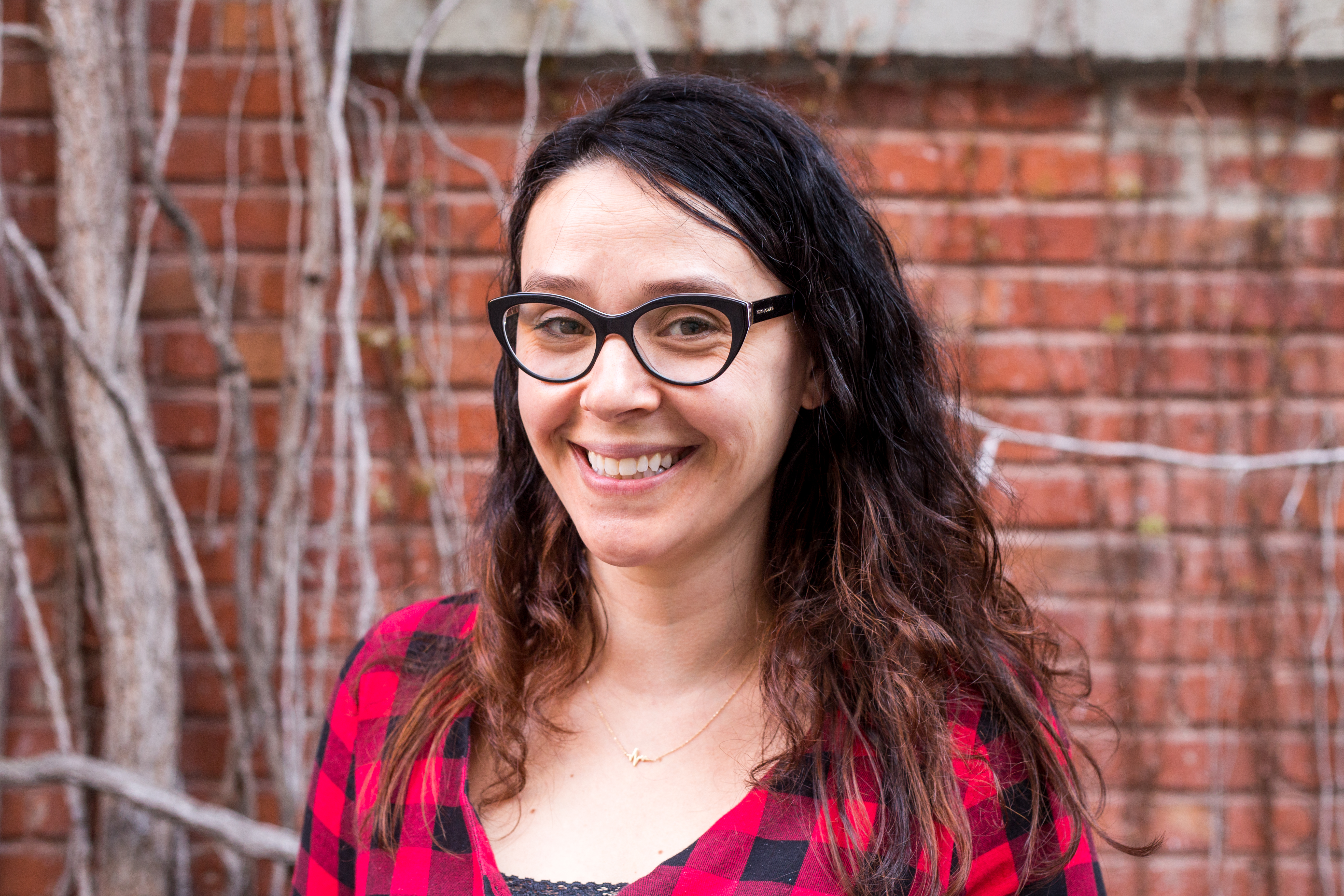
Marie-Josée Saint-Pierre, réalisatrice et productrice
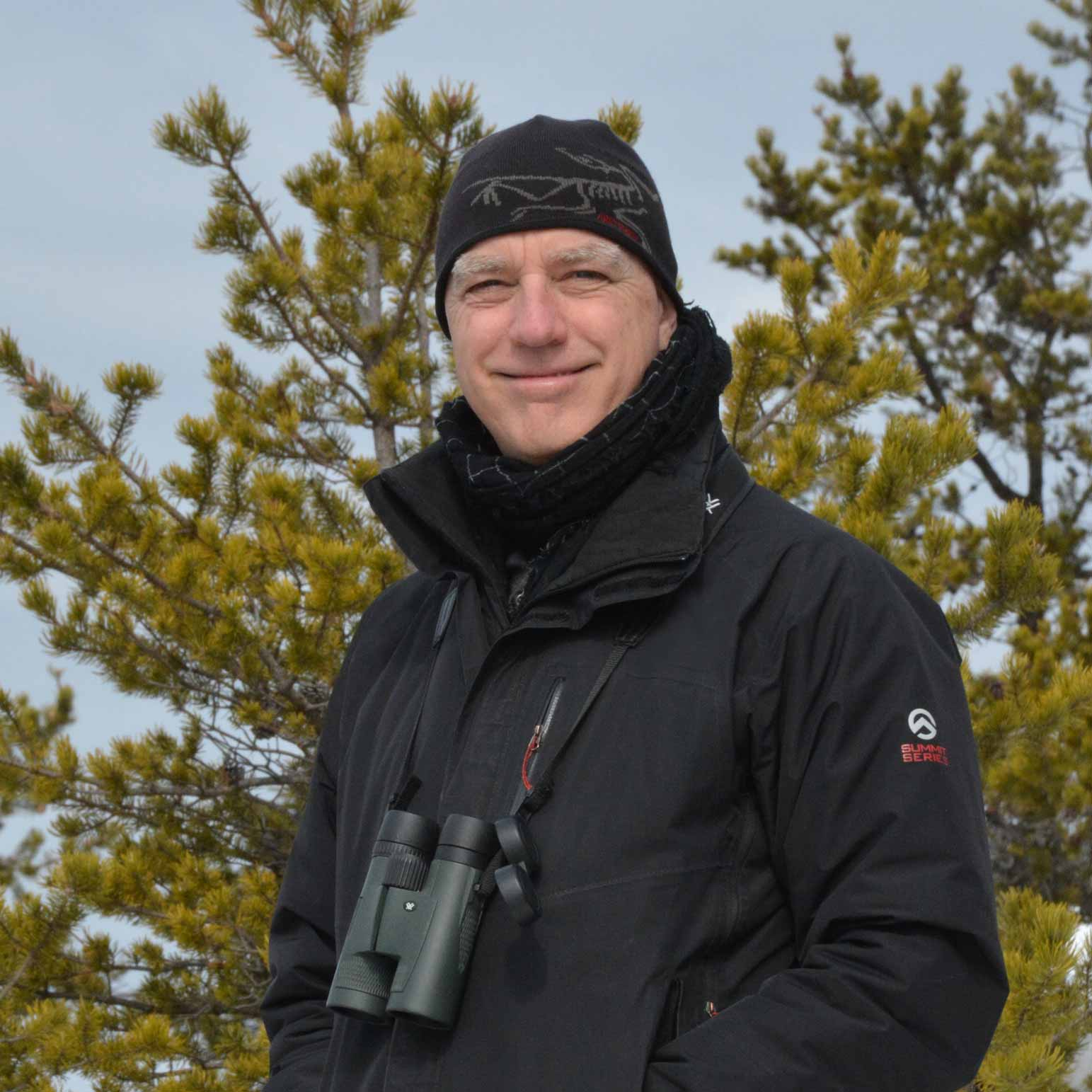
André Desrochers, biologiste et ornithologue
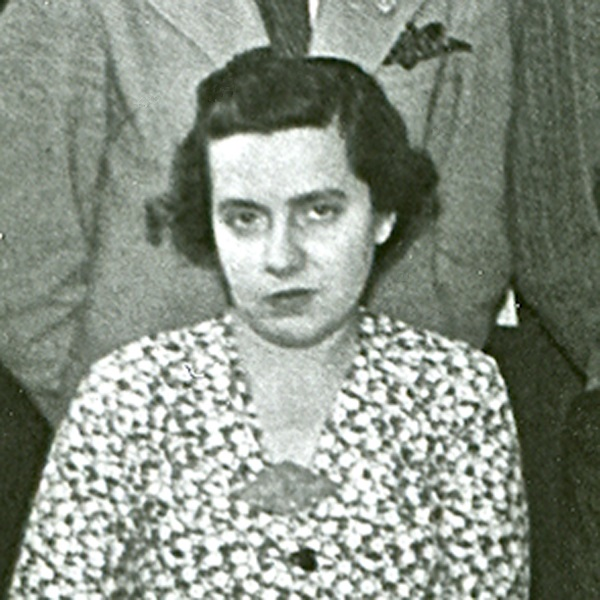
Jeanne Lapointe (1915-2006), professeure de littérature
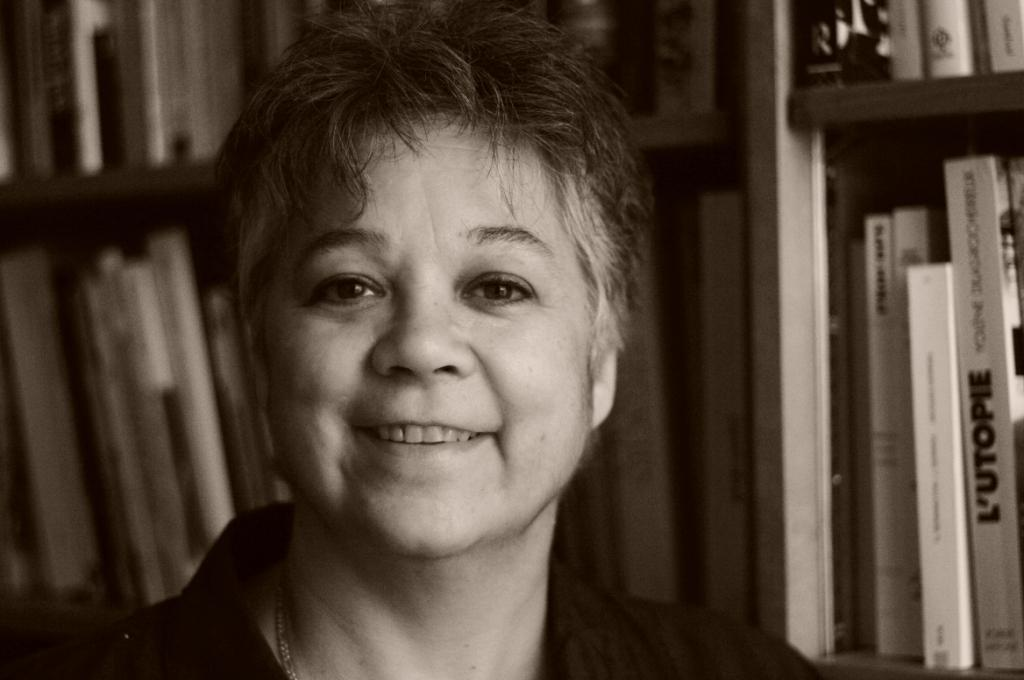
Francine Saillant, anthropologue et artiste
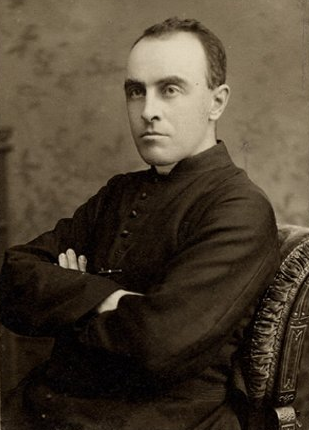
Joseph-Clovis-Kemner Laflamme (1849-1910), géologue et prêtre
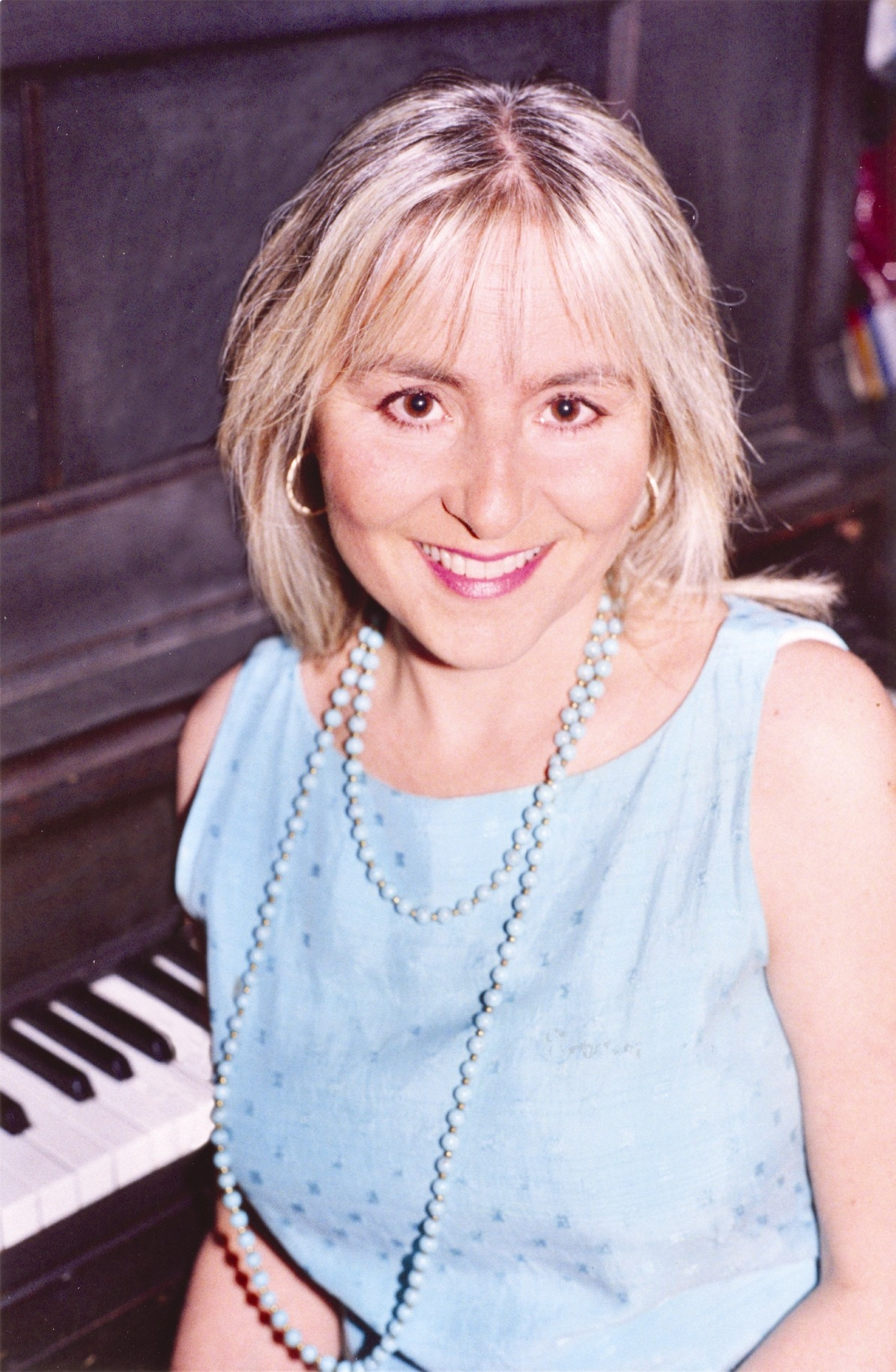
Anique Poitras (1961-2016), écrivaine
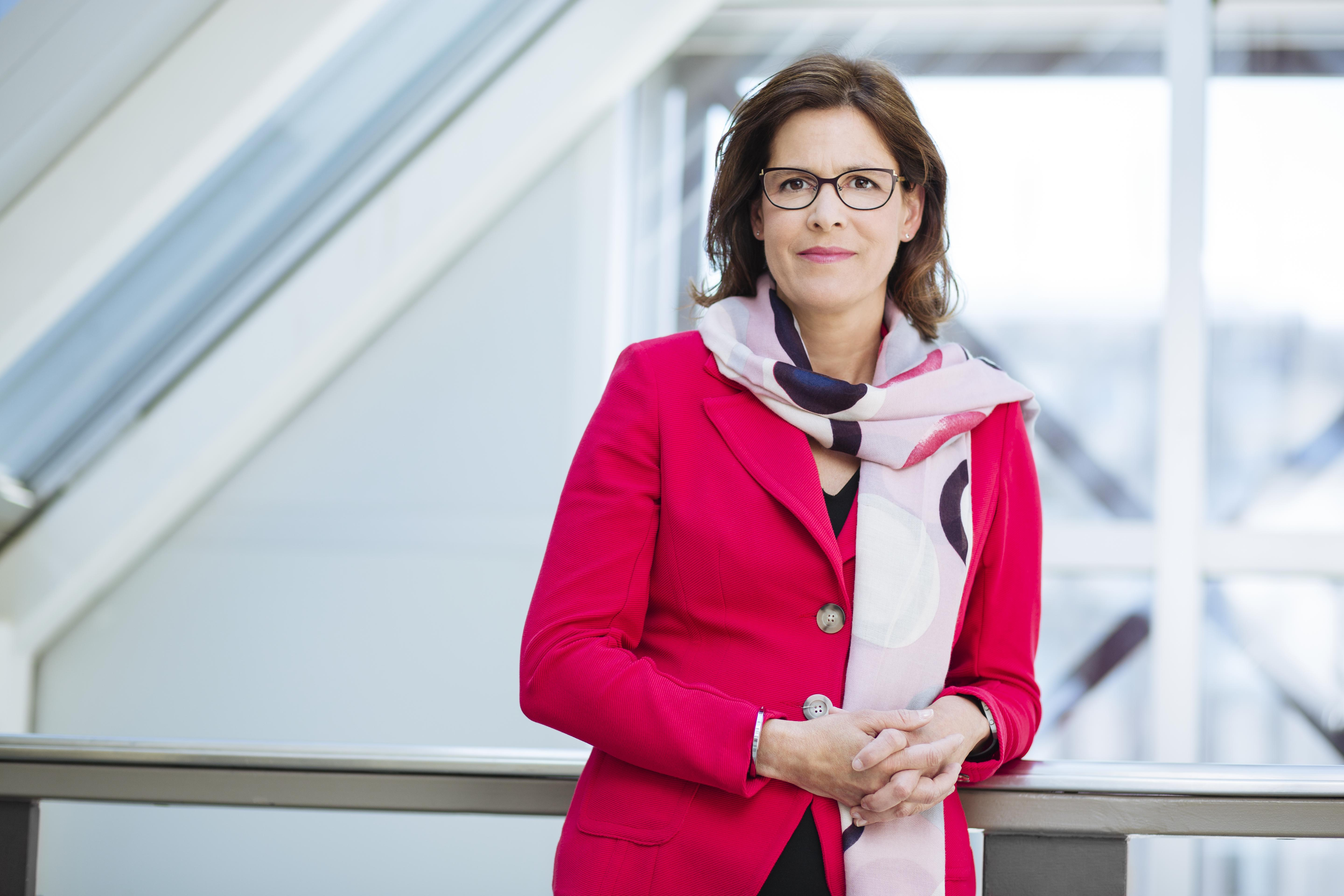
Sophie D'Amours, rectrice et ingénieure
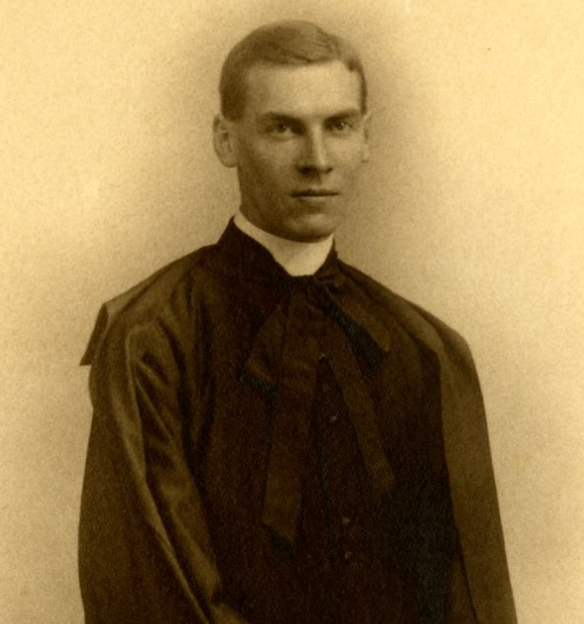
Alexandre Vachon (1885-1953), scientifique et recteur
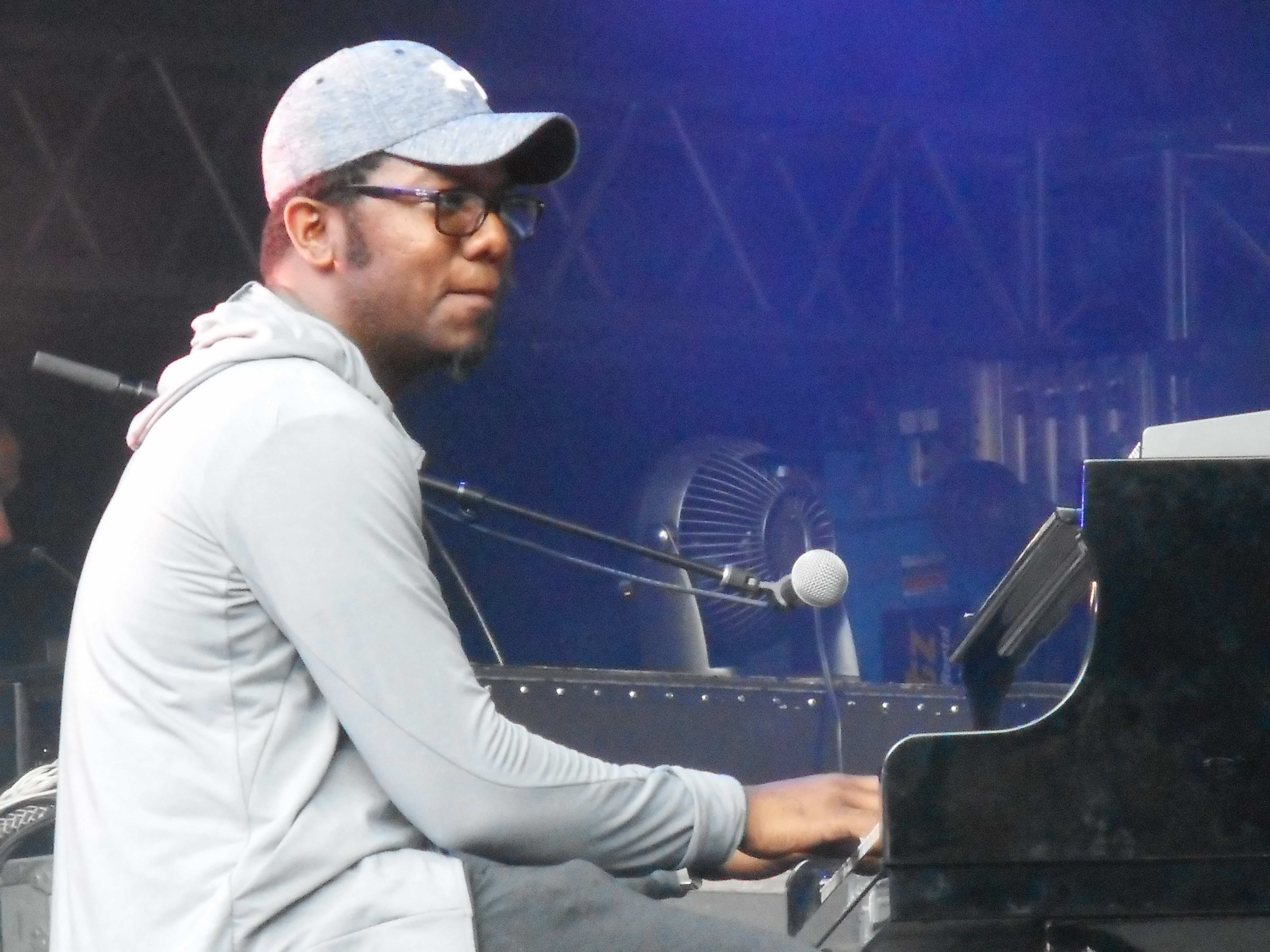
Rafael Zaldivar, pianiste, interprète et compositeur de jazz
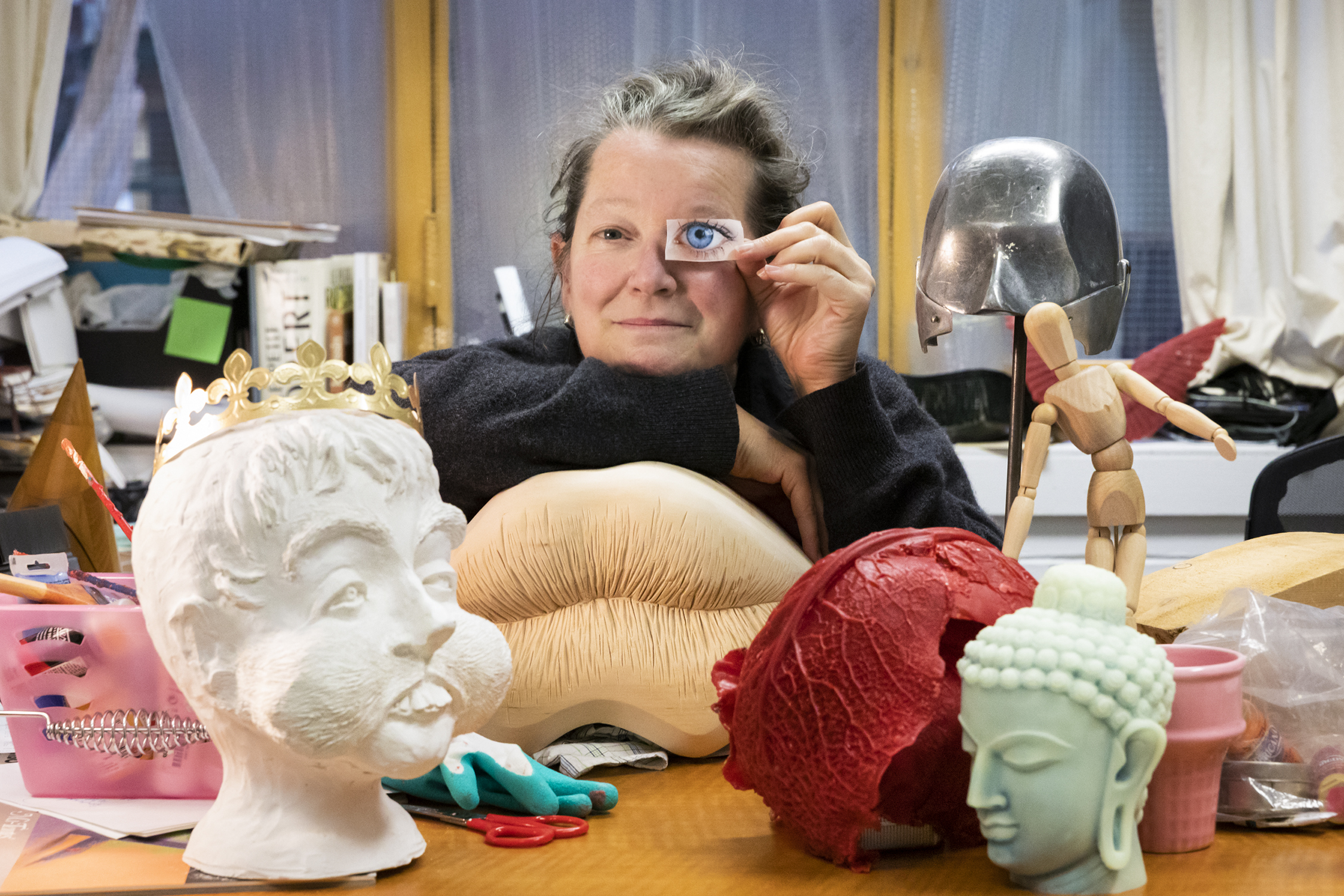
Paryse Martin (1959-2024), artiste
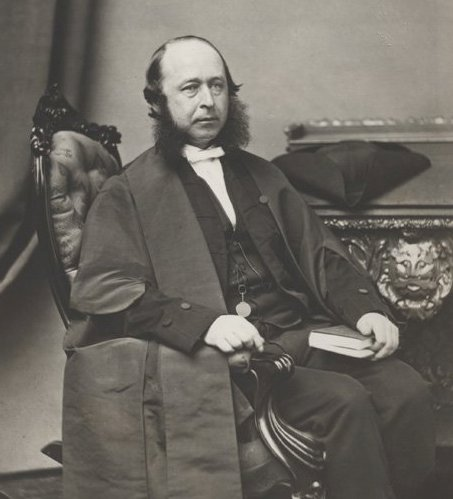
Ulric-Joseph Tessier (1817-1892), juriste et homme politique
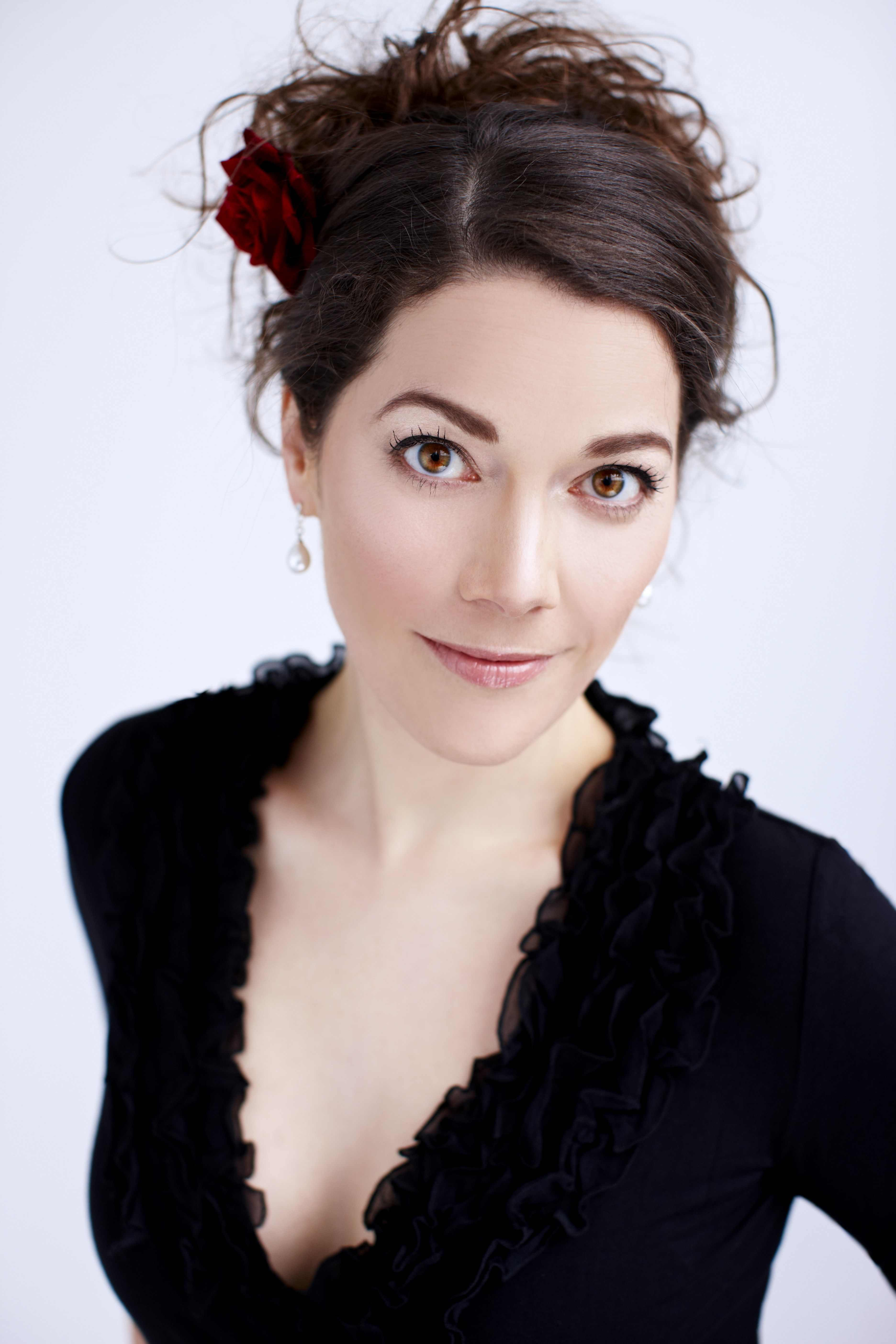
Hélène Guilmette, soprano
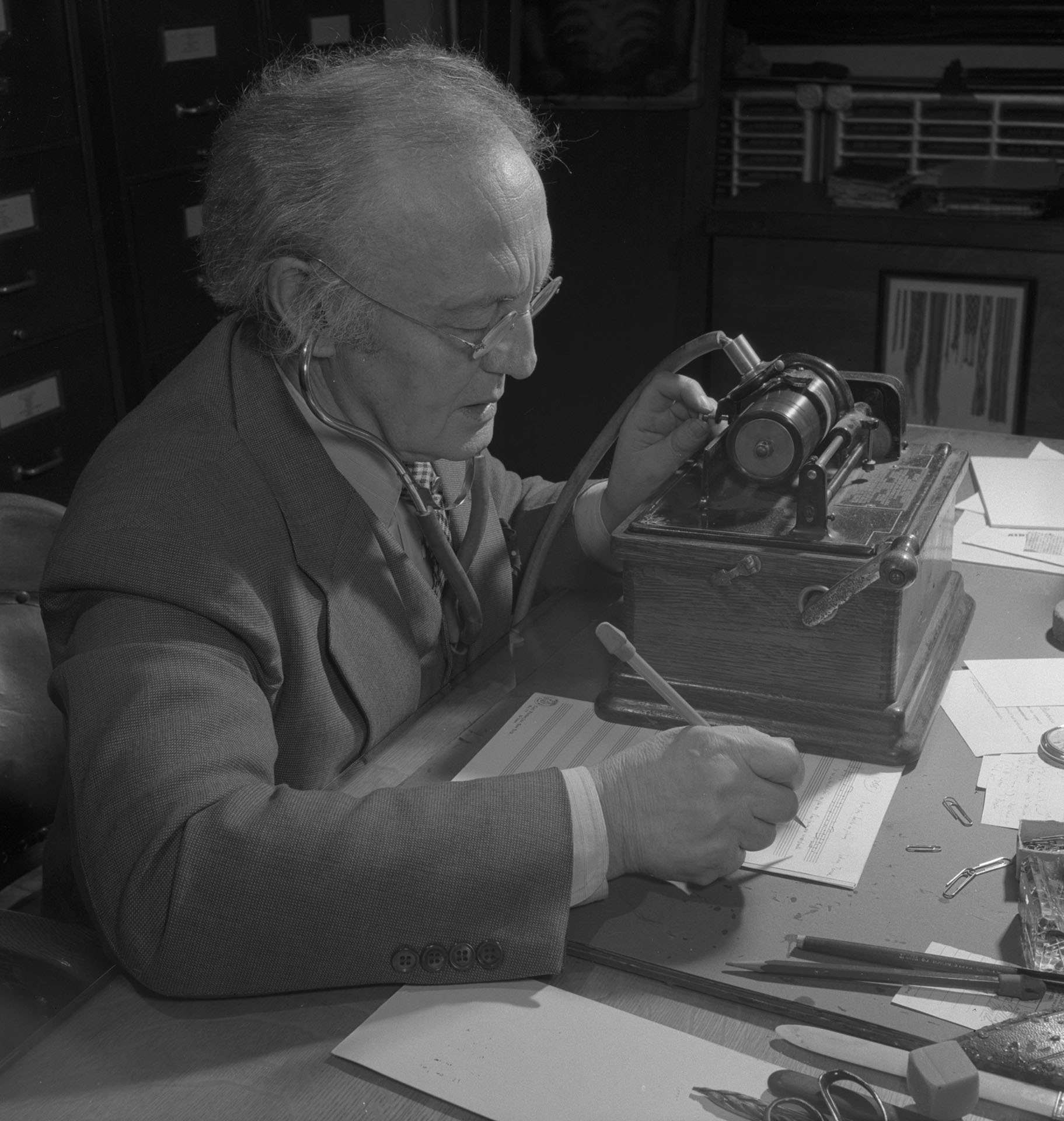
Marius Barbeau (1883-1969), anthropologue, ethnologue et folkloriste
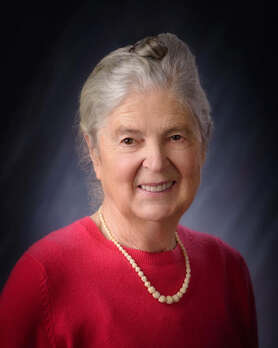
Bibiana Cujec (1926-2022), physicienne
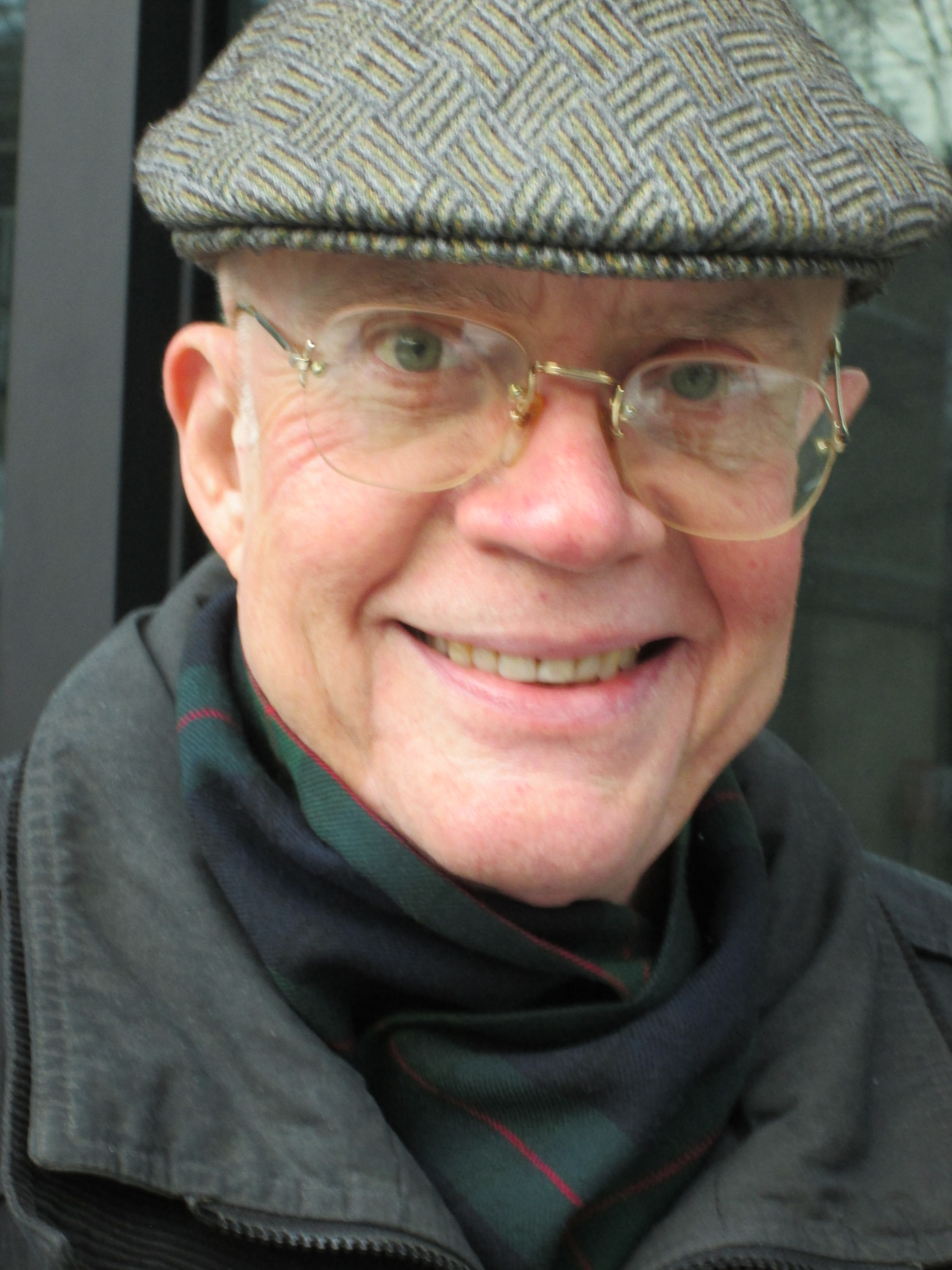
Hans-Jürgen Greif, écrivain
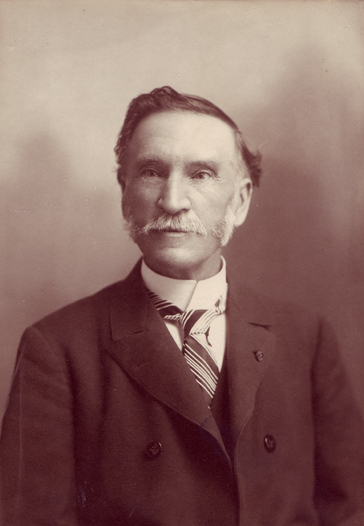
Adolphe-Basile Routhier (1839-1920), écrivain, avocat et juge
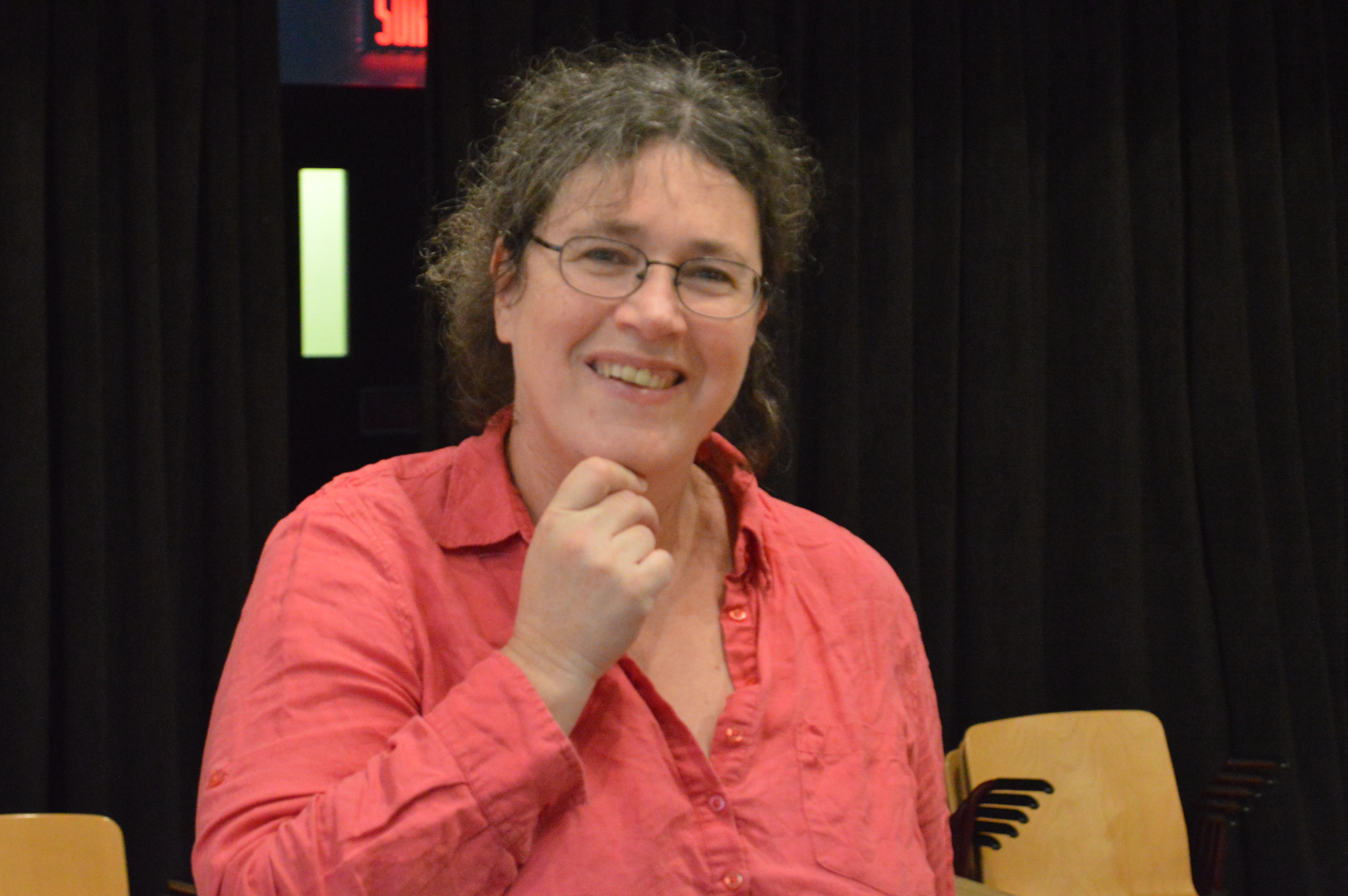
Florence Piron (1966-2021), anthropologue
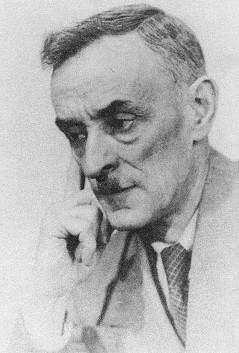
Omer Létourneau, (1891-1983), pianiste, organiste, compositeur et chef d'orchestre
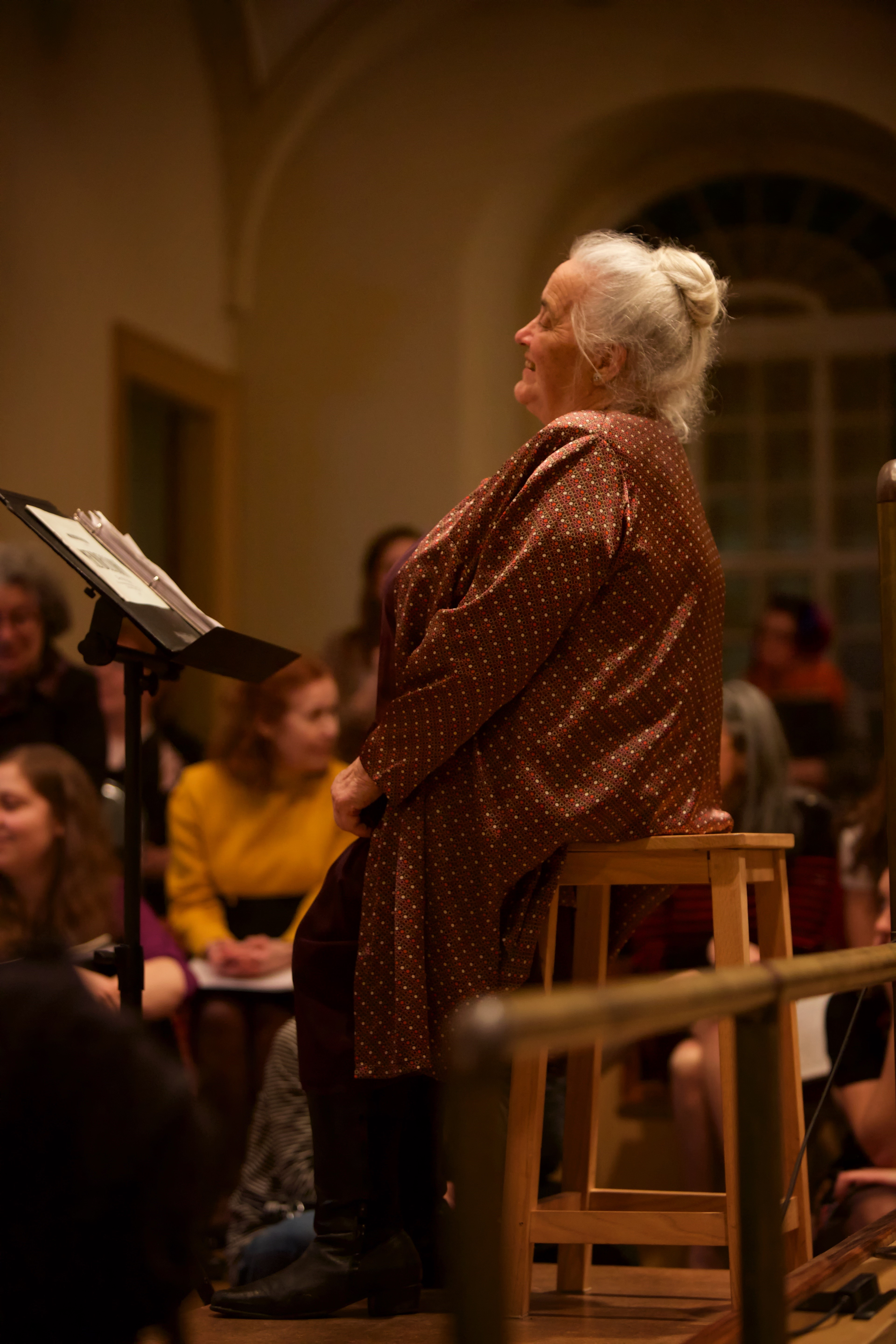
Élise Paré-Tousignant (1937-2018), professeure de musique
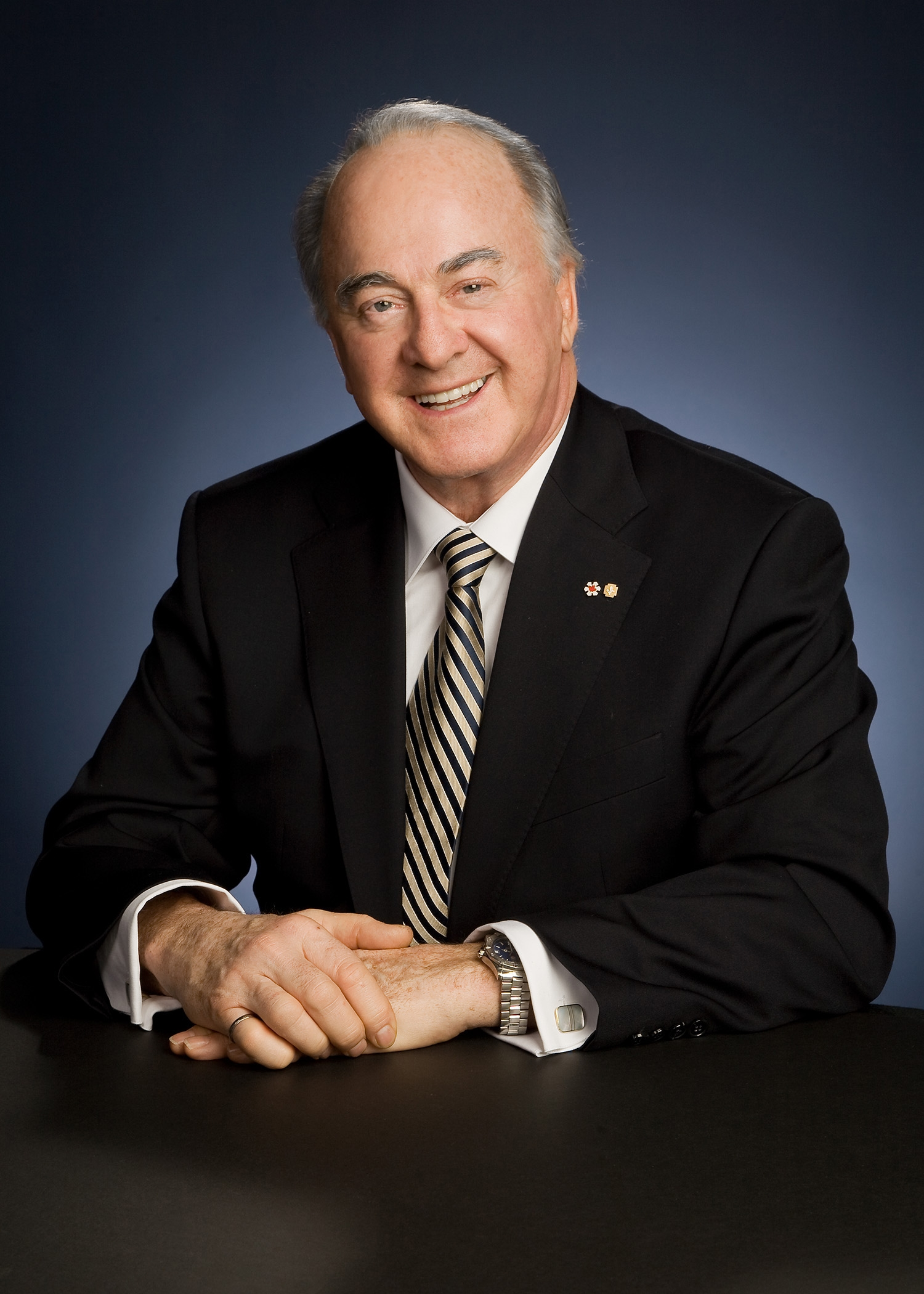
Jean-Guy Paquet, scientifique, homme d’affaires et recteur
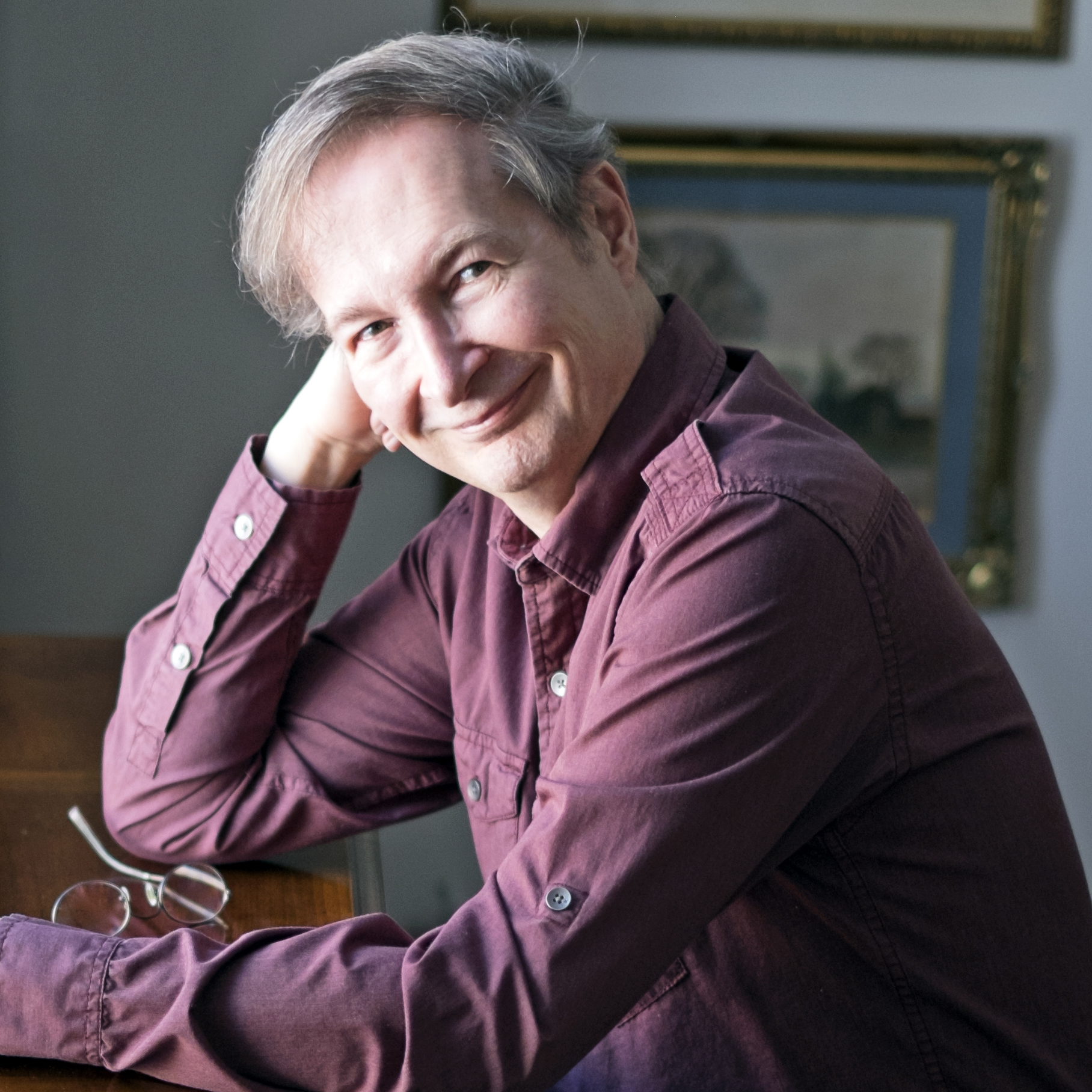
Michel Dorais, sociologue
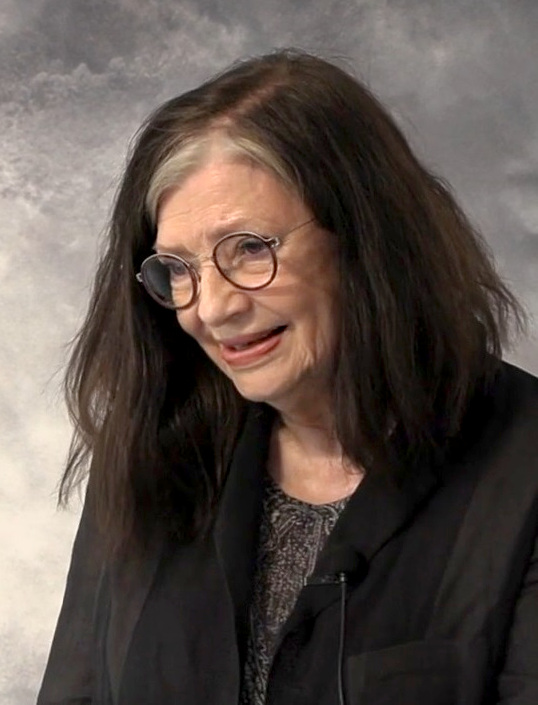
Jocelyne Alloucherie, sculptrice
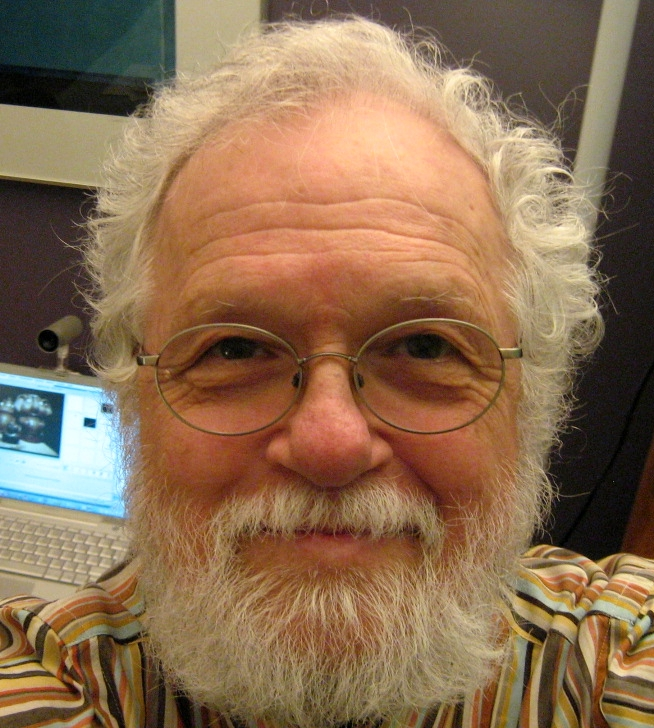
Claude Cossette, écrivain
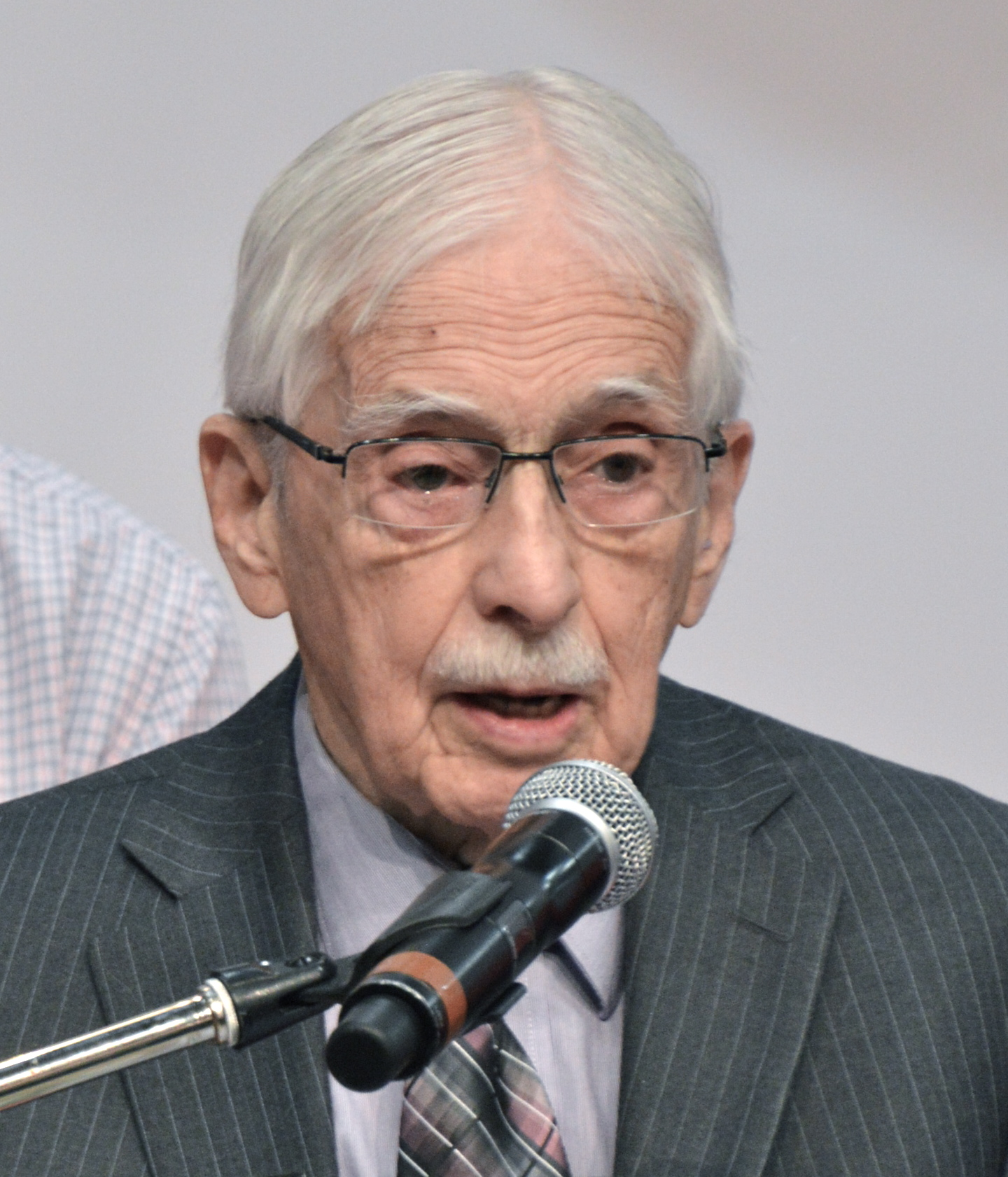
Louis-Edmond Hamelin (1923-2020), géographe
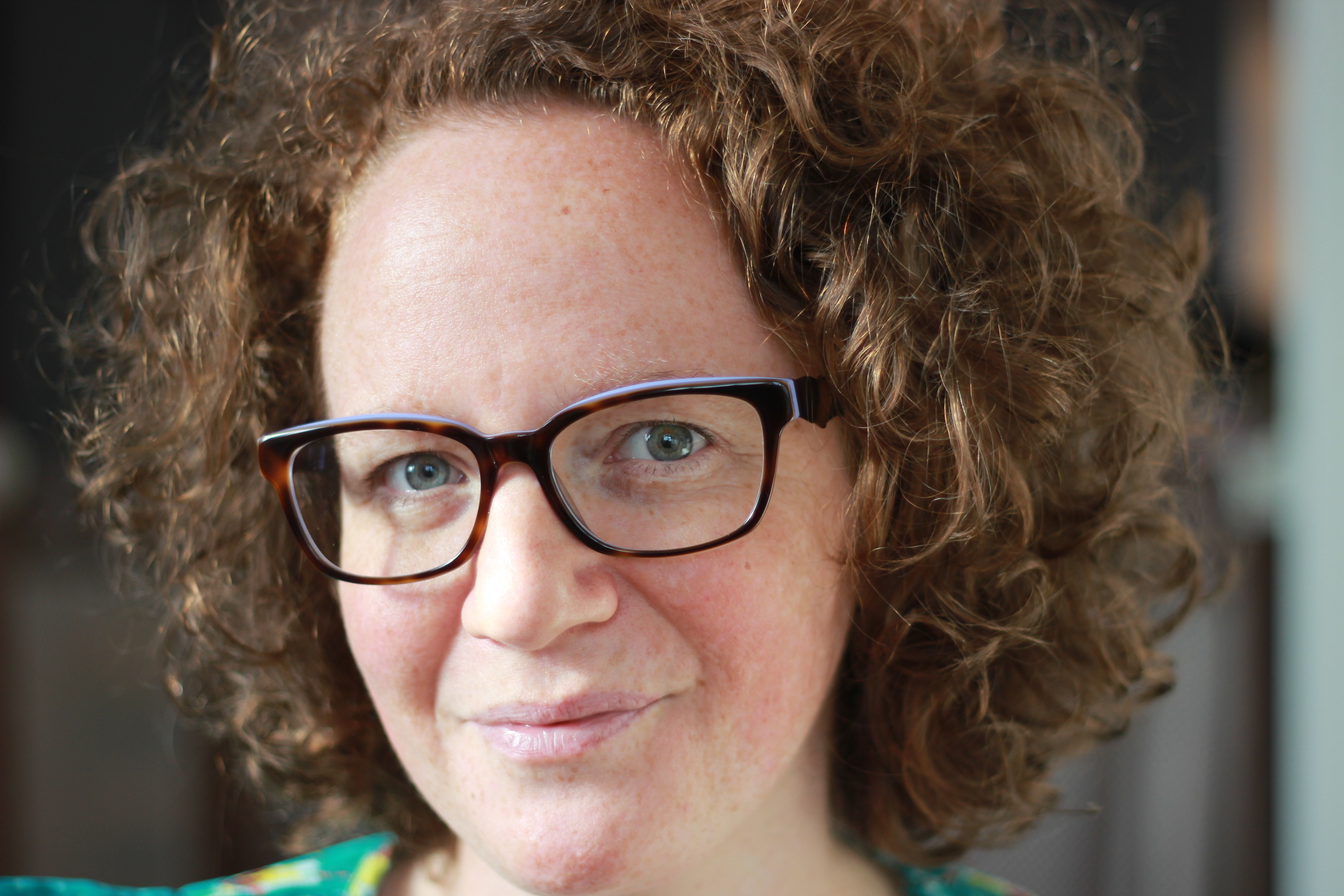
Mélissa Verreault, écrivaine, traductrice
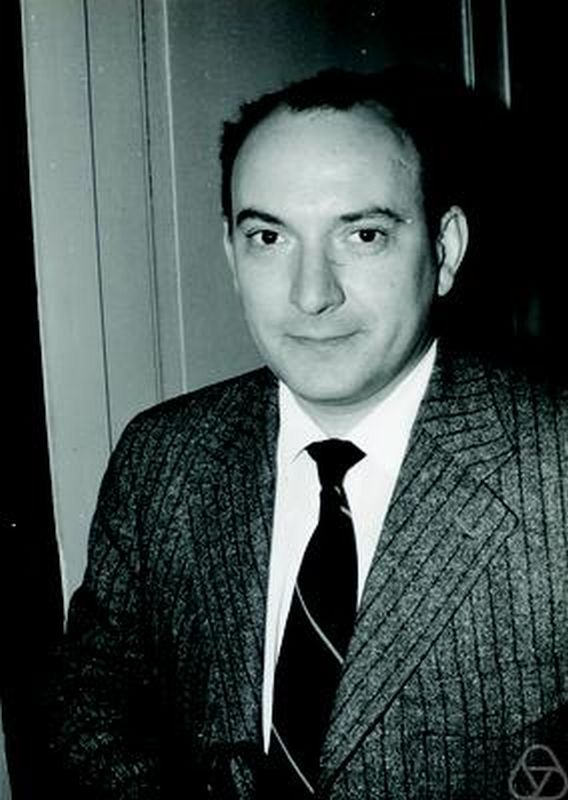
Radu theodorescu (1933-2007), mathématicien
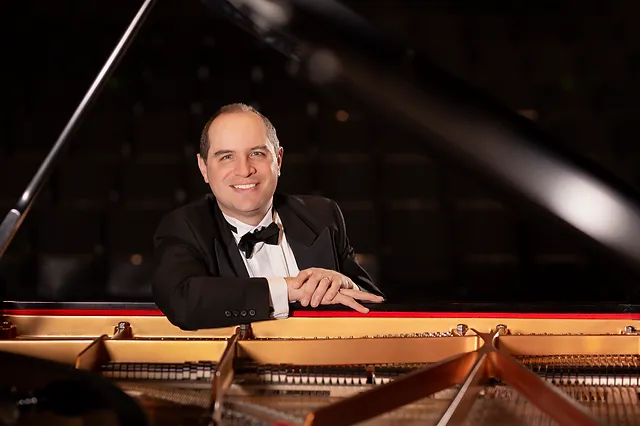
Arturo Nieto-Dorantes, pianiste canado-mexicain
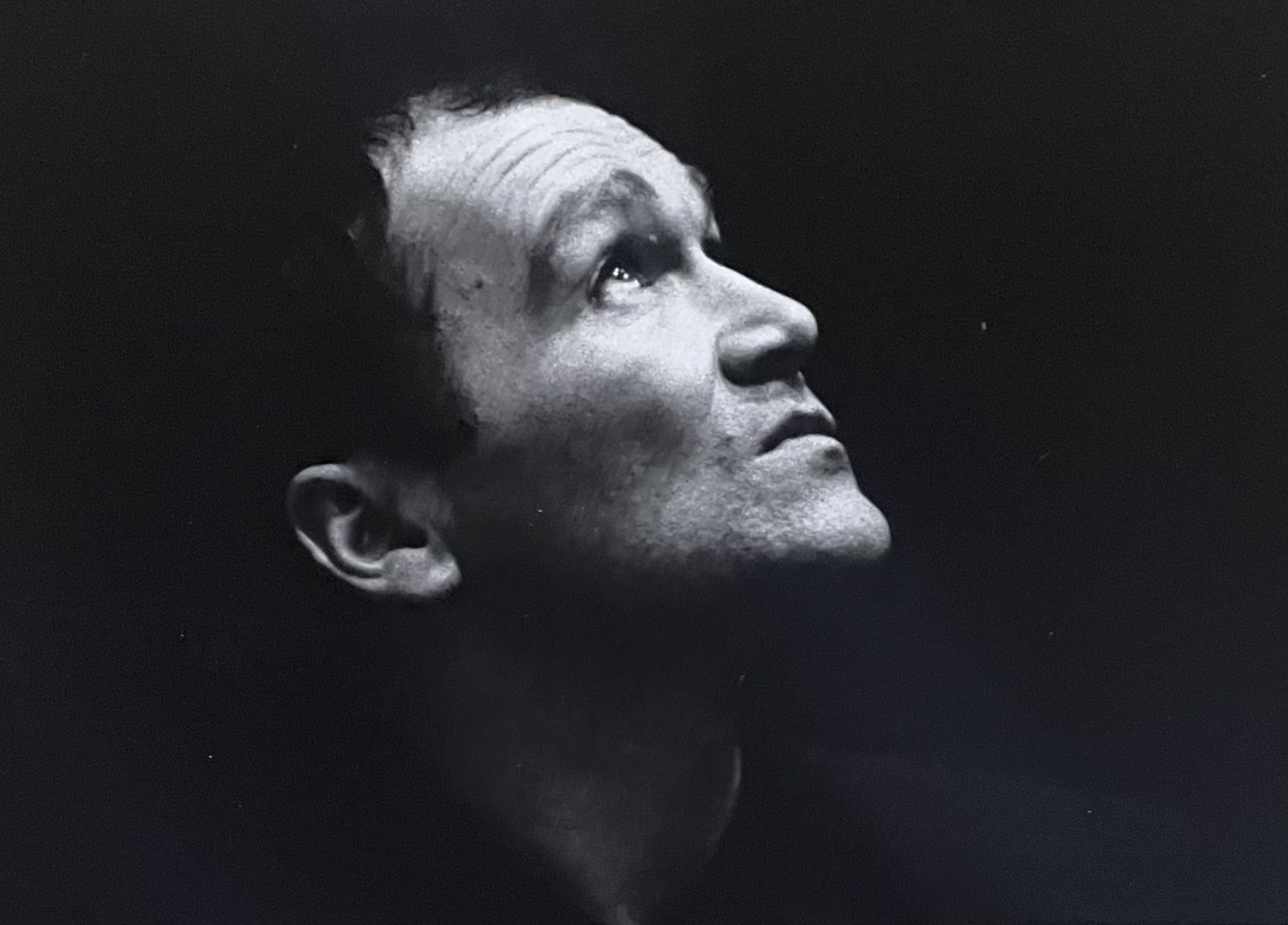
Gustave Maeder (1927-2024), designer suisse
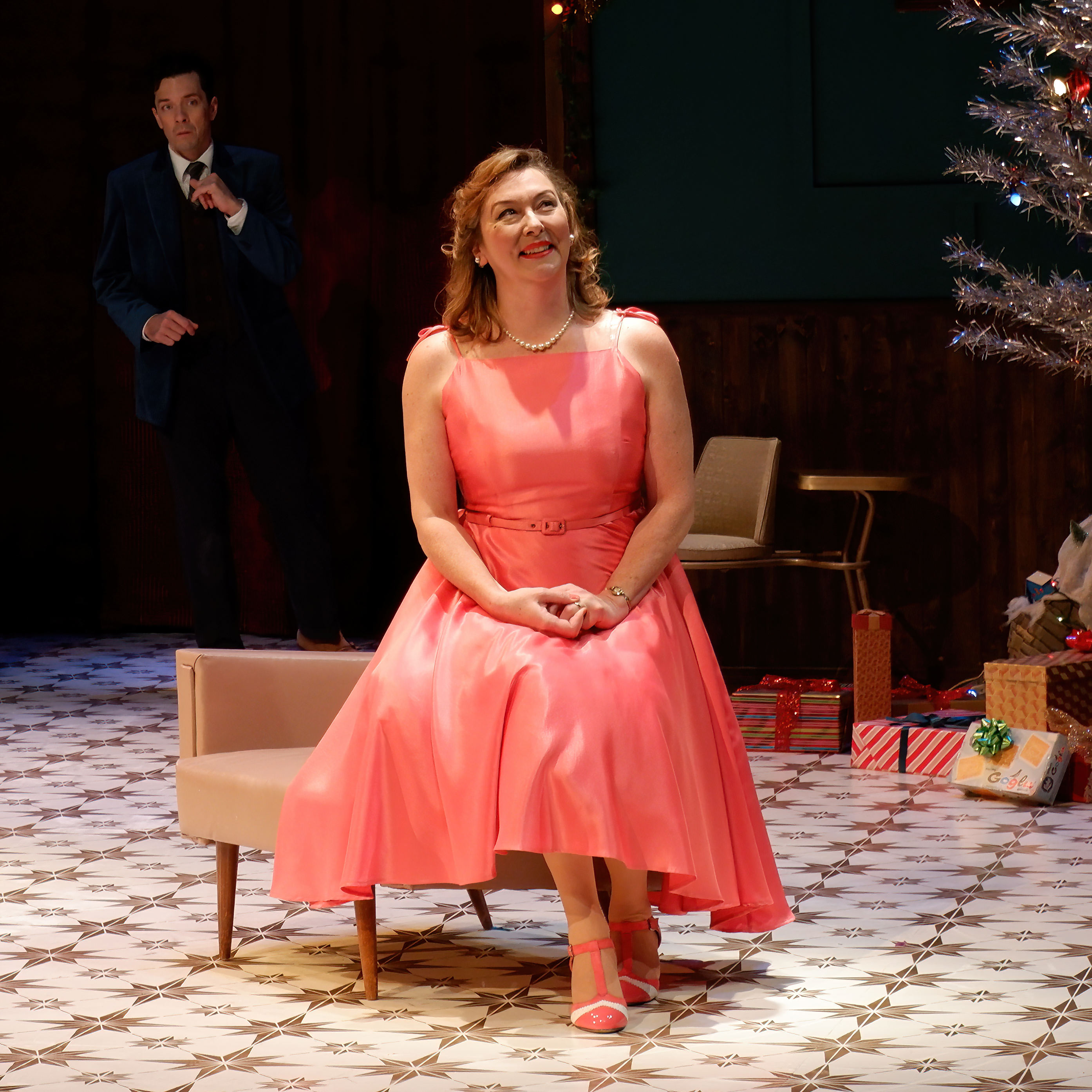
Érika Gagnon, comédienne
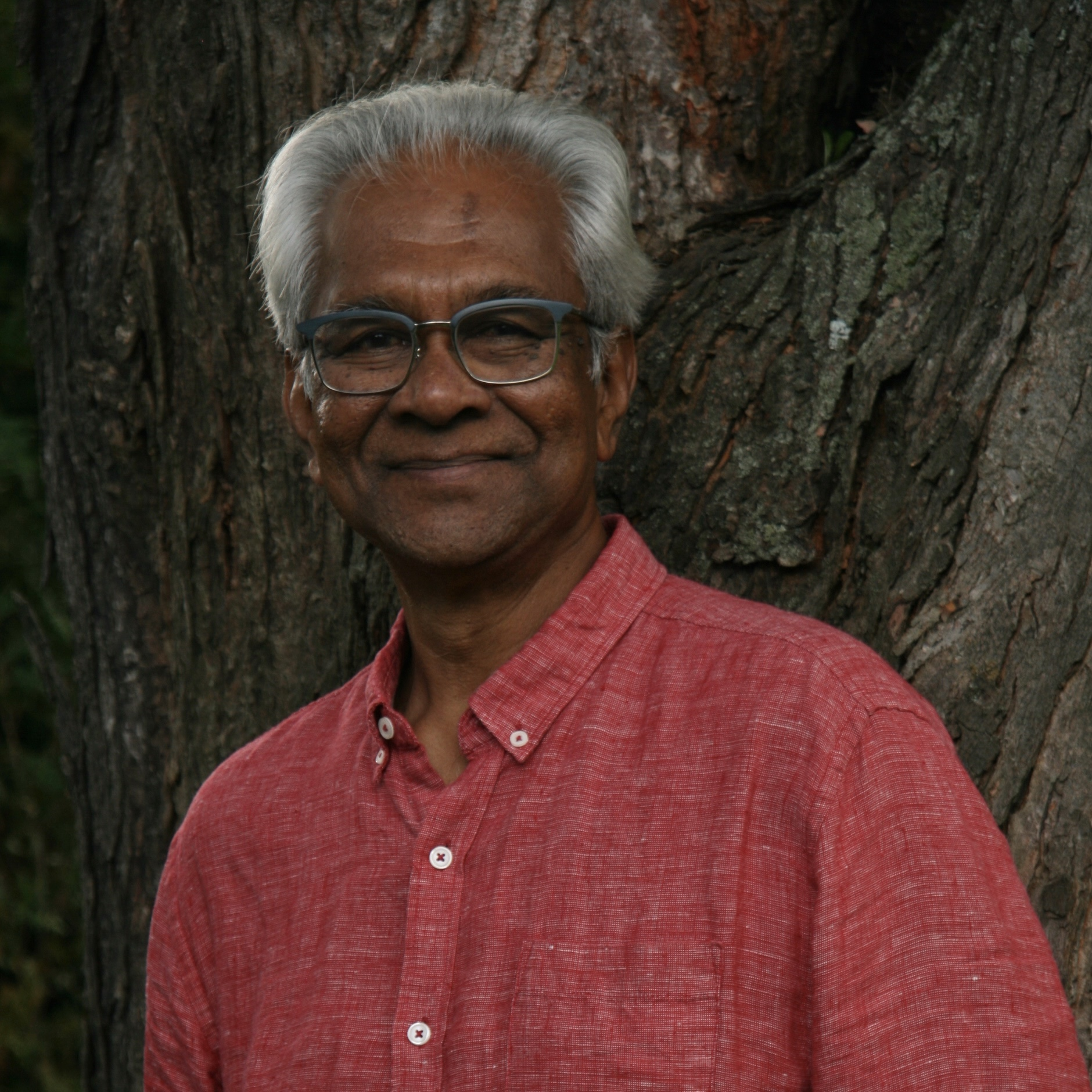
Neil Bissoondath, écrivain
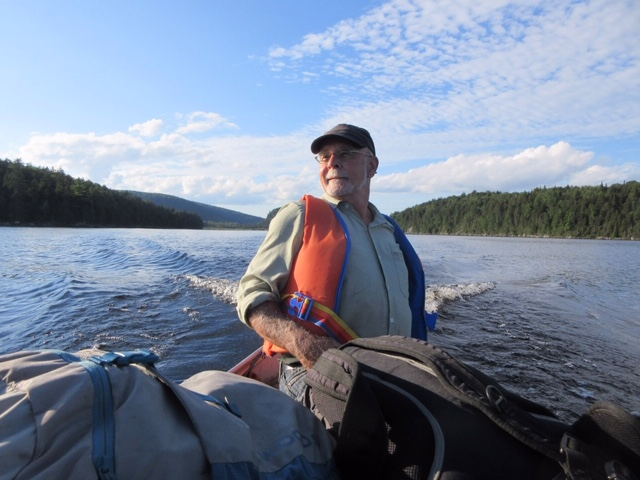
Jean Désy, professeur de littérature et de médecine
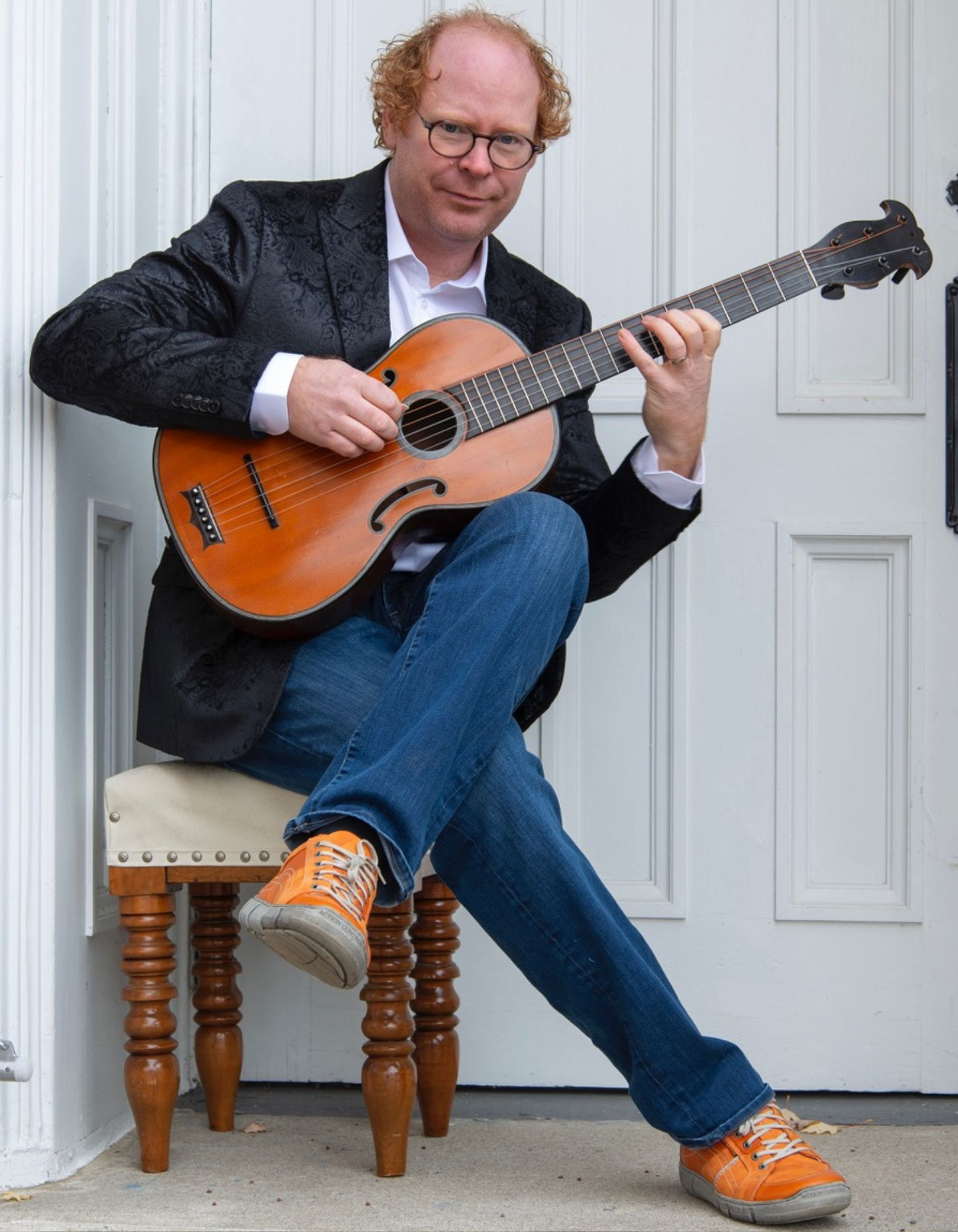
David Jacques, guitariste
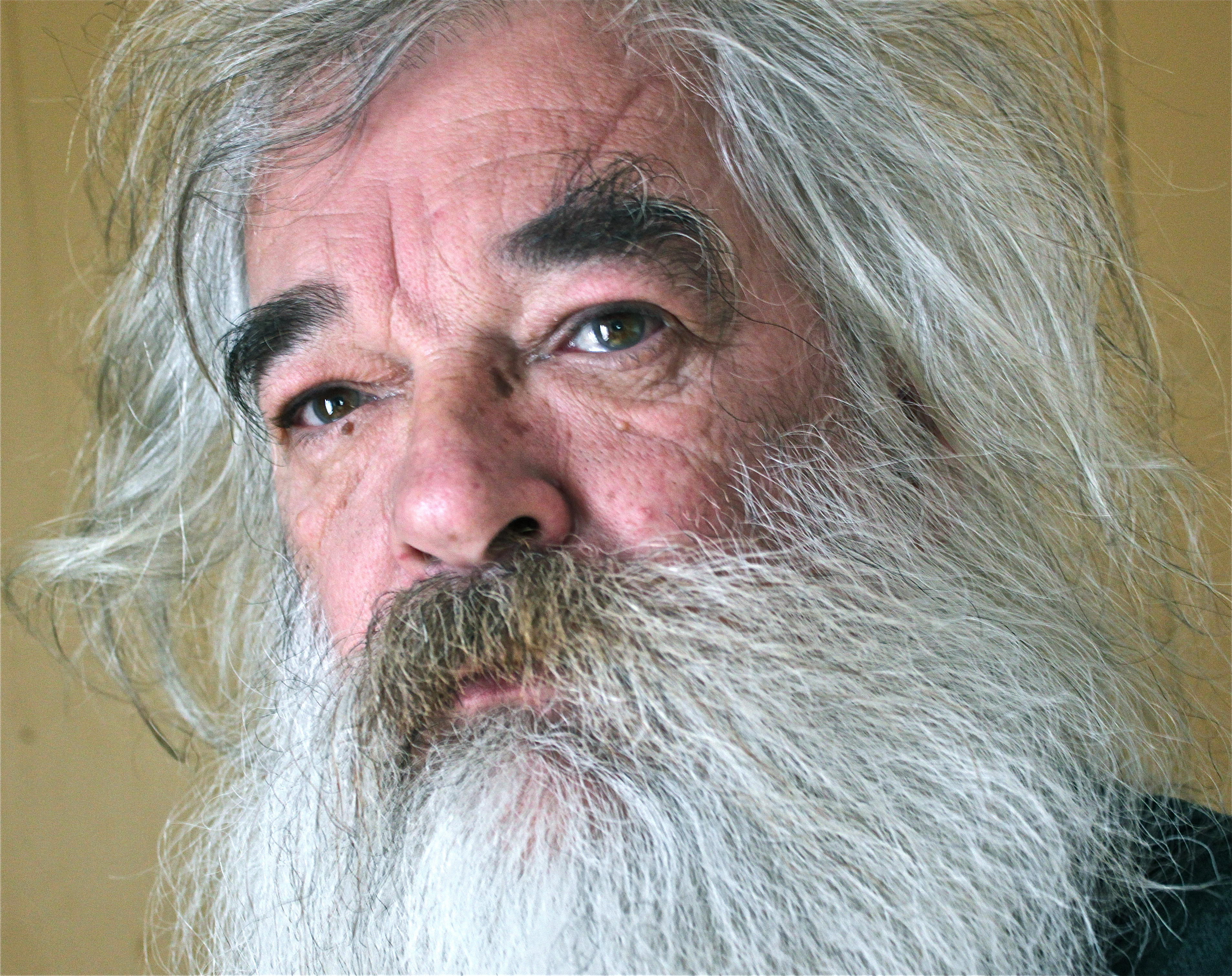
Richard Mill, peintre
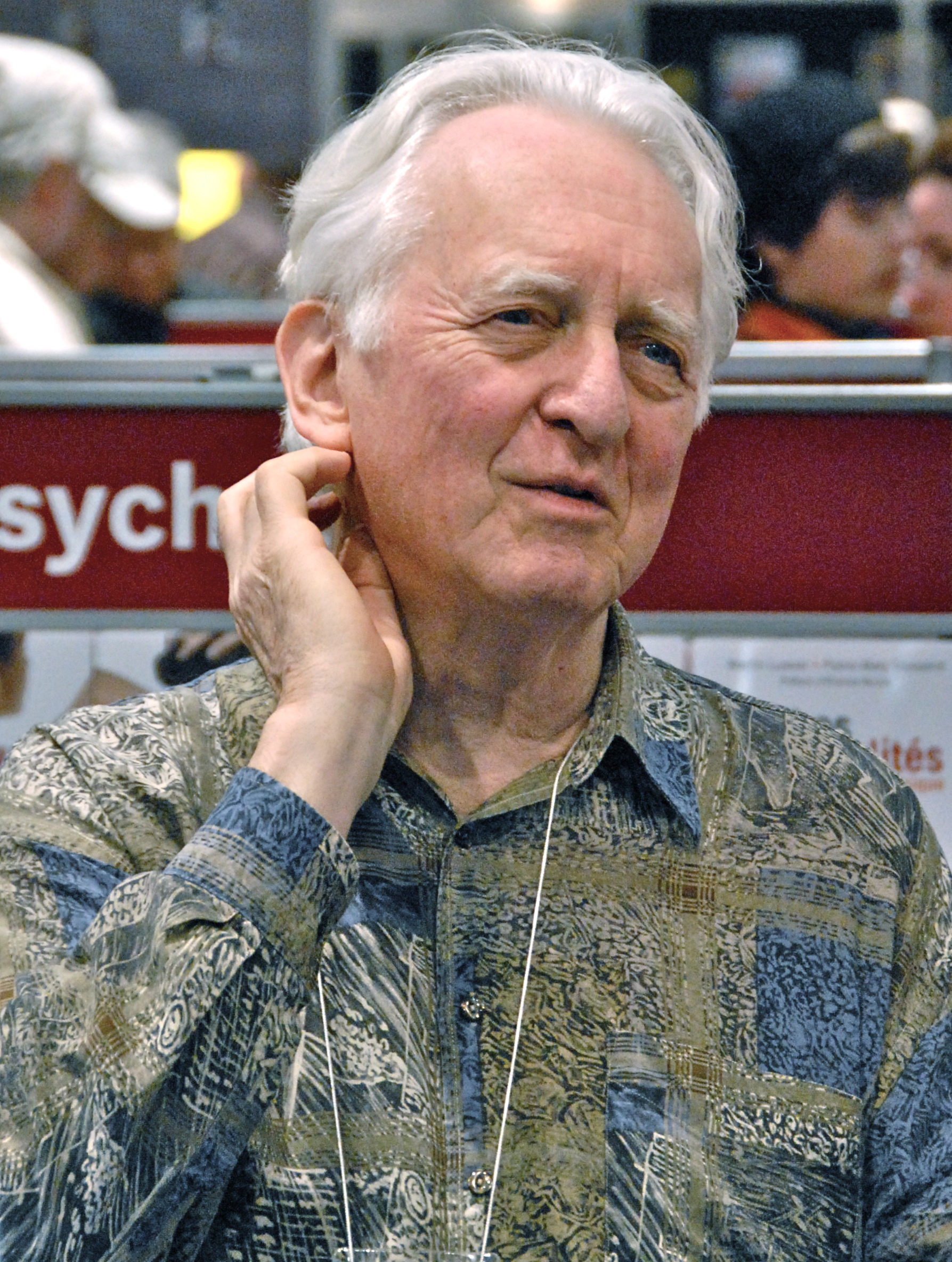
Henri Dorion, géographe

### Anciens étudiants

#### Premiers ministres du Canada

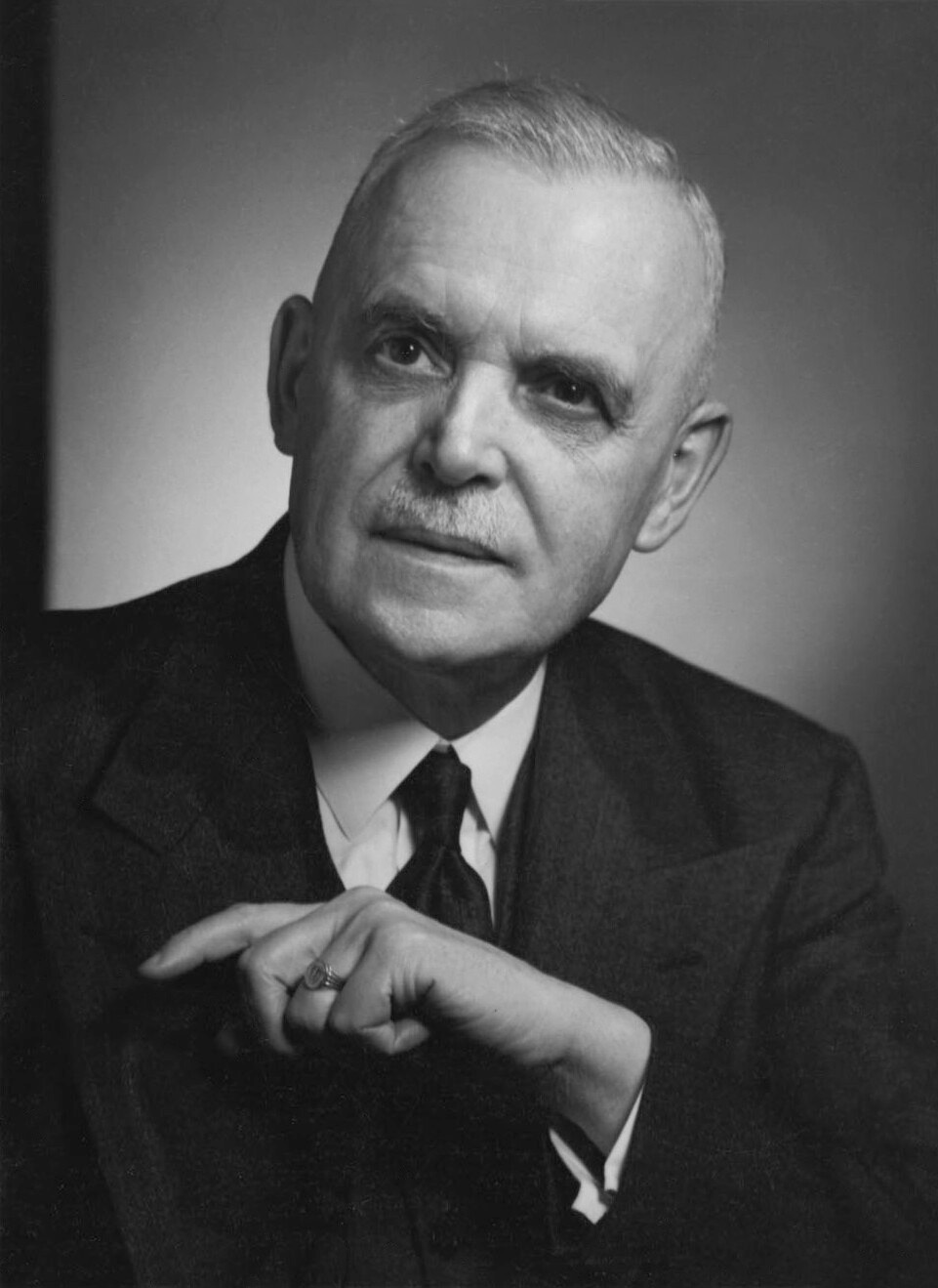
Louis St-Laurent - 12e premier ministre du Canada
Brian Mulroney - 18e premier ministre du Canada
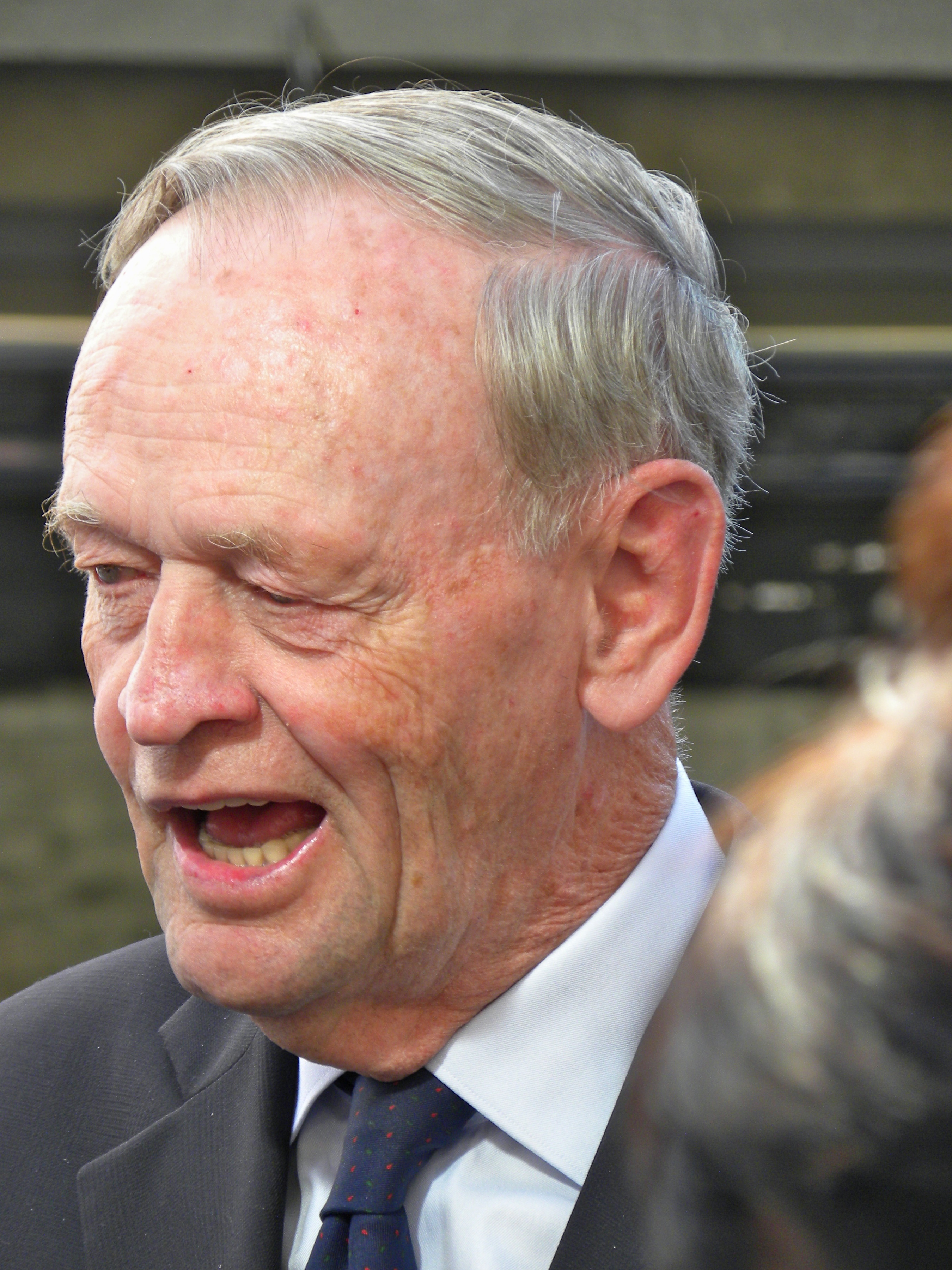
Jean Chrétien - 20e premier ministre du Canada

#### Premiers ministres du Québec

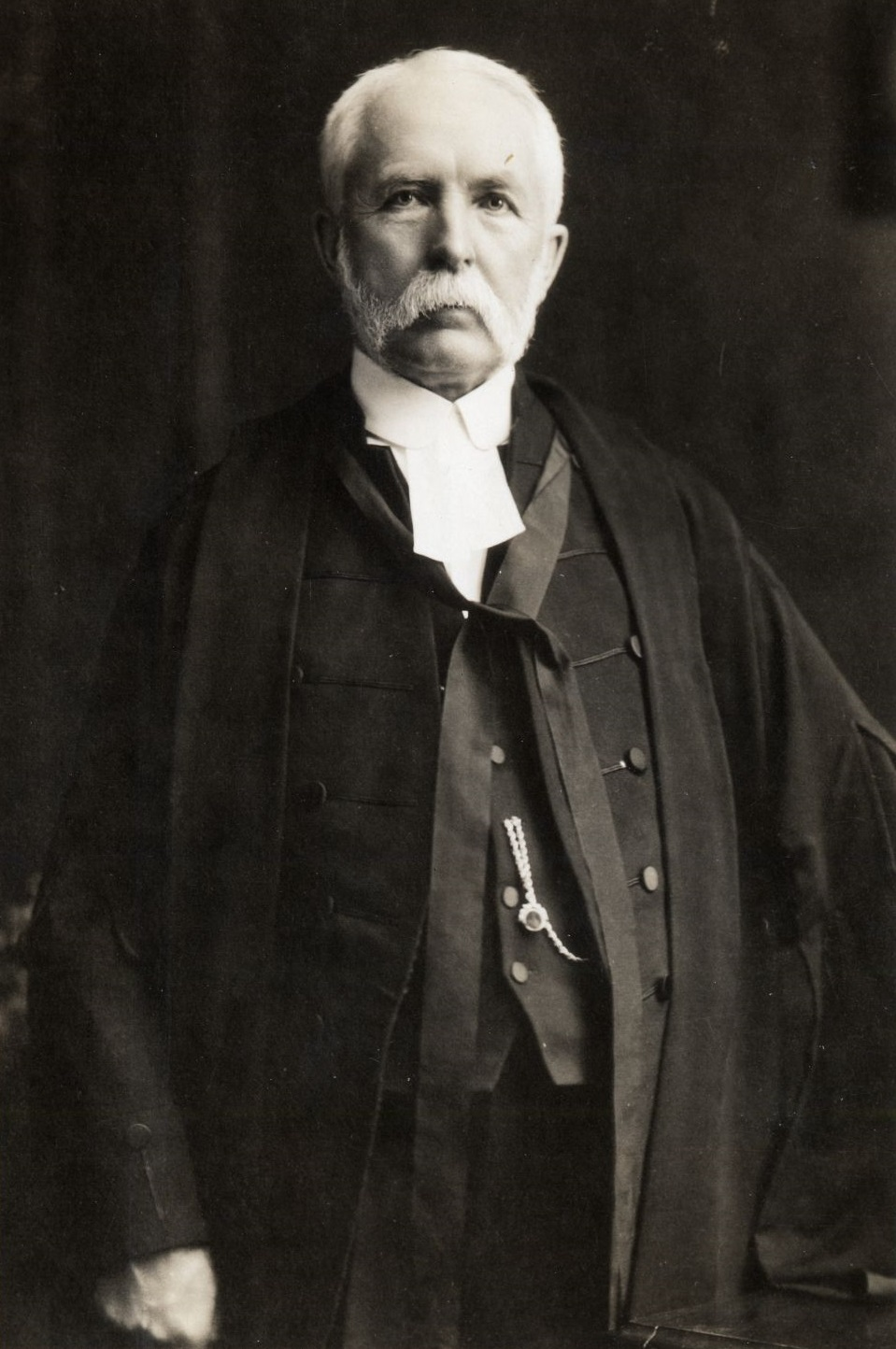
Edmund James Flynn - 10e premier ministre du Québec
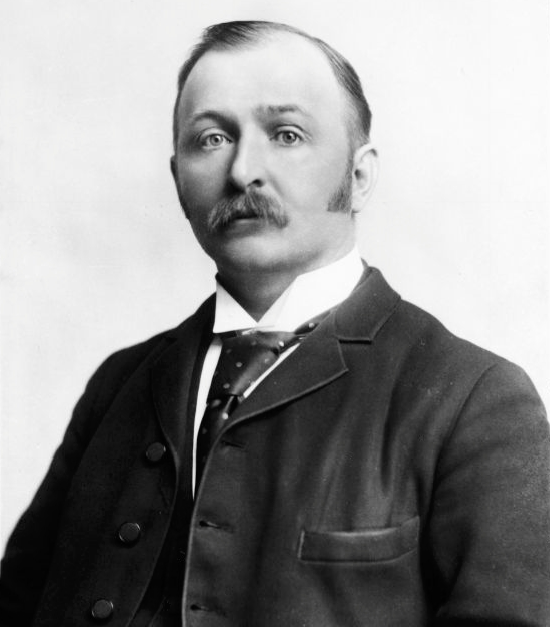
Simon-Napoléon Parent - 12e premier ministre du Québec
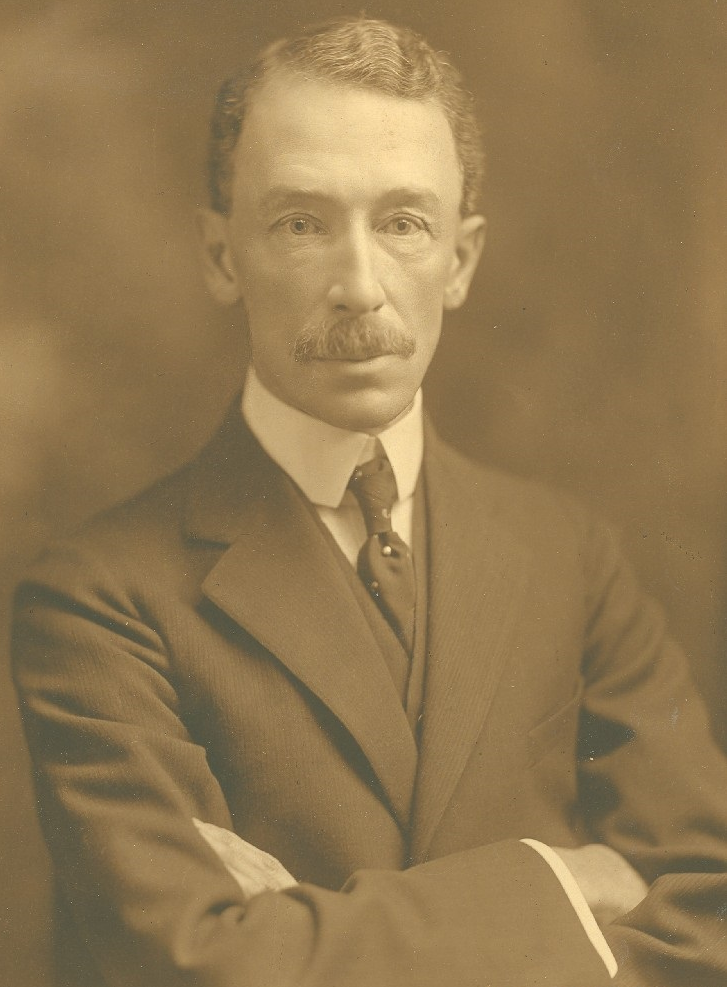
Louis-Alexandre Taschereau - 14e premier ministre du Québec
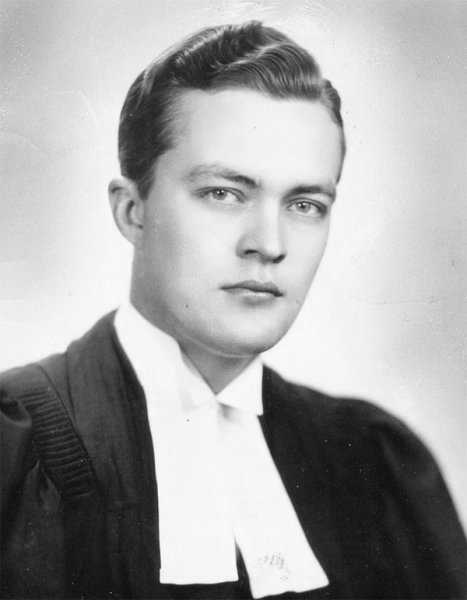
Jean Lesage - 19e premier ministre du Québec
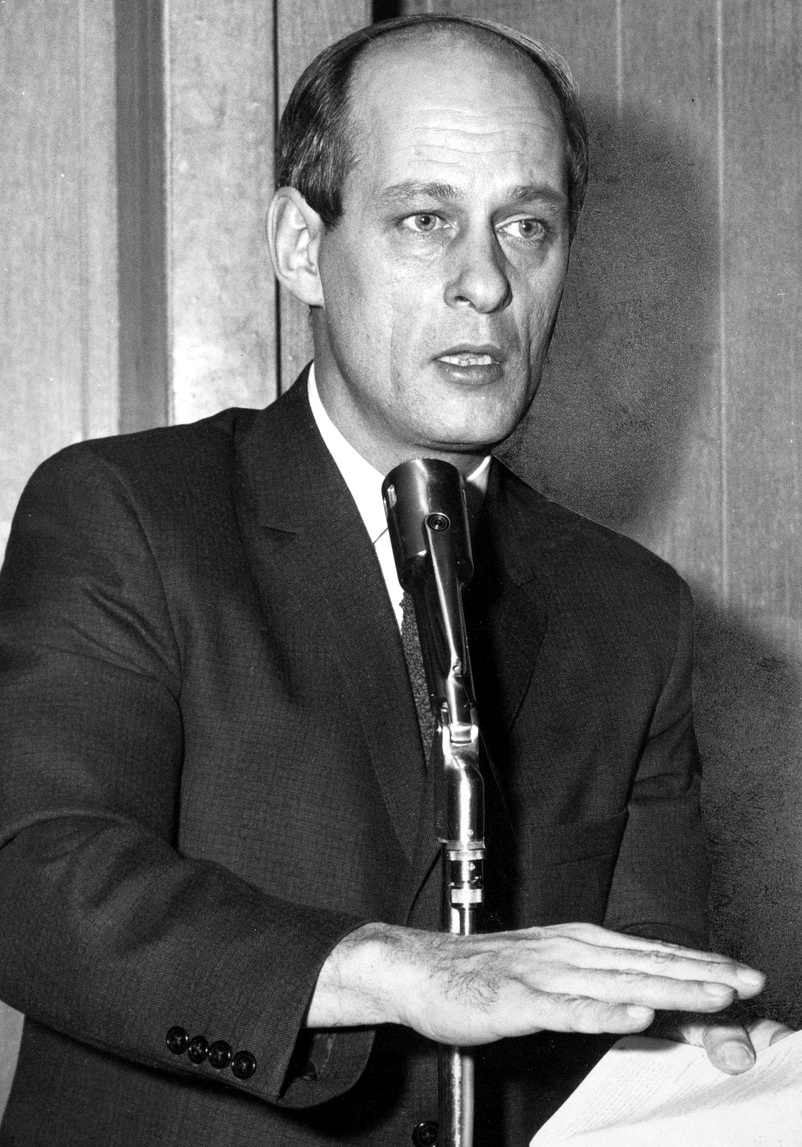
René Lévesque - 23e premier ministre du Québec
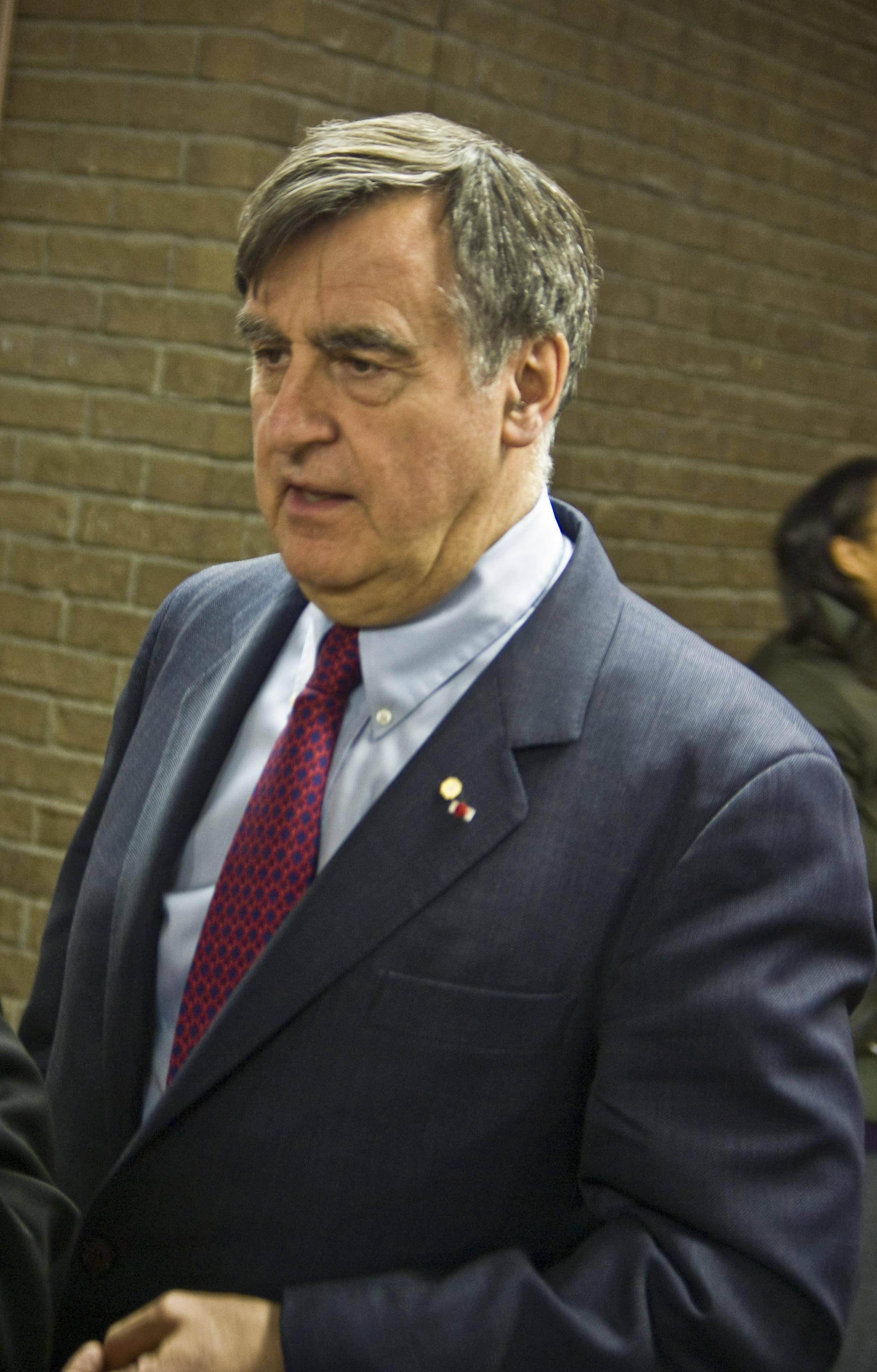
Lucien Bouchard - 27e premier ministre du Québec
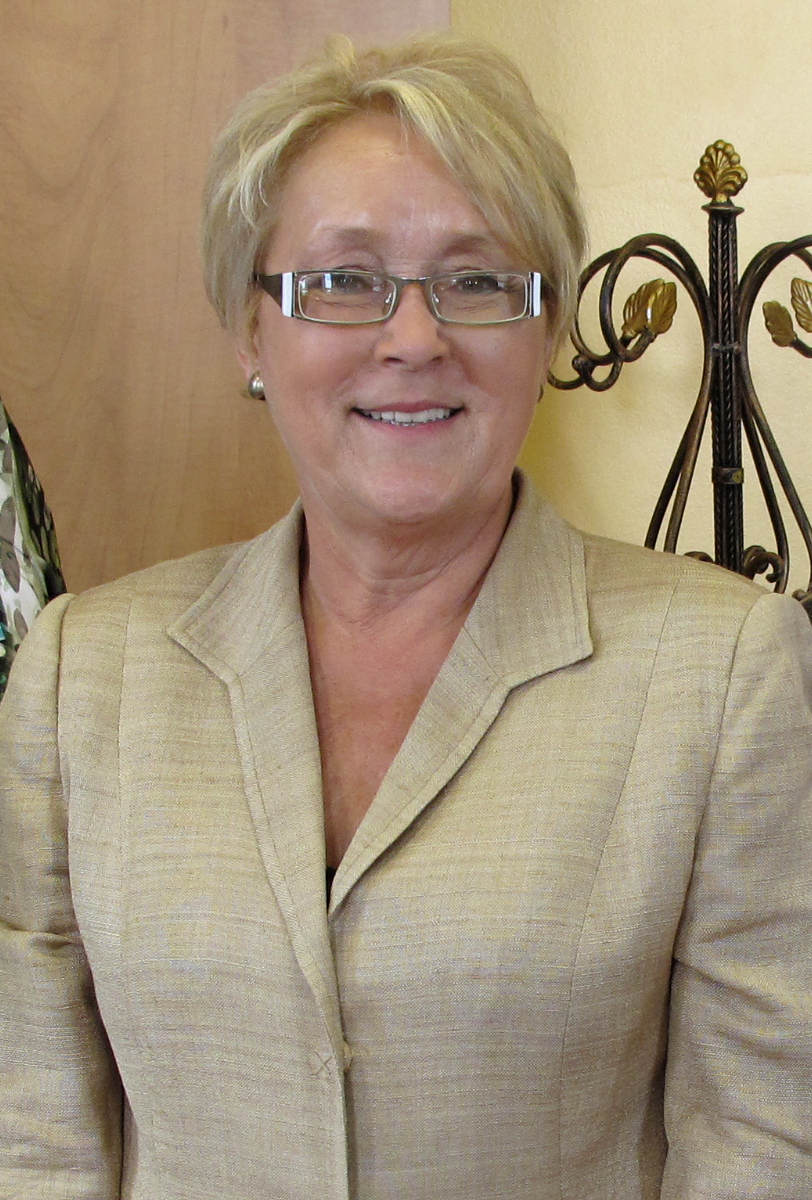
Pauline Marois - 30e première ministre du Québec et première femme de l'histoire à occuper ce poste

#### Juges à laCour suprême du Canada
- Julien Chouinard (en)
- Suzanne Côté
- Lawrence Arthur Dumoulin Cannon (en)
- Charles Fitzpatrick
- Claire L'Heureux-Dubé
- Louis LeBel
- Albert Malouin
- Louis-Philippe Pigeon
- Yves Pratte
- Robert Taschereau

#### Lieutenants-gouverneurs
- Théodore Robitaille, 4e (26 juillet 1879 – 6 novembre 1884)
- Auguste-Réal Angers, 6e (4 octobre 1887 – 5 décembre 1892)
- Charles-Alphonse-Pantaléon Pelletier, 9e (15 septembre 1908 – 29 avril 1911)
- François Langelier, 10e (5 mai 1911 – 8 février 1915)
- Charles Fitzpatrick, 12e (23 octobre 1918 – 31 octobre 1923)
- Louis-Philippe Brodeur, 13e (31 octobre 1923 – 2 janvier 1924)
- Henry George Carroll, 16e (4 avril 1929 – 3 mai 1934)
- Ésioff-Léon Patenaude, 17e (29 avril 1934 – 30 décembre 1939)
- Eugène Fiset, 18e (30 décembre 1939 – 3 octobre 1950)
- Onésime Gagnon, 20e (14 février 1958 – 30 septembre 1961)
- Hugues Lapointe, 22e (22 février 1966 – 27 avril 1978)
- Martial Asselin, 25e (9 août 1990 – 8 août 1996)
- Pierre Duchesne, 28e (7 juin 2007 – 24 septembre 2015)
- Michel Doyon, 29e (24 septembre 2015 – 25 janvier 2024)

#### Députés de laChambre des communes
En fonction (2025-2029)
- Alexis Deschênes
- Joël Godin
- Joël Lightbound
- Pierre Paul-Hus
- Louis Plamondon
- Dominique Vien

#### Députés de l'Assemblée nationale
En fonction (2022-2026)
- Mario Asselin
- Daniel Bernard
- Martine Biron
- Maïté Blanchette Vézina
- Karine Boivin Roy
- Monsef Derraji
- Amélie Dionne
- Christian Dubé
- Virginie Dufour
- Christine Fréchette
- Marie-Belle Gendron
- Étienne Grandmont
- Geneviève Guilbault
- Jonatan Julien
- Christine Labrie
- Stéphanie Lachance
- André Lamontagne
- Sylvain Lévesque
- Yves Montigny
- Pascal Paradis
- Mathieu Rivest
- Suzanne Roy
- Stéphane Sainte-Croix
- Marc Tanguay
- Marie-Louise Tardif
- Alejandra Zaga Mendez
- Sol Zanetti

#### Sénateurs
- Auguste-Réal Angers (1837-1919)
- Martial Asselin (1924-2013)
- Jean Bazin (1940-2019)
- Henri Sévérin Béland (1869-1935)
- Joseph Bolduc (1847-1924)
- Roch Bolduc (1928-    )
- Paul Henri Bouffard (en) (1895-1966)
- Claude Castonguay (1929-2020)
- Thomas Chapais (1858-1946)
- Philippe-Auguste Choquette (1854-1948)
- Michel Cogger (en) (1939-    )
- Pierre de Bané (1938-1919)
- Mark Robert Drouin (1903-1963)
- Renée Dupuis (1949-    )
- Jean-Baptiste Romuald Fiset (1843-1917)
- Jacques Flynn (1915-2000)
- Michael Fortier (1962-    )
- Émile Fortin (1878-1936)
- Suzanne Fortin-Duplessis (1940-    )
- Clément Gignac (1955-    )
- Louis Giguère (en) (1911-2002)
- Aurélien Gill (1933-2015)
- Joseph Godbout (1850-1923)
- Normand Grimard (1925-2017)
- Alexandre Lacoste (1842-1923)
- Napoléon Kemner Laflamme (1865-1929)
- Maurice Lamontagne (1917-1983)
- Renaude Lapointe (1912-2002)
- Jean Marchand (1918-1988)
- Léon Méthot (en) (1895-1972)
- Lucien Moraud (1885-1951)
- Pierre Moreau (1957-    )
- Yves Morin (1929-2024)
- Jacob Nicol (1876-1958)
- Manuelle Oudar (en) (1963-    )
- Eugène Paquet (1867-1951)
- Georges Parent (1879-1942)
- Charles-Alphonse-Pantaléon Pelletier (1837-1911)
- Joseph Hormisdas Rainville (1875-1942)
- Michel Rivard (1941-    )
- Théodore Robitaille (1834-1897)
- Raymonde Saint-Germain (1951-    )
- Raymond Setlakwe (1928-2021)
- Jules Tessier (1852-1934)
- Ulric-Joseph Tessier (1817-1892)
- Arthur Tremblay (1917-1996)
- Cyrille Vaillancourt (en) (1892-1969)

- Thomas Vien (1881-1972)

#### Prix littéraires du Gouverneur général
- 2023 — Catherine Ego — Dans l'ombre du soleil : Réflexions sur la race et les récits — traduction de l'anglais vers le français
- 2023 — Philippe Bernier Arcand — Faux rebelles : Les dérives du politiquement incorrect — essais
- 2022 — Maya Cousineau Mollen — Enfants du lichen — poésie
- 2021 — Serge Bouchard — Du diesel dans les veines — essais
- 2021 — Mark Fortier — Du diesel dans les veines — essais
- 2021 — Jean-François Sénéchal — Les avenues — littérature jeunesse - texte
- 2020 — Sophie Létourneau — Chasse à l'homme — romans et nouvelles
- 2019 — Céline Huyghebaert (en) — Le drap blanc — romans et nouvelles
- 2019 — Anne-Marie Desmeules — Le tendon et l'os — poésie
- 2018 — Michaël Trahan — La raison des fleurs — poésie
- 2018 — Frédérick Lavoie — Avant l'après : voyages à Cuba avec George Orwell — essais
- 2018 — Lori Saint-Martin — Le Monde selon Barney — traduction de l'anglais vers le français
- 2017 — Serge Bouchard — Les Yeux tristes de mon camion — essais
- 2016 — Roland Viau — Amerindia : essais d'ethnohistoire autochtone — essais
- 2016 — Catherine Ego — La destruction des Indiens des Plaines : maladies, famines organisées, disparition du mode de vie autochtone — traduction de l'anglais vers le français
- 2015 — Nicolas Dickner — Six degrés de liberté — romans et nouvelles
- 2015 — Jean-Philippe Warren — Honoré Beaugrand : la plume et l'épée (1848-1906) — essais
- 2015 — Lori Saint-Martin — Solomon Gursky (en) — traduction de l'anglais vers le français
- 2015 — Paul Gagné — Solomon Gursky (en) — traduction de l'anglais vers le français
- 2014 — Andrée A. Michaud — Bondrée — romans et nouvelles
- 2011 — Perrine Leblanc — L'homme blanc — romans et nouvelles
- 2008 — Marie-Claire Blais — Naissance de Rebecca à l'ère des tourments — romans et nouvelles
- 2008 — Michel Pleau — La lenteur du monde — poésie
- 2007 — Serge Patrice Thibodeau — Seul on est — poésie
- 2007 — Lori Saint-Martin — Dernières notes — traduction de l'anglais vers le français
- 2007 — Paul Gagné — Dernières notes — traduction de l'anglais vers le français
- 2006 — Hélène Dorion — Ravir : les lieux — poésie
- 2004 — Jean-Jacques Simard — La Réduction : l'Autochtone inventé et les Amérindiens d'aujourd'hui — essais
- 2002 — Robert Dickson — Humains paysages en temps de paix relative — poésie
- 2002 — Hélène Vachon — L'oiseau de passage — Littérature jeunesse — texte
- 2001 — Andrée A. Michaud — Le ravissement — romans et nouvelles
- 2001 — Paul Chanel Malenfant — Des ombres portées — poésie
- 2001 — Renée Dupuis — Quel Canada pour les Autochtones? La fin de l'exclusion — essais
- 2000 — Gérard Bouchard — Genèse des nations et cultures du Nouveau Monde — essais
- 2000 — Lori Saint-Martin — Un parfum de cèdre — traduction de l'anglais vers le français
- 2000 — Paul Gagné — Un parfum de cèdre — traduction de l'anglais vers le français
- 1998 — Christiane Frenette — La Terre ferme — romans et nouvelles
- 1997 — Aude — Cet imperceptible mouvement — romans et nouvelles
- 1997 — Roland Viau — Enfants du néant et mangeurs d'âmes - Guerre, culture et société en Iroquoisie ancienne — essais
- 1997 — Michel Noël — Pien — littérature jeunesse — texte
- 1996 — Marie-Claire Blais — Soifs — romans et nouvelles
- 1996 — Serge Patrice Thibodeau — Le Quatuor de l'errance suivi de La Traversée du désert — poésie
- 1995 — Émile Martel — Pour orchestre et poète seul — poésie
- 1995 — Yvan Lamonde — Louis-Antoine Dessaulles. Un seigneur libéral et anticlérical — essais
- 1991 — Bernard Arcand — Le Jaguar et le Tamanoir — essais
- 1988 — Patricia Smart — Écrire dans la maison du père — essais
- 1986 — Cécile Cloutier — L'écouté — poésie
- 1984 — Jean Hamelin — Le XXe Siècle : Histoire du catholicisme québécois — essais
- 1982 — Roger Fournier — Le cercle des arènes — romans et nouvelles
- 1981 — Marie Laberge — C'était avant la guerre de l'Anse à Gilles — théâtre
- 1979 — Marie-Claire Blais — Le sourd dans la ville — romans et nouvelles
- 1978 — Jacques Poulin — Les grandes marées — romans et nouvelles
- 1976 — Fernand Ouellet — Le Bas-Canada, 1791-1840, Changements structuraux et crise — essais
- 1975 — Louis-Edmond Hamelin — Nordicité canadienne — essais
- 1974 — Louise Dechêne — Habitants et marchands de Montréal au XVIIe siècle — essais
- 1973 — Albert Faucher — Québec en Amérique au XIXe siècle — essais
- 1972 — Antonine Maillet — Don l'Orignal — romans et nouvelles
- 1972 — Jean Hamelin — Histoire économique du Québec 1851-1896 — essais
- 1971 — Gérald Fortin — La fin d'un règne — essais
- 1968 — Marie-Claire Blais — Manuscrits de Pauline Archange — romans et nouvelles
- 1968 — Fernand Dumont — Le lieu de l'homme — essais
- 1967 — Robert-Lionel Séguin — La civilisation traditionnelle de l'"Habitant" aux XVIIe et XVIIIe siècles — essais
- 1966 — Marcel Trudel — Le comptoir, 1604-1627 (2e volume de son Histoire de la Nouvelle France) — essais
- 1965 — Gilles Vigneault — Quand les bateaux s'en vont — poésie
- 1965 — André Vachon — Le temps et l'espace dans l'œuvre de Paul Claudel — essais
- 1964 — Réjean Robidoux — Roger Martin du Gard et la religion — essais
- 1962 — Jacques Ferron — Contes du pays incertain — romans et nouvelles
- 1962 — Gilles Marcotte — Une littérature qui se fait — essais
- 1959 — Félix-Antoine Savard — Le barachois — essais

#### Médaillés olympiques
- Dean Bergeron
- Sylvie Bernier
- Laurent Dubreuil
- Sabrina Duchesne (en)
- France Gagné (en)
- Alex Harvey
- Louis Radius

#### Autres

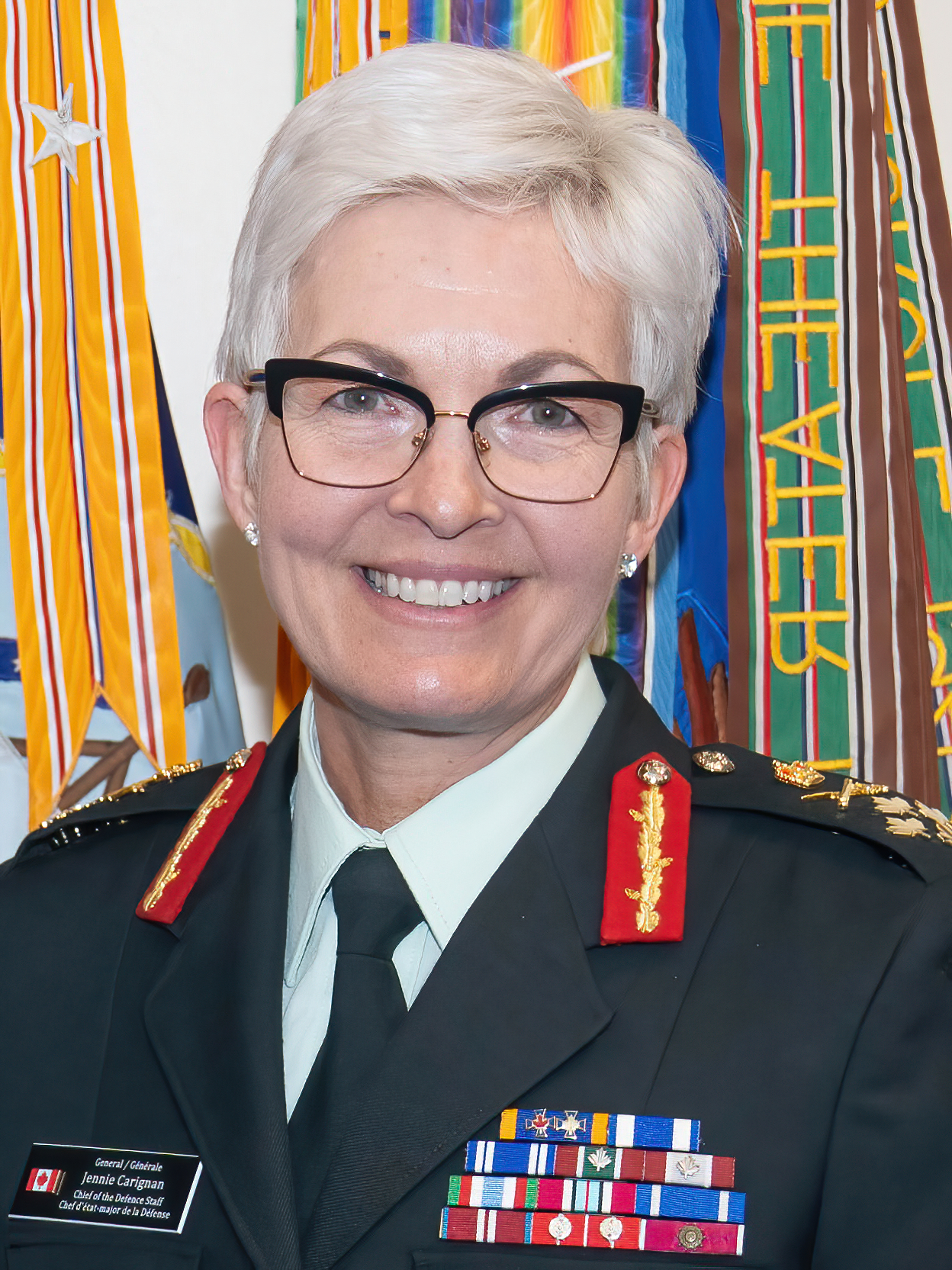
Jennie Carignan, cheffe d'état-major de la Défense canadienne
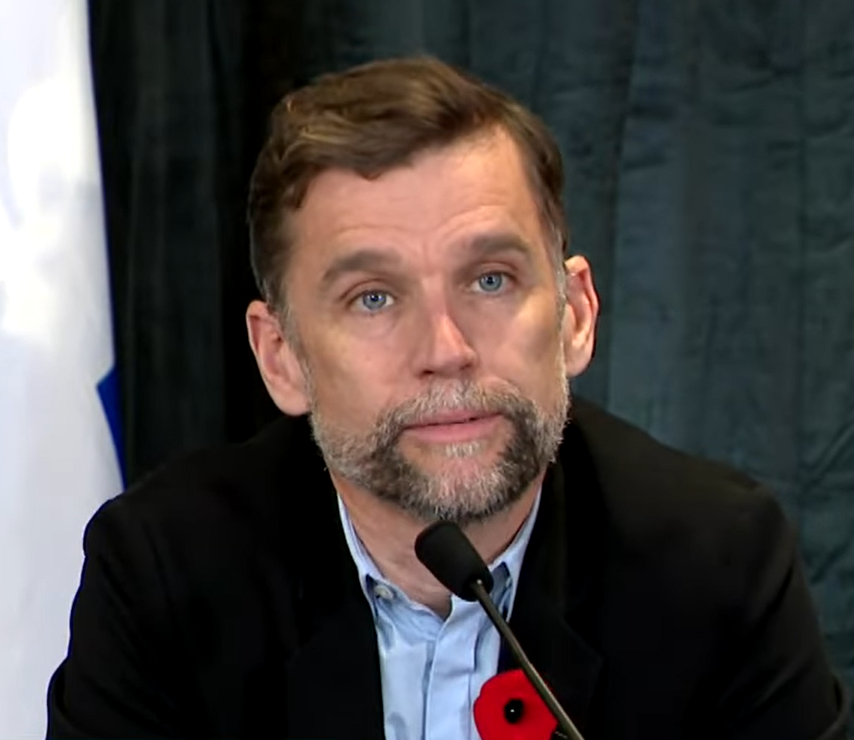
Bruno Marchand, homme politique
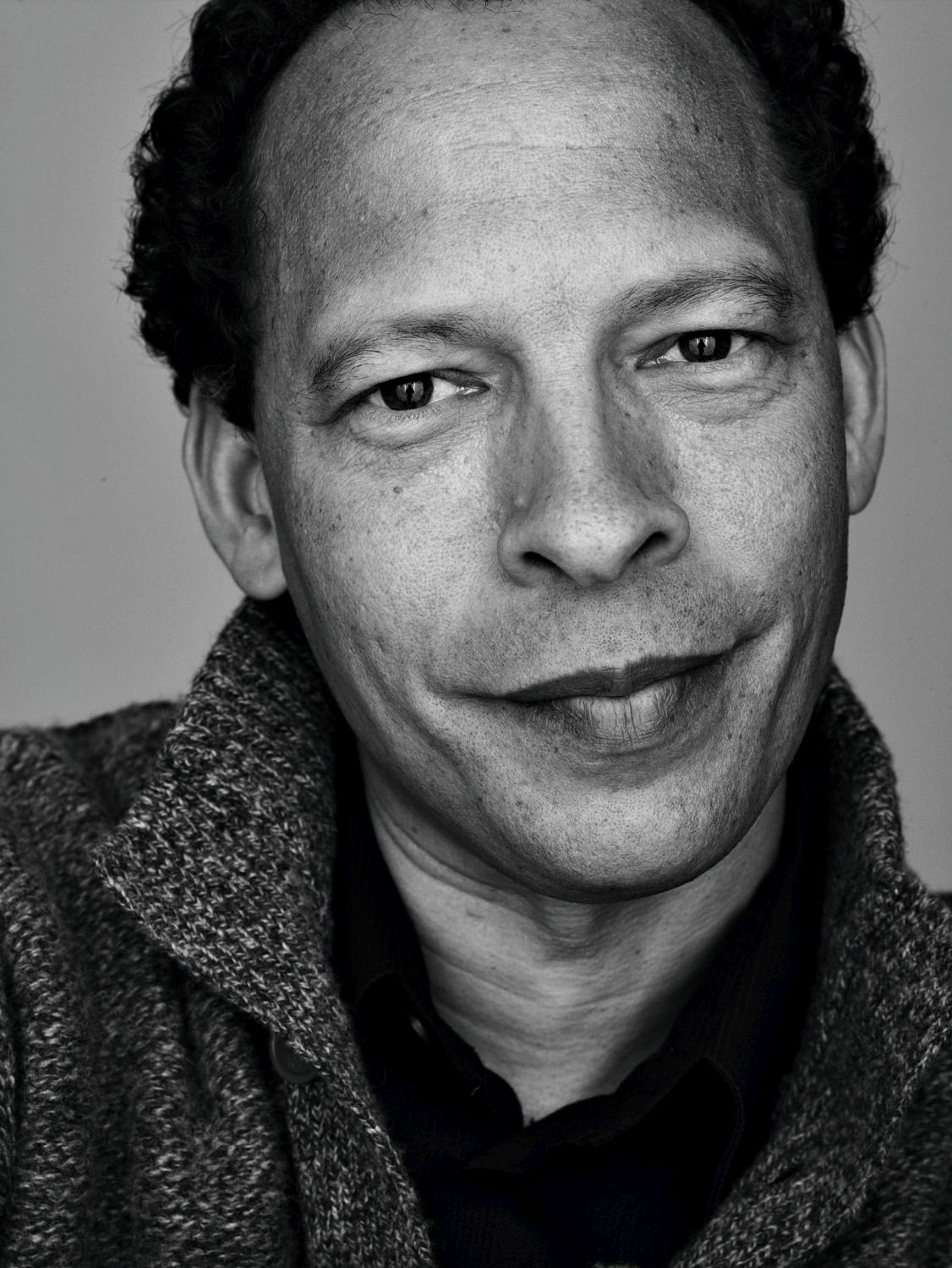
Lawrence Hill, écrivain
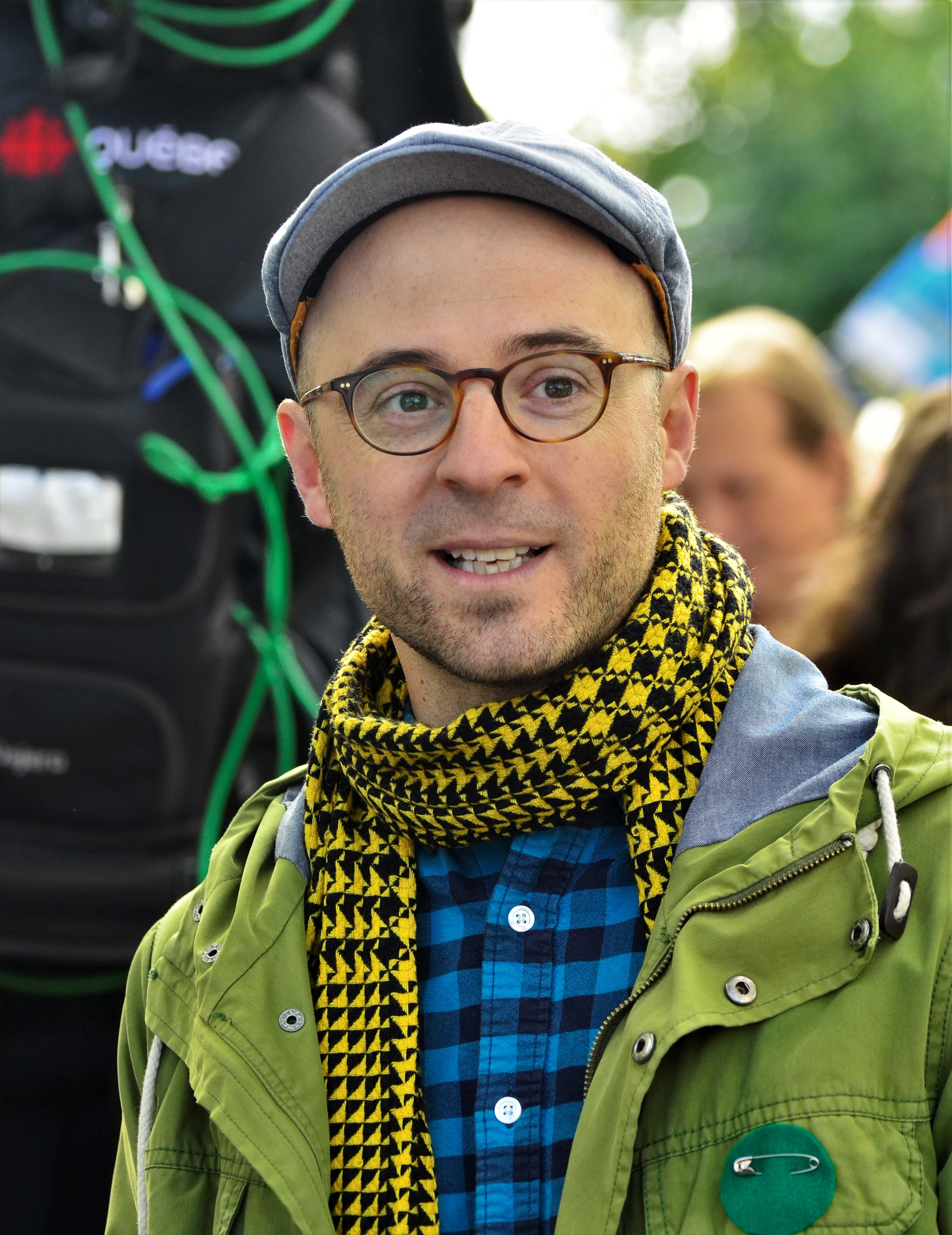
Sol Zanetti, enseignant et homme politique
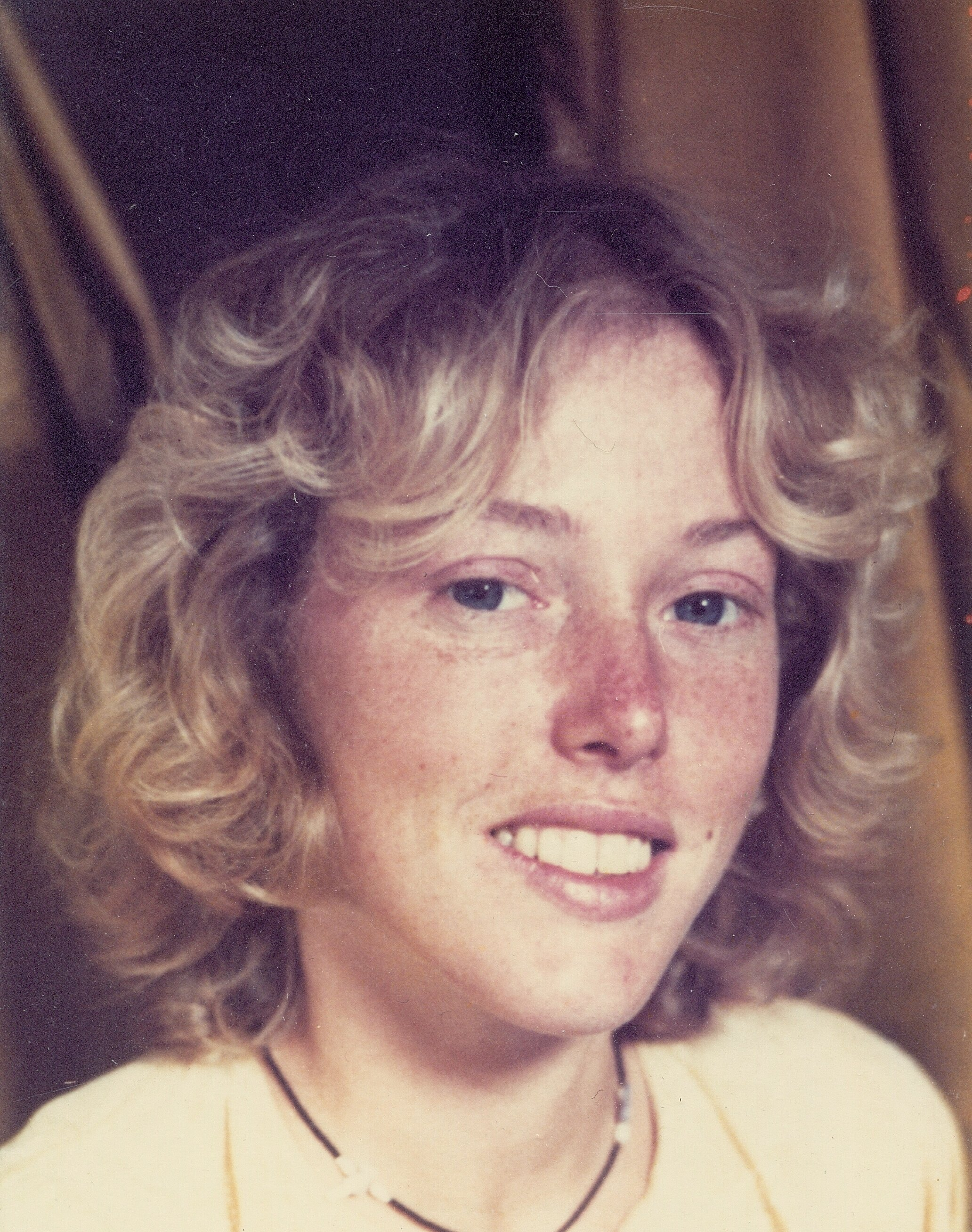
Anne Vallée (1958-1982), biologiste
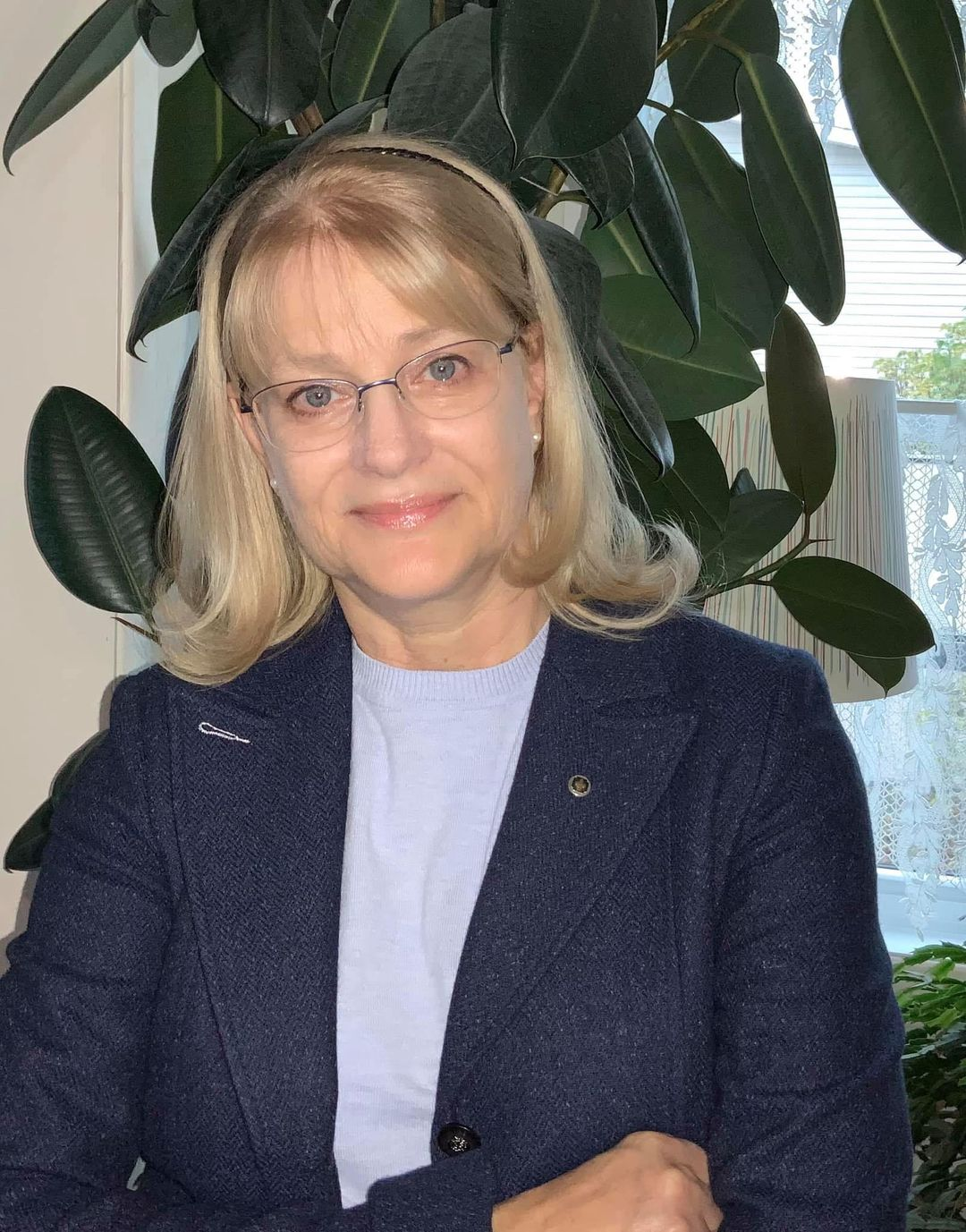
Claire Bolduc, agronome et femme politique
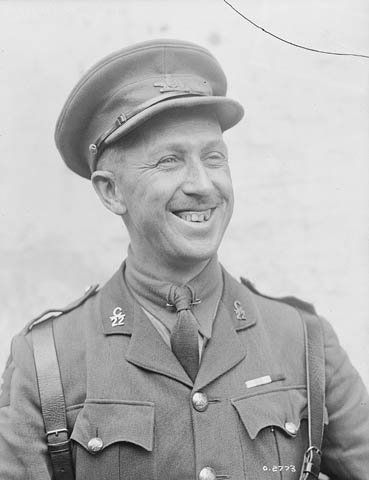
Georges Vanier (1888-1967), militaire, diplomate et homme d'État
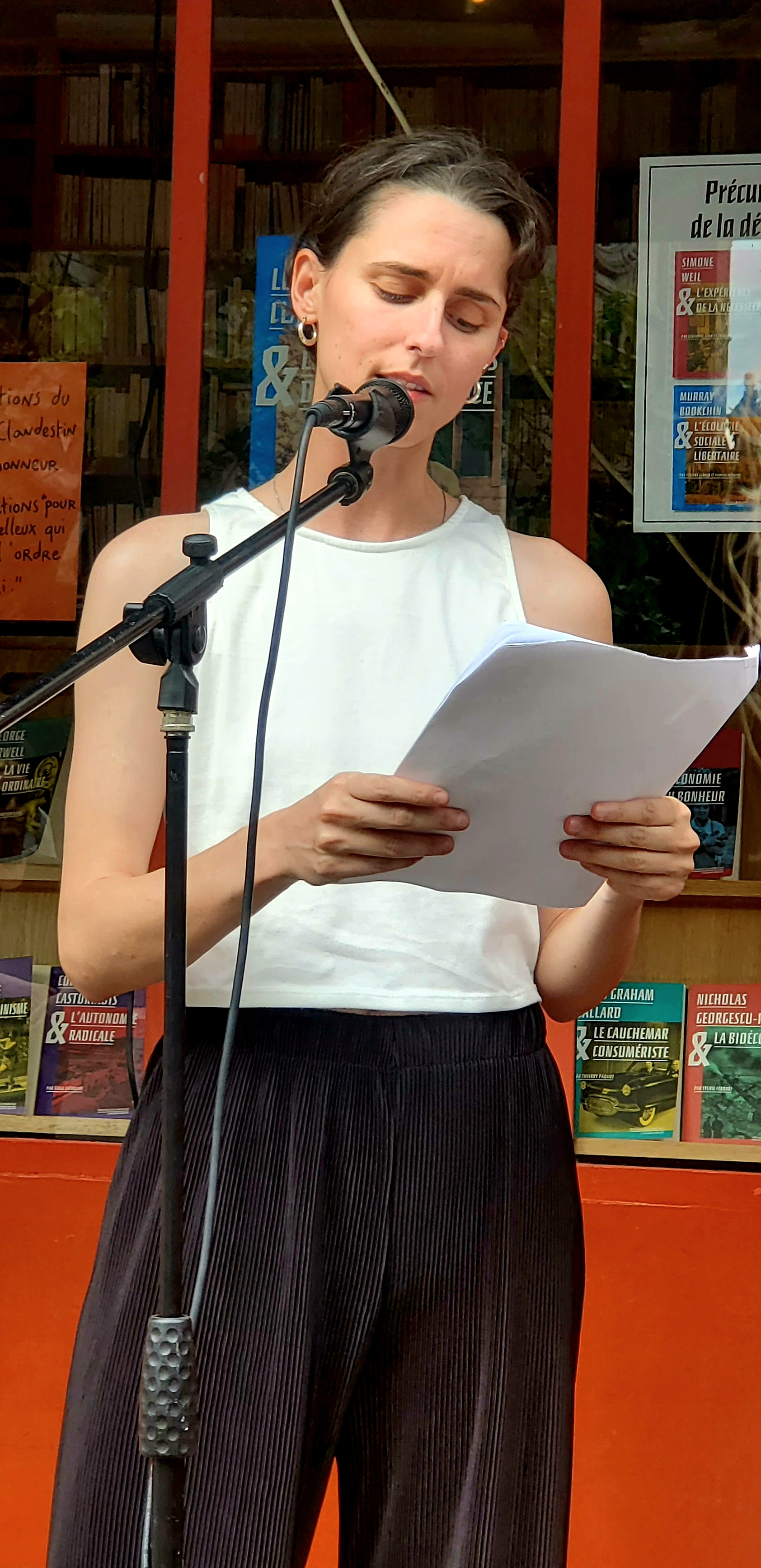
Andréane Frenette-Vallières, poète et éditrice
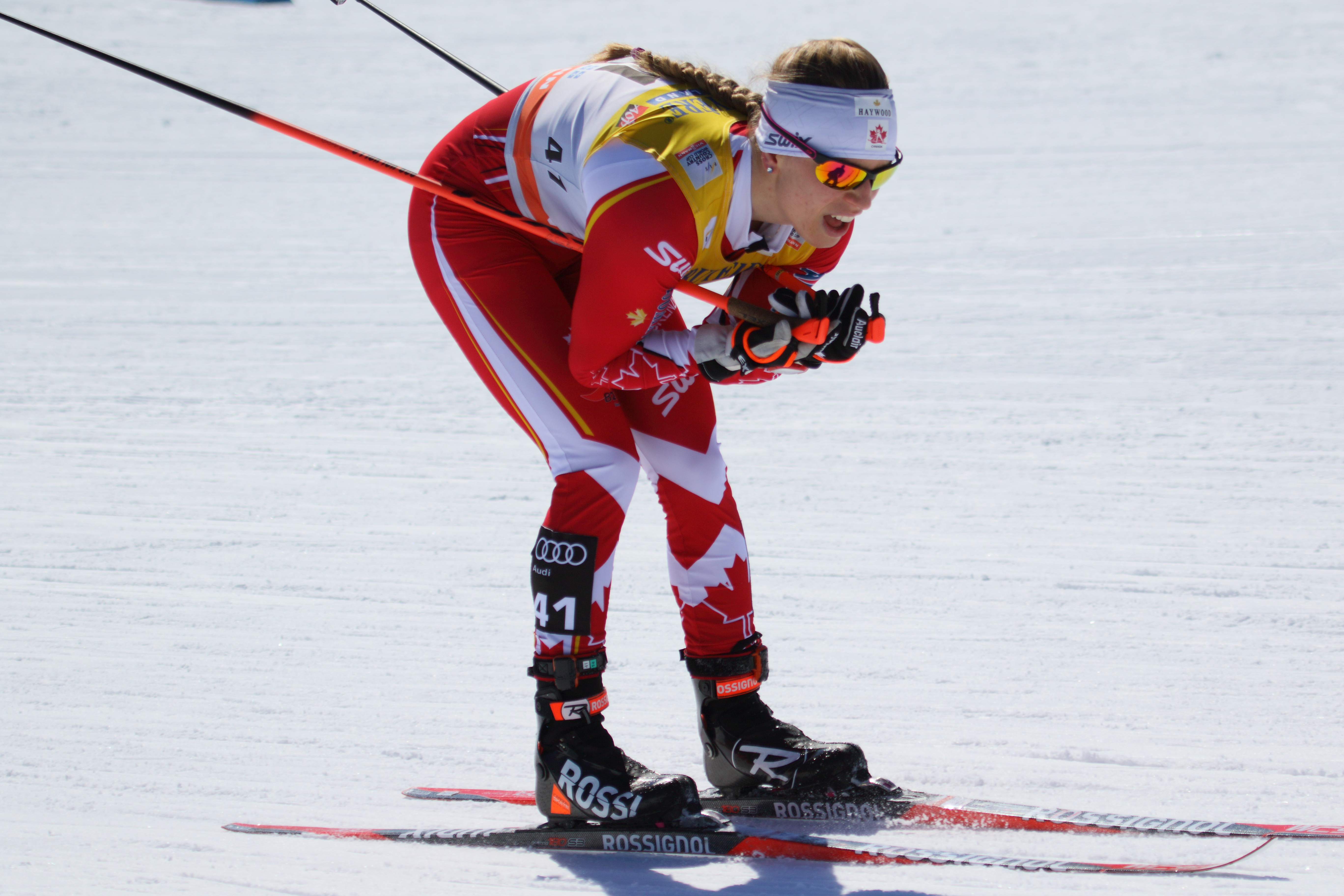
Cendrine Browne, fondeuse
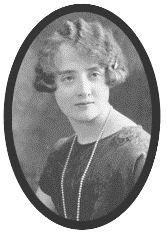
Cécile Rouleau (1905-1999), sociologue et syndicaliste
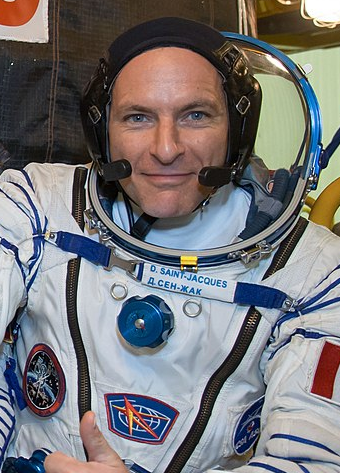
David Saint-Jacques, astronaute, astrophysicien, médecin et ingénieur
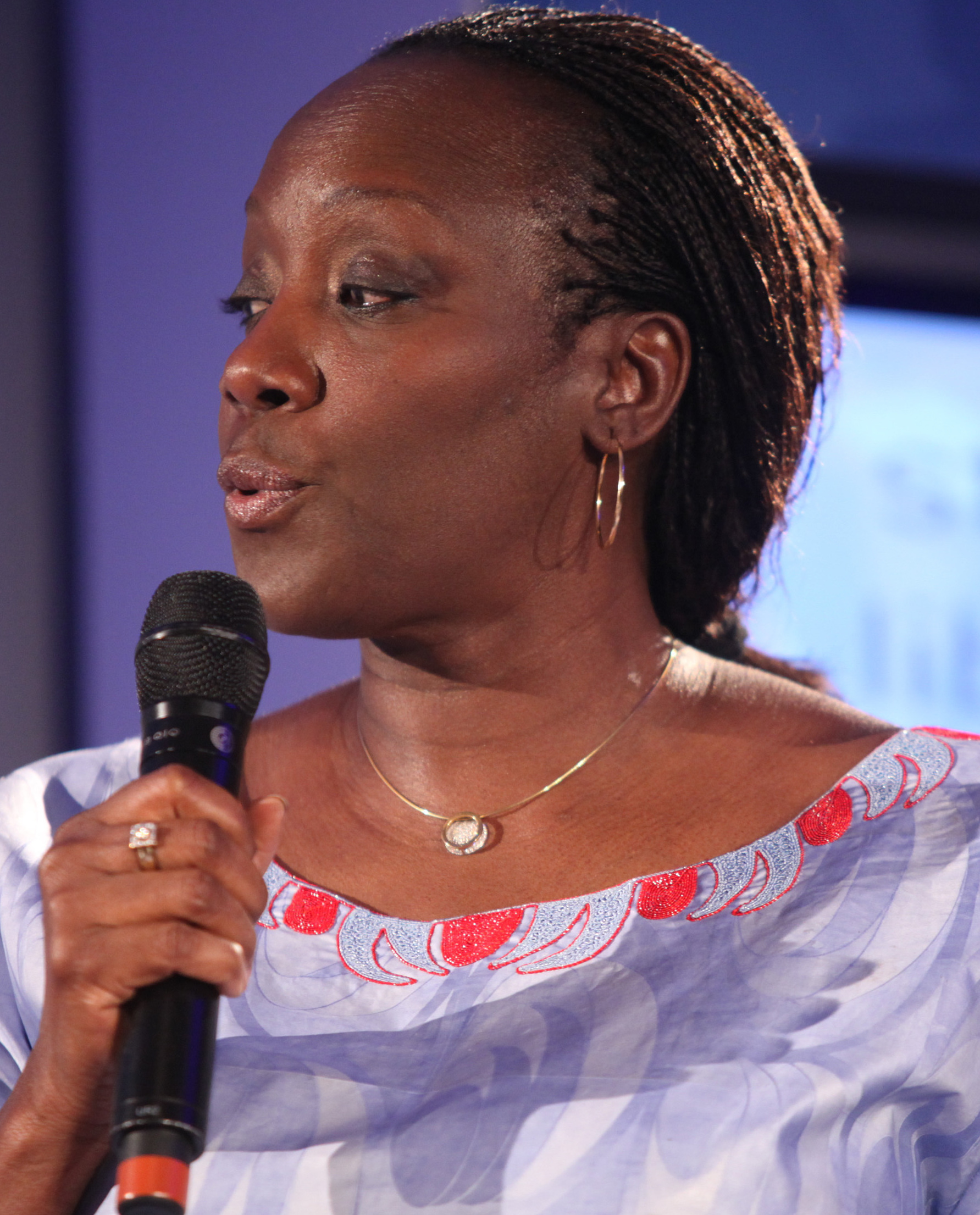
Maïmouna Sourang Ndir, femme politique
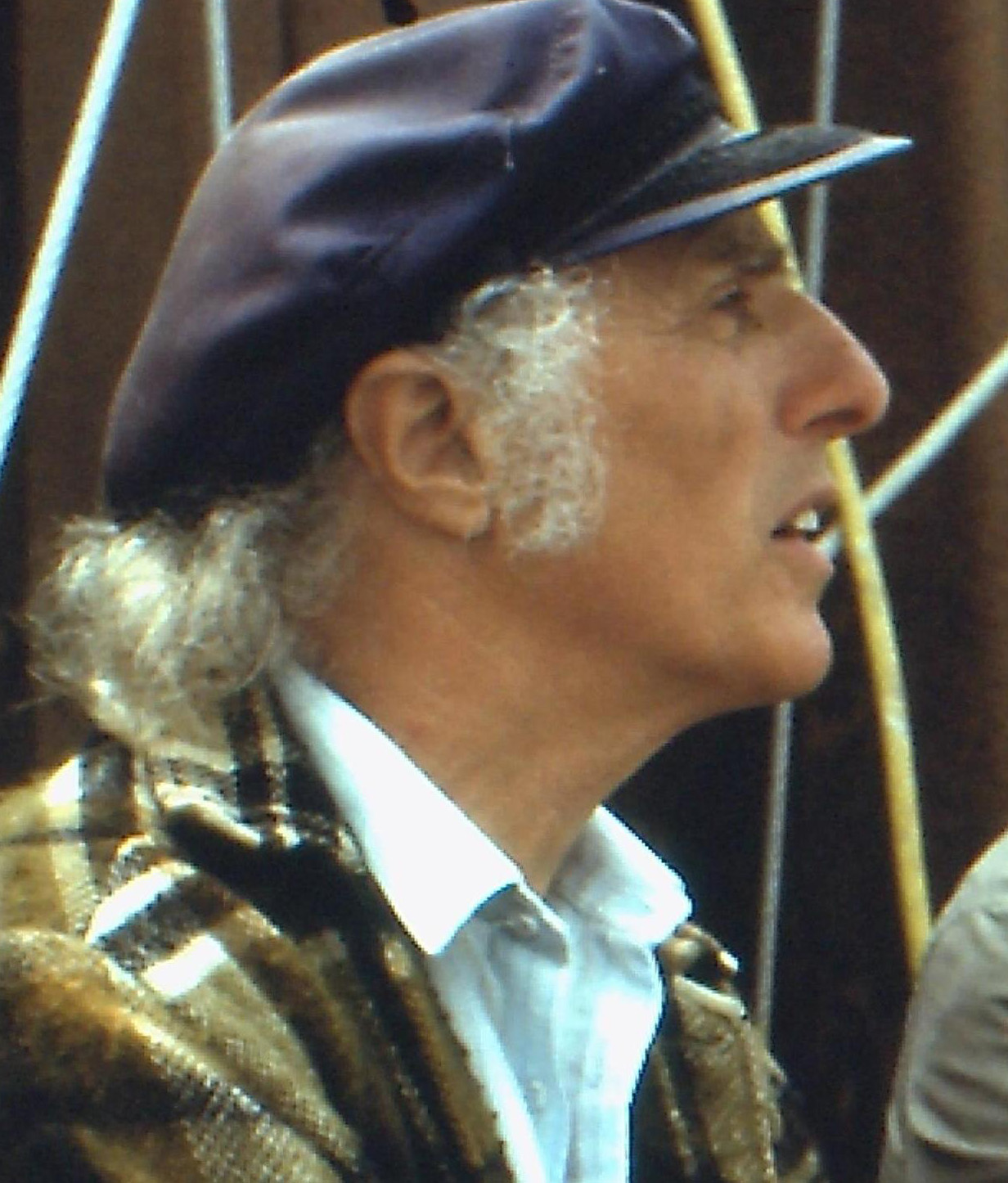
Gilles Vigneault, poète et auteur
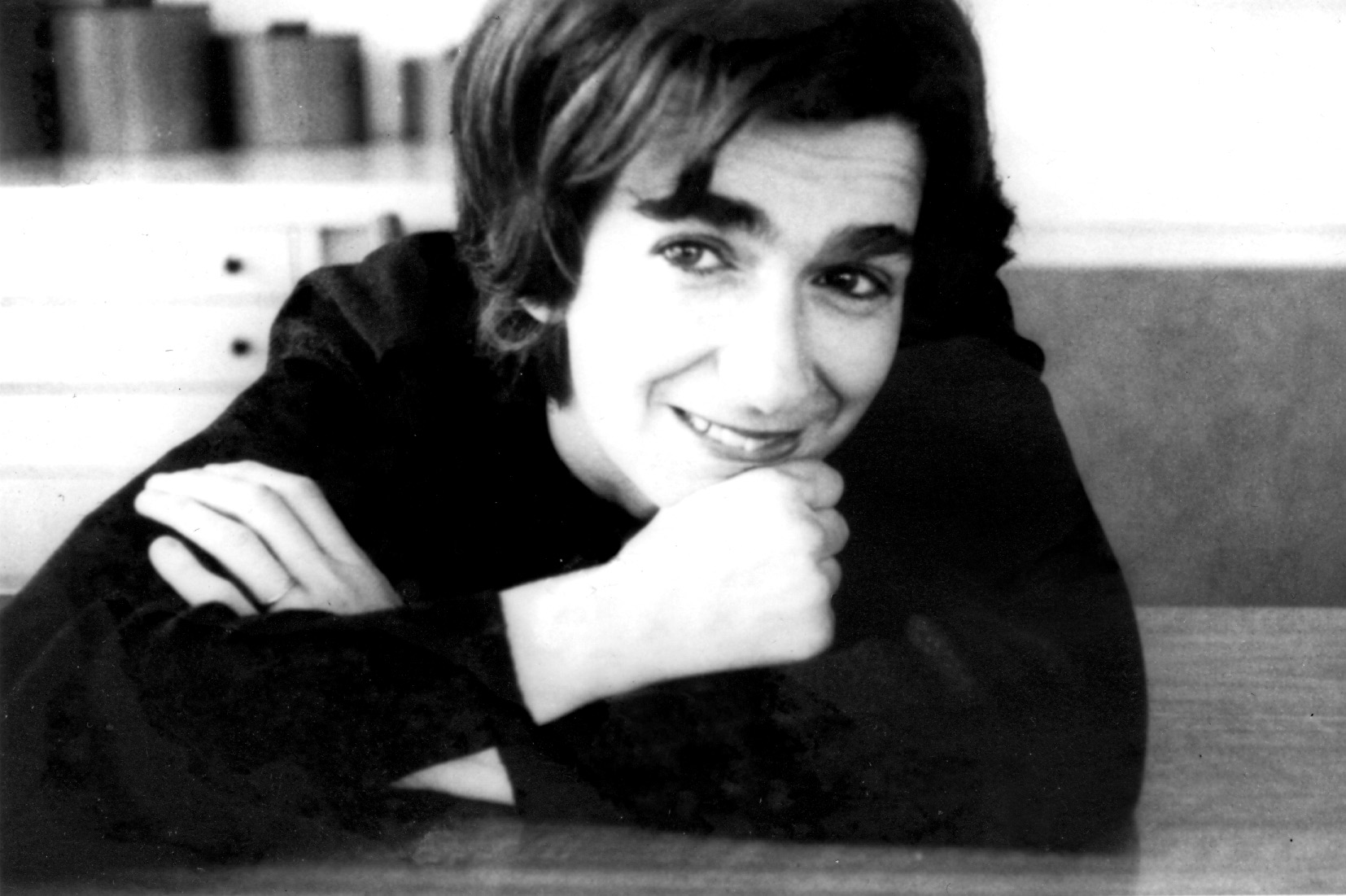
Monique Corriveau, (1927-1976), écrivaine
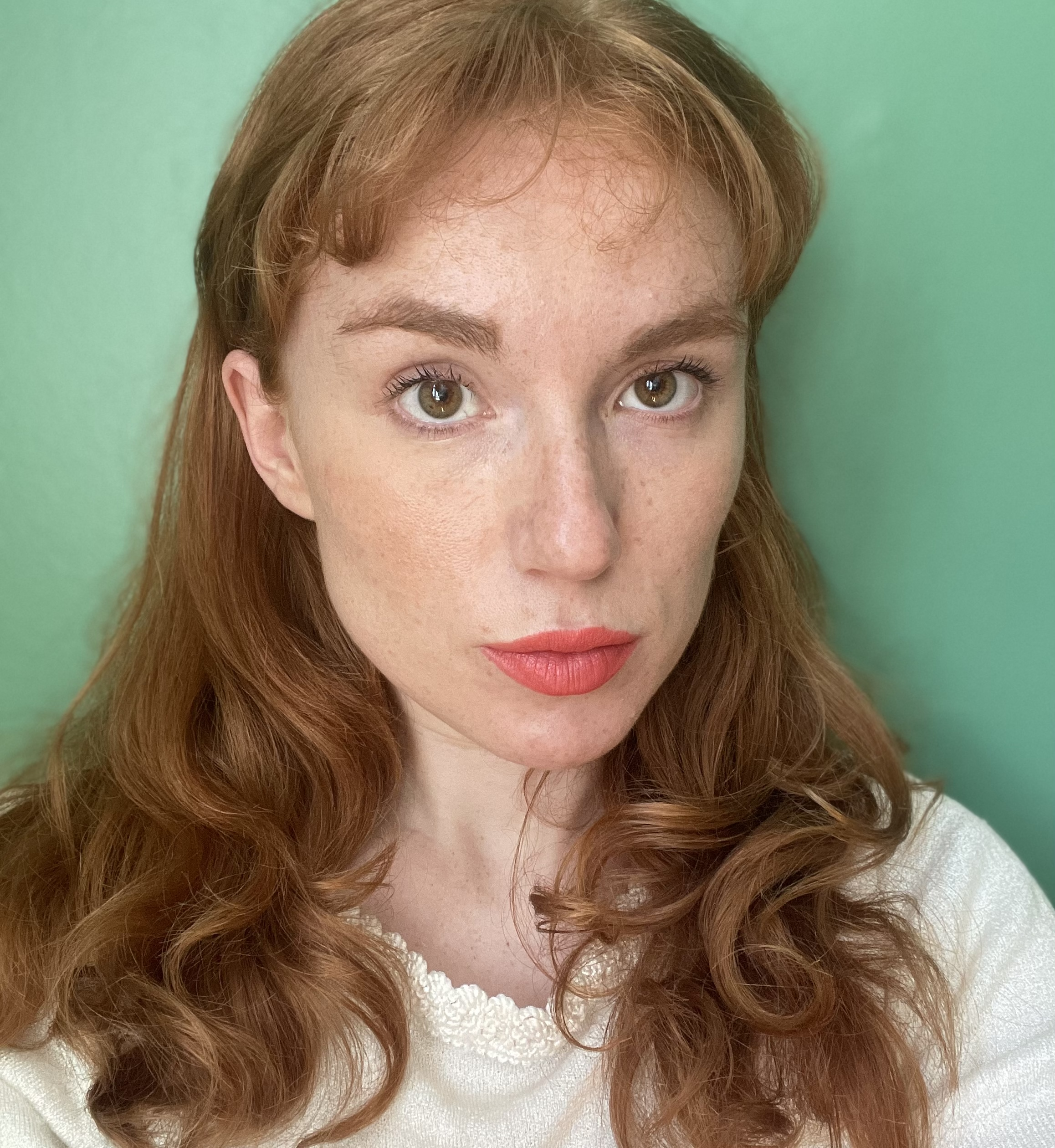
Virginie Chaloux-Gendron, écrivaine, poète et blogueuse
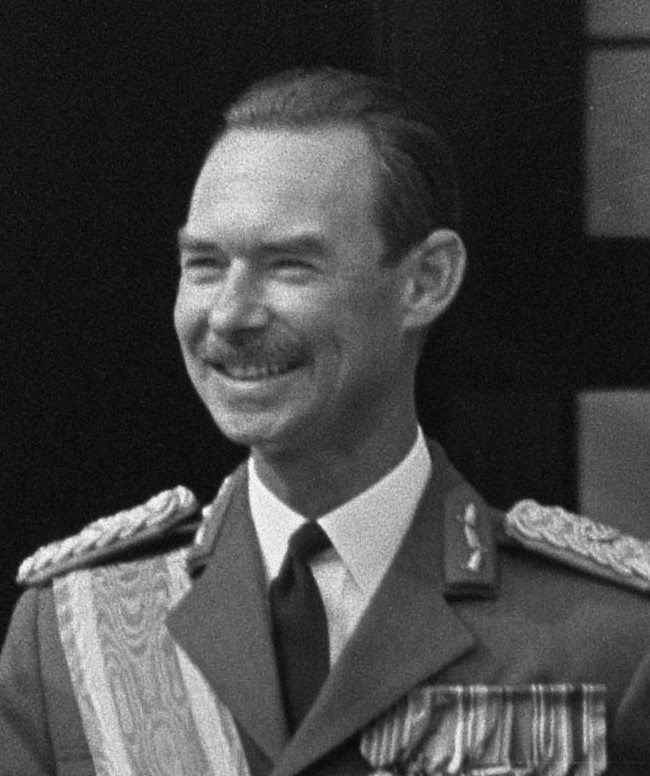
Jean (grand-duc de Luxembourg) (1921-2019)
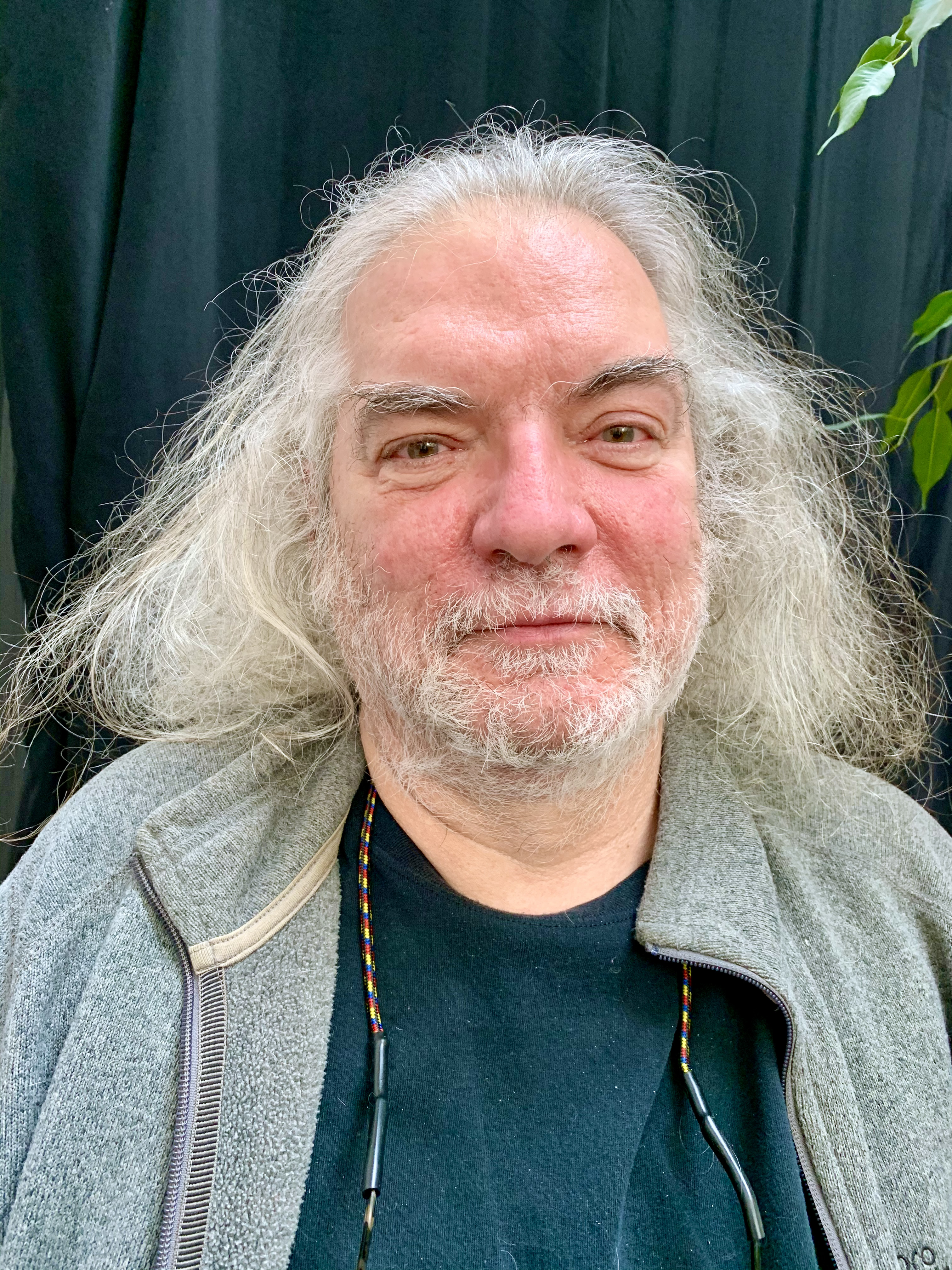
Luc Boyer, sculpteur
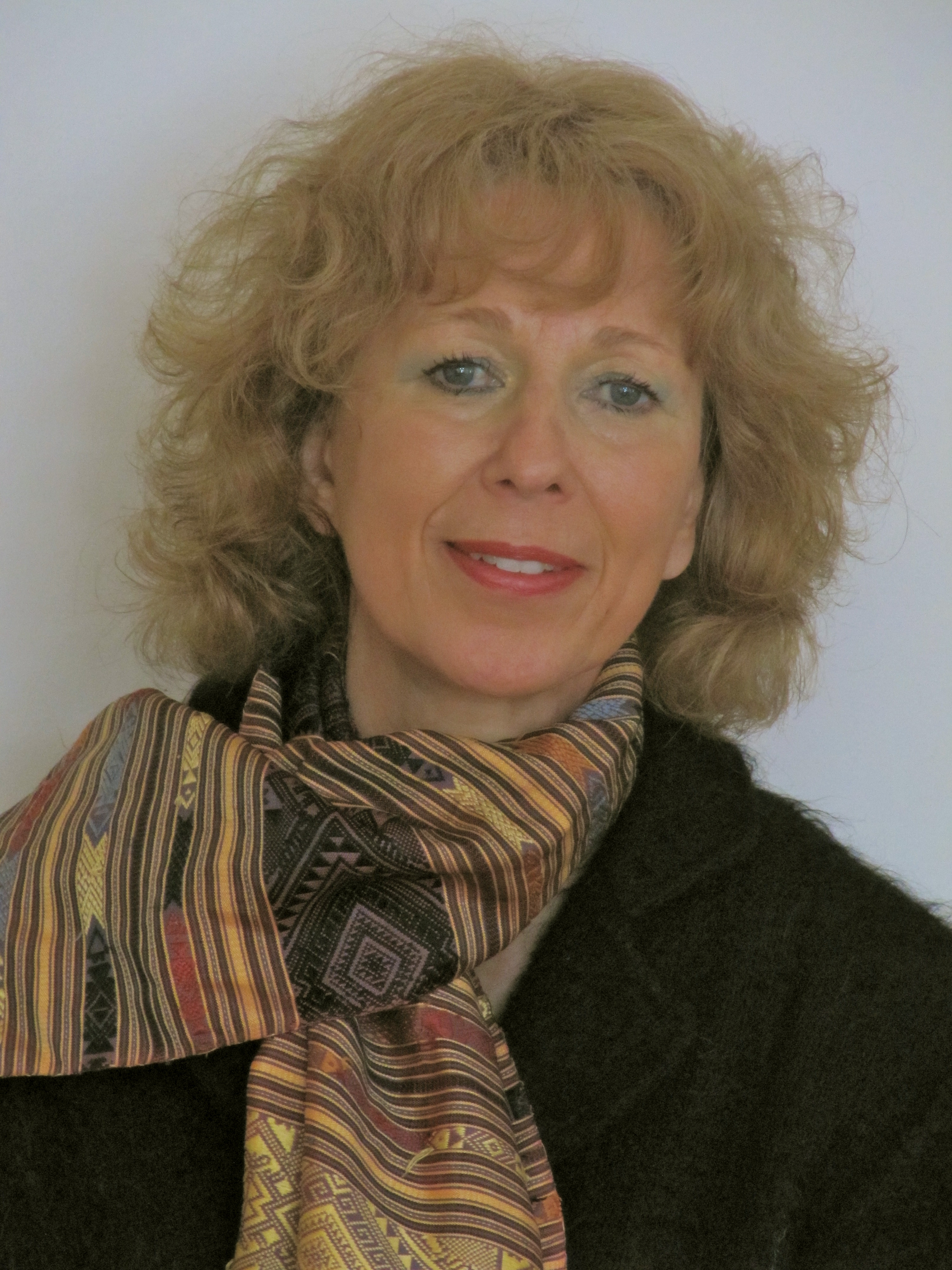
Joëlle Morosoli, artiste
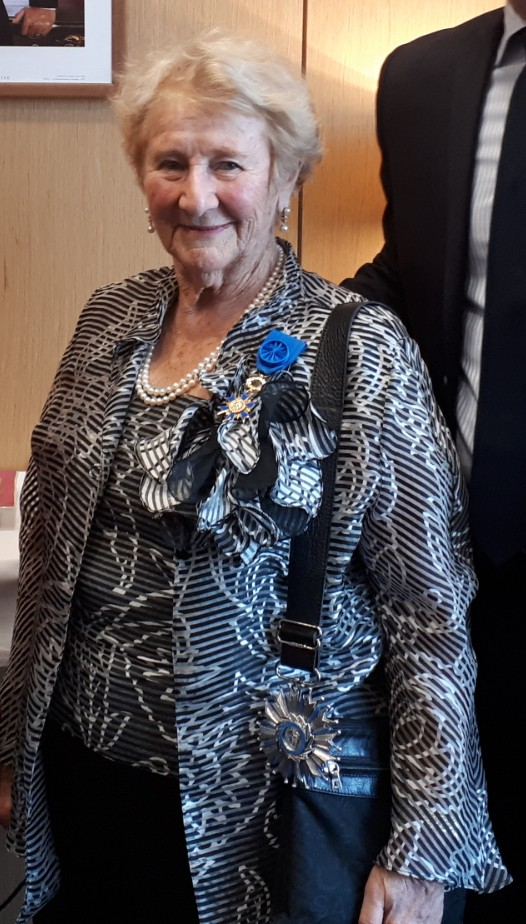
Antonine Maillet (1929-2025), romancière et dramaturge
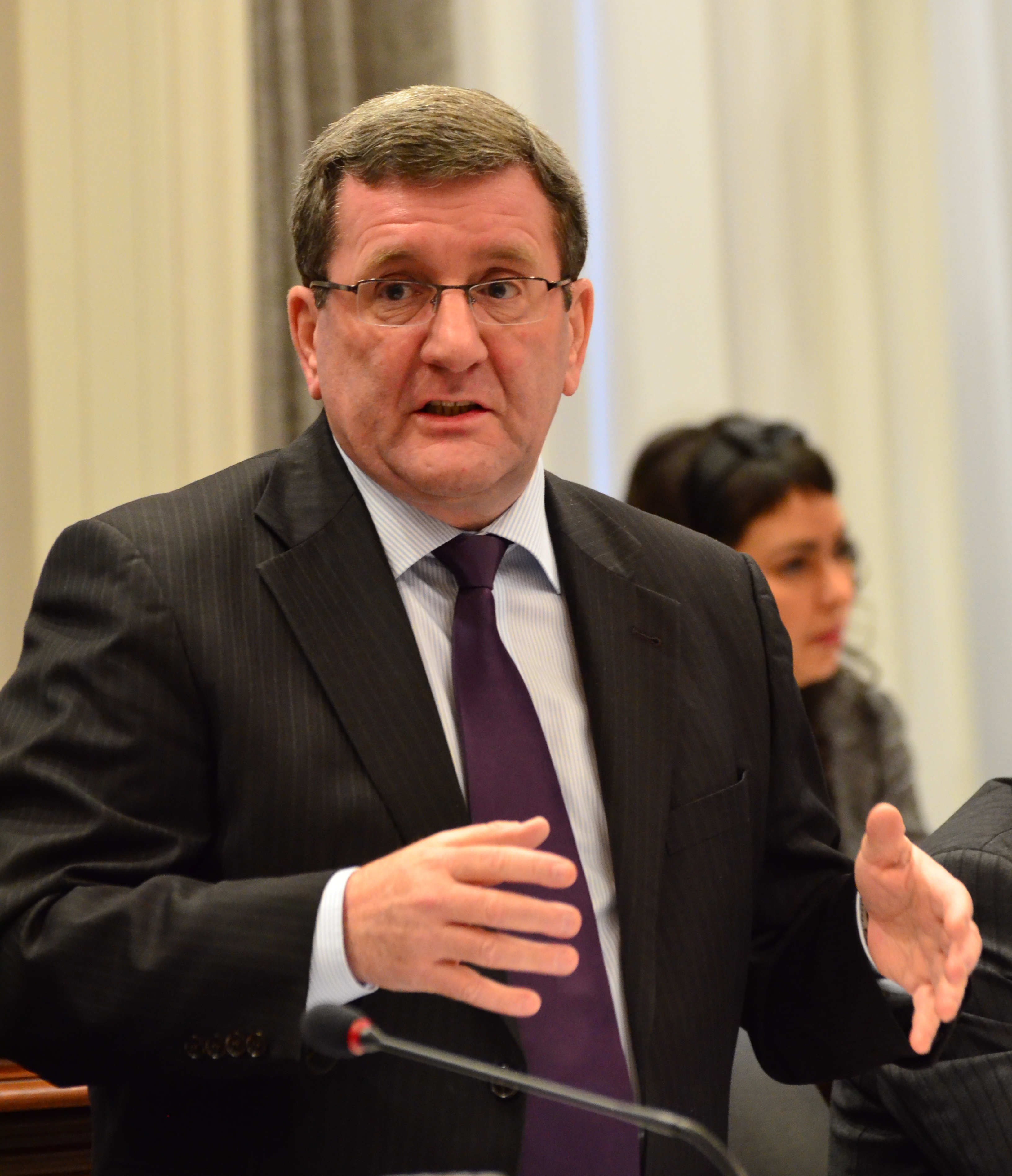
Régis Labeaume, homme d’affaires et homme politique
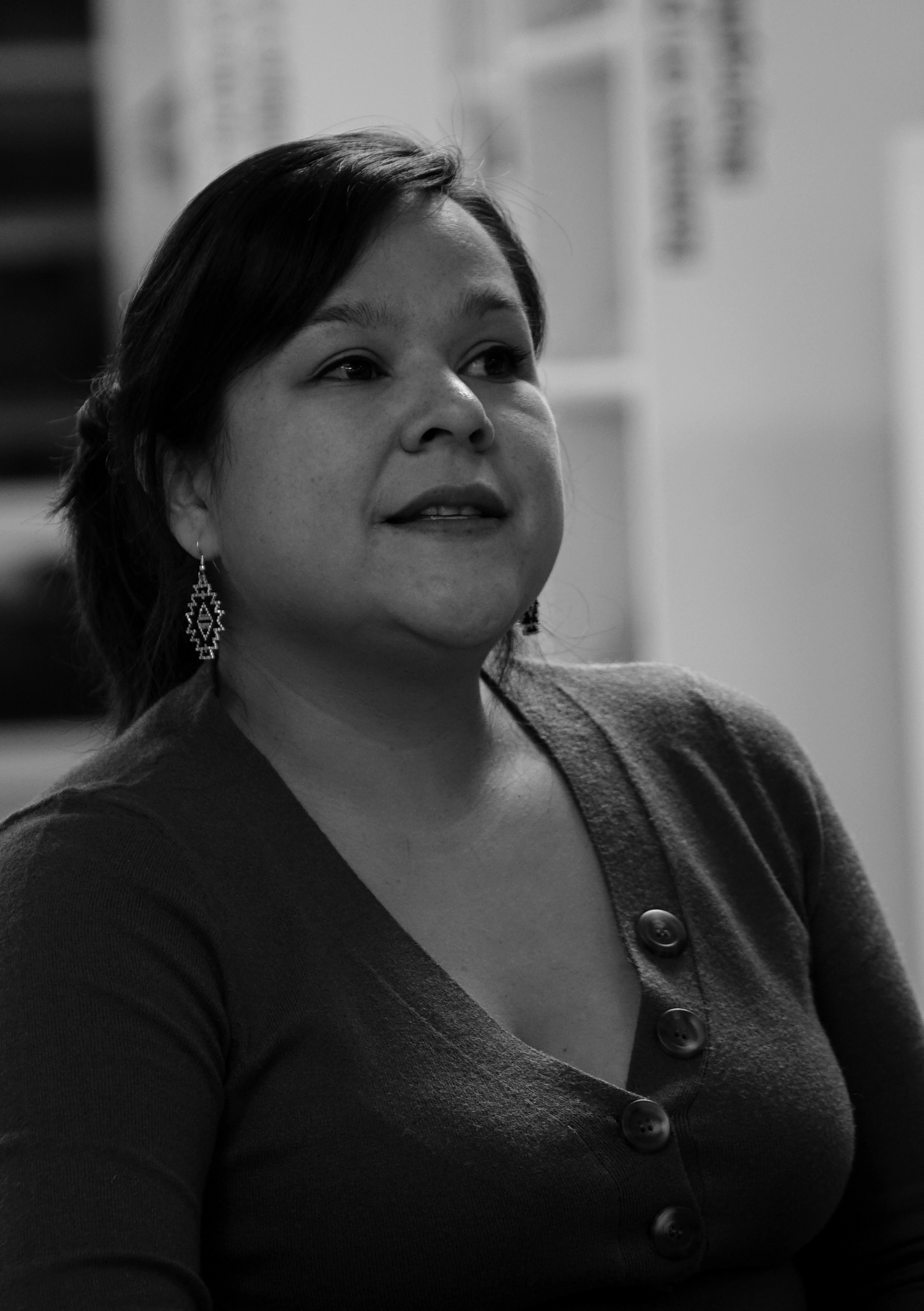
Naomi Fontaine, romancière et enseignante
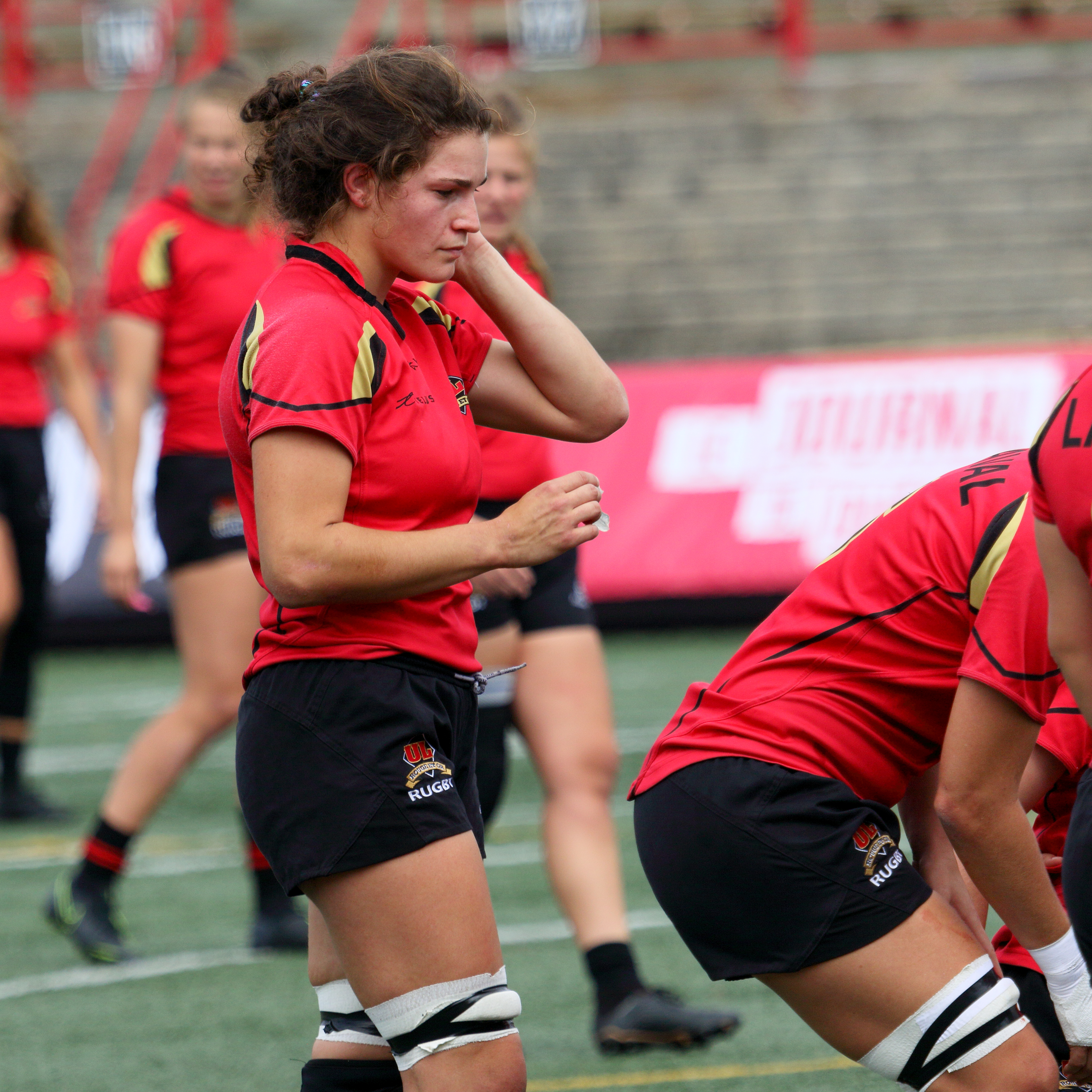
Fabiola Forteza, joueuse de rugby
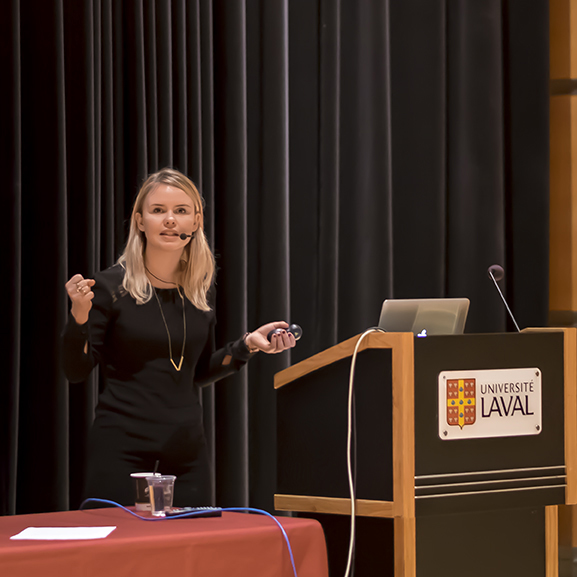
Léa Clermont-Dion, autrice, réalisatrice et féministe
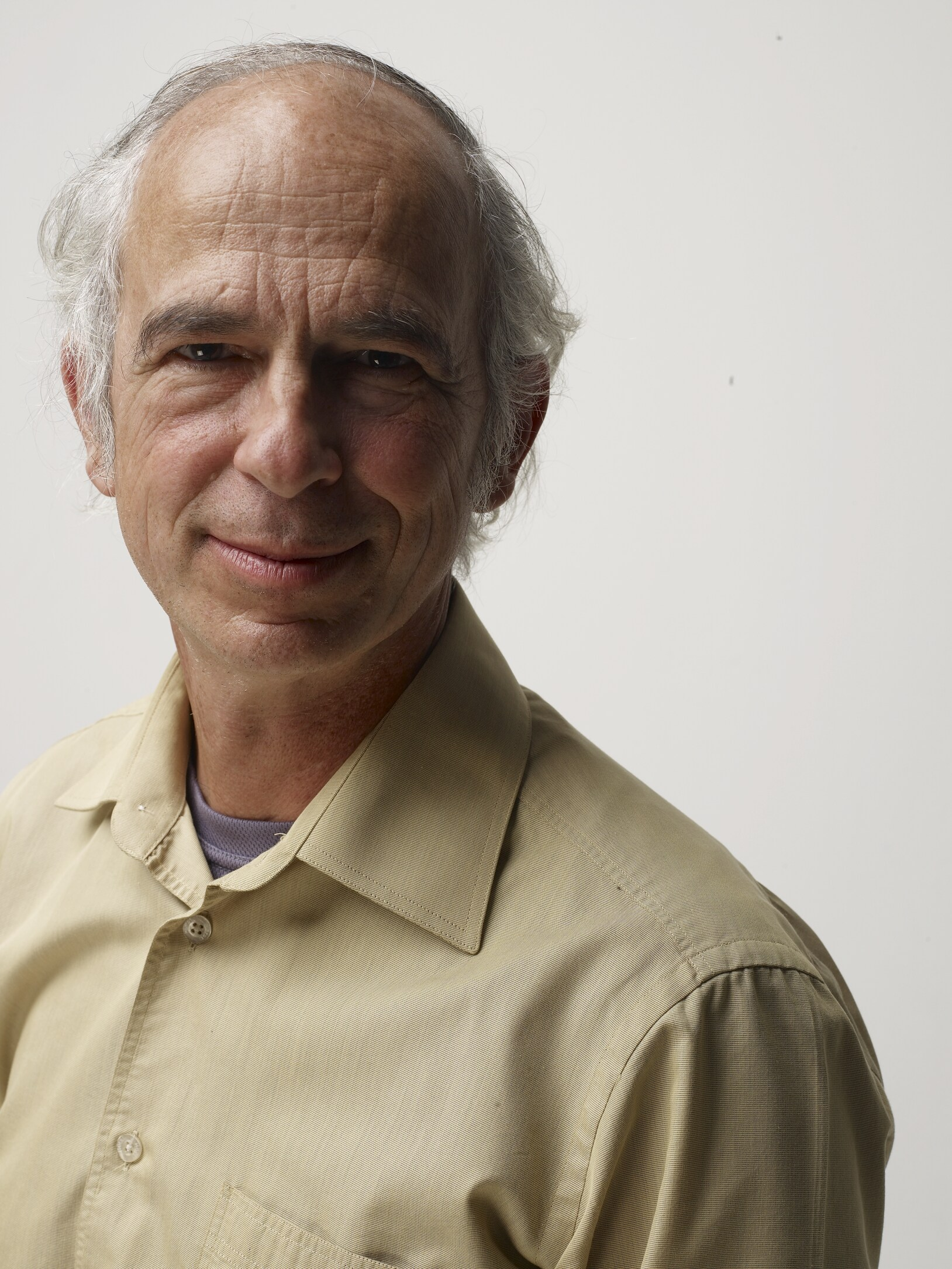
Jean Bédard, essayiste, romancier et philosophe
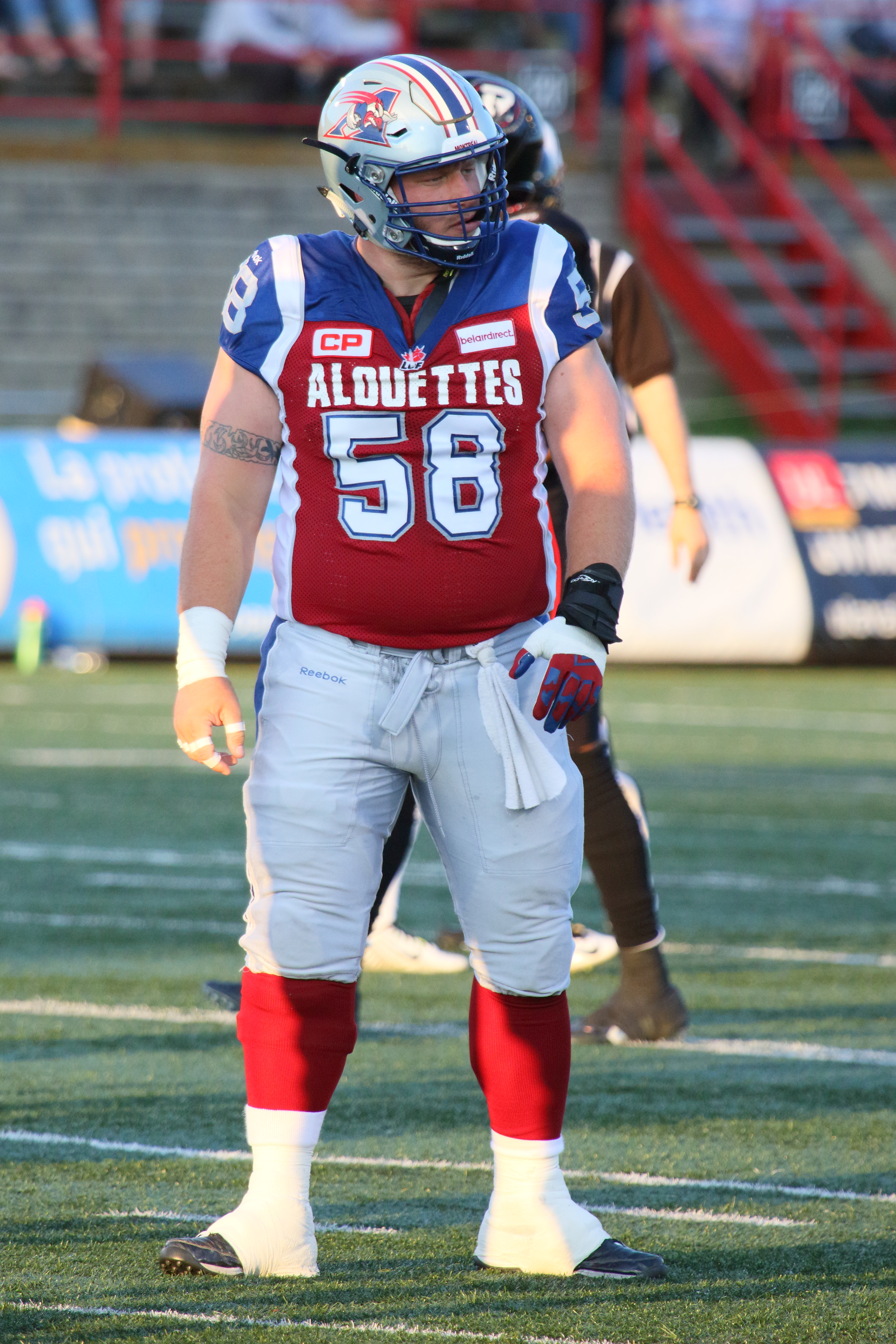
Luc Brodeur-Jourdain, joueur de football canadien
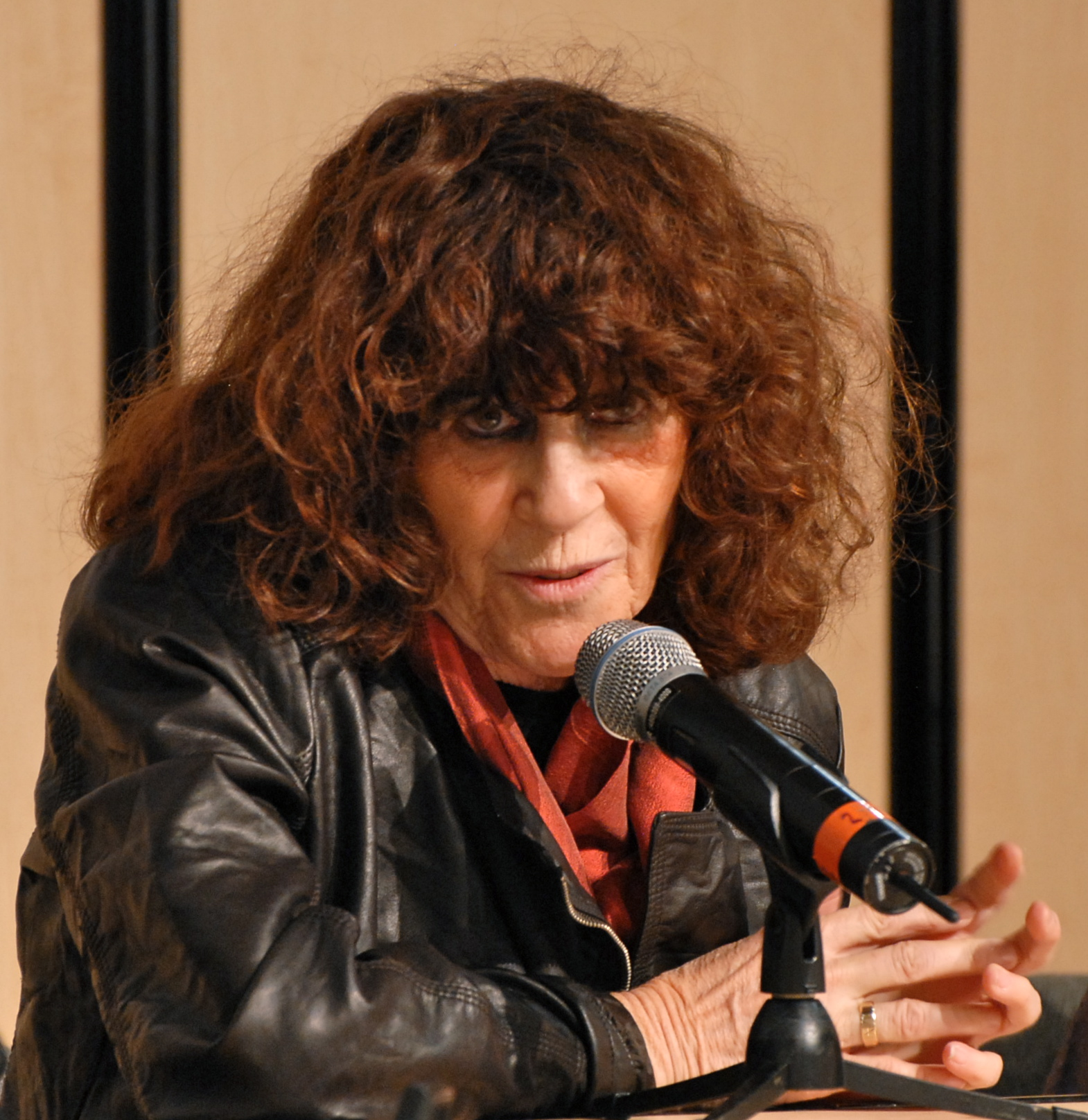
Marie-Claire Blais (1939-2021), écrivaine
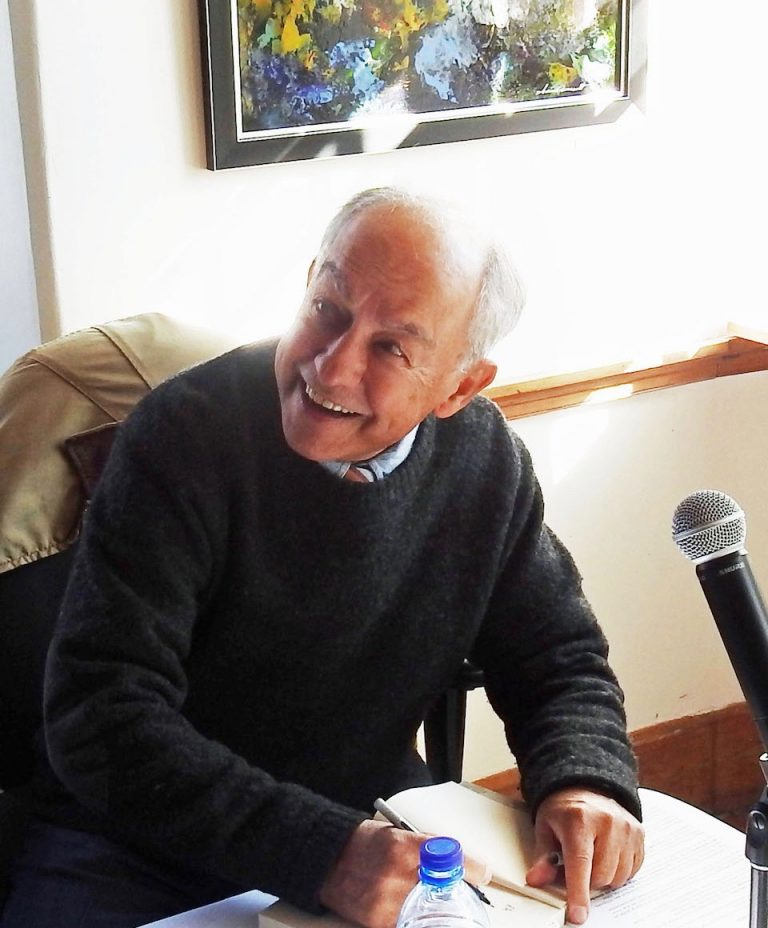
Jean Provencher, historien et essayiste
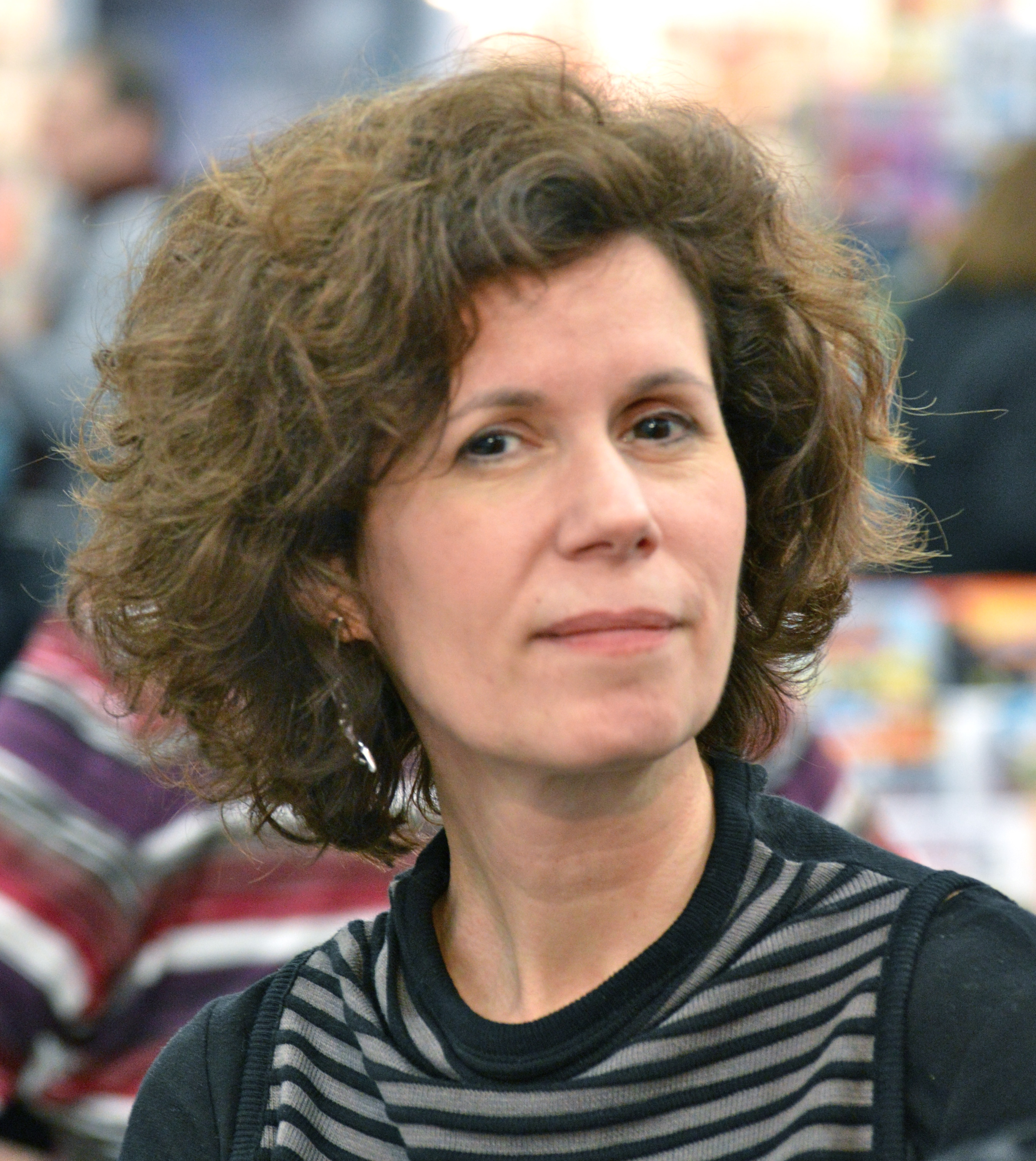
Catherine Perrin, claveciniste, animatrice de télévision et écrivaine
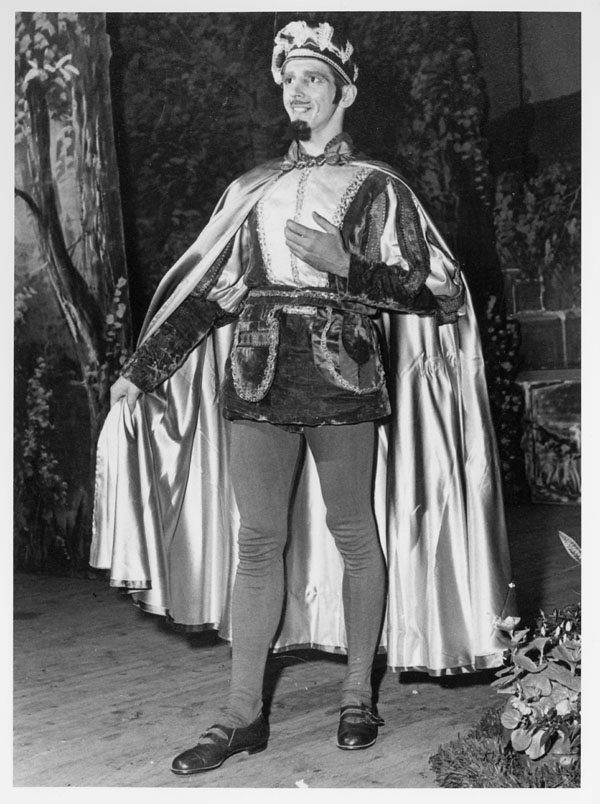
Richard Verreau (1926-2005), ténor
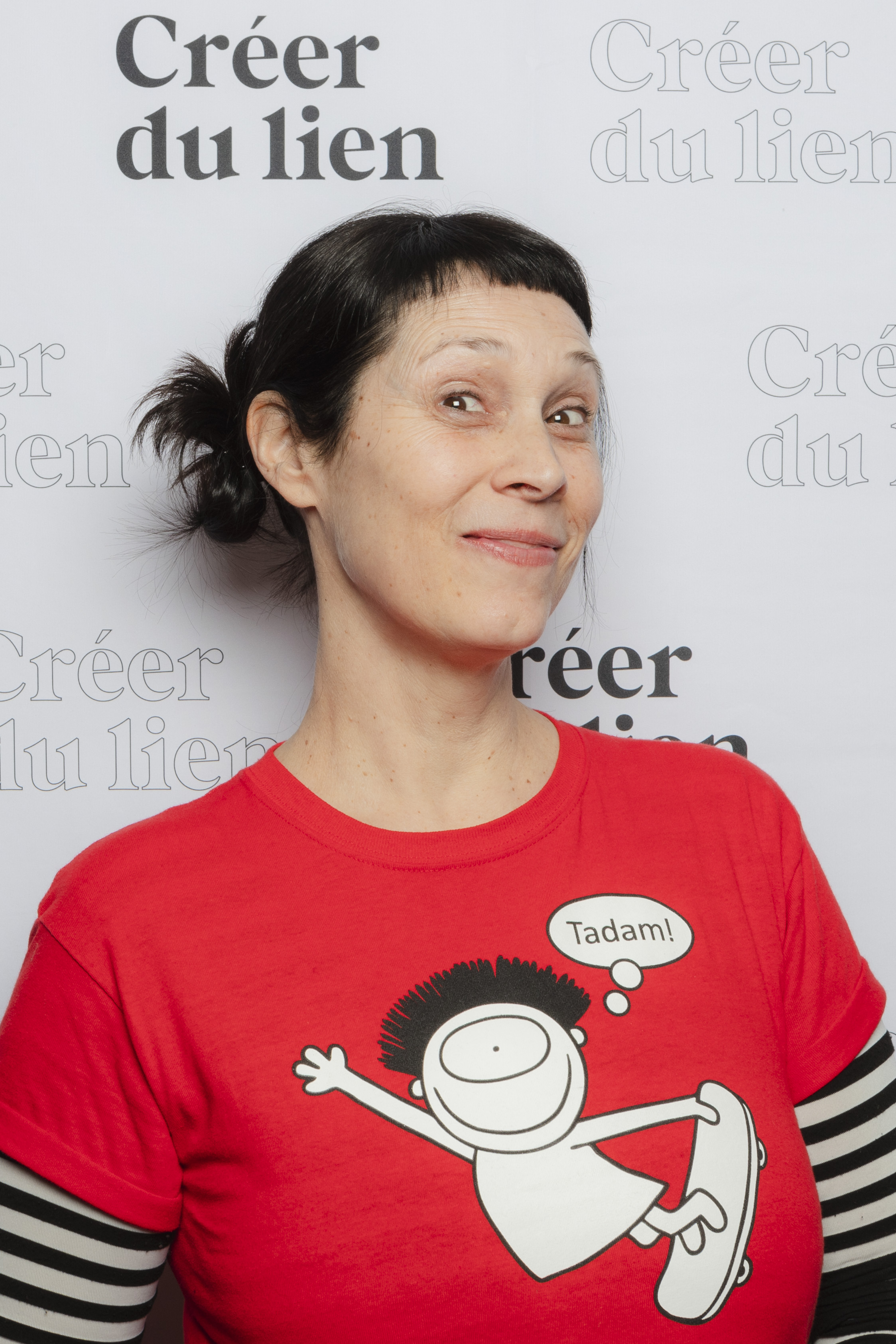
Annie Groovie, auteure et illustratrice
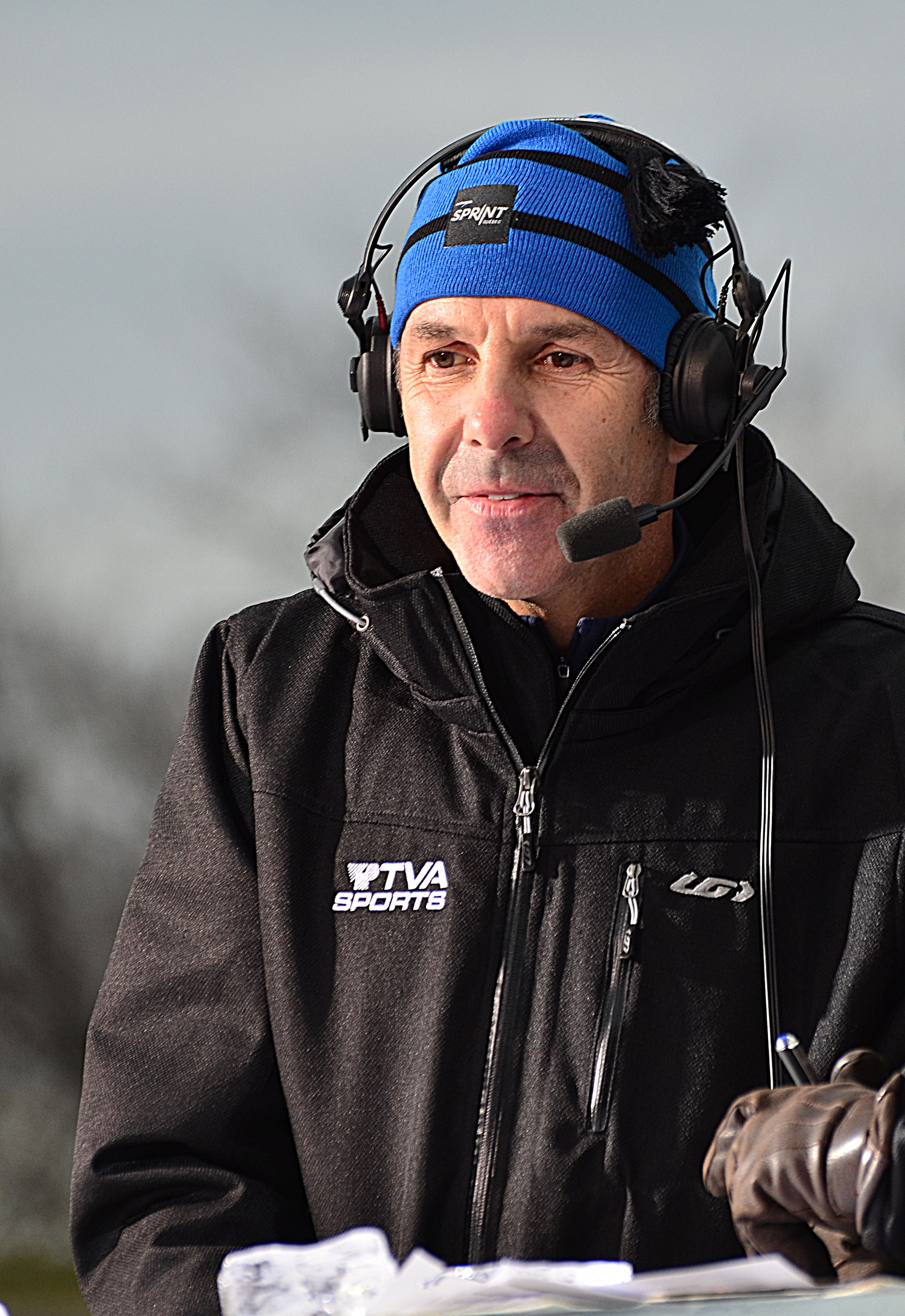
Pierre Harvey, fondeur et cycliste
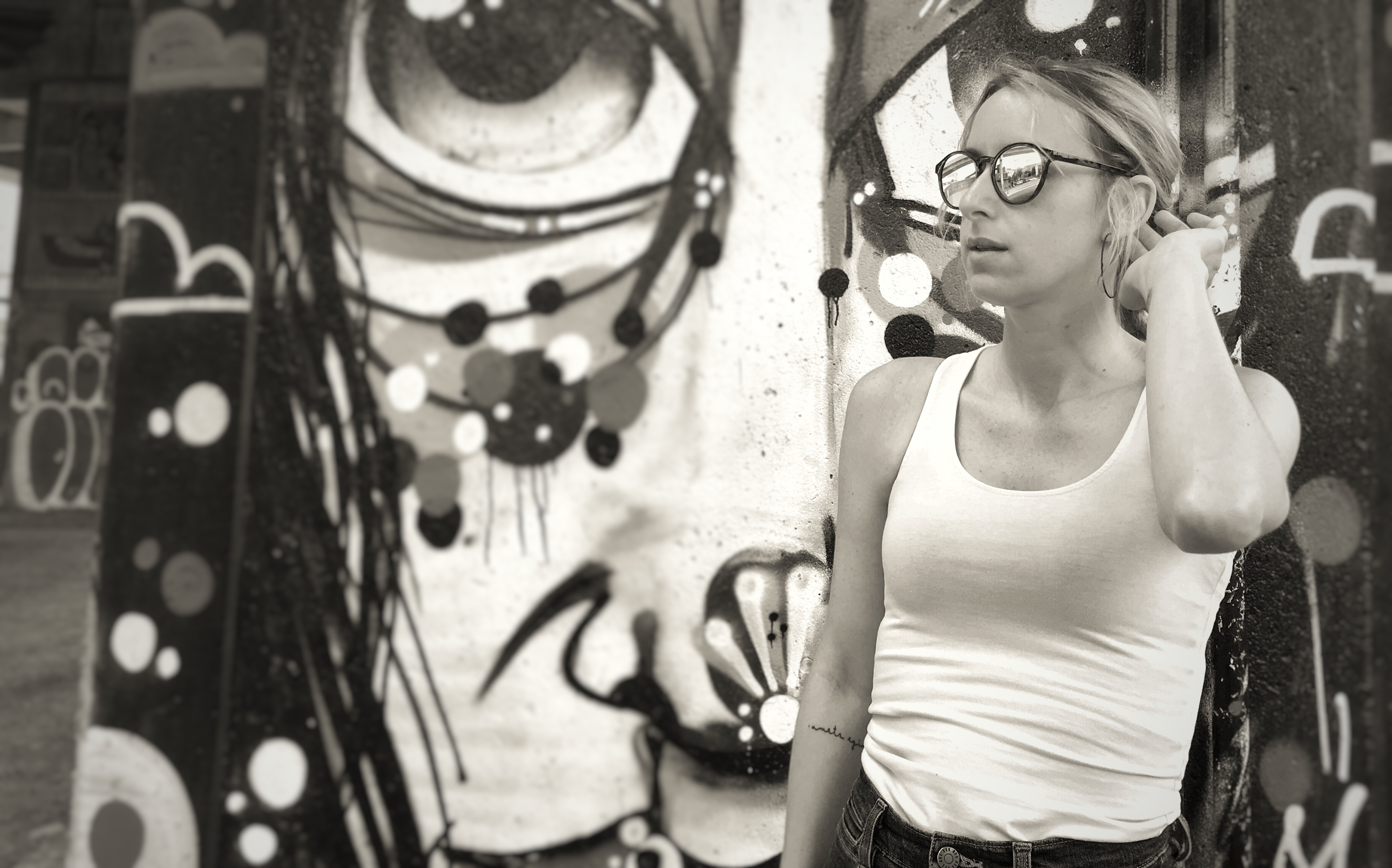
Marie Blay, écrivaine
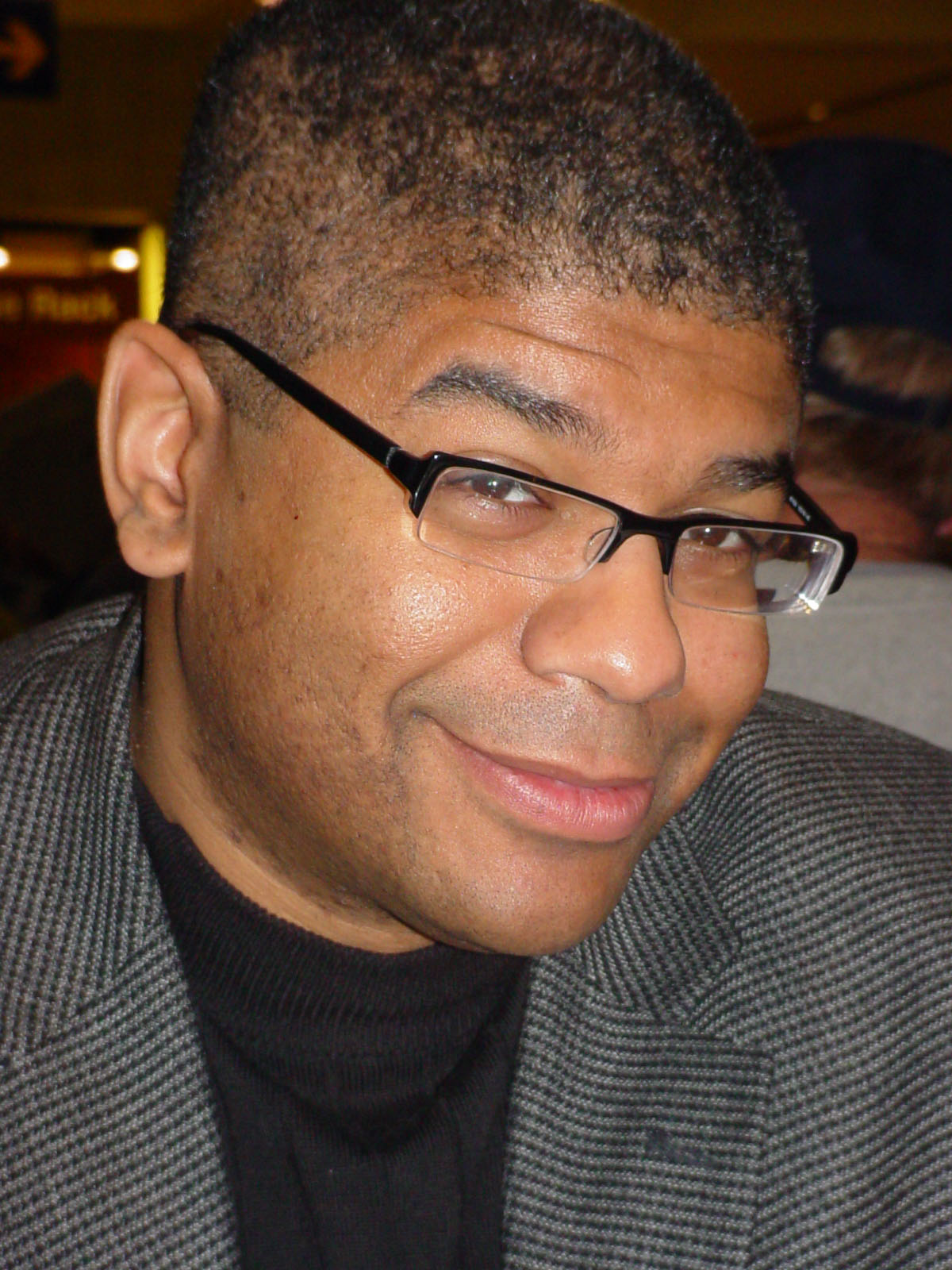
Stanley Péan, écrivain
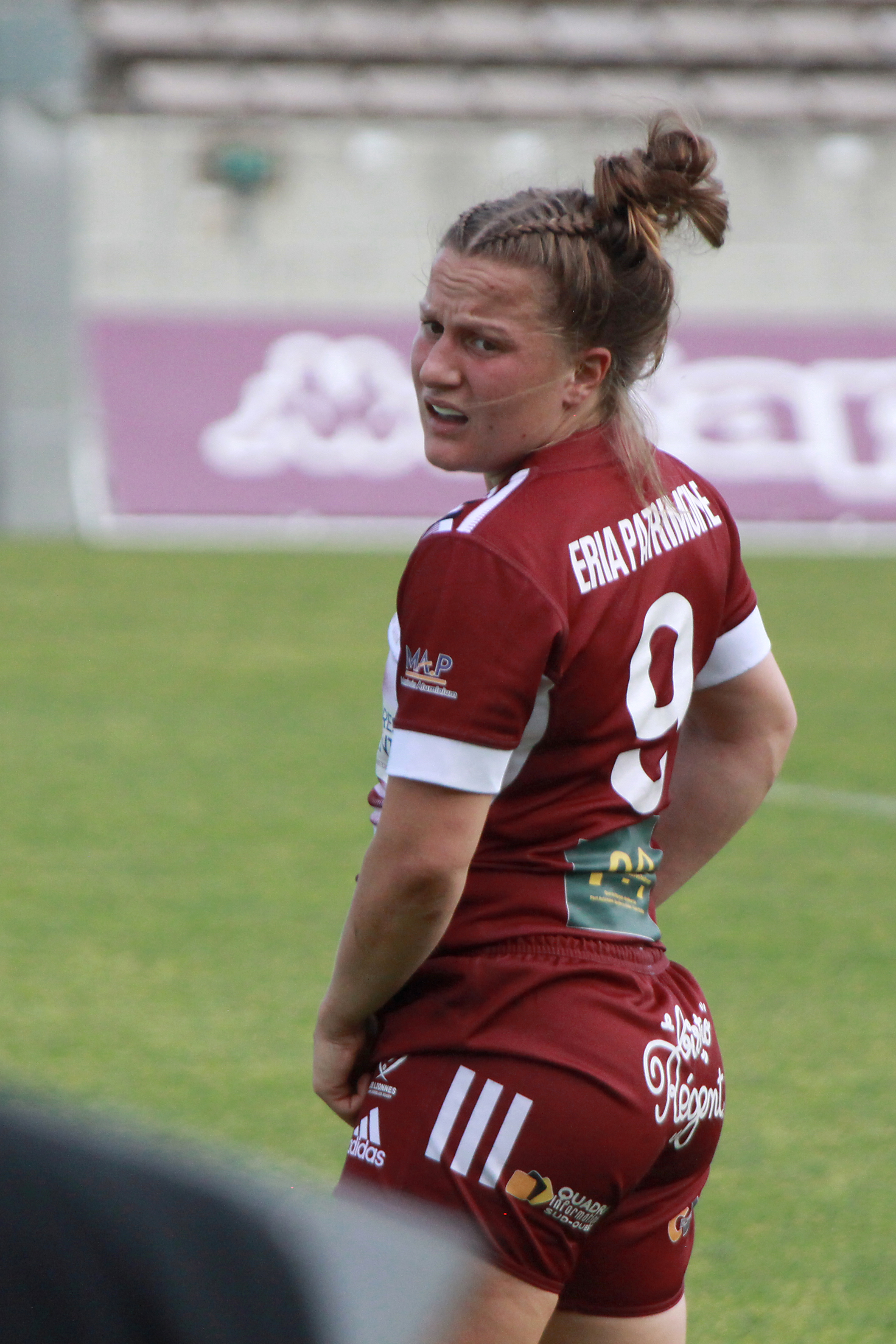
Justine Pelletier, joueuse de rugby
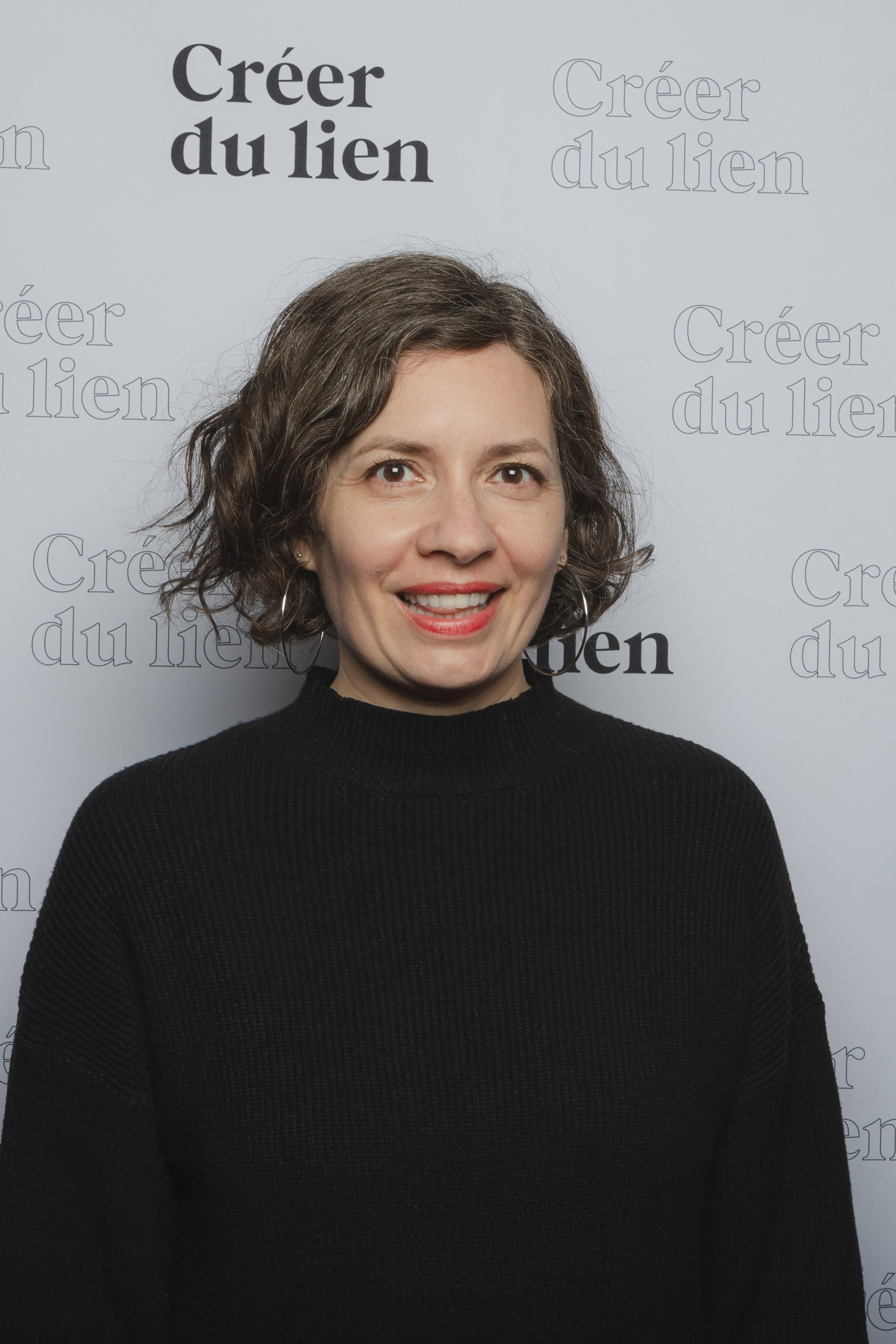
Valérie Forgues, poétesse et romancière québécoise
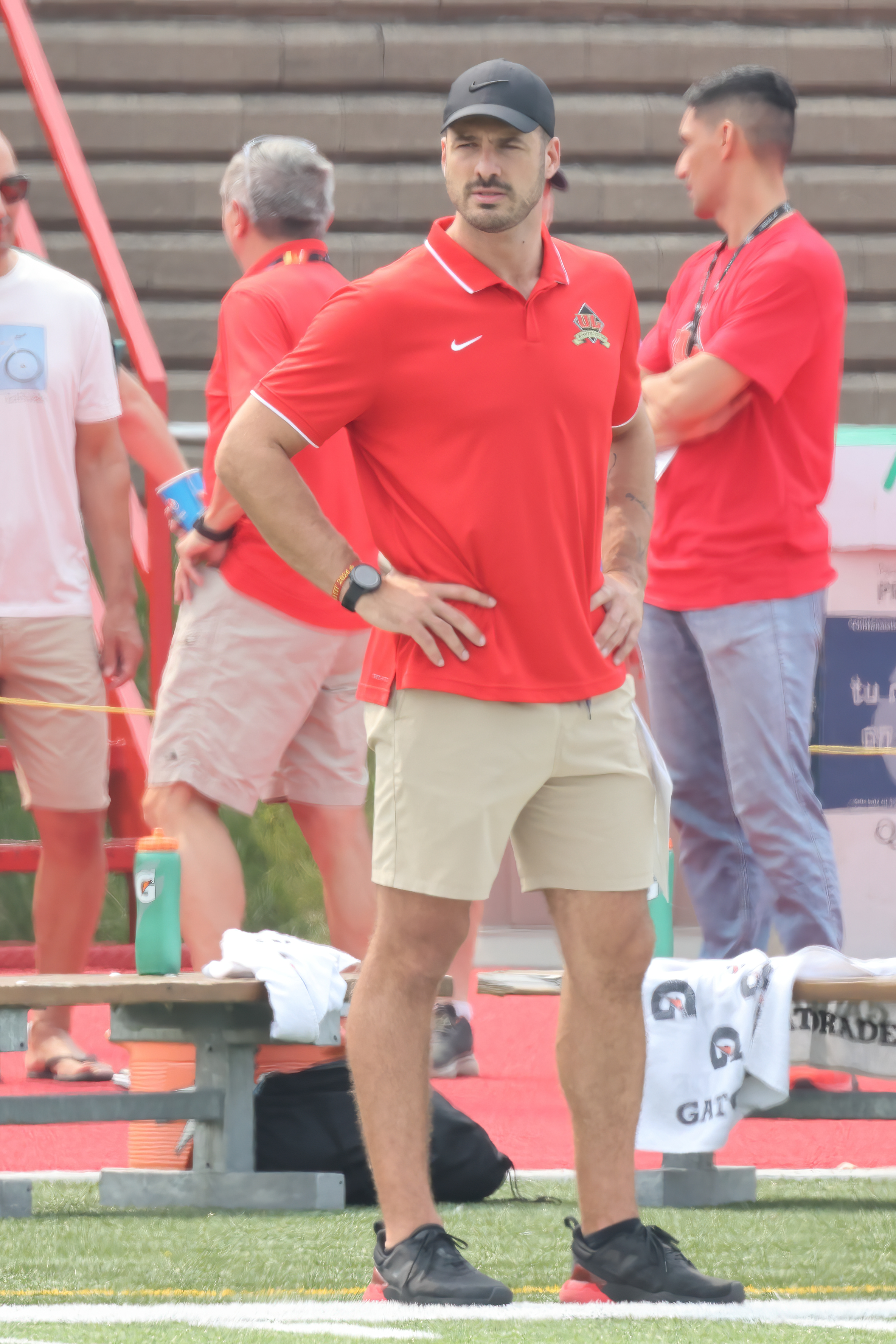
Antony Auclair, joueur de football américain
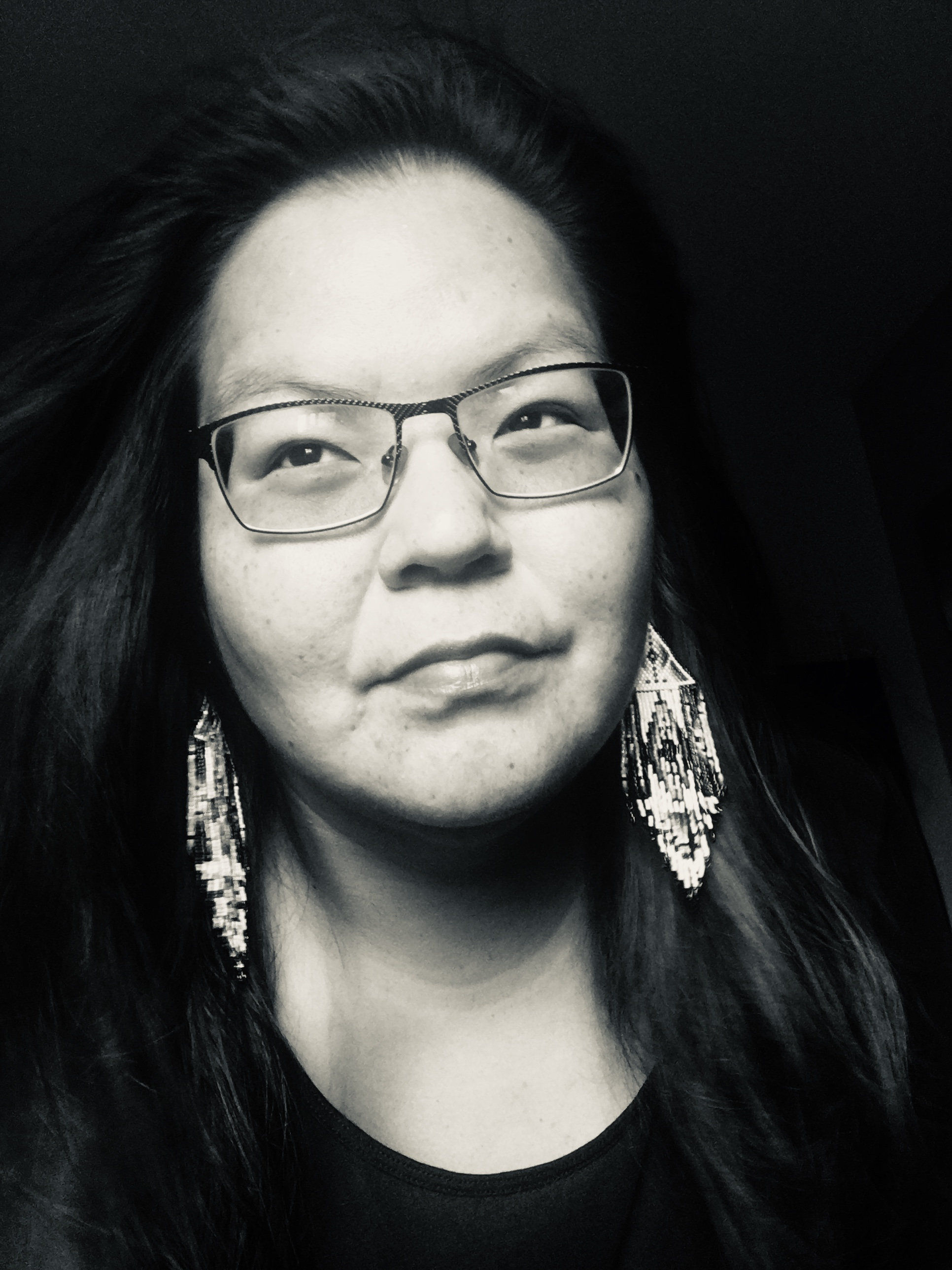
Maya Cousineau Mollen, auteure et poète
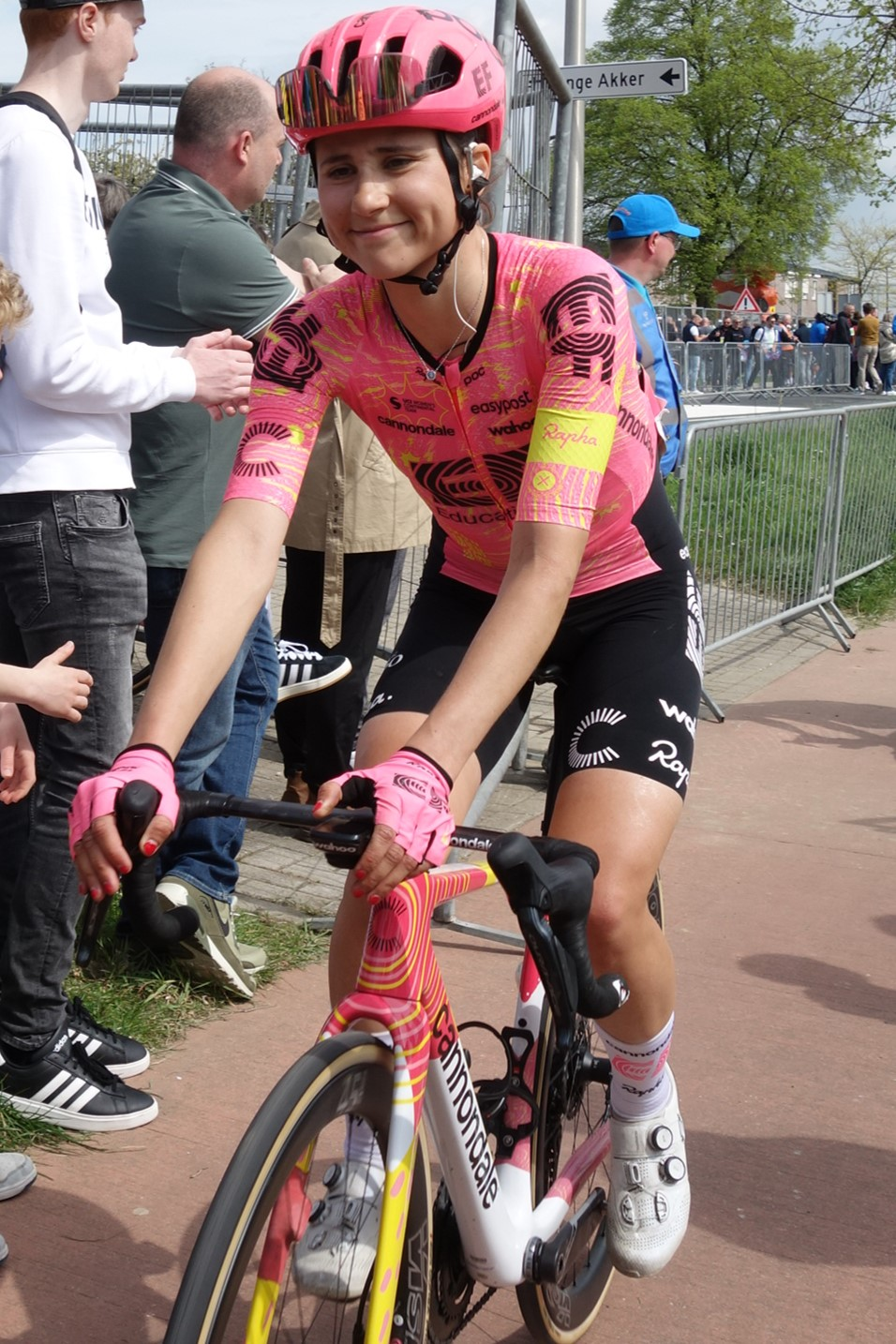
Clara Emond, cycliste
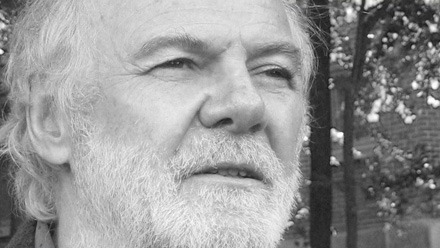
Michel Noël (1944-2021), romancier, conteur, poète et dramaturge
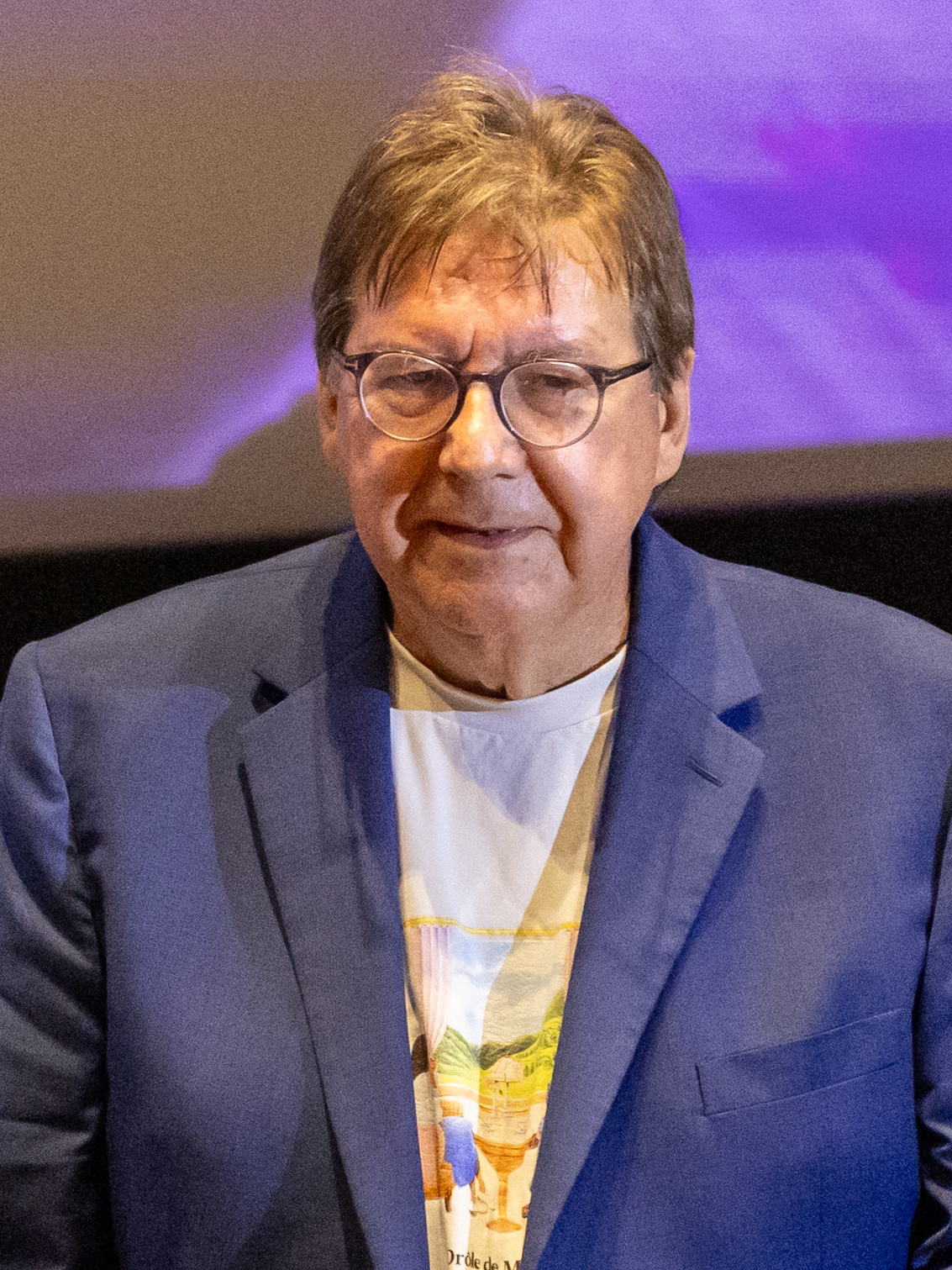
Rémy Girard, acteur
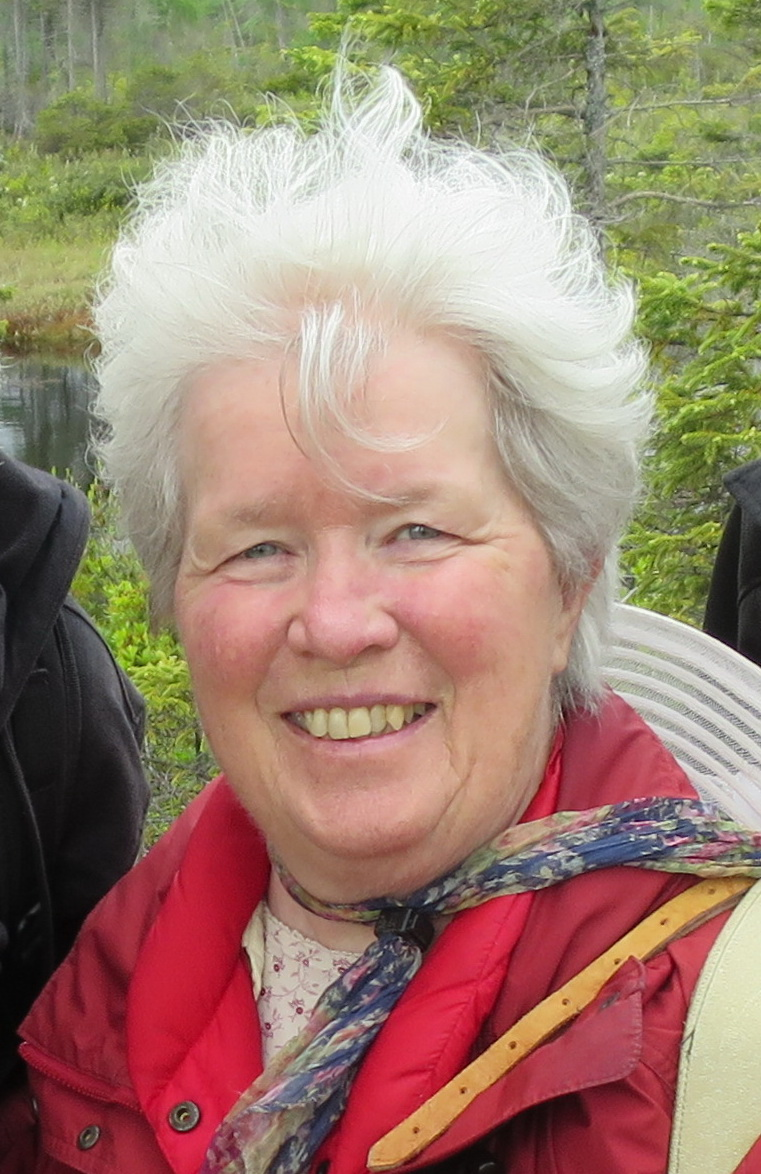
Gisèle Lamoureux (1942-2018), photographe, botaniste et écologiste
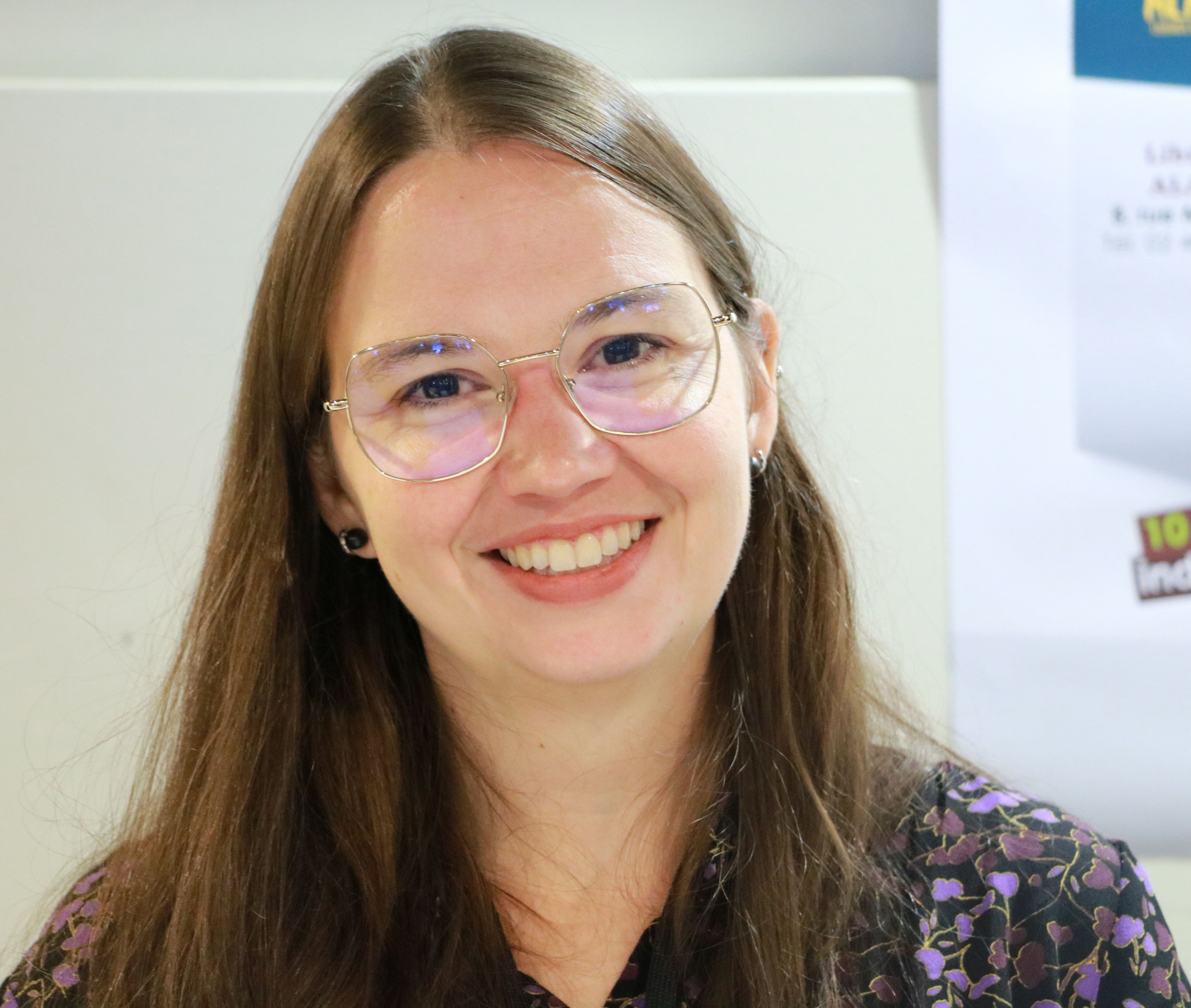
Christiane Vadnais, écrivaine
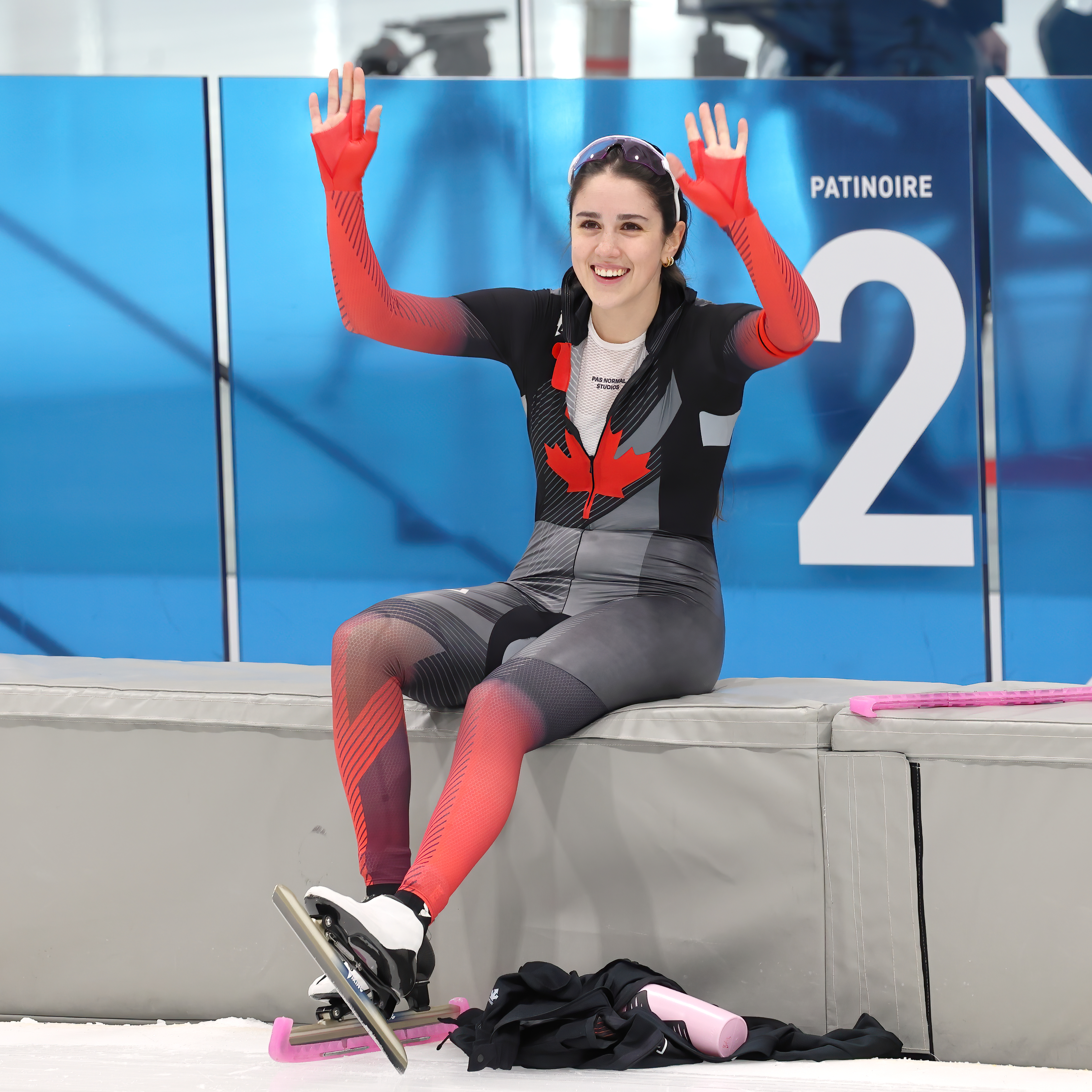
Béatrice Lamarche, patineuse de vitesse
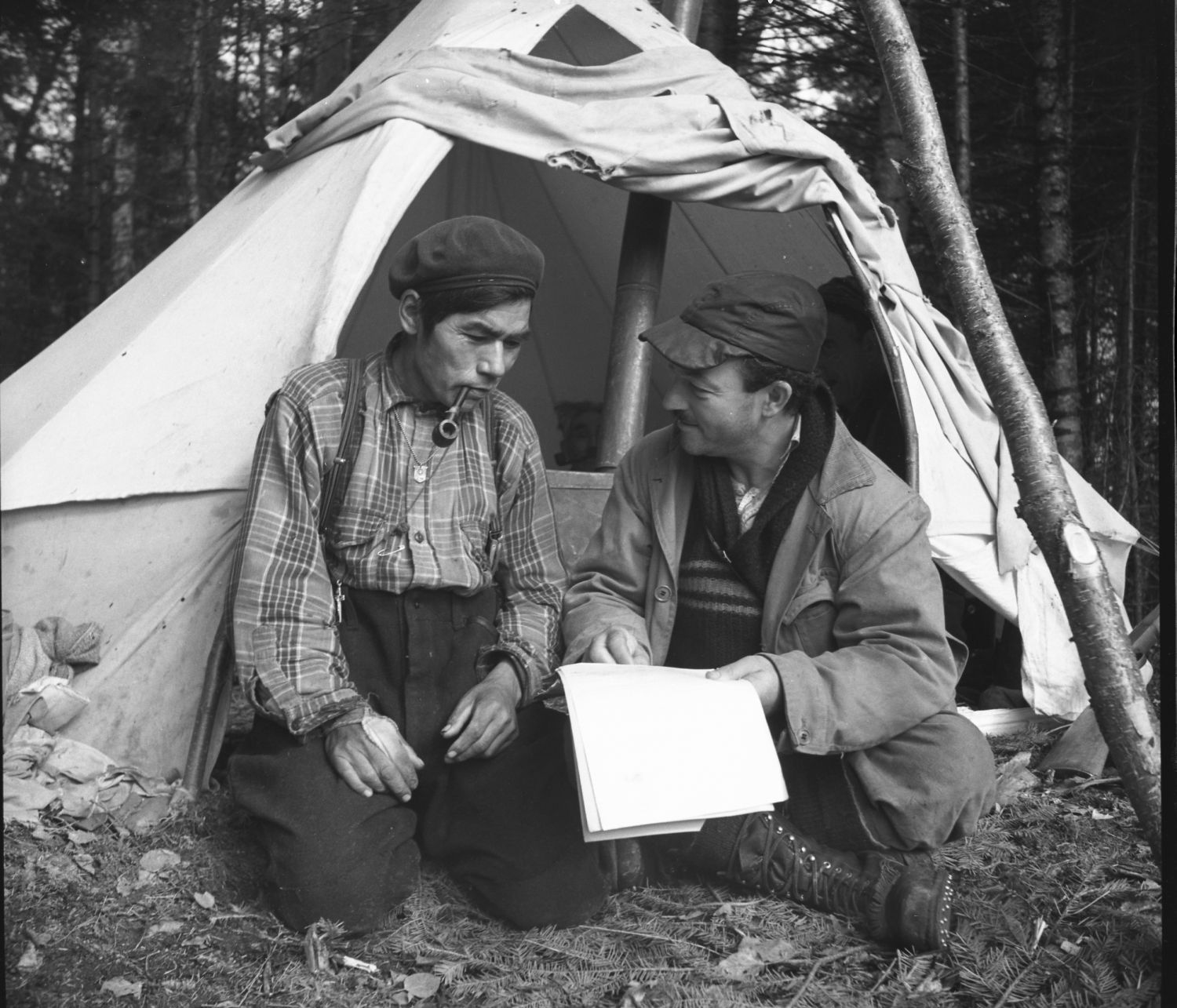
Paul Provencher (1902-1982), coureur des bois
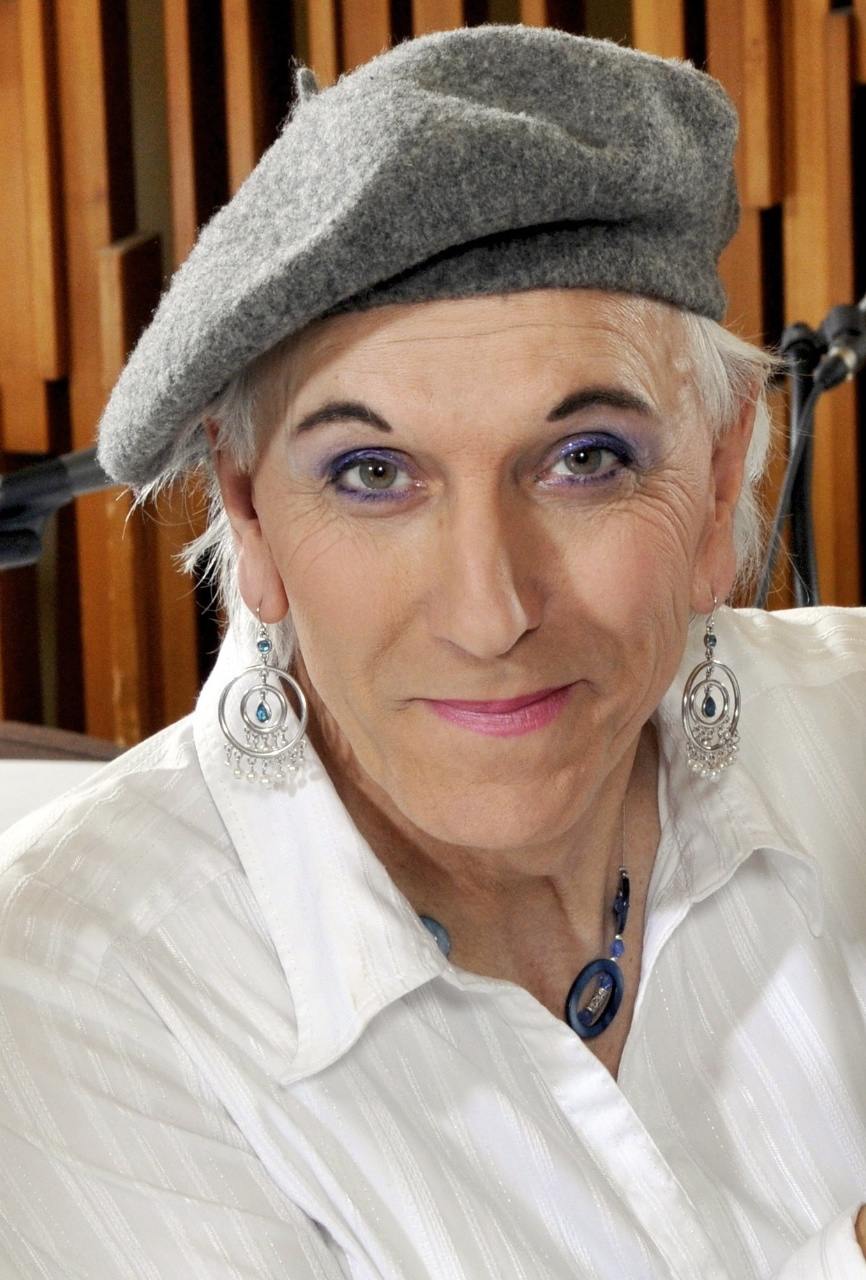
Russel-Aurore Bouchard, écrivaine et historienne
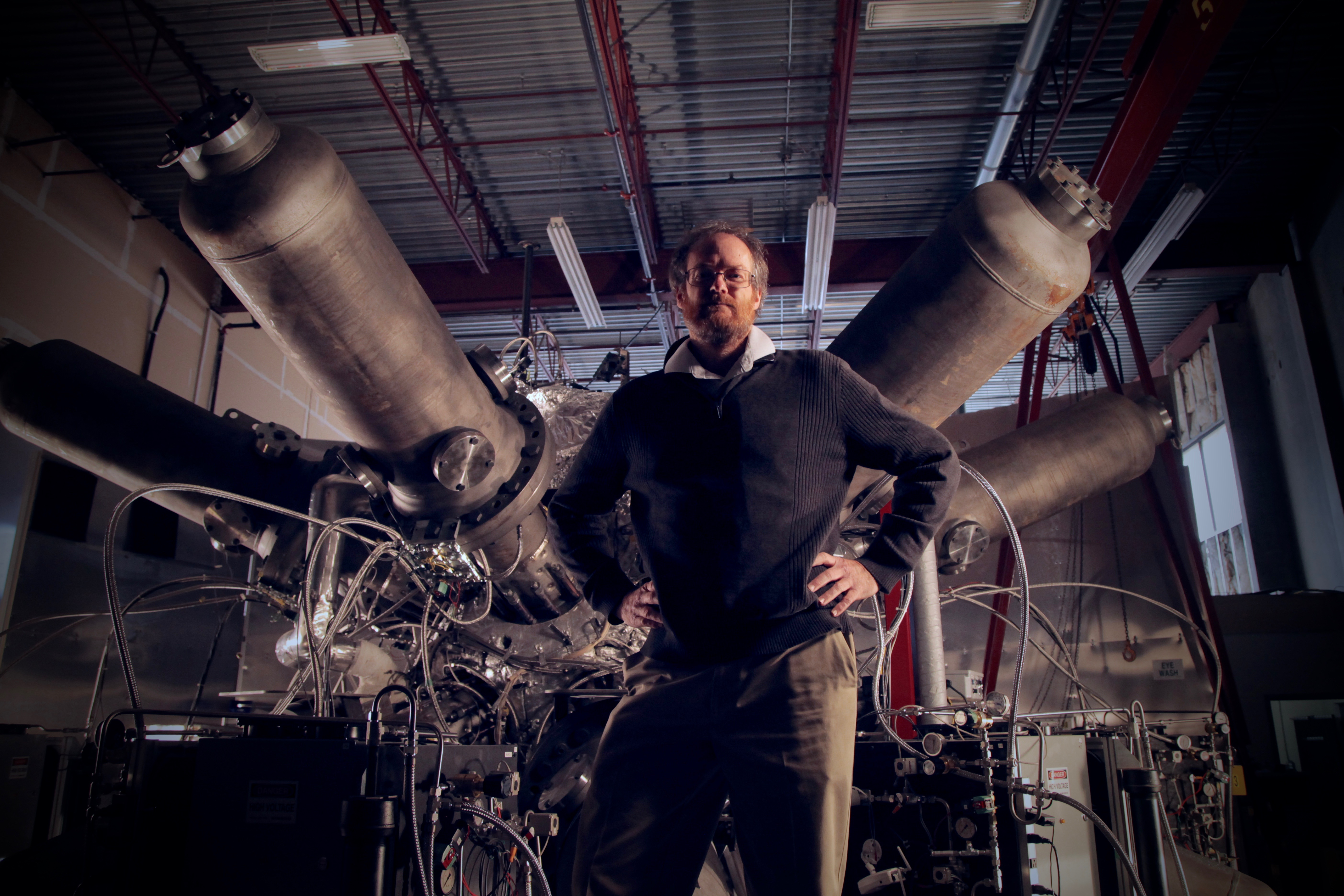
Michel Laberge, physicien et entrepreneur
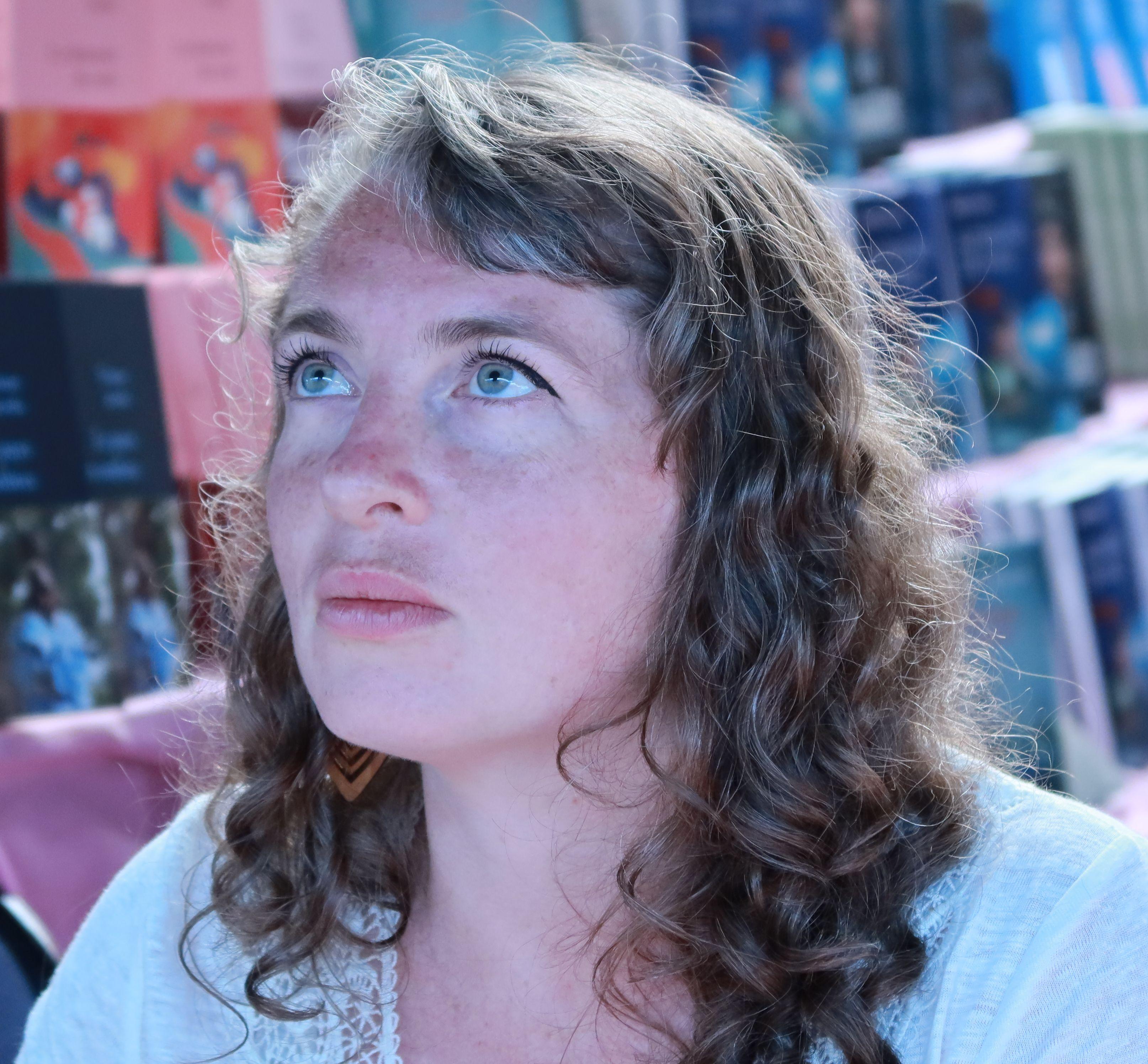
Gabrielle Filteau-Chiba, romancière
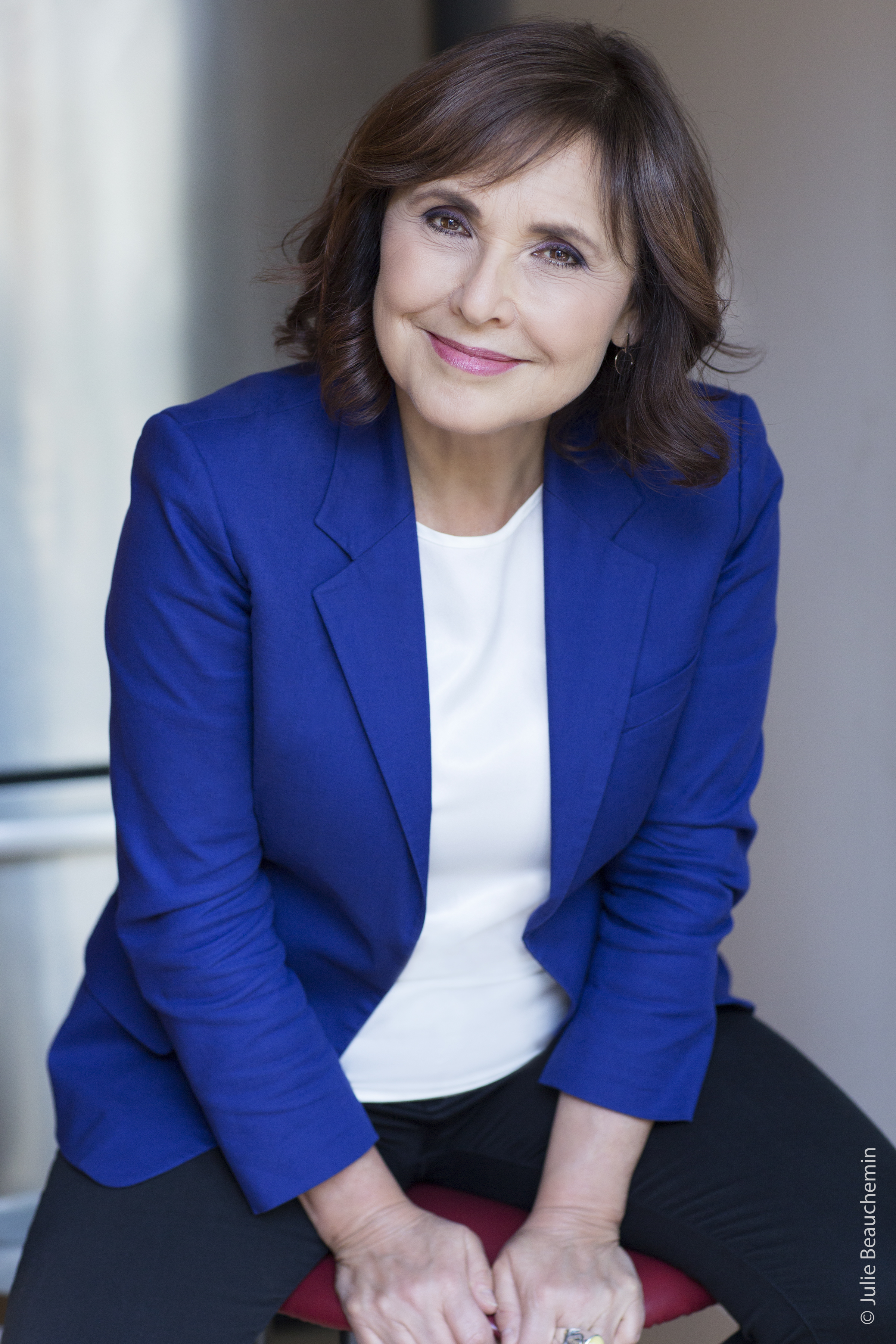
Alexandra Szacka, journaliste-correspondante
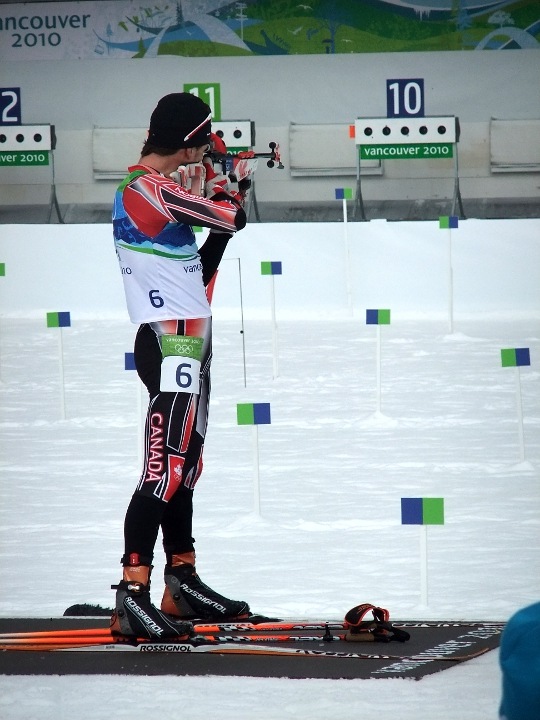
Jean-Philippe Leguellec, biathlète
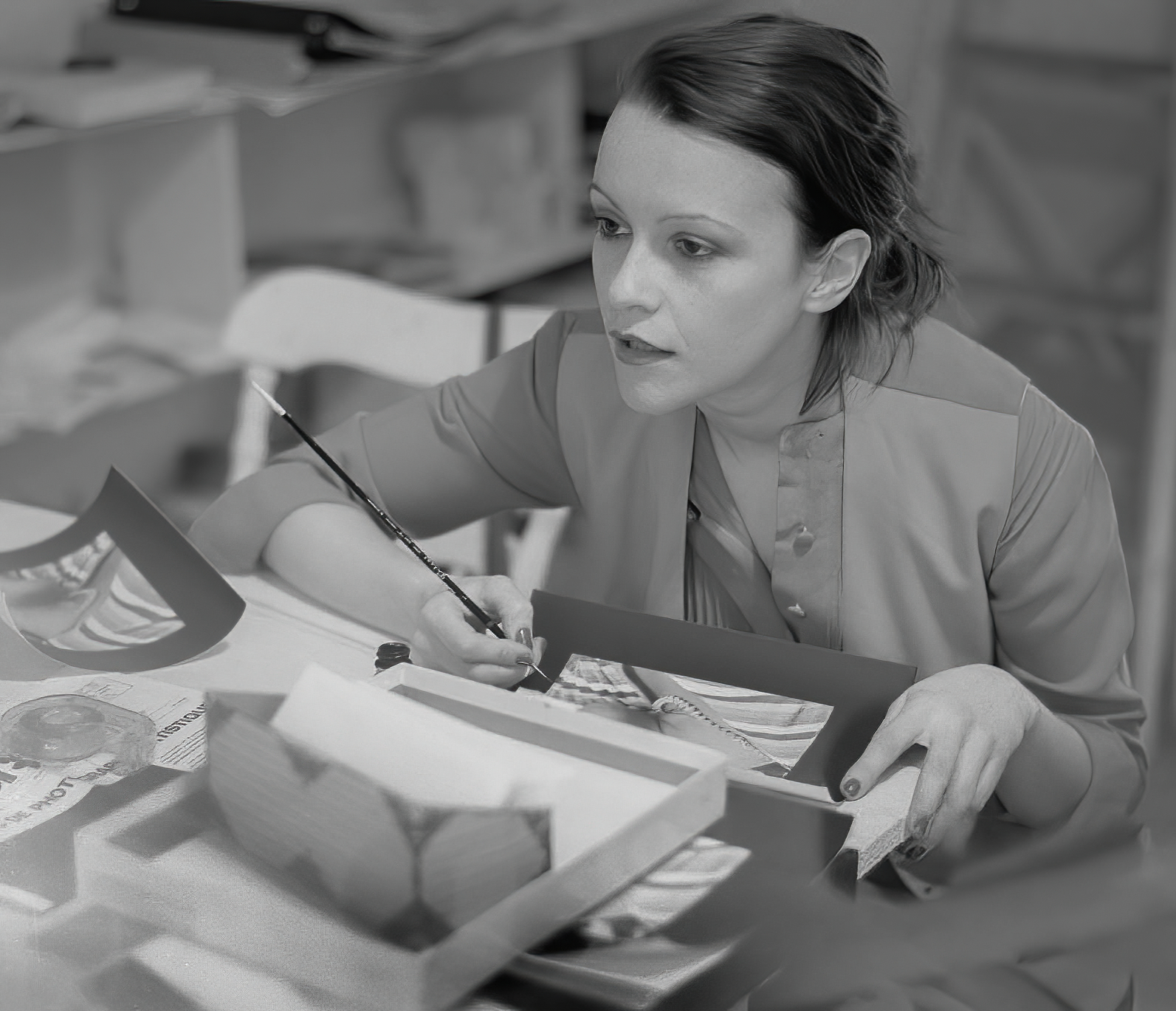
Raymonde April, photographe
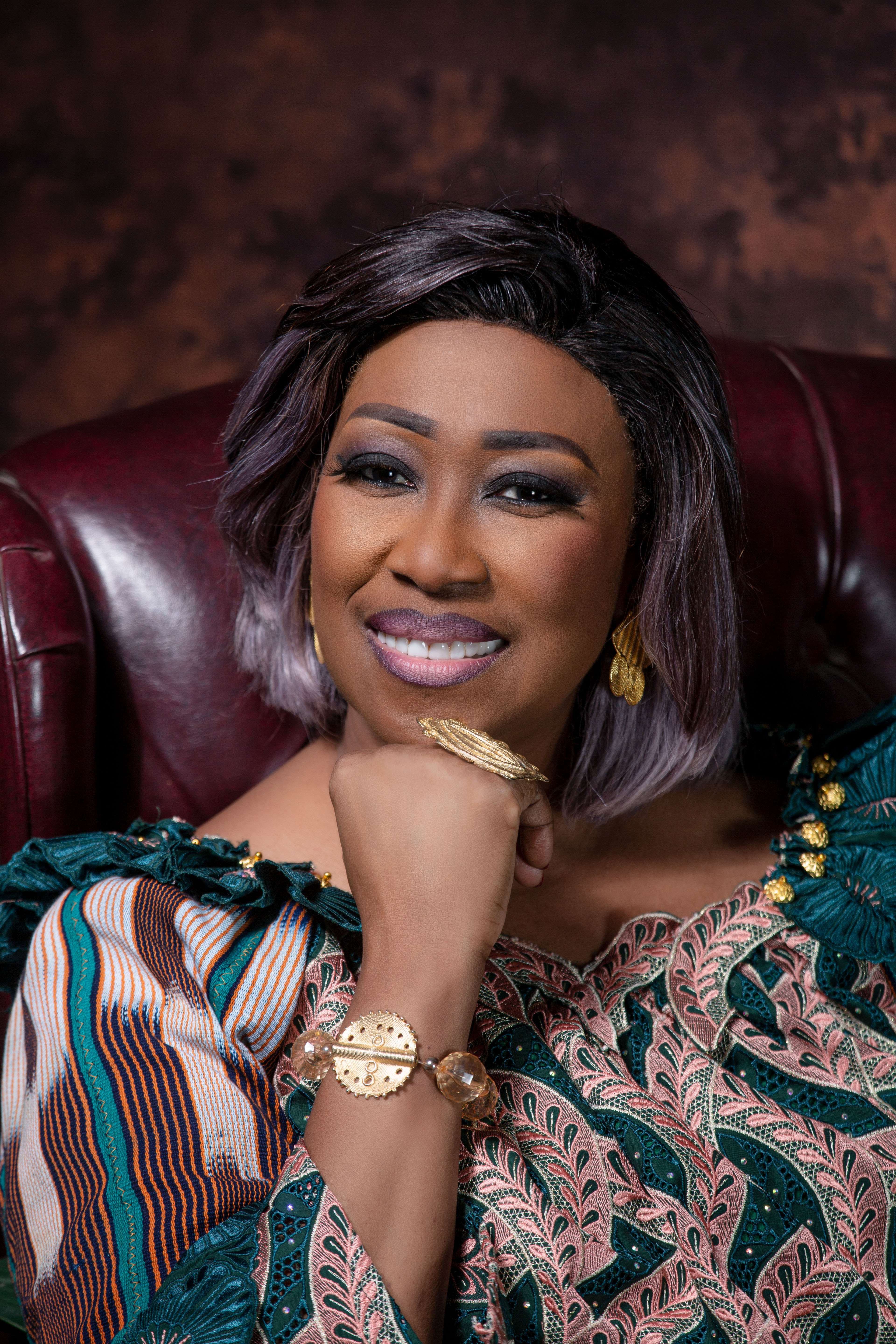
Chantal Fanny, femme politique et diplomate
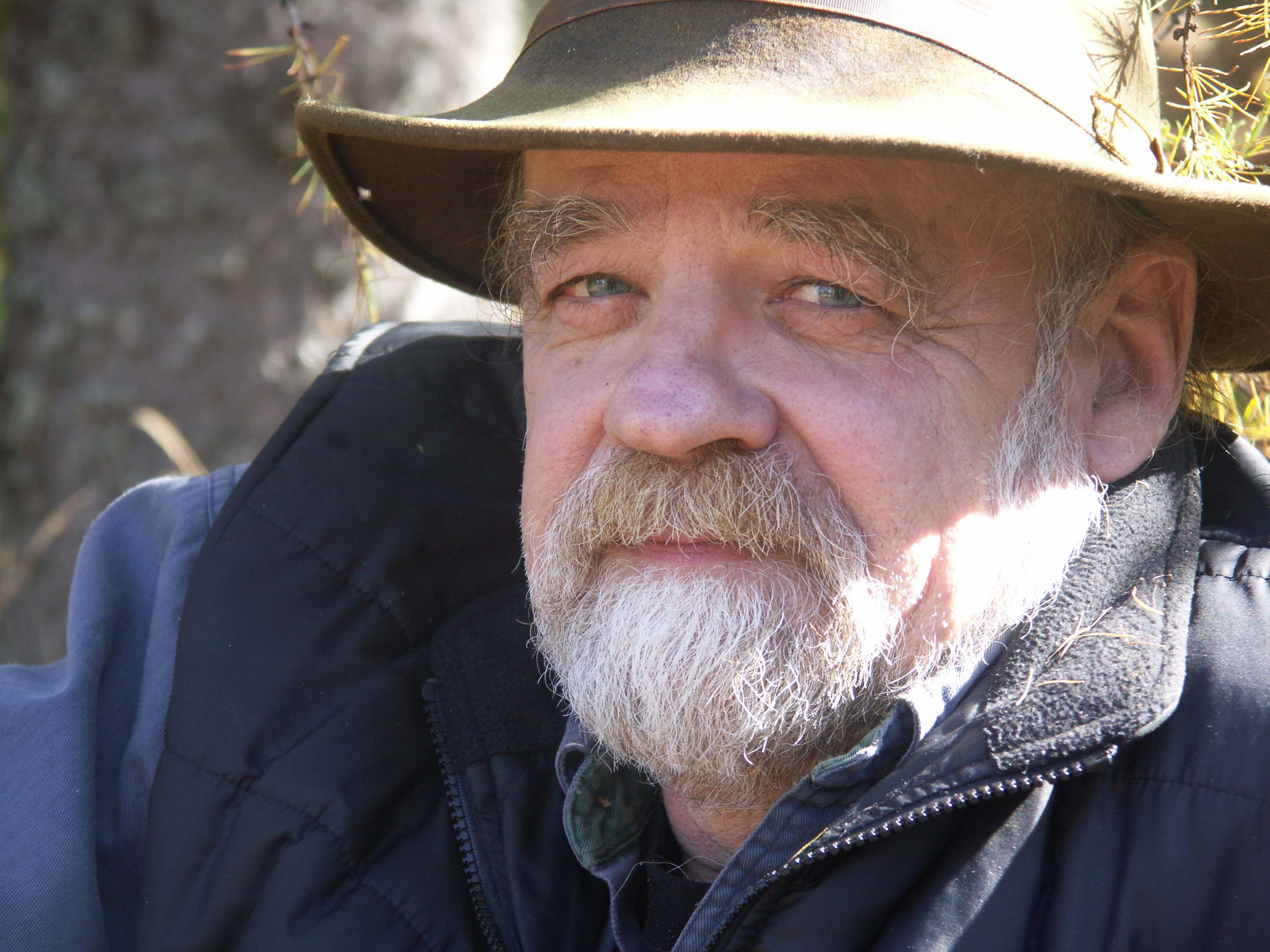
Serge Bouchard (1947-2021), anthropologue, essayiste et animateur de radio
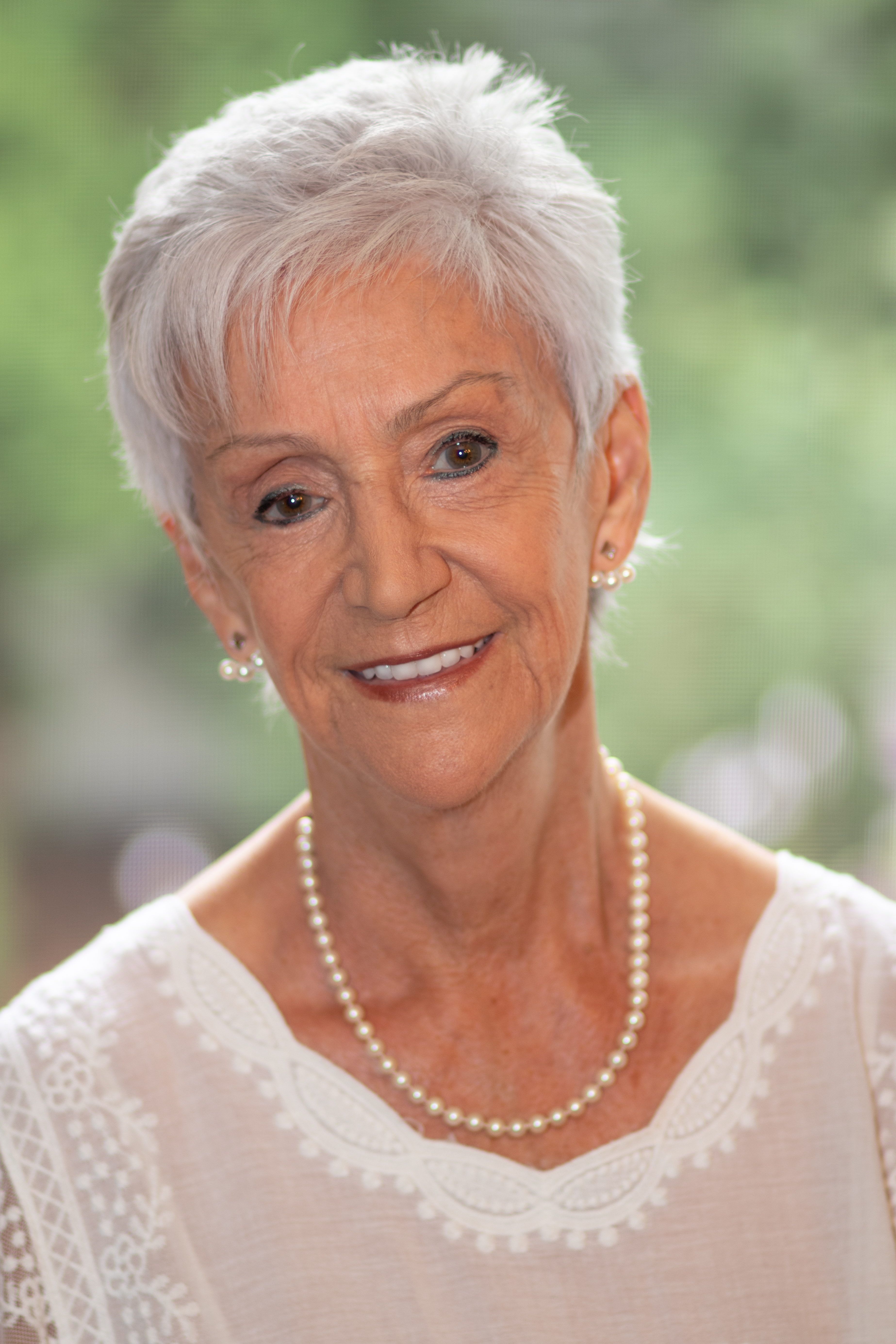
Claire Bergeron, infirmière et romancière
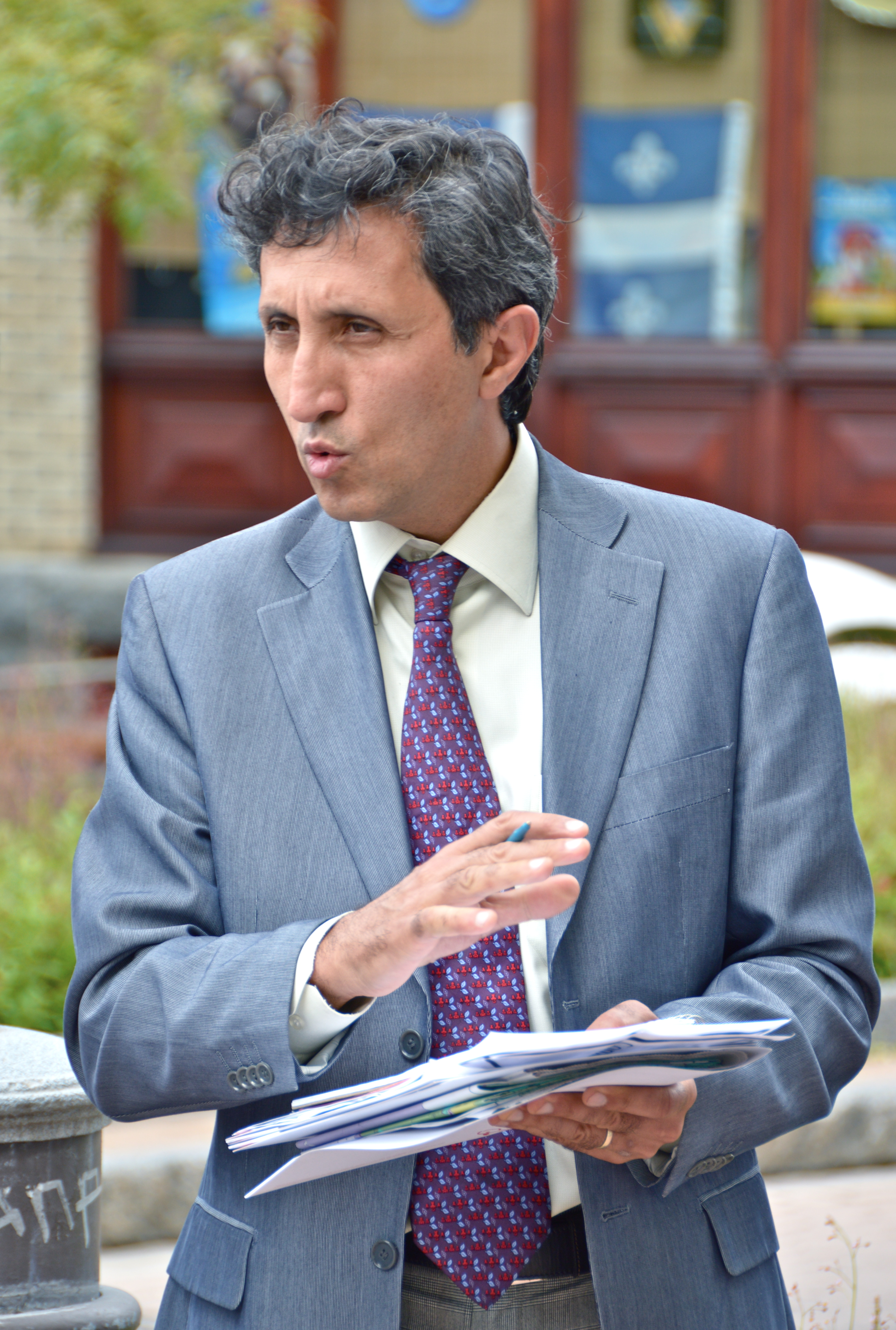
Amir Khadir, médecin et homme politique
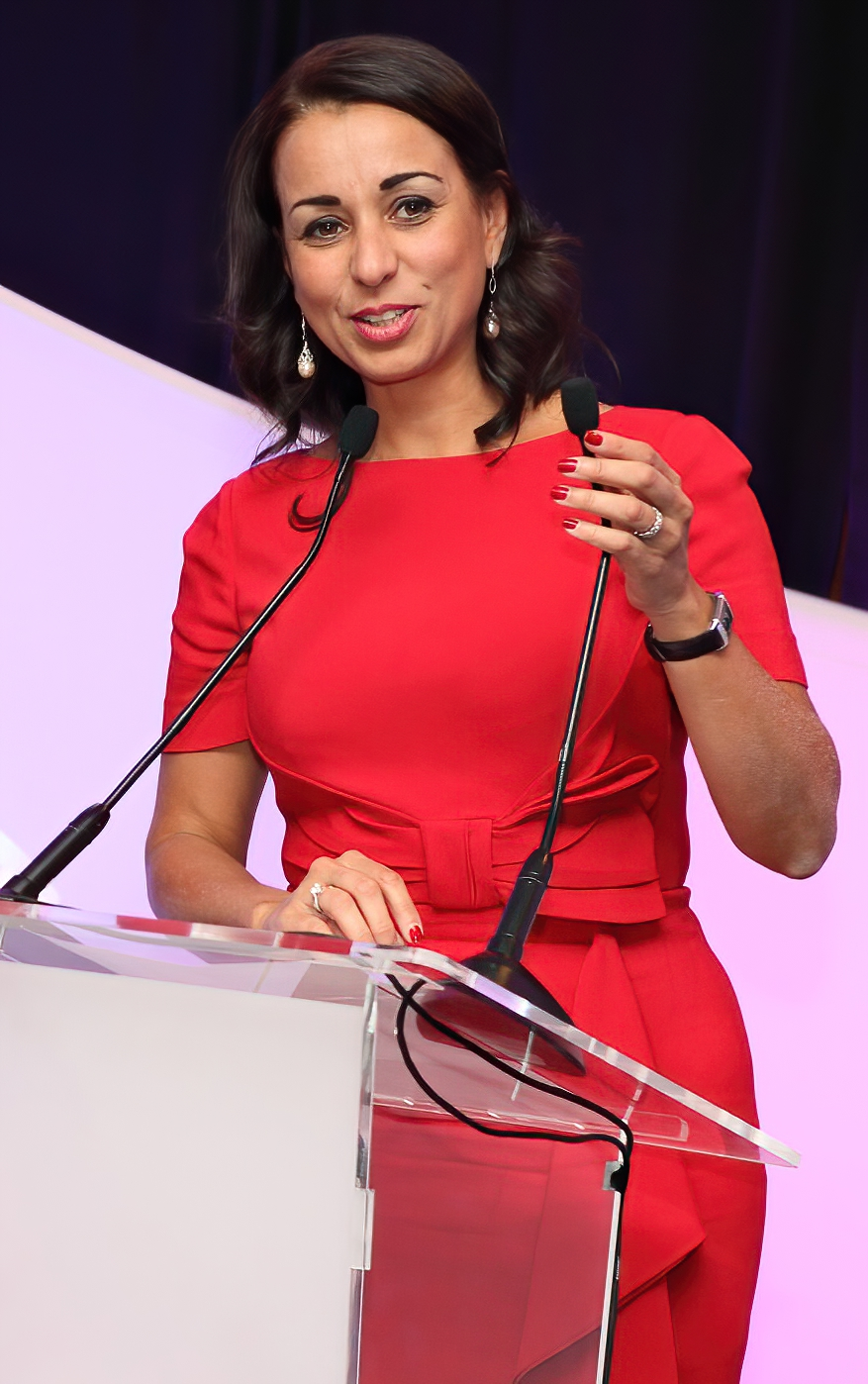
Ilham Kadri, dirigeante d'entreprise

### Diplômés à titre honorifique
En date de 2008 et depuis 1864, l'Université Laval a décerné près de 1 100 diplômes honorifiques.

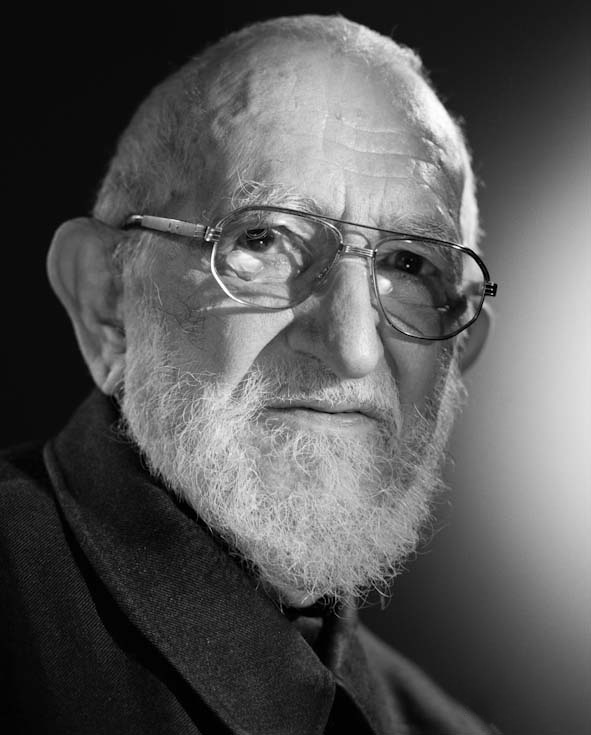
Abbé Pierre (1912-2007), prêtre et fondateur du mouvement Emmaüs
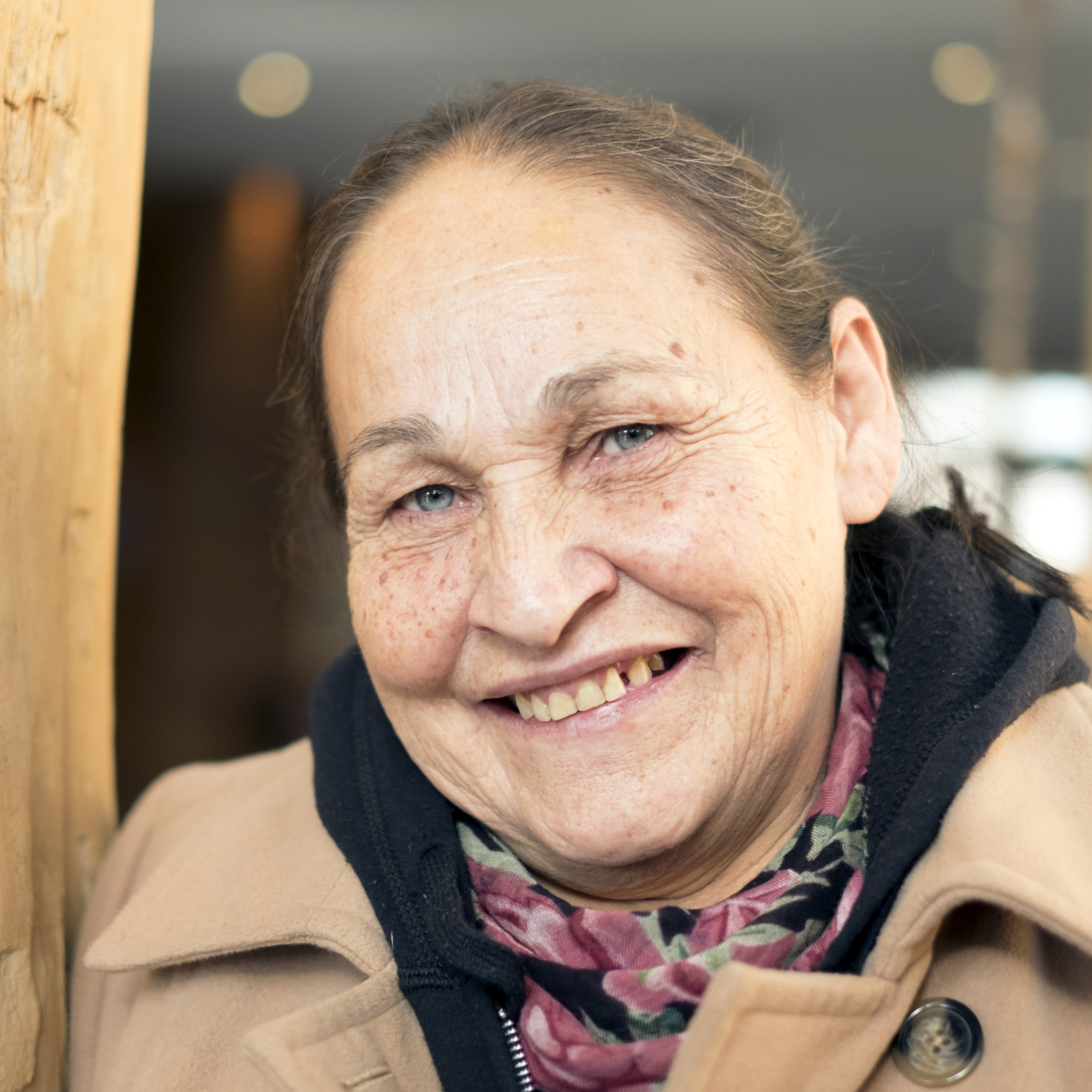
Joséphine Bacon, poète, parolière, conteuse, conférencière, scénariste, traductrice-interprète et réalisatrice
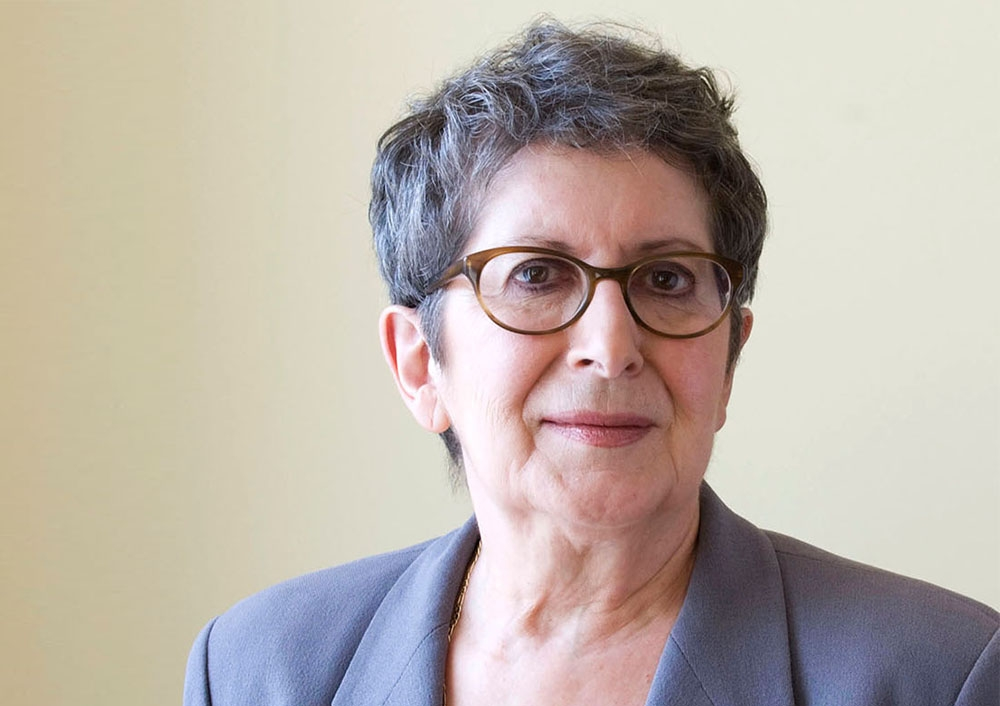
Lise Bissonnette, auteure, journaliste et gestionnaire

Mstislav Rostropovitch (1927-2007), violoncelliste et chef d'orchestre
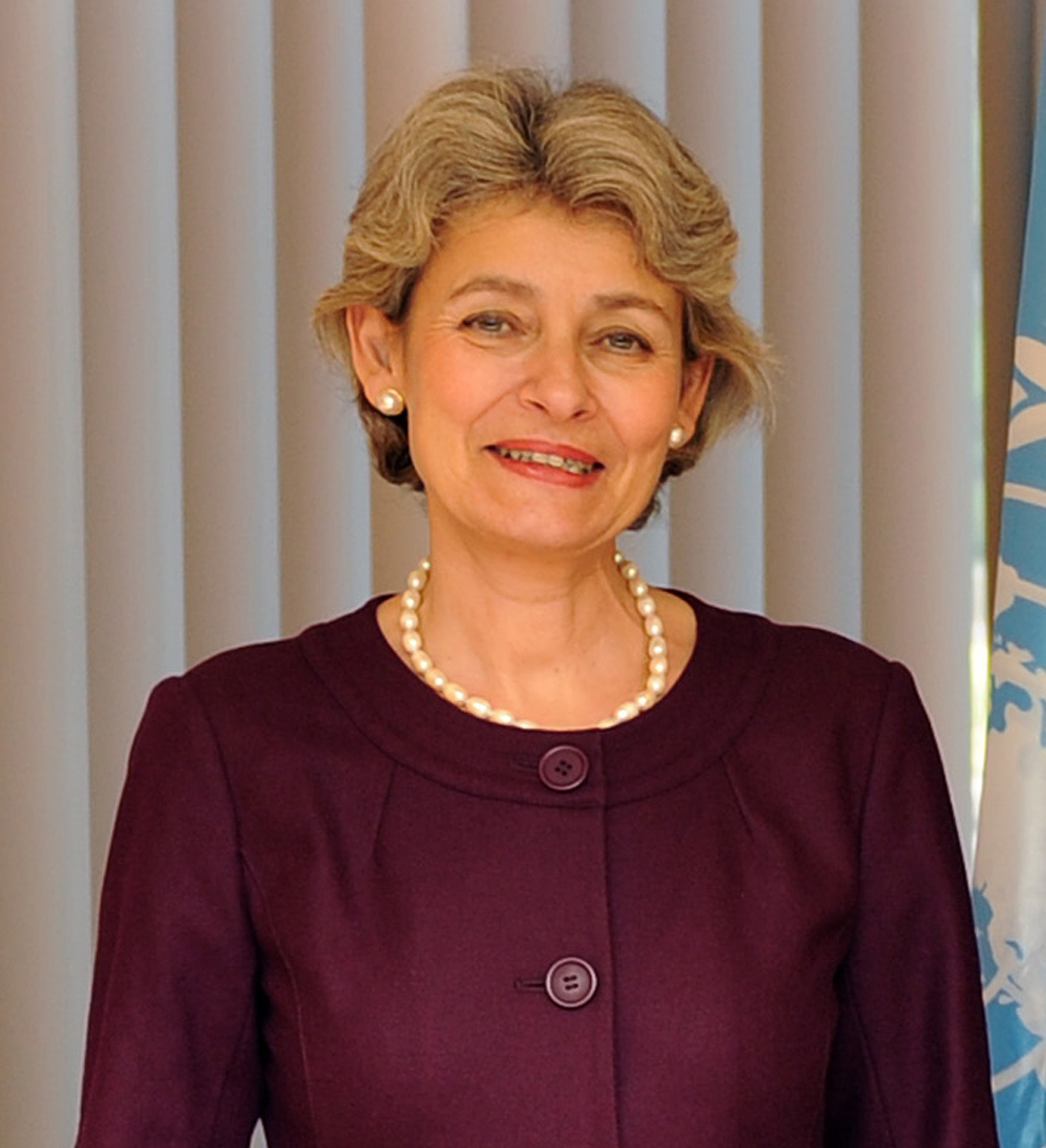
Irina Bokova, femme politique et directrice générale de l'UNESCO
Boutros Boutros-Ghali (1922-2016), sixième secrétaire général de l’ONU
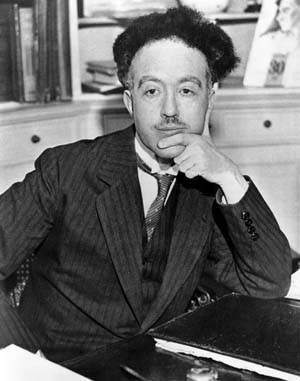
Louis de Broglie (1892-1987), mathématicien et physicien
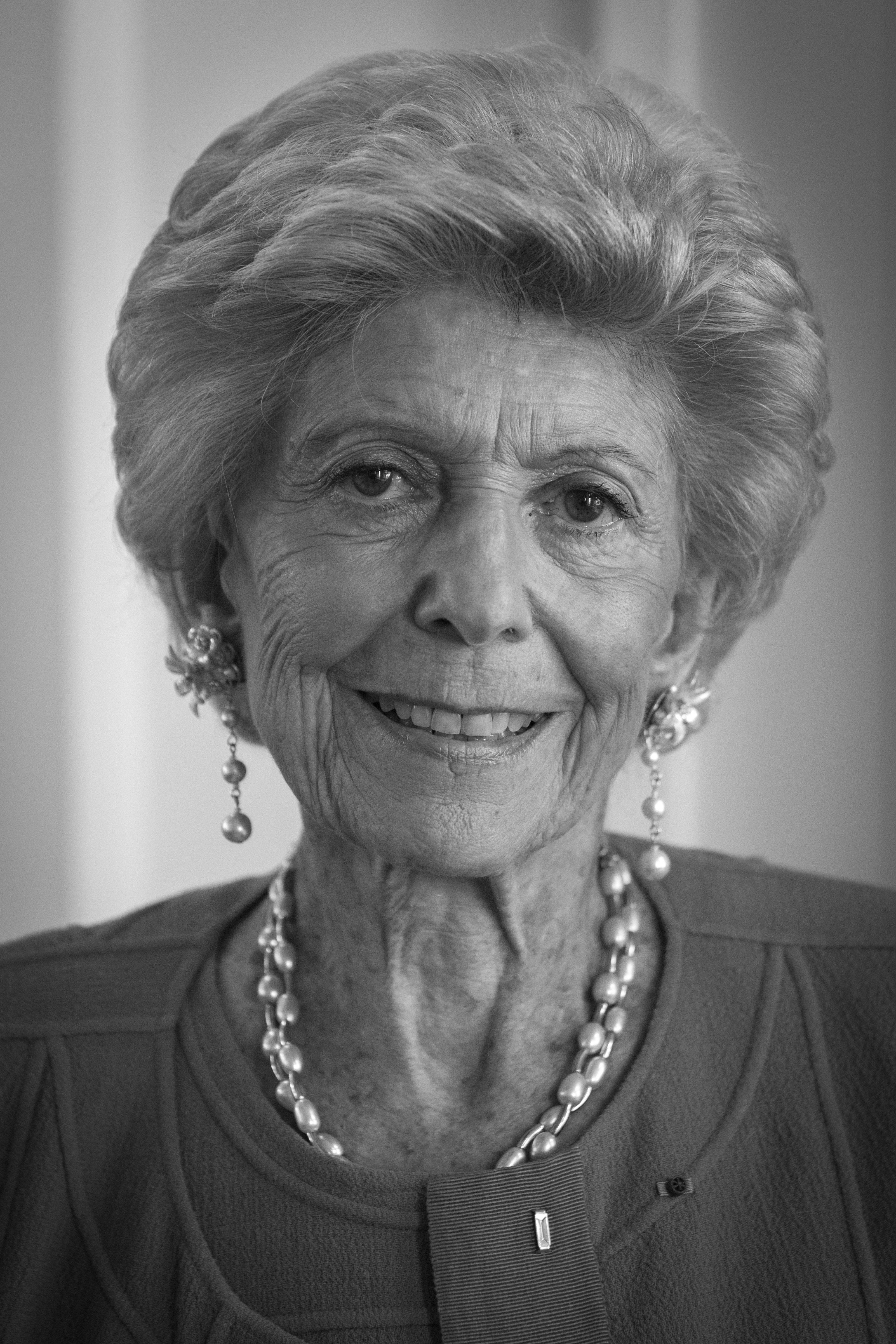
Hélène Carrère d'Encausse, (1929-2023), historienne, membre de l'Académie française
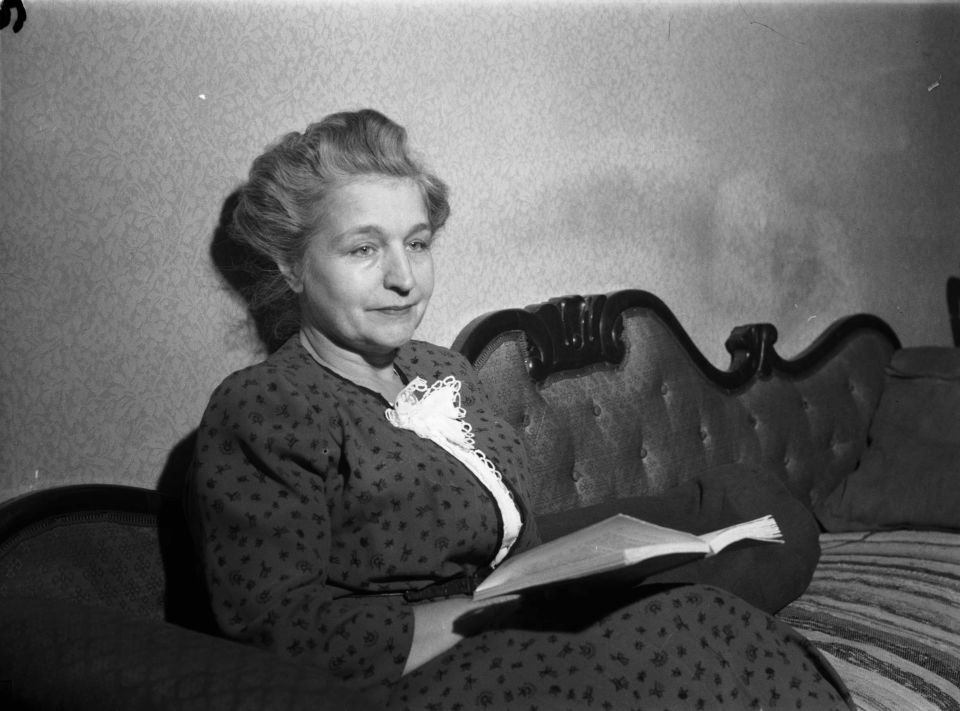
Germaine Guèvremont (1893-1968), remancière
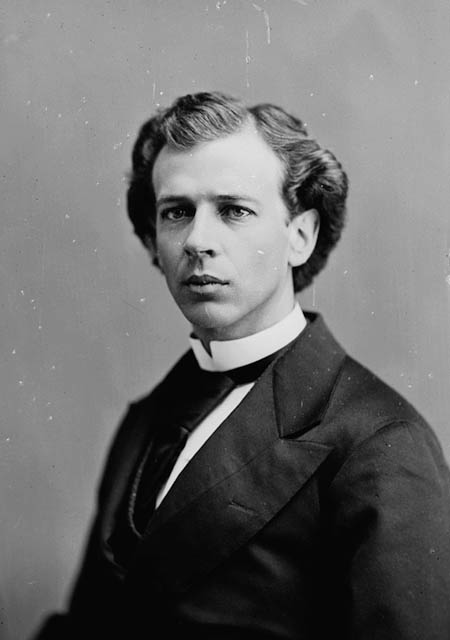
Wilfrid Laurier (1841-1919), septième premier ministre du Canada
Élie Lescot (1883-1974), président de la République d'Haïti
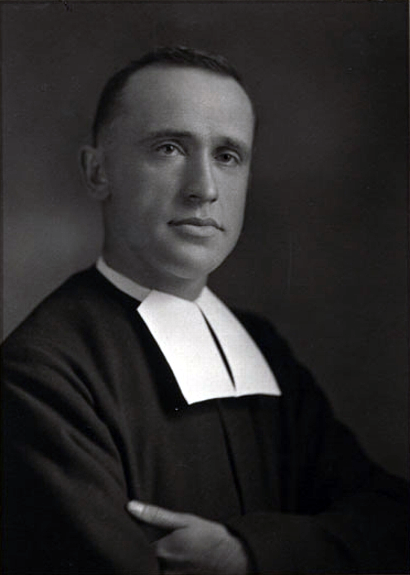
Frère Marie-Victorin (1885-1944), botaniste
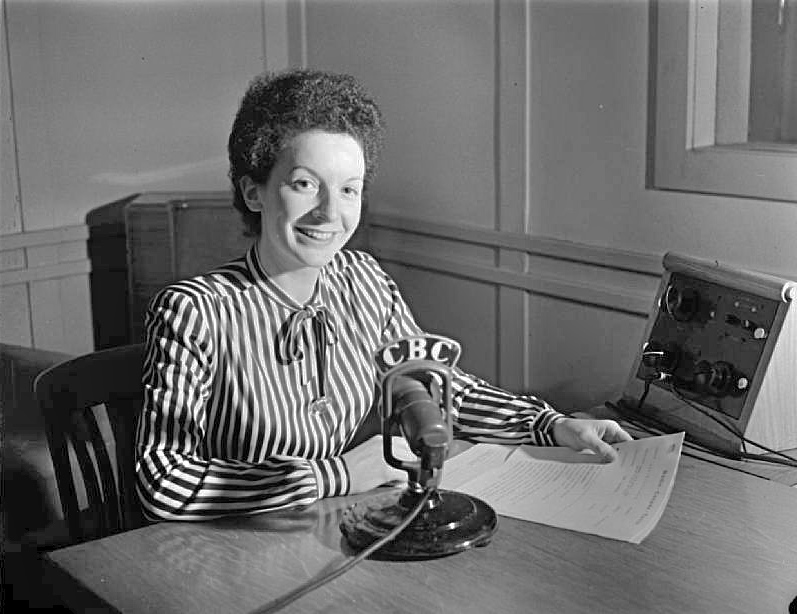
Claire Martin (1914-2014), femme de lettres
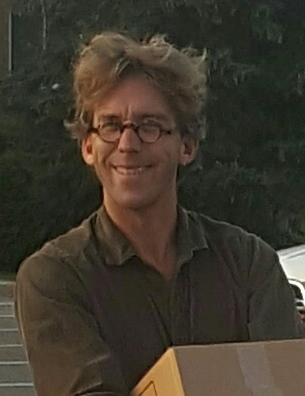
Fred Pellerin, conteur, écrivain, scénariste et chanteur
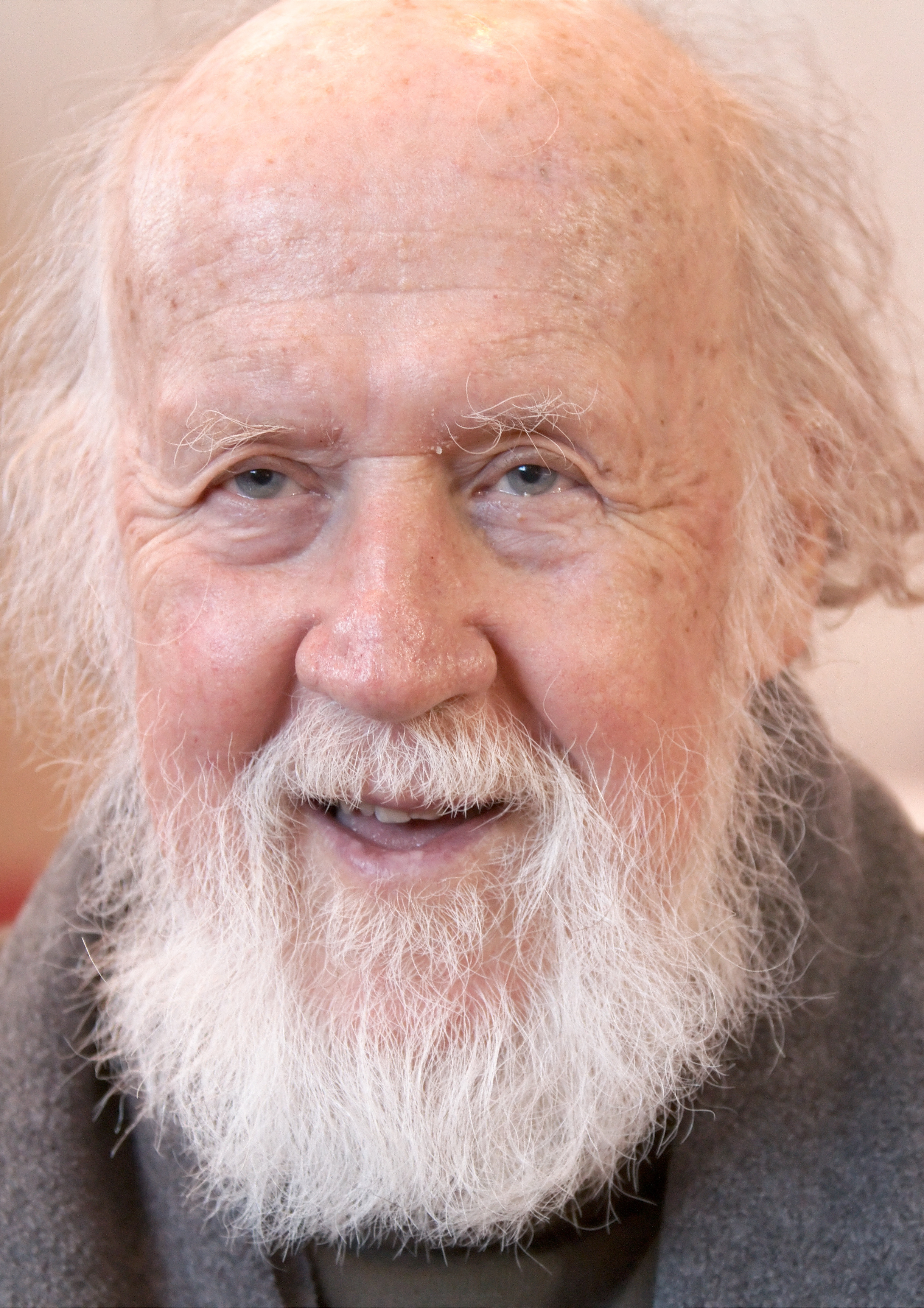
Hubert Reeves, (1932-2023), astrophysicien, vulgarisateur scientifique et écologiste
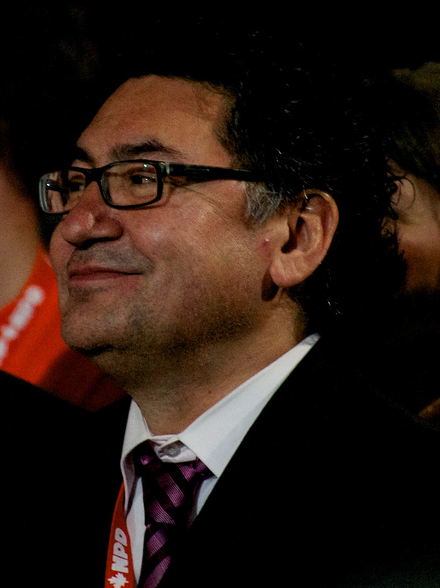
Romeo Saganash, avocat, négociateur et homme politique
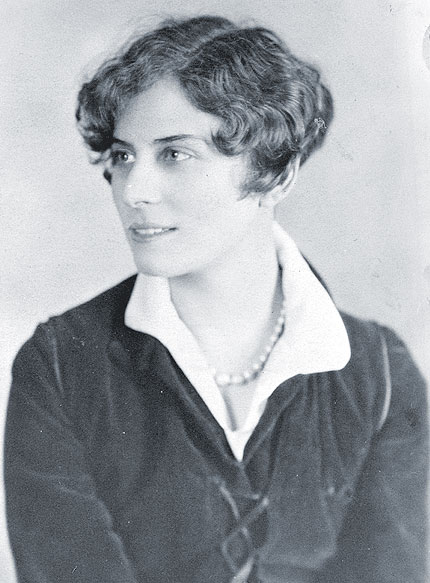
Gabrielle Roy (1909-1983), romancière
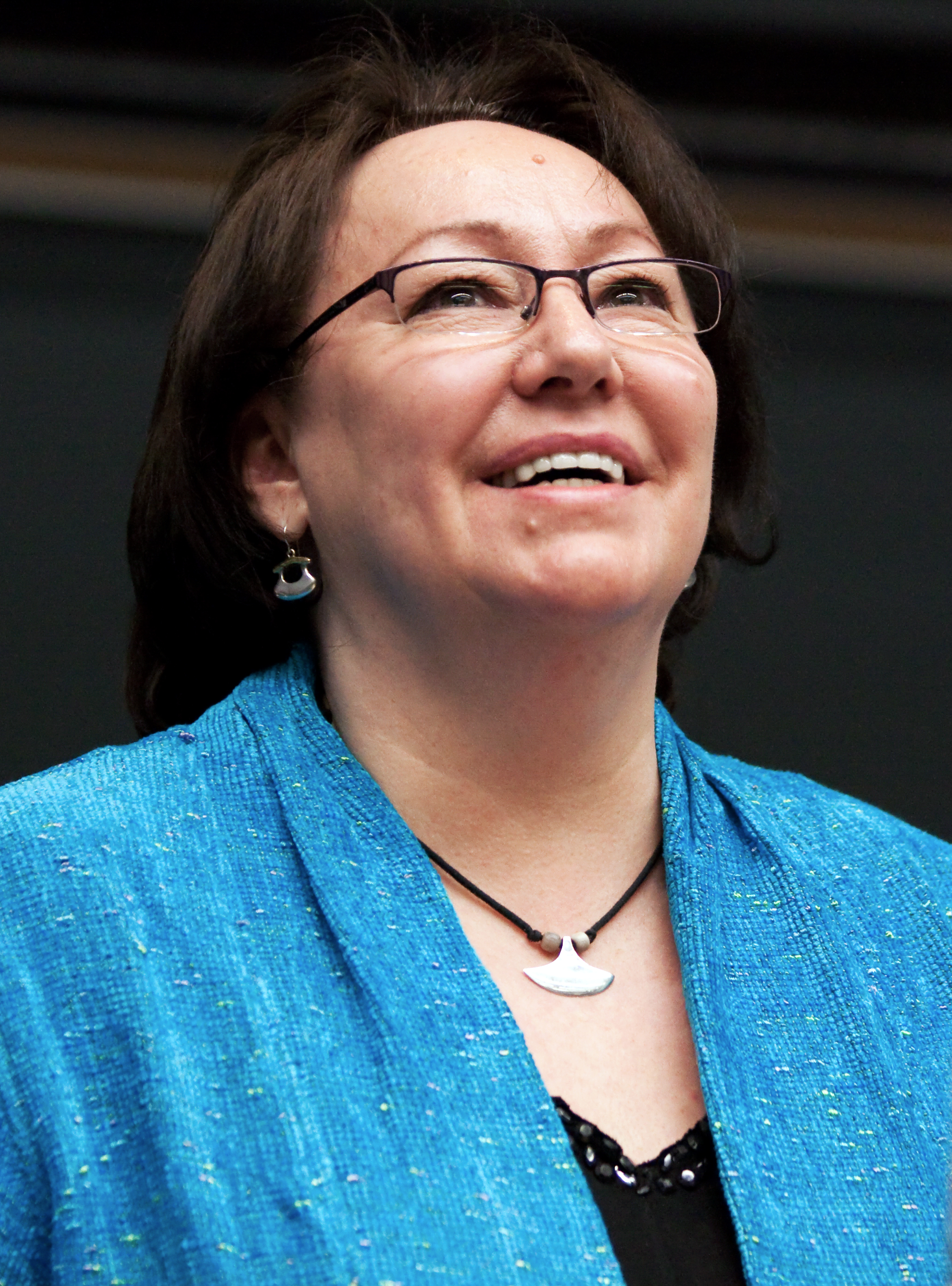
Sheila Watt-Cloutier, militante écologiste, essayiste et femme politique
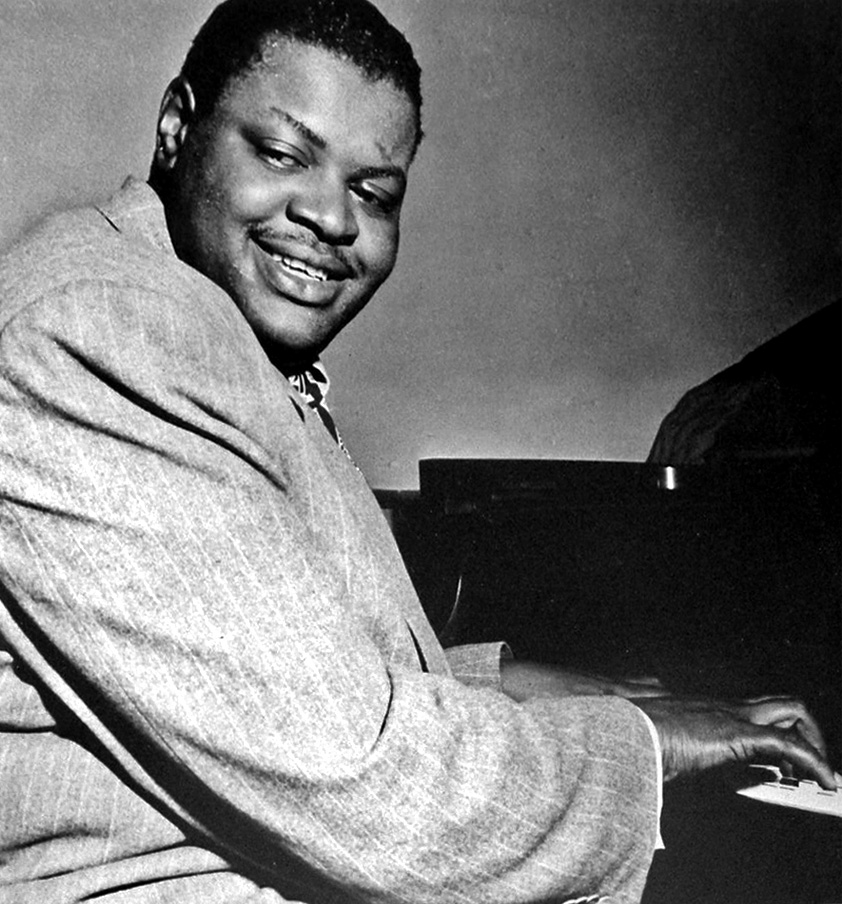
Oscar Peterson (1925-2007), pianiste et compositeur de jazz
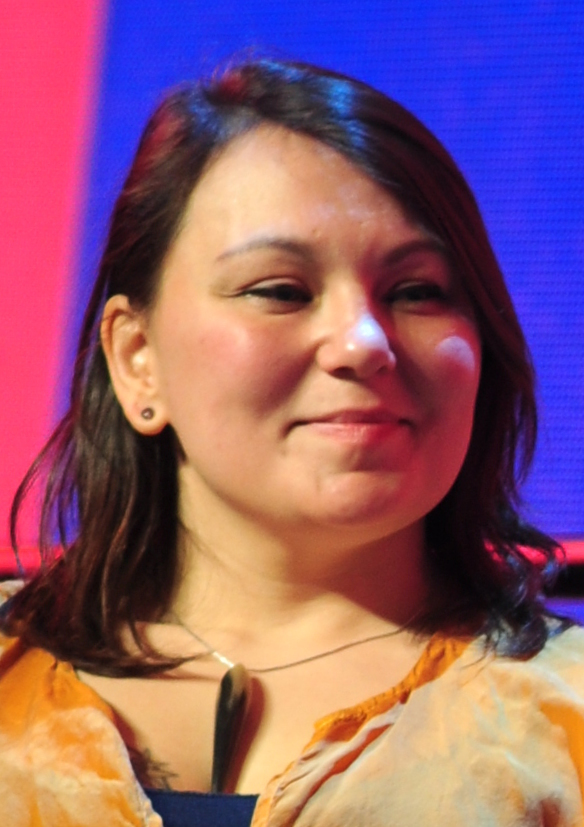
Tanya Tagaq Gillis, chanteuse et artiste
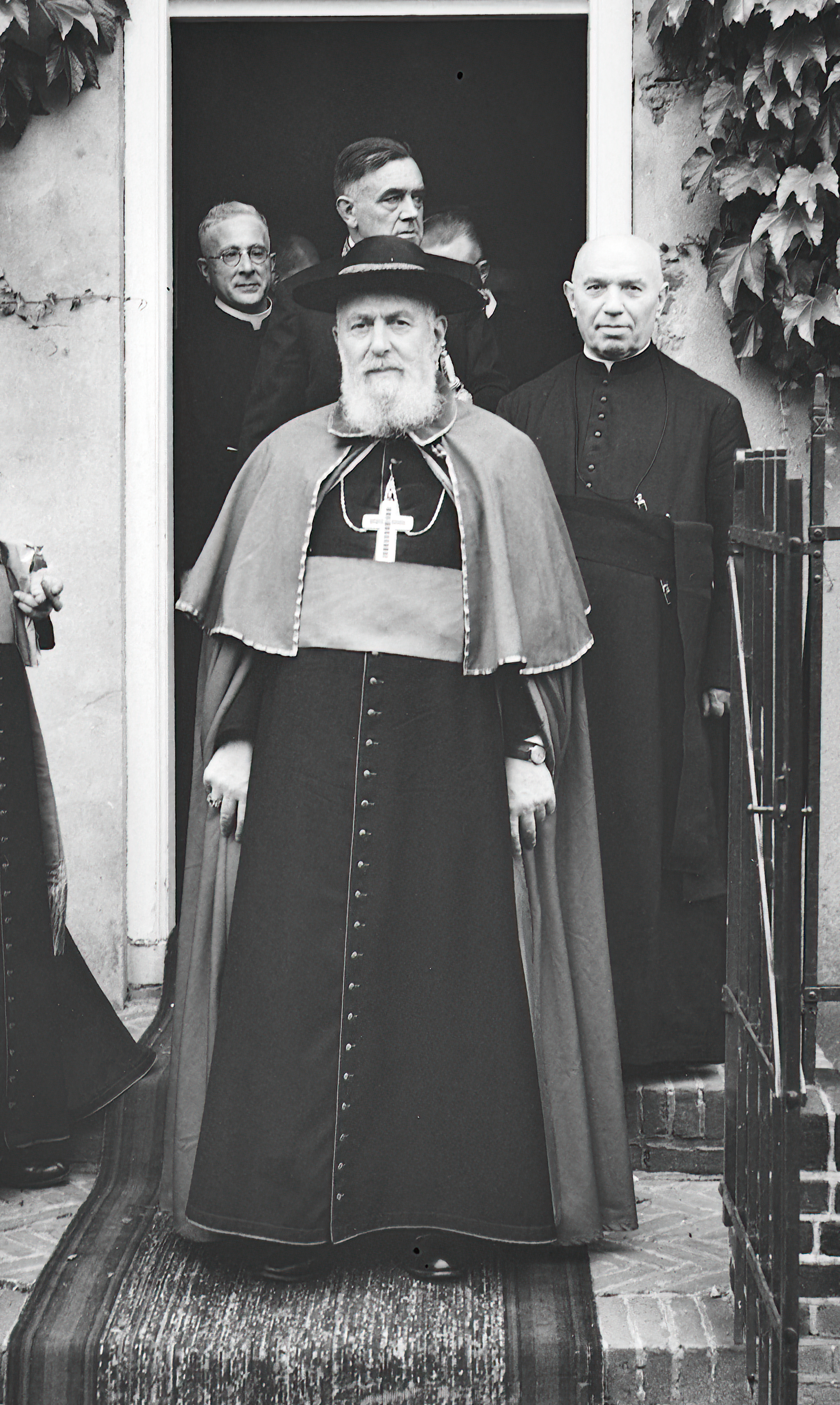
Eugène Tisserant (1884-1972), orientaliste et cardinal
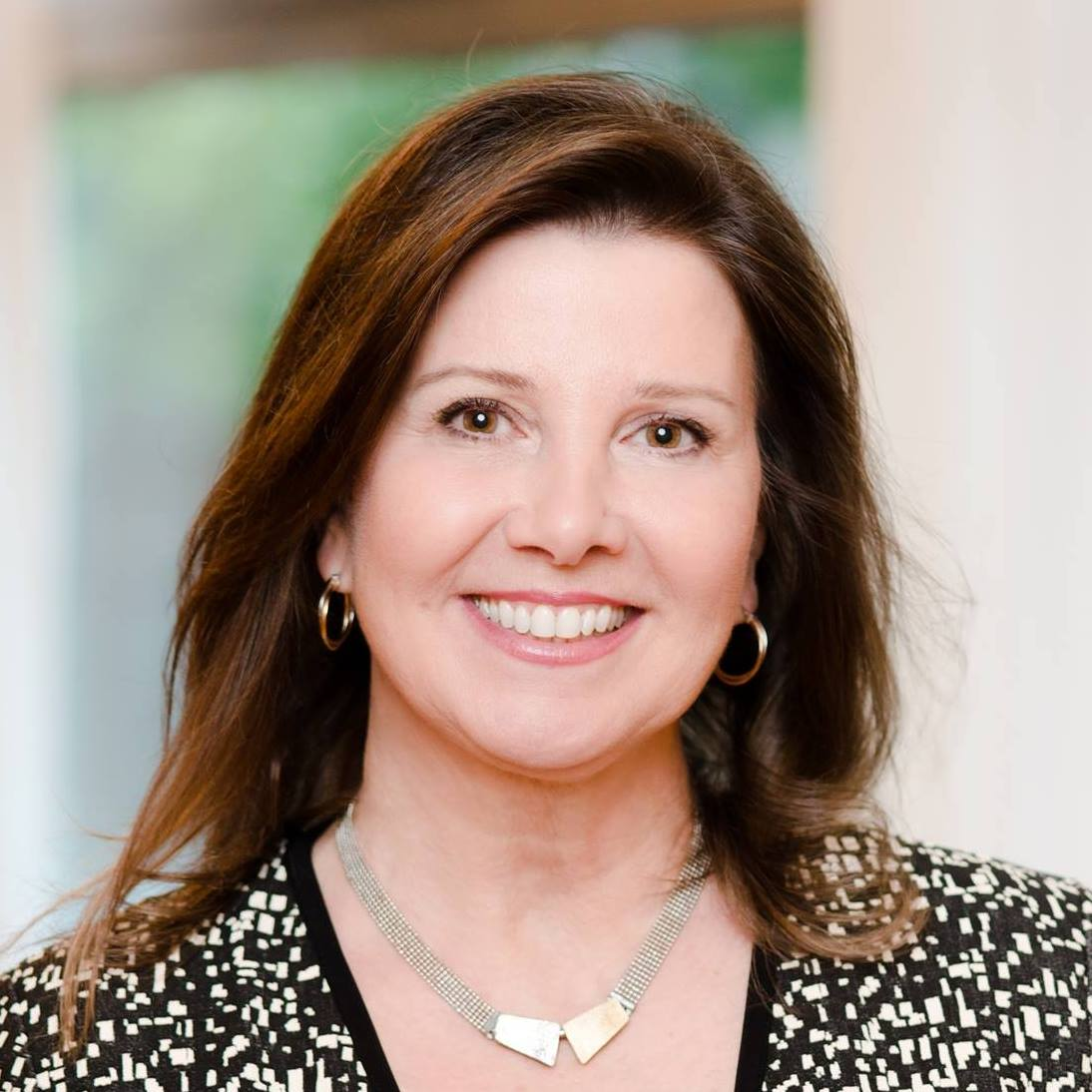
Diane Lamarre, pharmacienne et femme politique
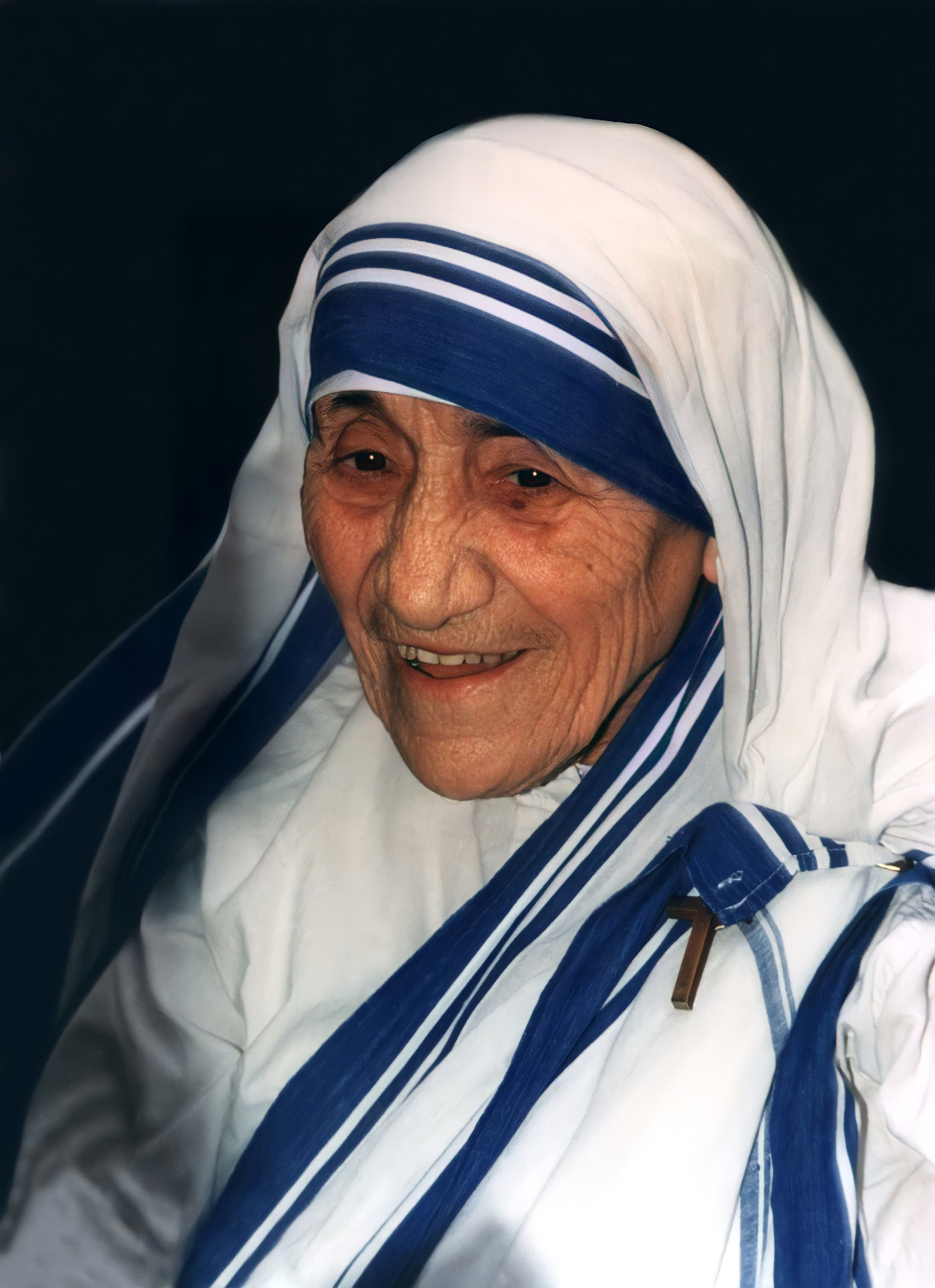
Mère Teresa (1910-1997), religieuse, missionnaire et prix Nobel de la paix
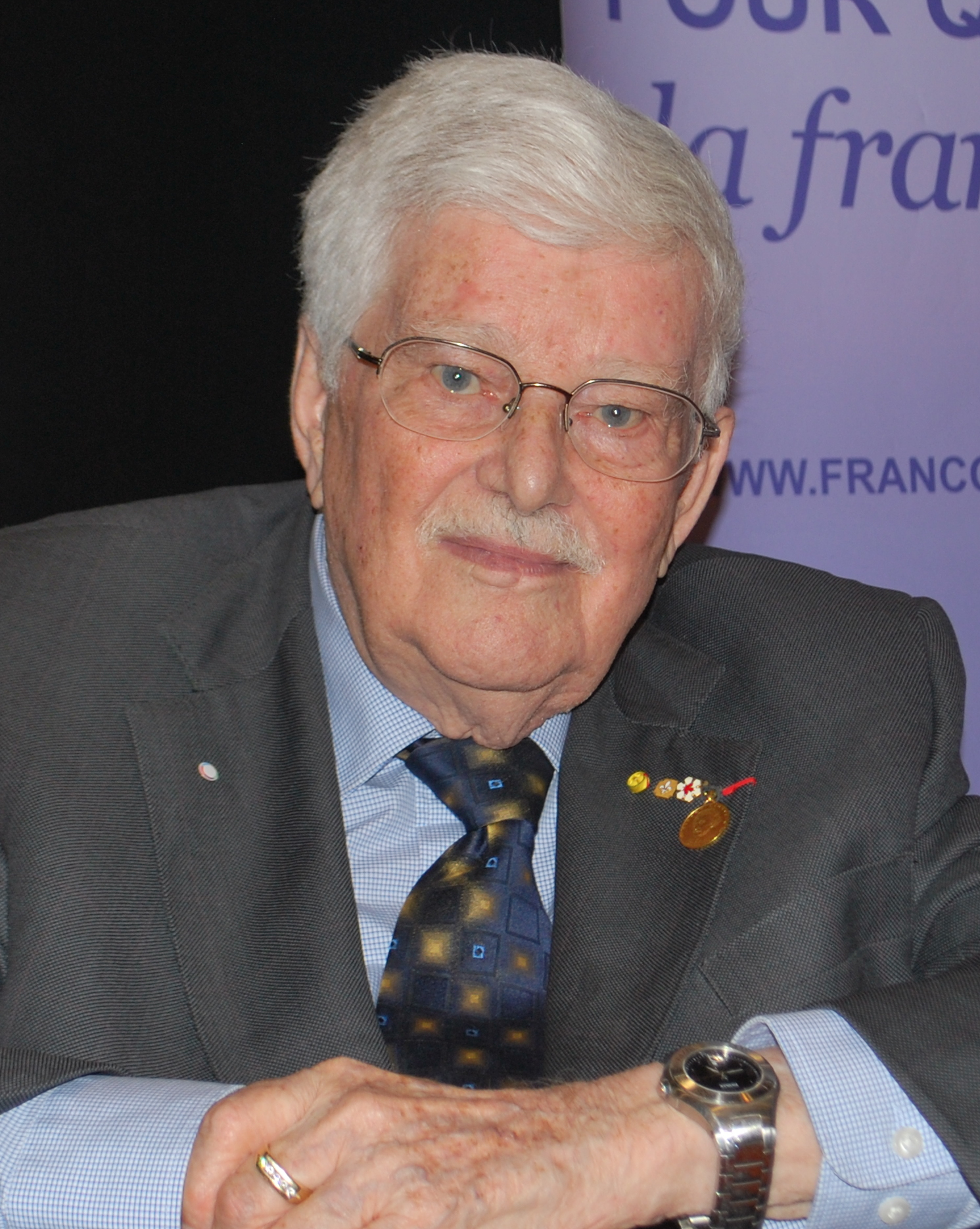
Paul Gérin-Lajoie, (1920-2018), avocat, homme politique, fonctionnaire, gestionnaire et philanthrope
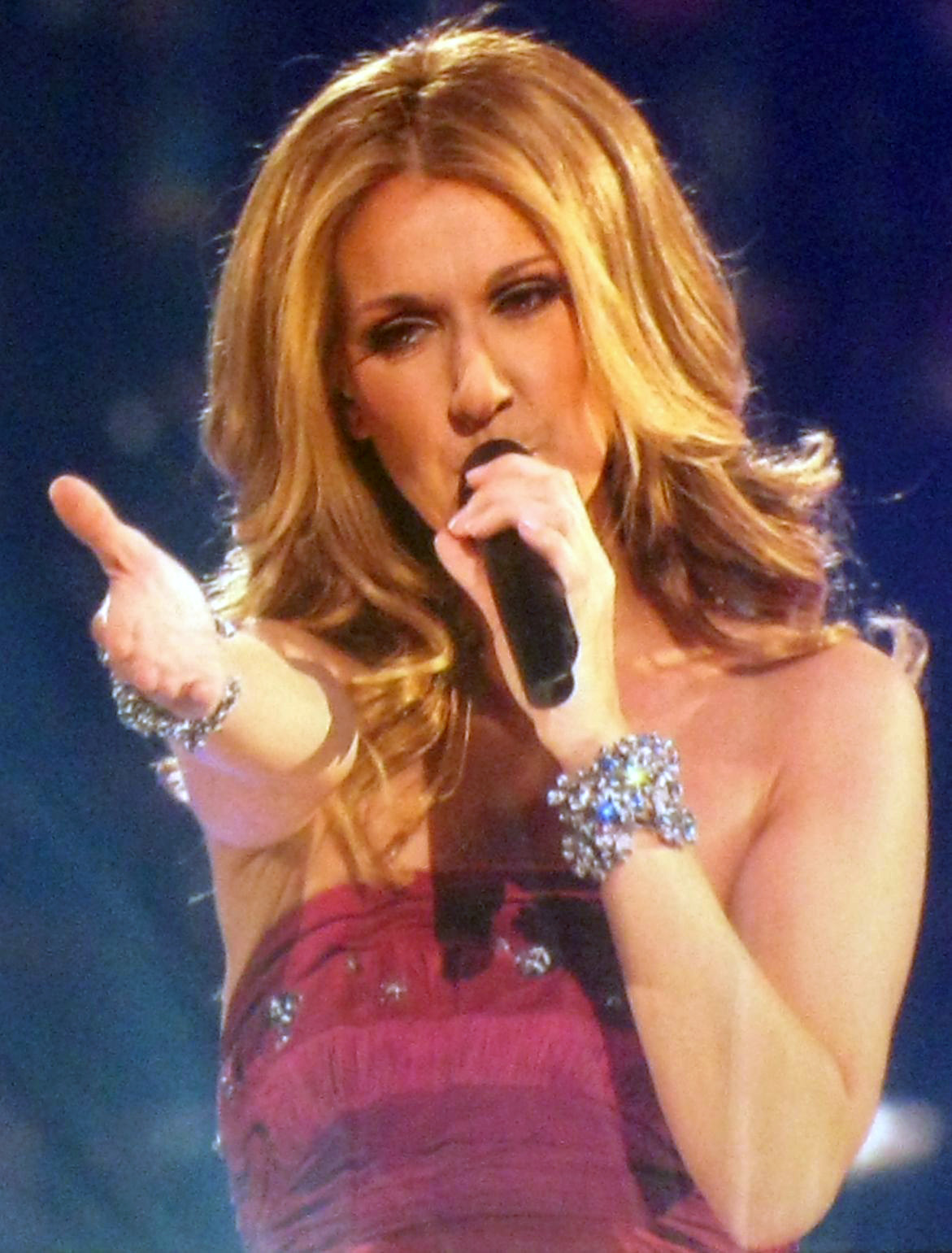
Céline Dion, chanteuse

### Prélatsayant œuvré pour l’Université Laval
- Michel-Édouard Méthot (28 juillet 1826 – 6 février 1892)
- Thomas-Étienne Hamel (28 décembre 1830 – 16 juillet 1913)
- Benjamin Pâquet (27 mars 1832 – 25 février 1900)
- Louis-Nazaire Bégin (10 janvier 1840 – 18 juillet 1925)
- Joseph-Clovis-Kemner Laflamme (19 septembre 1849 –  6 juillet 1910)
- Michel-Thomas Labrecque (30 décembre 1849 – 3 juin 1932)
- Olivier-Elzéar Mathieu (24 décembre 1853 – 28 octobre 1928)
- Amédée Gosselin (30 septembre 1863 – 20 décembre 1941)
- Charles-Napoléon Gariépy (1868 – 1932)
- Philéas-J. Filion (9 février 1868 – 1938)
- Camille Roy (22 octobre 1870 – 24 juin 1943)
- François Pelletier
- Joseph-Alfred Langlois (4 septembre 1876 – 22 septembre 1966)
- Arthur Robert (1876 – 1939)
- Georges-Alexandre Courchesne (13 septembre 1880 – 14 novembre 1950)
- Alexandre Vachon (16 août 1885 – 30 mars 1953)
- Cyrille Gagnon
- Ferdinand Vandry (1887 – 1967)
- Charles-Omer Garant (9 juillet 1889 – 21 octobre 1962)
- Joseph-Roméo Gagnon (24 février 1903 – 18 février 1970)
- Maurice Roy (25 janvier 1905 – 24 octobre 1985)
- Paul Bernier (18 janvier 1906 – 21 novembre 1964)
- Alphonse-Marie Parent (2 avril 1906 – 7 octobre 1970)
- Lionel Audet (22 mai 1908 – 10 août 1989)
- Bruno Desrochers (17 avril 1910 – 6 octobre 1976)
- Louis-Albert Vachon (4 février 1912 – 29 septembre 2006)
- André Ouellette    (4 février 1913 – 11 octobre 2001)
- Laurent Noël (19 mars 1920 – 2 juillet 2022)
- Marc Pelchat (3 mai 1950 – )

## Vie étudiante

### Équipes sportives

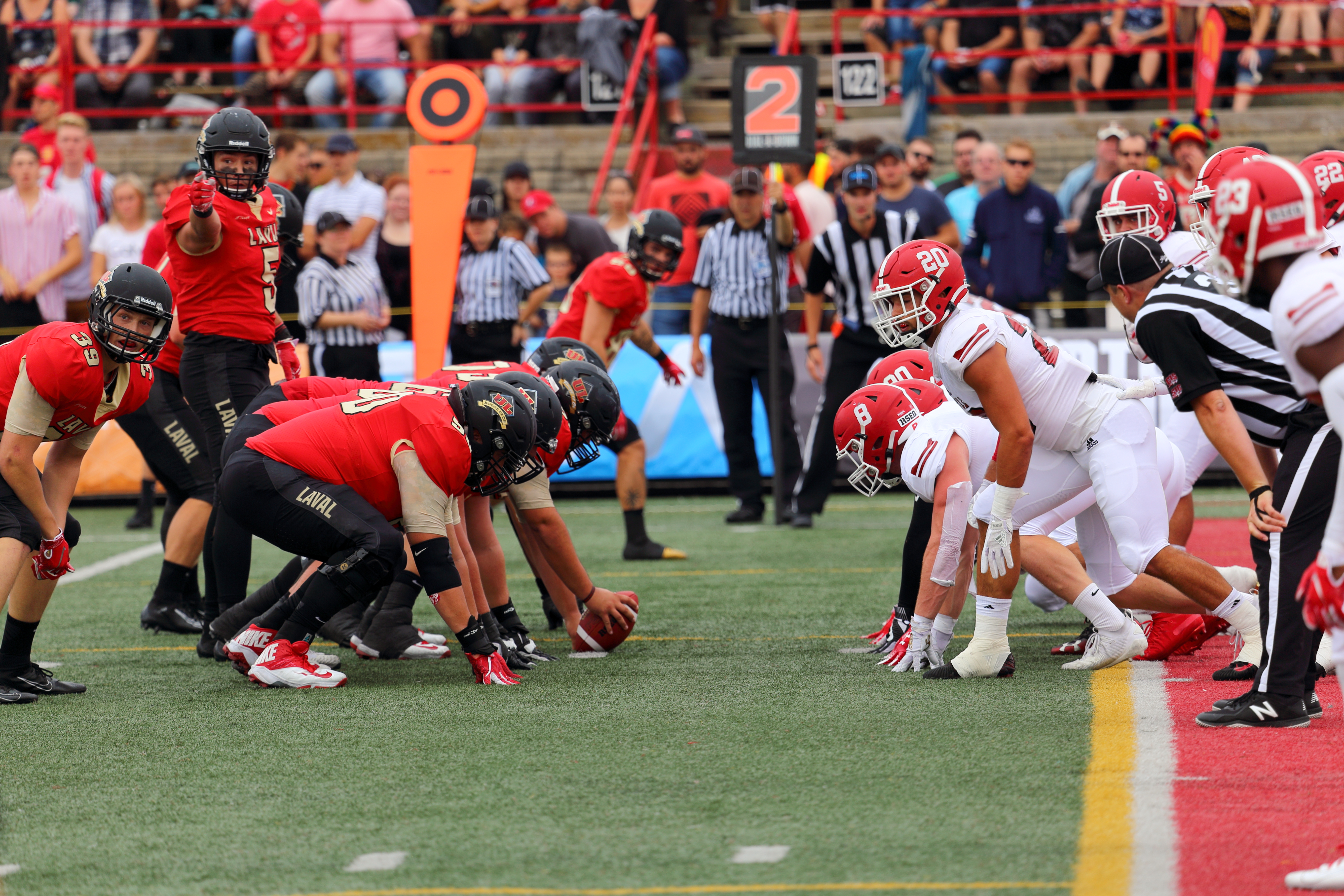
Le Rouge et Or et les Redbirds au Stade TELUS-Université Laval

Les équipes sportives d'élite de l'université sont appelées Rouge et Or. Elles s'entraînent et jouent leur match à domicile principalement au Pavillon de l'éducation physique et des sports (PEPS). Actuellement, il y a quatorze clubs Rouge et Or.
- Athlétisme
- Badminton
- Basket-ball
- Cheerleading
- Cross-country
- Football
- Golf
- Natation
- Rugby à XV
- Ski alpin
- Ski de fond
- Soccer
- Tennis
- Triathlon
- Volley-ball

Le club de football Rouge et Or génère un fort engouement, notamment pour avoir remporté onze fois la Coupe Vanier et dix-sept fois la Coupe Dunsmore.

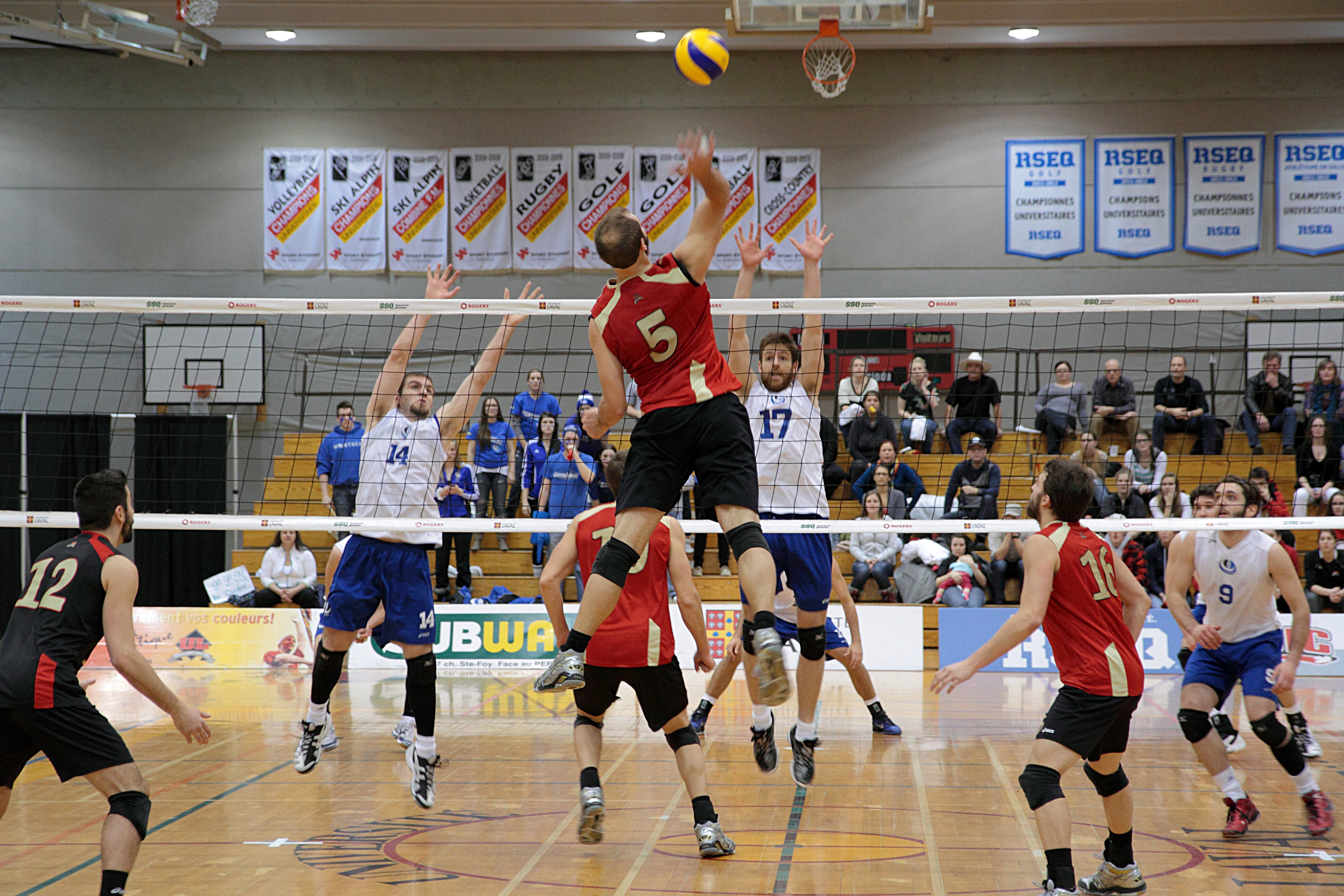
Match de volleyball contre les Carabins de Montréal.
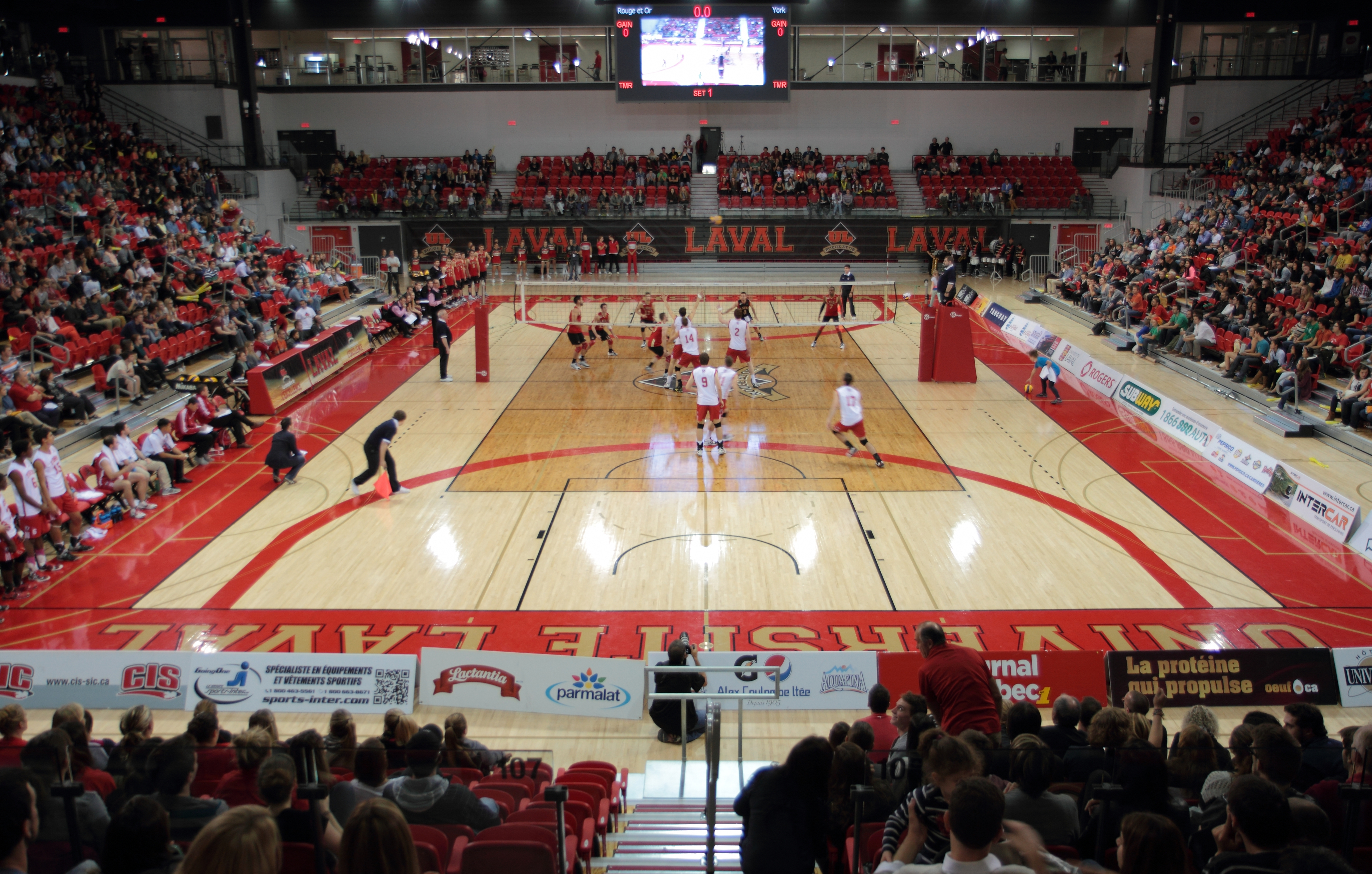
Match de volleyball à l’amphithéâtre du PEPS.
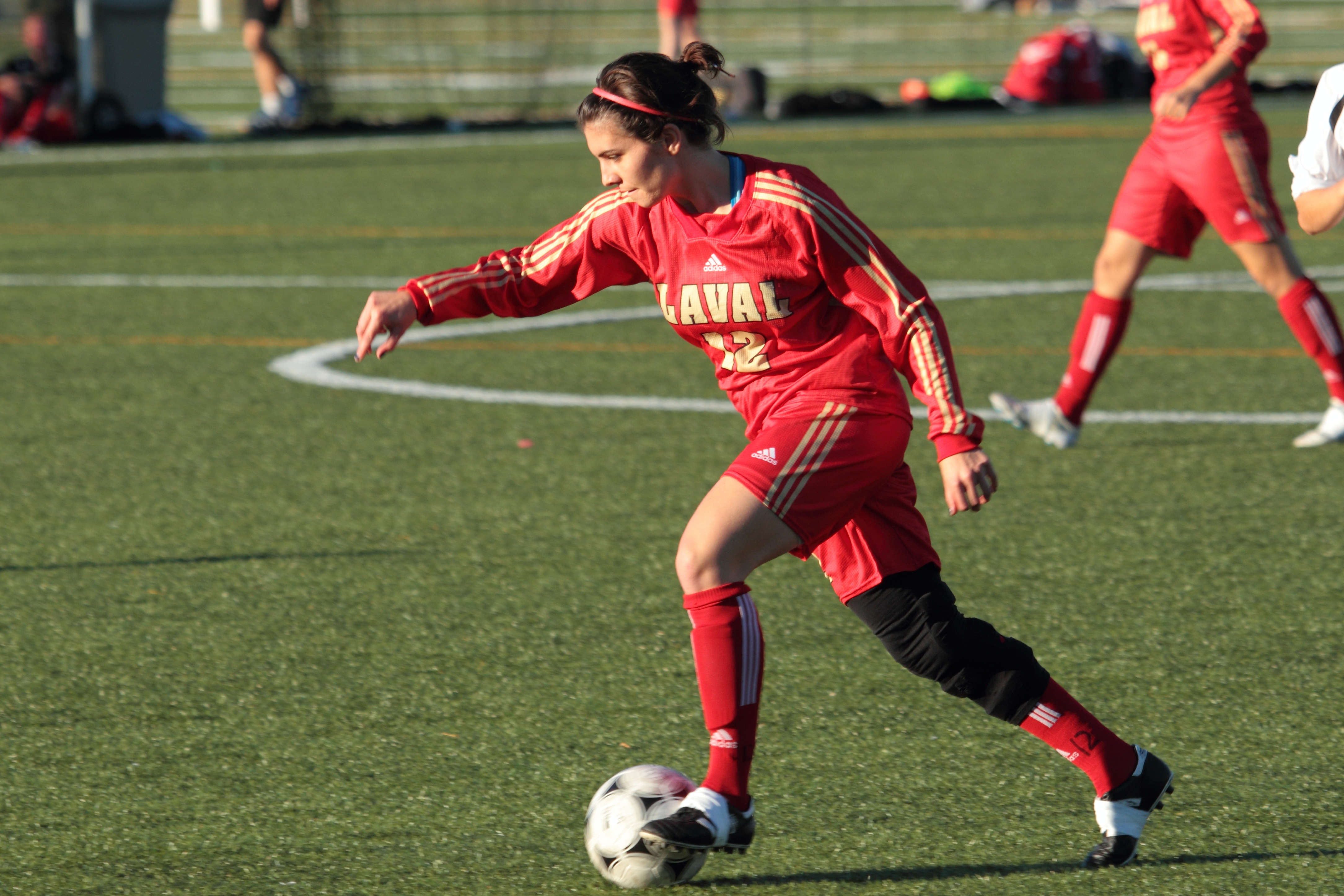
Match de soccer sur un terrain du PEPS
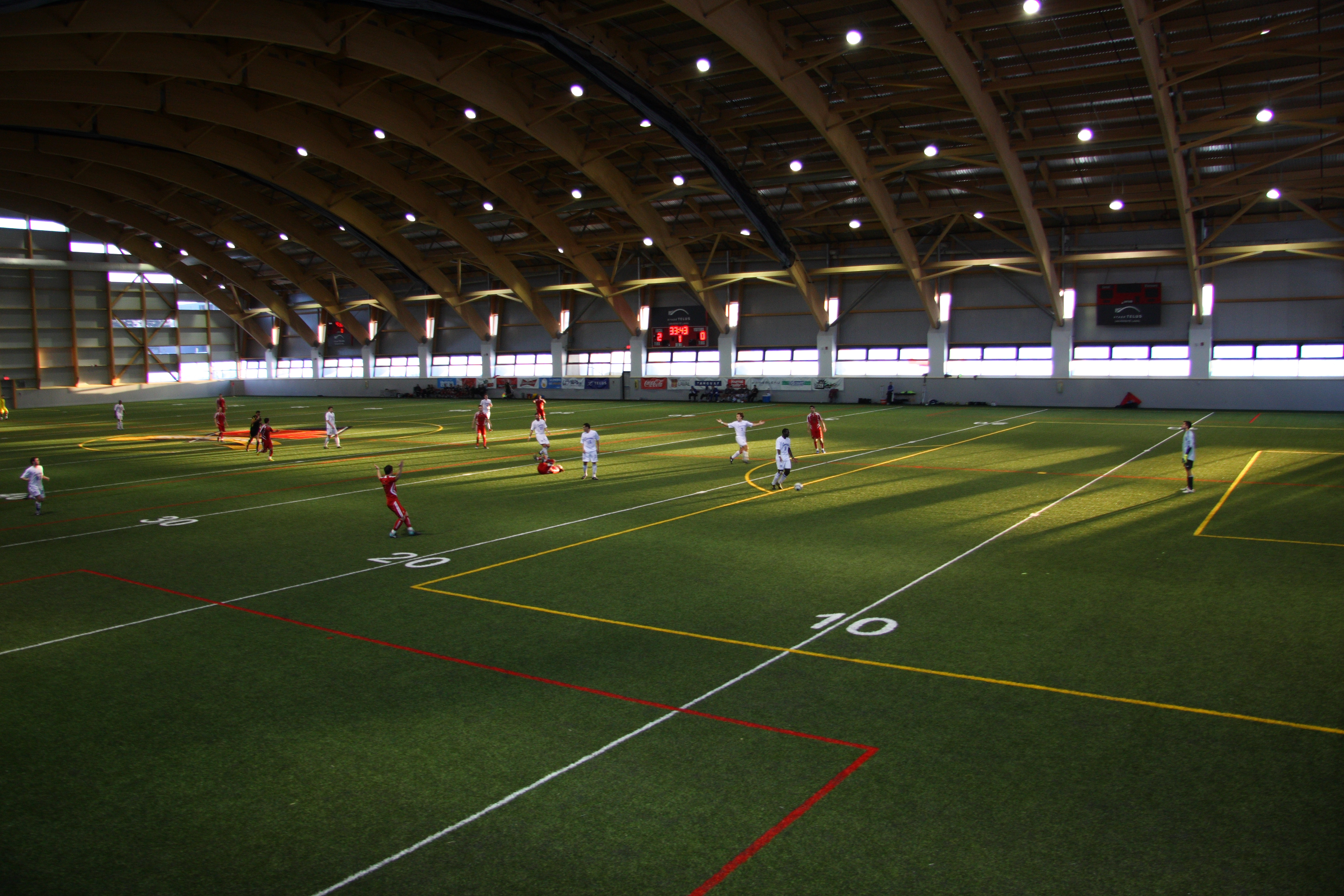
Match de soccer dans le stade intérieur
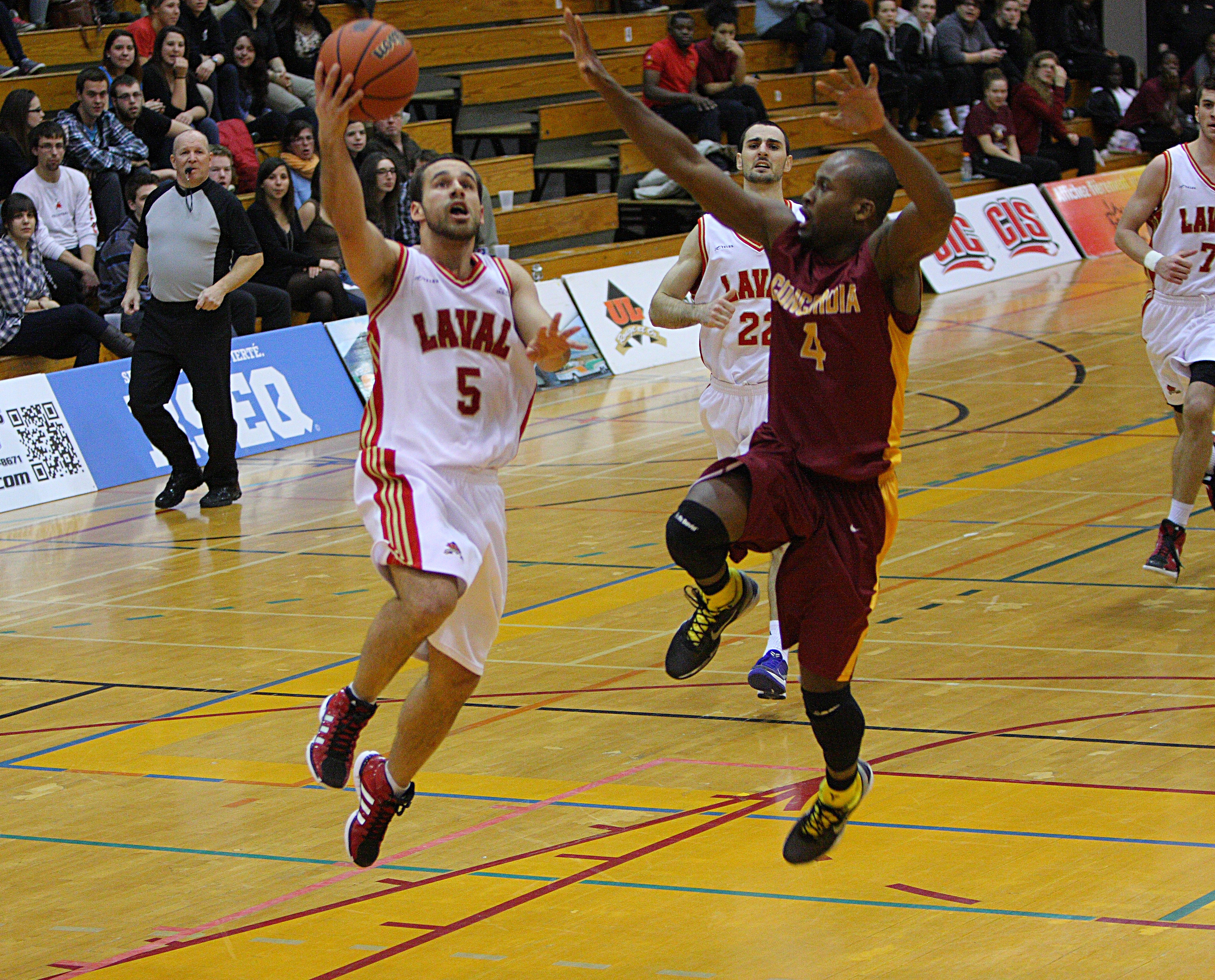
Match de basketball
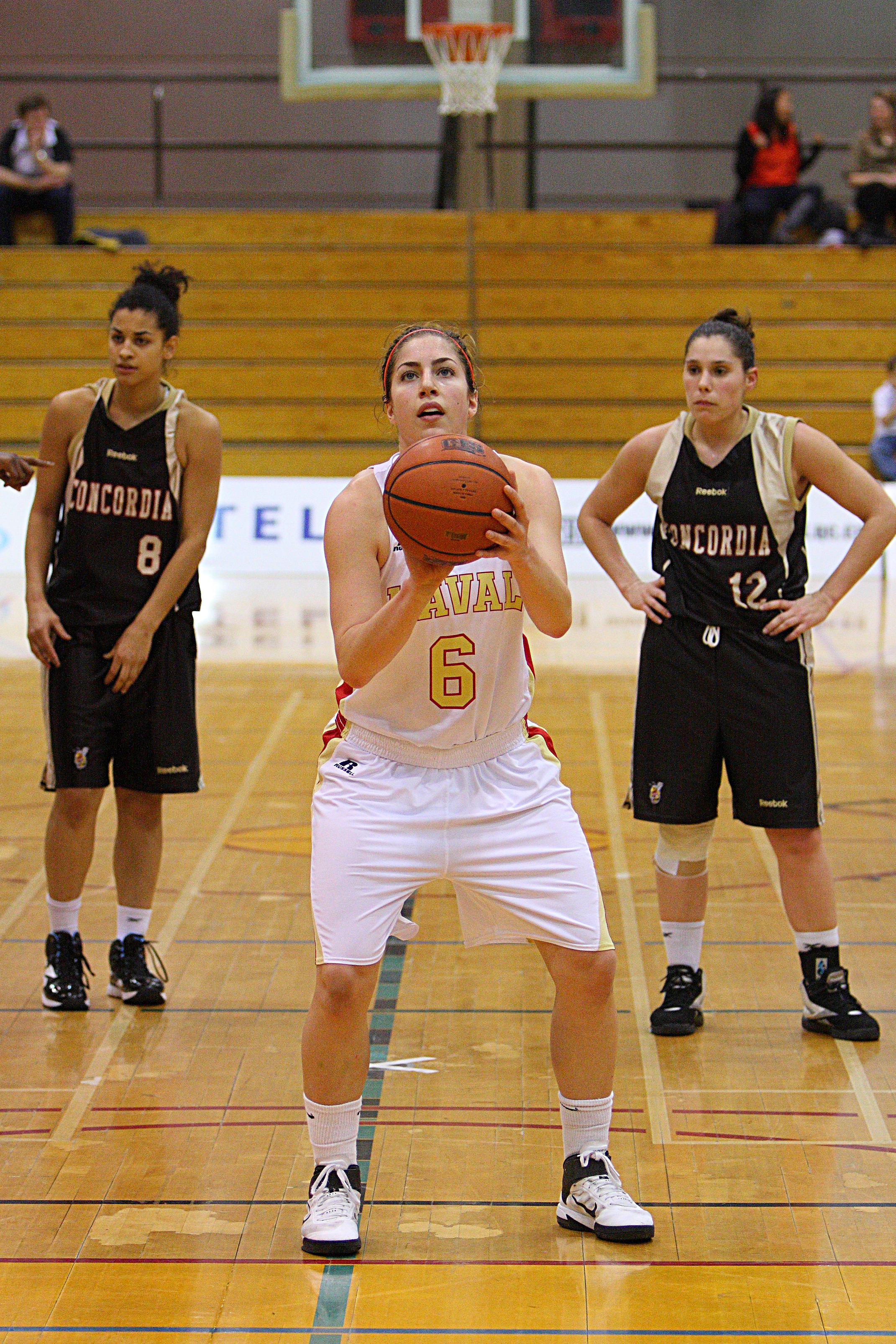
Match de basketball
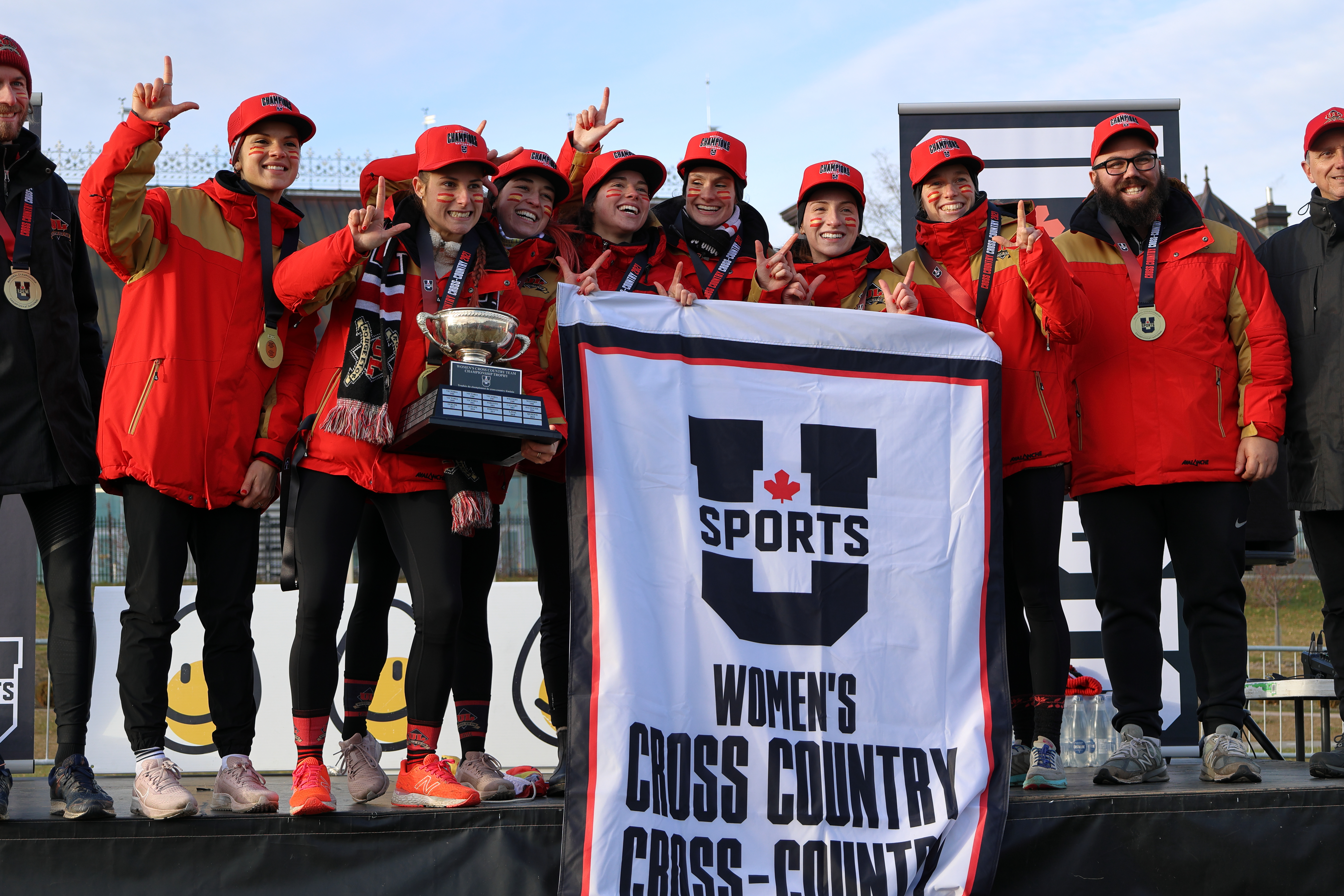
Équipe féminine de cross-country
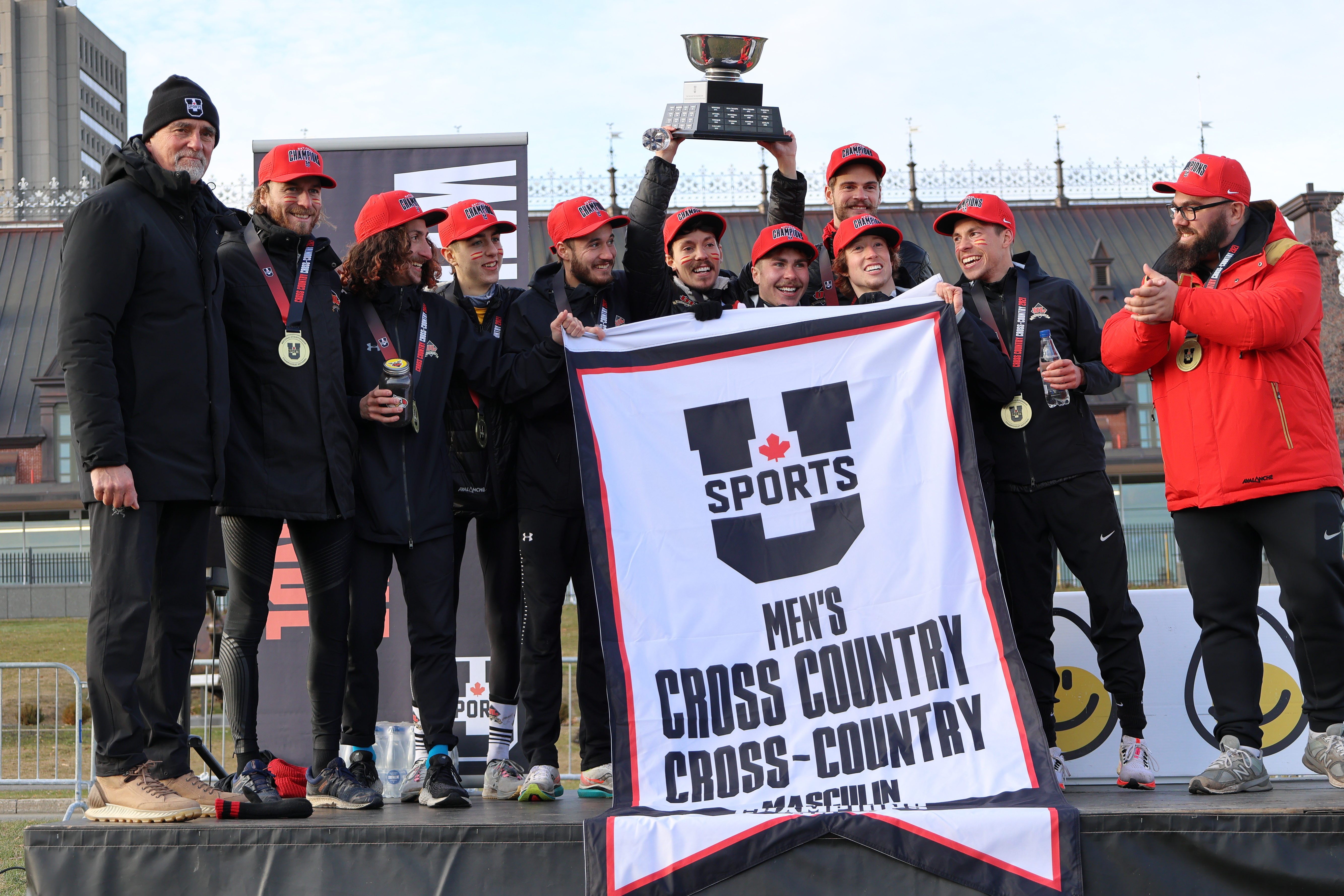
Équipe masculine de cross-country
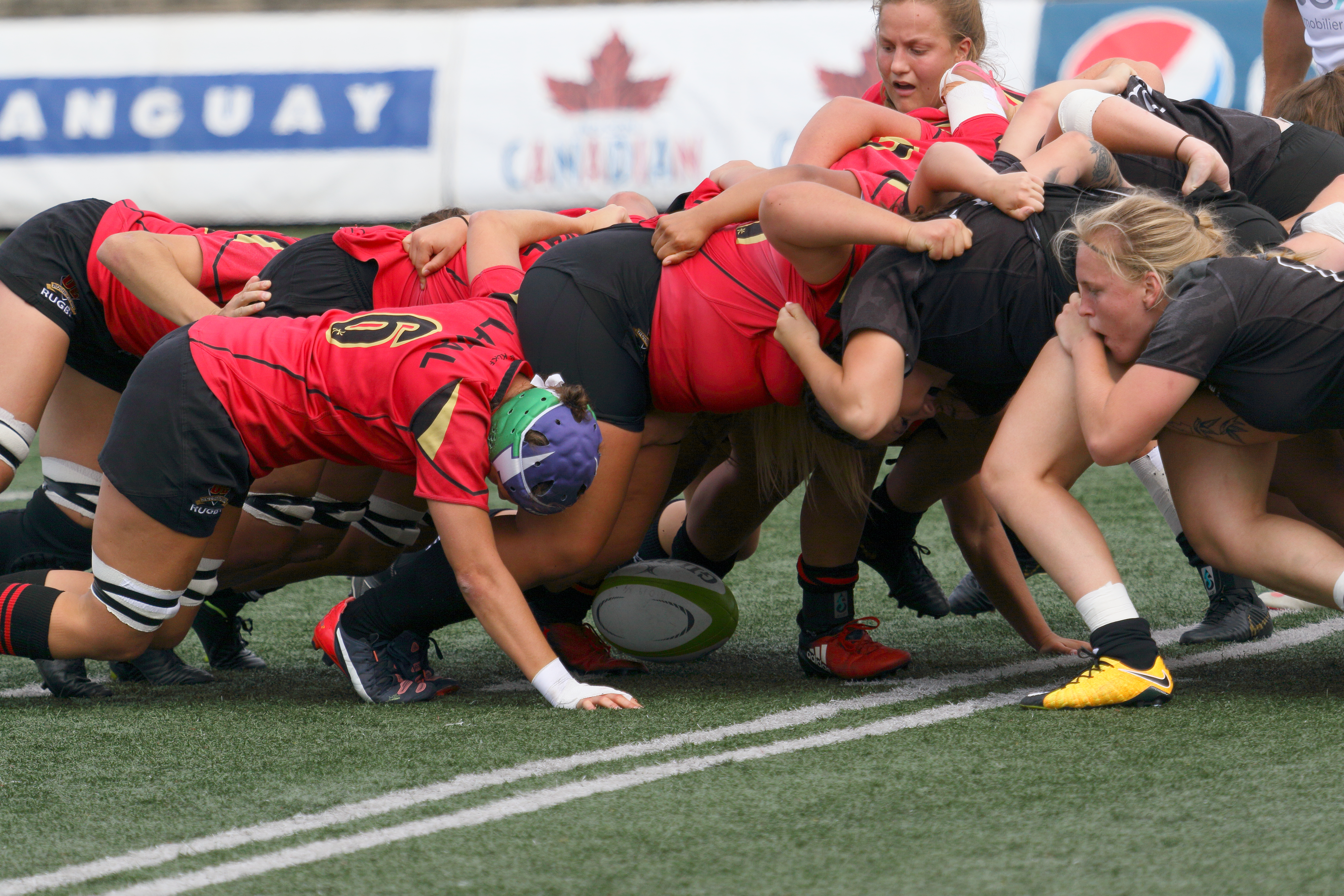
Match de rugby
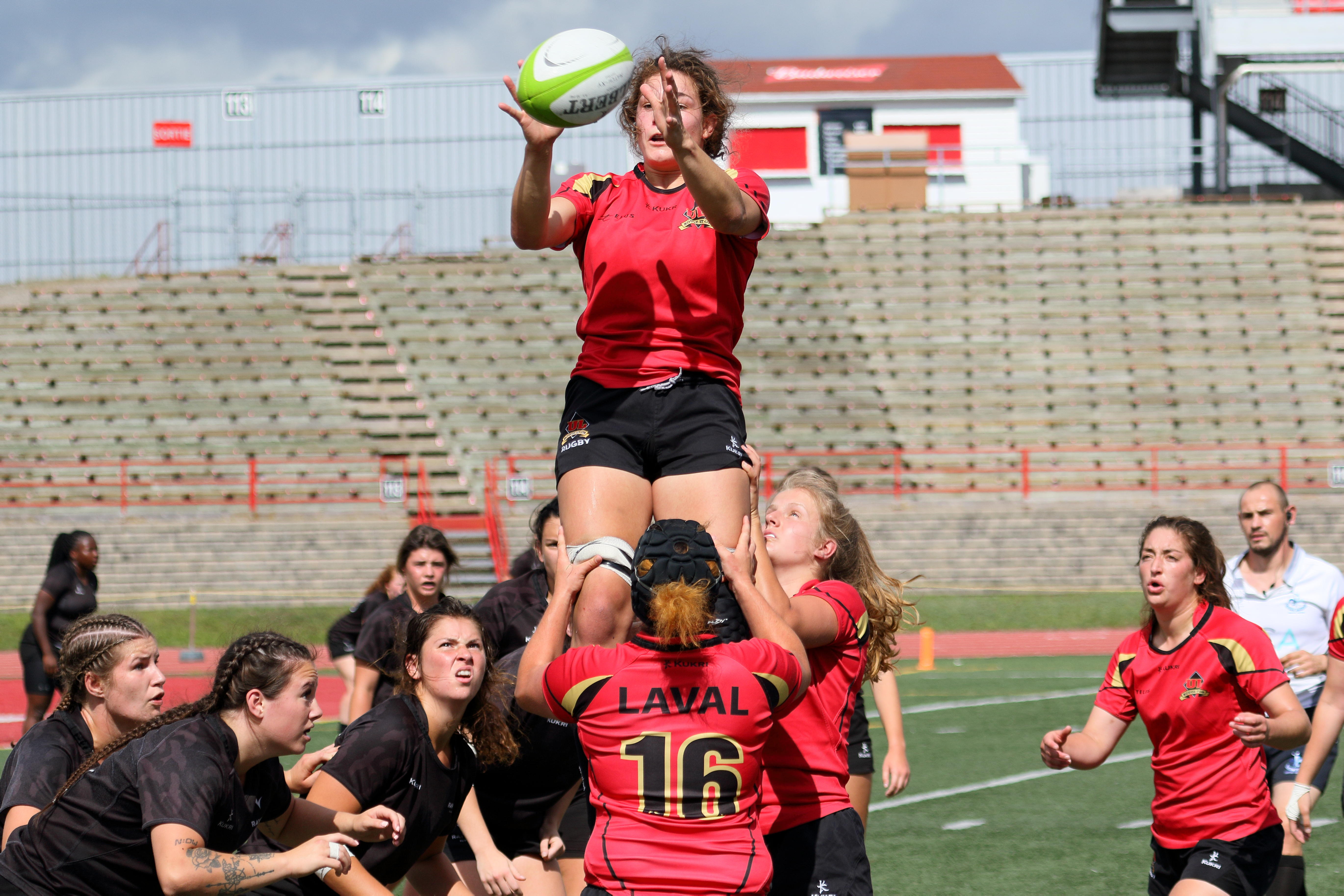
Match de rugby

### Coopérative universitaire
La coopérative de l'Université Laval (souvent désigné par son diminutif commercial « Coop Zone ») est une entreprise coopérative œuvrant dans la vente de produits destinés à toute la clientèle universitaire, tels que les livres, les notes de cours et le matériel informatique.
Elle est composée de cinq points de vente dont un principal situé dans le pavillon Maurice-Pollack.

### Confédération des associations d'étudiants et d'étudiantes de l'Université Laval (CADEUL)
La Confédération des associations d'étudiants et d'étudiantes de l'Université Laval (CADEUL), fondée en 1981, est un regroupement des 88 associations étudiantes de premier cycle de l'Université Laval. Sa mission est de défendre et promouvoir les intérêts de ses membres, d'offrir des services à la communauté étudiante universitaire et de dynamiser la vie de campus.

### Groupe gai de l'Université Laval
Le Groupe gai de l'Université Laval, ou GGUL, est une association universitaire LGBTAQ québécoise fondée en 1978. Il est le plus ancien groupe gai universitaire toujours actif au Québec. En 2018, le GGUL change de nom et devient l'Association étudiante pour la diversité sexuelle et de genre de l’Université Laval (ADSGUL)

### CHYZ-FM
CHYZ-FM est, depuis 1997, la radio officielle de l’Université. Elle diffuse à la fréquence 94,3 FM un choix musical et éditorial destiné non seulement à la population étudiante de l'Université mais aussi au public en général.

### Festival de Sciences et Génie

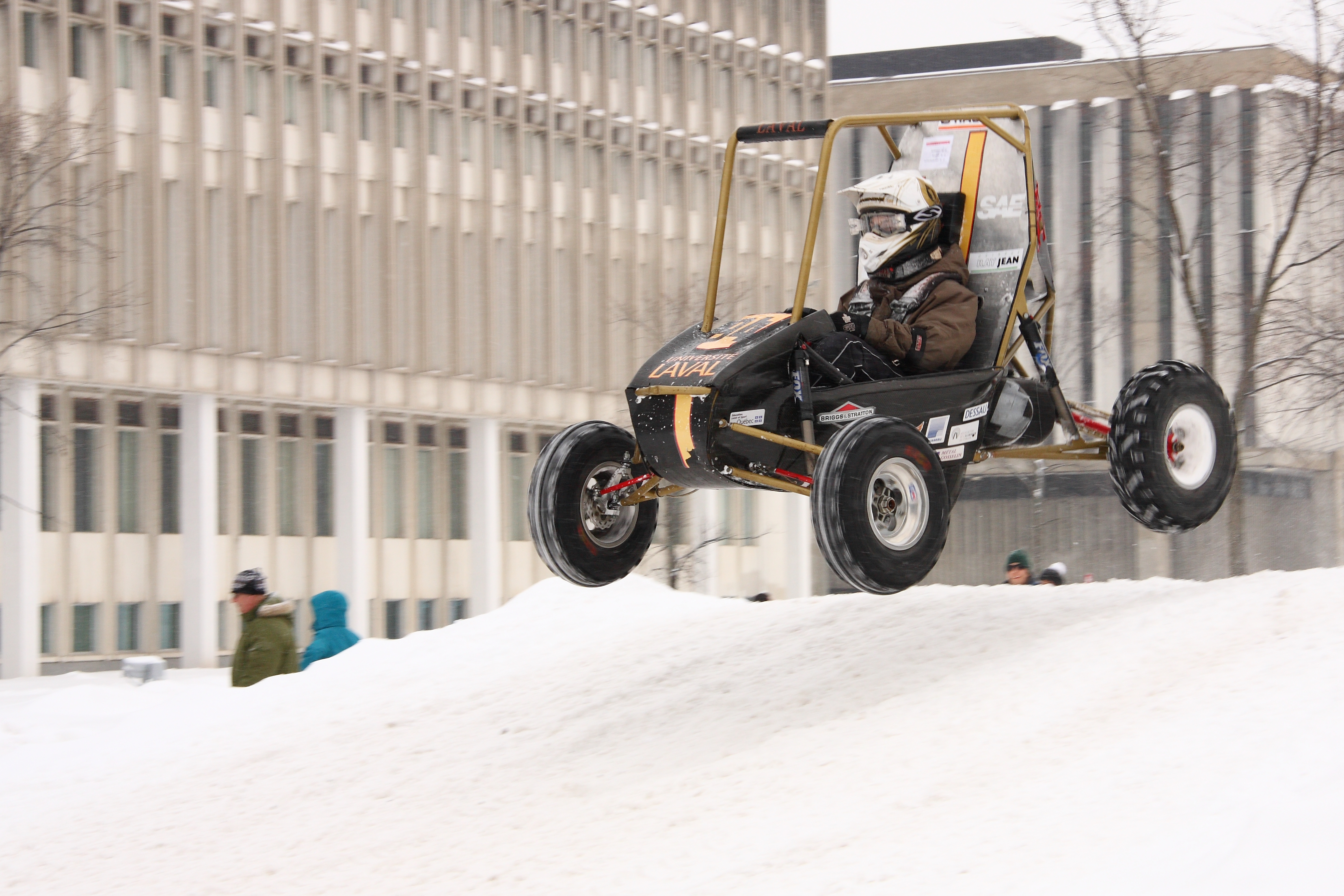
Course de mini-bajas – l'Épreuve du Nord

Le Festival de Sciences et Génie (FSG) est un festival étudiant ayant lieu sur le campus à chaque année au mois de janvier. La première édition a eu lieu en 1976.

### Impact Campus
Impact Campus est le journal indépendant des étudiants de l’Université. Il publie six numéros réguliers par année en plus d'un numéro consacré à la rentrée scolaire, Université 101, en collaboration avec l'Université Laval et les deux associations étudiantes. Dès son premier numéro, Impact Campus accueille la série de bande dessinée intitulée Réflexions estudiantines de l'auteur Marc Pageau, alors étudiant à l'Université au baccalauréat en Arts visuels. Cette série avait été créée deux ans auparavant pour le journal Matricule et mettait en vedette un étudiant imaginaire, Simon Simoneau.

### Cercle des Premiers Peuples
Depuis 2022, le Cercle des Premiers Peuples – un espace destiné aux étudiants des nations autochtones – est aménagé à la Bibliothèque au pavillon Jean-Charles-Bonenfant. Plusieurs services y sont offerts, comme la reconnaissance culturelle, l’intégration dans le milieu urbain, l’aide aux devoirs, le soutien psychologique, la recherche de bourses, la recherche d’hébergement et l’accompagnement dans les procédures administratives.

## Presses de l'Université Laval
Les Presses de l'Université Laval (PUL) sont une maison d'édition universitaire fondée en 1950 par l'Université Laval.

## Dictionnaire biographique du Canada
Le Dictionnaire biographique du Canada est un dictionnaire biographique sur les personnalités qui ont contribué à l’histoire du Canada. Entrepris en 1959, il est le fruit d’une collaboration entre l'Université de Toronto et l'Université Laval. Sa première édition fut publiée en 1966.

## Distinctions
Diverses distinctions sont remises par différentes instances du campus.

### Médaille Gloire de l'Escolle
La médaille Gloire de l'Escolle est remise par l'Association des diplômés de l'Université Laval pour rendre hommage à d'anciens diplômés pour leur contribution exceptionnelle à leur profession et à la société.

### Médaille Georges-Henri-Lévesque
La Médaille Georges-Henri-Lévesque est remise depuis 1989 par la Faculté des sciences sociales en l'honneur du Révérend Père Georges-Henri Lévesque.

### Prix Hermès
Les prix Hermès sont des distinctions décernées par la Faculté des sciences de l'administration.

### Prix Summa
Le Prix Summa est un prix remis par la Faculté des sciences et de génie pour souligner le travail exceptionnel de l'un de ses professeurs.

## Faits variés sur l'Université Laval
- L'Astéroïde (14424) Laval est nommé en l'honneur de l'université.
- En 1931, le premier navire océanographique québécois – le Laval SME – est mis en service. Il s’agit d’un bâtiment de 52 pieds équipé d’instruments de base pour la mesure des propriétés physico-chimiques, bathymétriques et limnologiques des eaux. Il est basé à la station de biologie marine de Trois-Pistoles[130].
- La course de 10 kilomètres de l'Université Laval a lieu depuis 1967[131].
- Chaque année depuis 1976 se tient le Festival de Sciences et Génie.
- L'Opération Nez rouge a été lancé le 13 décembre 1984 par Jean-Marie De Koninck pour financer l’équipe de natation[17].
- C´est à Laval qu'ont été créés, en 1996, les Jeux de la communication, tournoi entre plusieurs universités canadiennes.
- Depuis 2002, la CADEUL organise chaque année les Jeux inter-facultaires, une compétition amicale entre les facultés.
- Selon la revue Québec Science, trois des dix découvertes scientifiques de l'année 2006 au Québec ont été réalisées par des chercheurs de l'Université Laval, soit Barbara Papadopoulou et Serge Rivest, de la Faculté de médecine, et Simon Rainville, du Département de physique, de génie physique et d’optique.
- C'est à Laval également qu'ont été créés, en 2011 les Jeux de Politique, tournoi entre plusieurs départements de science politique au Québec et en Ontario. À son édition de 2012, c'était la plus importante compétition de politique universitaire au Québec.
- Le 15 avril 2013, l'Université Laval annonçait son retrait de la CREPUQ sur une décision unilatérale de son recteur, Denis Brière, devenant par le fait même le seul établissement universitaire québécois à ne pas faire partie de cet organisme[132].
- L'Université Laval fait l'objet d'une action collective autorisée pour violation des droits d'auteur déposée en 2014[133].
- Partenaire de l'organisation HIP[134] pour la réalisation des mesures infraouges dans la campagne « Scan Pyramids »[135] sur les recherches et mesures sur les pyramides du plateau de Giza et de Dahchour afin d'y trouver d'éventuelles nouvelles données quant à leurs structures internes. La campagne est lancée, suivie et régulièrement annoncée par le ministre des Antiquités Égyptien, M. Eldamaty[136],[137],[138],[139],[140],[141]. Le retentissement devient mondial, jusqu'à faire ressortir une ancienne théorie personnelle sur la construction des pyramides du Dr Ben Carson qui dérivera en argument de bataille entre deux candidats à l'élection, Carson et Trump, lors des primaires présidentielles du Parti républicain américain de 2016[142].